# Prisonniers de guerre allemands de la Seconde Guerre mondiale en France
 (avril 2024).
 (septembre 2023).
La mise en forme du texte ne suit pas les recommandations de Wikipédia : il faut le « wikifier ».
Les points d'amélioration suivants sont les cas les plus fréquents. Le détail des points à revoir est peut-être précisé sur la page de discussion.
- Les titres sont pré-formatés par le logiciel. Ils ne sont ni en capitales, ni en gras.
- Le texte ne doit pas être écrit en capitales (les noms de famille non plus), ni en gras, ni en italique, ni en « petit »…
- Le gras n'est utilisé que pour surligner le titre de l'article dans l'introduction, une seule fois.
- L'italique est rarement utilisé : mots en langue étrangère, titres d'œuvres, noms de bateaux, etc.
- Les citations ne sont pas en italique mais en corps de texte normal. Elles sont entourées par des guillemets français : « et ».
- Les listes à puces sont à éviter, des paragraphes rédigés étant largement préférés. Les tableaux sont à réserver à la présentation de données structurées (résultats, etc.).
- Les appels de note de bas de page (petits chiffres en exposant, introduits par l'outil «  Source ») sont à placer entre la fin de phrase et le point final[comme ça].
- Les liens internes (vers d'autres articles de Wikipédia) sont à choisir avec parcimonie. Créez des liens vers des articles approfondissant le sujet. Les termes génériques sans rapport avec le sujet sont à éviter, ainsi que les répétitions de liens vers un même terme.
- Les liens externes sont à placer uniquement dans une section « Liens externes », à la fin de l'article. Ces liens sont à choisir avec parcimonie suivant les règles définies. Si un lien sert de source à l'article, son insertion dans le texte est à faire par les notes de bas de page.
- La présentation des références doit suivre les conventions bibliographiques. Il est recommandé d'utiliser les modèles {{Ouvrage}}, {{Chapitre}}, {{Article}}, {{Lien web}} et/ou {{Bibliographie}}. Le mode d'édition visuel peut mettre en forme automatiquement les références.
- Insérer une infobox (cadre d'informations à droite) n'est pas obligatoire pour parachever la mise en page.

Pour une aide détaillée, merci de consulter Aide:Wikification.
Si vous pensez que ces points ont été résolus, vous pouvez retirer ce bandeau et améliorer la mise en forme d'un autre article.
 (janvier 2018).
- Si vous ne connaissez pas le sujet, laissez ce bandeau (vous pouvez alors contacter les auteurs).
- Si vous supprimez le contenu mis en cause (vous pouvez préalablement contacter les auteurs),

argumentez précisément cette suppression dans la page de discussion
(un manque de référence n'est pas un argument ; une recherche réelle de référence doit avoir été effectuée, être formellement documentée).

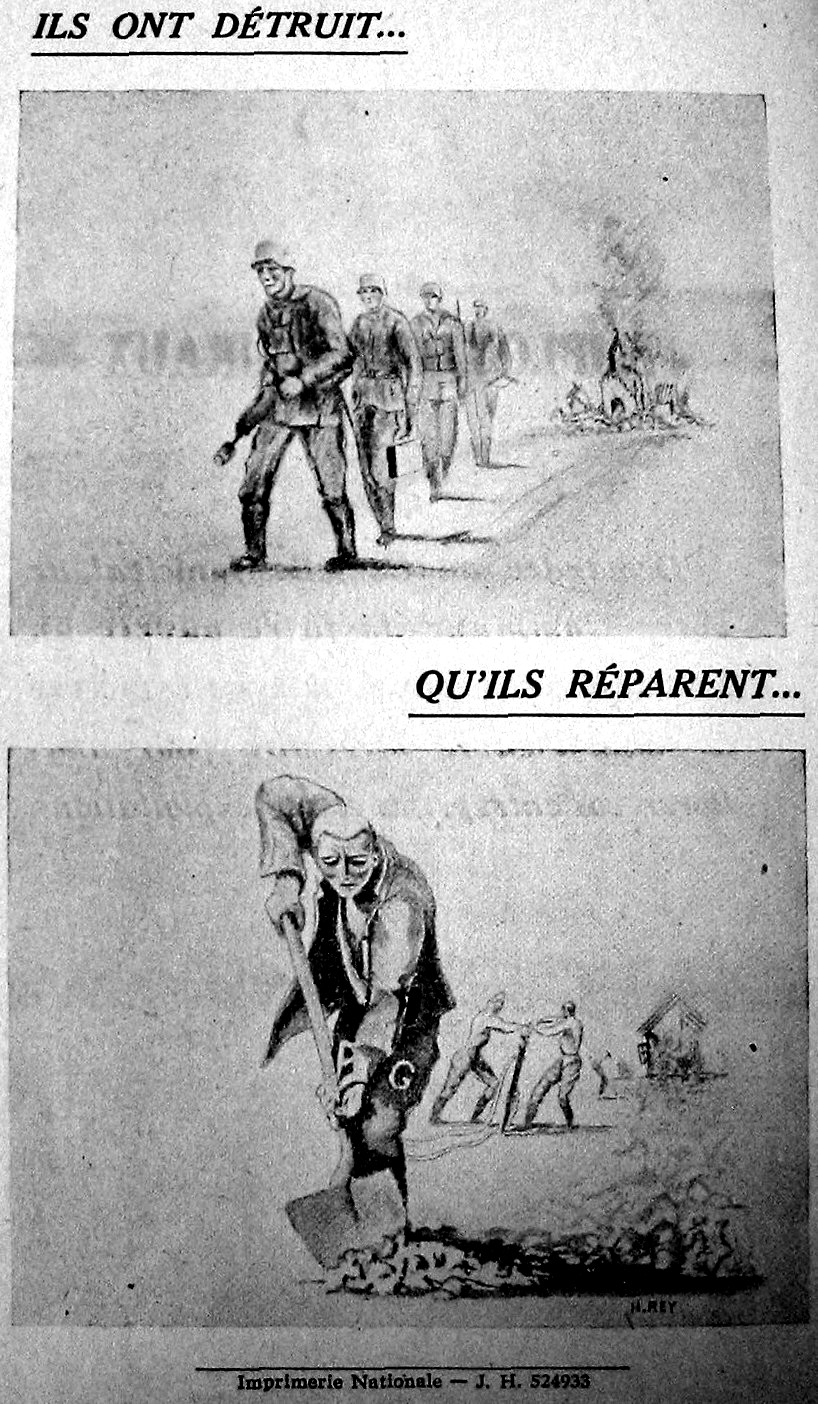
Illustration extraite d’une brochure éditée par le ministère du travail (France), destinée aux municipalités et intitulée Faites travailler les prisonniers ennemis (1945)

Près d’un million de prisonniers de guerre allemands (PGA) ont été conservés en détention en France après la fin de la Seconde Guerre mondiale jusqu'en 1948, en violation des Conventions de Genève et du statut des prisonniers de guerre, et astreints au travail forcé dans l'agriculture et les mines.
L’effectif maximum de prisonniers allemands détenus sur le territoire français fut atteint en octobre 1945 avec 750 000 Allemands alors présents. À titre de comparaison, sont détenus en France, en ce même mois d'octobre 1945, seulement 50 500 prisonniers italiens, 50 000 Autrichiens, 10 000 Hongrois et quelques milliers de Roumains. Tous ces prisonniers seront libérés dès 1946 à la différence des Allemands.
Au cours des quatre années de détention 1944-1948, les prisonniers de guerre allemands furent en grande partie affectés à des travaux dans deux secteurs d’activité économique jugés prioritaires par le gouvernement : l’agriculture et dans une moindre mesure, l’extraction minière. La détention de ces hommes était gérée par le Service des Prisonniers de guerre, lequel fut successivement dirigé par le général Boisseau puis par le général Buisson.
L'exploitation économique des prisonniers nécessita le concours de la plupart des ministères  ; en premier lieu, celui du ministère du Travail. Selon Alexandre Parodi, ministre du travail en 1945, il s'agit, par cette politique de travail forcé, de « mettre sérieusement et pour longtemps au travail dans l’intérêt du pays des centaines de milliers de prisonniers de guerre (…). La seule valeur qui compte actuellement est le travail et il faut être absolument convaincu que sans le travail de 1 million et demi ou de 2 millions de prisonniers de guerre allemands pendant 5 à 10 ans, la France dans un état de délabrement depuis 30 ans et de plus, maintenant pillée, dévastée, ruinée, ne pourra retrouver sa prospérité en profondeur ». Son propos, quoique emphatique et bien qu'il surestime le nombre de prisonniers amenés à travailler et leur durée de détention, permet de se faire une idée de l'état d'esprit qui était alors celui des autorités.
Cet épisode historique de la détention des prisonniers allemands peut être considéré comme un épisode majeur de l'histoire contemporaine française, non seulement du fait du nombre important d’hommes mobilisés, mais aussi du fait de l’importante contribution économique des prisonniers au redressement d’une économie française alors mise à mal par six années de guerre. À titre d’exemple, on estime que les prisonniers allemands ont extrait jusqu’au tiers de la production française de charbon.
La détention des prisonniers de guerre allemands fut, à l’époque, l’objet de polémiques, lesquelles portèrent sur les conditions de détention puis sur la validité même de cette détention. À l’initiative de la presse française, une première vague de polémiques eut lieu à l'automne 1945 : était alors notamment mis en cause le taux de mortalité élevé parmi les prisonniers, taux dont certains tinrent pour responsables mauvais traitements et conditions de détention déplorables. Une seconde campagne de presse suivit peu de temps après, campagne d'envergure cette fois-ci internationale et soutenue par les autorités et par la presse américaines. Les autorités américaines, qui s’étaient engagées à livrer aux autorités françaises une partie des prisonniers allemands sous leur autorité en vue de leur mise au travail en France, prirent alors prétexte de rapports alarmants du Comité international de la Croix-Rouge sur la situation des PG en France pour suspendre toute livraison de prisonniers et exiger des rétrocessions. Les livraisons de prisonniers par les autorités américaines reprirent néanmoins début 1946.
Dans les faits, le taux élevé de mortalité observé au cours de l’année 1945 semble surtout à imputer à la désorganisation administrative et économique qui régnait alors en France au sortir de la guerre.
Les conditions de détention se sont substantiellement améliorées à partir de 1946, les autorités françaises ayant été soucieuses de soigner leur image auprès de l’opinion publique internationale (le général de Gaulle lui-même s'inquiéta des impacts de cette campagne de presse sur la réputation de la France), soucieuses de tirer de ces prisonniers le maximum de rendement économique en les traitant, pour ce faire, au mieux et soucieuses, à partir de 1946 et 1947, de susciter le plus grand nombre de candidats parmi ces prisonniers à qui elles proposaient désormais de demeurer en France en la qualité de salarié (système dit du travail libre). Au total, ce sont près de 20 000 prisonniers allemands qui décéderont au cours de leur captivité. Exception faite des prisonniers condamnés pour des délits de droit commun, l’ensemble des prisonniers allemands fut libéré au plus tard fin 1948, conformément à des accords internationaux régissant la détention des prisonniers allemands. D'aucuns estiment que 30 000 Allemands firent le choix de demeurer définitivement en France à l’issue de leur détention.
En dépit de l’apport économique considérable du travail de ces hommes et de son possible impact culturel (durant quatre années, Allemands et Français eurent à se côtoyer, notamment dans les campagnes françaises, dans le cadre de rapports professionnels), l’épisode de la détention des prisonniers de guerre allemands semble avoir été oublié des mémoires collectives française et allemande. Les historiens – français en premier lieu – semblent s’être également désintéressés de l'événement. La concurrence d’autres événements contemporains – à la charge symbolique plus importante – et l’éventuelle nécessité de passer sous silence la mise au travail forcé d’un million d’Allemands à l’heure où, au cours des décennies suivantes, l'on assistait au rapprochement franco-allemand et à la construction européenne expliquent peut-être cet état de fait.

## Contexte historique général
En 1945, l’Allemagne nazie capitule ; la Seconde Guerre mondiale prend fin en Europe. C’est dans un monde bouleversé et à reconstruire, que près d’un million de prisonniers de guerre allemands vont être amenés à travailler pour la France jusqu’à la fin de l’année 1948.
Figurant au nombre des pays d’Europe occidentale les plus durement éprouvés, le bilan de la guerre est, dans ce pays, particulièrement lourd en raison des bombardements anglo-américains. Il y a d’abord le bilan humain et moral. Au demi-million de Français qui ont perdu la vie, s’ajoutent le traumatisme de l’occupation et à partir de mai 1945, avec le retour massif des déportés, la prise de conscience de l’horreur concentrationnaire. Certes la Libération est célébrée dans la liesse mais elle s’accompagne d’actes de vindictes populaires qui sont autant de preuves du traumatisme national subi : épuration des premiers jours en dehors de tout cadre légal, tonte des femmes, etc. Et de l’euphorie des premiers jours, les Français vont très vite basculer dans la désillusion. Après tant d’horreurs, leurs attentes étaient immenses ; les Français aspiraient à une société plus juste.
Ces quelques mots de Michel Debré résument pour partie l’état d’esprit d’alors : « Soutenue par l’espérance d’un peuple, la Résistance rêvait d’un gouvernement épuré par l’épreuve, de dirigeants animés par un élan vers le bien public, d’une nation solidaire, d’une société juste, d’une France puissante ». Mais en fait de « nation solidaire », les difficultés persistantes de l’après-guerre nourrirent un sentiment d’amertume chez de nombreux Français.
Au bilan humain s’ajoute, de surcroît, un très lourd bilan économique. Quelques chiffres donnent, à eux seuls, un ordre d’idée : des 44 000 km de voies de communication d’avant-guerre, il n’en reste plus que 18 000, 20 % du capital immobilier sont détruits, 40 % du parc automobile hors d’usage. La reconstruction est donc l’une des grandes priorités des autorités à la Libération. Se pose aussi le problème du déminage, une tâche qui incombe, elle aussi, au ministère de la Reconstruction. Car le déminage est un enjeu économique majeur : là où est disséminée la centaine de millions de mines, les bombes et les obus n’ayant pas explosé, la vie s’est arrêtée.
Quant à la production industrielle, déjà sérieusement mise à mal par la crise des années 1930, elle s’est fortement rétractée au cours de la guerre. Ainsi, si on fixe à 100 l’indice de la production industrielle en 1929, ce même indice passe à 38 pour l’année à 1938 et à 29 pour l’année 1944.
Qu’en est-il de la situation politique immédiate de l’après-guerre ? Elle est pour le moins complexe car au sortir de la guerre, la société française se retrouve profondément divisée. Durant la guerre, le général de Gaulle était parvenu tant bien que mal à instituer une nouvelle autorité politique incarnant l’État français et ce, nonobstant les oppositions des Alliés et de certaines composantes de la Résistance. À la Libération, l’homme parvient à imposer le GPRF (Gouvernement Provisoire de la République française) comme l’unique nouveau pouvoir. L’une des premières mesures prise par le GPRF est la restauration « de la légalité républicaine » : tous les lois et décrets postérieurs au 16 juin 1940 sont déclarés nuls, un symbole fort s’il en est. Par ailleurs, comme beaucoup d’autres, de Gaulle n’envisage pas de ressusciter la Troisième République ; beaucoup ont en mémoire son instabilité parlementaire chronique et il n’y a qu’un pas à franchir pour la tenir en partie responsable de la défaite de 1940.
Dans un premier temps, le général de Gaulle doit d’abord contrer le CNR (Conseil national de la Résistance). Cet organisme ambitionne de devenir une instance de pouvoir politique et, à ses yeux, le rétablissement de l’État n’est pas sa priorité, à l’inverse du général de Gaulle. Le 9 septembre 1944, ce dernier parvient néanmoins à imposer définitivement, en tant que nouveau régime, le GPRF en représentant de manière équilibrée, au sein de son premier gouvernement, toutes les tendances politiques. La dualité opposant le nouveau GPRF et certains milieux résistants s’observe aussi à l’échelle locale. Au cours des mois suivant la Libération, il n’est pas rare que les CDL (Comité départemental de Libération) et CLL (Comité locaux de Libération) disputent le pouvoir aux nouveaux préfets et commissaires de la République. Ces oppositions et cette mentalité insurrectionnelle se retrouvent cependant plus particulièrement dans le Sud de la France. Le GPRF s’efforce de neutraliser ces comités et la dernière grande manifestation publique des CDL et CLL a lieu en août 1945. Après cela, les élections municipales et cantonales achèveront de les mettre à mal.
Au cours de l’année 1945, si dualité il y a, c’est plutôt celle qui oppose le jeune gouvernement aux communistes. Moscou défend néanmoins au PCF (Parti communiste français) de s’emparer du pouvoir : l’URSS voit alors en de Gaulle un opposant potentiel aux Anglo-saxons. Le parti intègre, par conséquent, le GPRF.
La Libération apporte, par ailleurs, son flot d’innovations politiques et sociales. Comme il l’a été susmentionné, il règne le désir d’édifier une société plus juste ; la création de la Sécurité sociale, l’élargissement du droit de vote aux femmes ou la réforme de la justice en témoigne.
Conséquence de l’occupation et des nouvelles lignes de fractures : l’échiquier politique de l’après-guerre offre un visage totalement nouveau. Comme le souhaite le général de Gaulle, la Résistance ne sera jamais réellement capable de s’organiser en une grande entité politique et elle perdra rapidement toute influence, l’Union démocratique socialiste de la Résistance (UDSR) constituant la seule exception. Quant à la droite, elle n’existe plus : l’assimilation à Vichy reste trop forte. Tout au plus le MRP (Mouvement Républicain Populaire) est-il créé. Se définissant comme proche du général de Gaulle à ses débuts, ce parti de tendance démocrate-chrétienne est la seule opposition aux deux partis de gauche que sont le PCF et la SFIO (Section française de l’Internationale socialiste). À cet égard, si à gauche la SFIO tente, dans un premier temps, de se rapprocher du parti communiste, les dirigeants socialistes prennent néanmoins progressivement conscience de sa dangerosité supposée ou avérée.
Finalement, les deux premières années de l’après-guerre sont celle d’un tripartisme liant le MRP, le SFIO et le PCF. De Gaulle, entre-temps, quitte le pouvoir le 20 janvier 1946 : déçu, ce partisan d’un pouvoir exécutif fort fustige l’avènement d’un nouveau « régime des partis ». Un an plus tard, la nouvelle constitution est élaborée et la IVe République naît le 21 janvier 1947. Mais la jeune république est rapidement menacée. Son président, le socialiste Vincent Auriol, nomme président du Conseil, Paul Ramadier. Or ce dernier se risque à écarter le PCF du nouveau gouvernement, provoquant l’ire des milieux communistes. Le pays se divise en deux blocs et d’aucuns évoquent le spectre d’une guerre civile. Il est vrai qu’en 1947, le climat social, attisé par le PCF, est explosif : émeutes et grèves se multiplient. La crise sociopolitique d’autant plus aigüe que la crise économique que connaît la France depuis la Libération n’est en rien résolue. Le Nord-Pas-de-Calais et particulièrement le bassin minier ont été l’un des hauts lieux de cette agitation sociale.
Dans ce contexte de crise socioéconomique, le gouvernement socialiste n’a d’autre choix que d’accepter le Plan Marshall, le programme d’aide américain à la Reconstruction, à l’été 1947 ; la rupture avec les communistes est donc consommée. Certains historiens considèrent d'ailleurs que le nouveau gouvernement a isolé le PCF de manière à pouvoir bénéficier de ce plan : les Américains n’auraient vraisemblablement pas proposé leur aide à un gouvernement européen comptant parmi ses membres des communistes.
À la conférence de Szklarska Poręba (Pologne), Moscou ordonne aux partis communistes d’entrer dans la logique d’une guerre froide. L’opinion publique française bascule alors d’une sympathie pro-soviétique à un anticommunisme virulent. Quant à la contestation sociale, elle se délite à la fin de l’année et le 9 décembre 1947, le Comité National de Grève ordonne la reprise du travail.
De Gaulle crée la même année son Rassemblement du peuple français (RPF). D’aucuns voient en lui un parti d’extrême droite héritier de certaines ligues des années 1930. Ainsi les socialistes craindront-ils autant le RPF que les communistes. Aux dires du général de Gaulle, ce mouvement n’est pas un parti politique ordinaire mais un parti au-dessus des autres partis. Dans les faits, de Gaulle, las des querelles politiques et de l’instabilité du parlementarisme, ne se fait pas le chantre d’un nouvel autoritarisme, il souhaite simplement transcender querelles et clivages politiques dans un cadre démocratique en rassemblant tous les Français. À sa création, le RPF connaît un grand succès, il est vrai qu’il comble ce vide politique laissé par une droite absente depuis la Libération.
Entre ces deux formations politiques majeures que sont le RPF et le PCF, les autres partis se rassemblent pour faire bloc, c’est la « troisième force ». Réussissant tant bien que mal à passer outre leurs nombreux désaccords, ces différents partis (SFIO, MRP, UDSR, radicaux, etc.) gouverneront quelques années empêchant ainsi communistes et gaullistes d’accéder au pouvoir.
Soulignons[style à revoir] que sous le tripartisme, les différents ministères avaient été plus ou moins en conflit ouvert : ils devenaient les bastions du parti auquel appartenait le ministre, cela n’est probablement pas allé sans affecter les performances des politiques économiques. Ces querelles interministérielles auront occasionnellement des conséquences sur les politiques de gestion des prisonniers de guerre allemands détenus en France. Conséquence ou non : l’année 1948, celle qui marque la fin du tripartisme, est aussi celle qui marque le début d’un renouveau économique. La croissance est enfin là.
Au nombre des raisons avancées pour expliquer cette reprise figure la fin du dirigisme économique et social appliqué depuis la Libération : le gouvernement opte, à partir de 1948, pour plus de libéralisme, plus de pragmatisme. À cela s’ajoute l’aide américaine et les effets bénéfiques du Plan Monnet. En 1949, l’économie retrouve enfin son niveau de 1929.
On l’a constaté avec l’année 1947 : la situation internationale a un réel impact en France. D’abord, la France n’est plus la grande puissance mondiale qu’elle était encore avant-guerre. De plus, dans ce climat de pré guerre froide qui caractérise les années 1945 - 1948, la France n’arrive pas clairement à se positionner entre l’Ouest et l’Est, eu égard à ses divisions politiques internes. Cela lui vaut, un temps, la défaveur des Américains : la France libre n’est pas conviée à Yalta, bien qu’elle finisse par se ranger au côté des États-Unis.
Par l’intermédiaire du PCF, Moscou pèse naturellement sur la vie politique française. Mais le rôle de Washington, moins connu, ne doit pas être occulté. Craignant une prise de pouvoir par les communistes, les Américains exerceront ainsi de très lourdes pressions sur les partis politiques ou les syndicats pour qu’ils stabilisent la situation politique et socioéconomique conformément à leurs souhaits. À titre d’exemple, ce sont les services de renseignement américains qui contribuèrent à développer, en le finançant, le syndicat à tendance socialiste CGT-FO, et ce de manière à contrer le syndicalisme communiste.
Pour ce qui est des rapports avec la nouvelle Allemagne, l’opinion publique demeure naturellement germanophobe dans l’immédiat après-guerre mais une tendance à l’ouverture semble déjà palpable dès les années suivantes. De plus, certains, parmi lesquels le général de Gaulle, prônent d’ores et déjà une réconciliation franco-allemande. Cela n’empêche pas la France de prélever de nombreuses ressources dans un pays totalement ruiné et surtout de transformer de très nombreux Allemands en une main-d’œuvre forcée.
Se posent aussi, d’ores et déjà, les problèmes relatifs à la question coloniale. Encouragées par les Américains, les aspirations à la souveraineté nationale sortent renforcées de la guerre bien que la France se refuse encore à en prendre conscience. Tout au plus, se contente-t-elle de redéfinir des statuts administratifs plus ou moins flous pour chacune de ses colonies. Conséquence : les premiers incidents sérieux éclatent (en Algérie, au Liban et à Madagascar) et le spectre des guerres de décolonisation se profile déjà en Indochine.
La France doit faire face à un vide démographique : on estime qu’il ne reste plus que 1,4 million d’étrangers à la Libération alors qu’il y en avait près de 3 millions avant-guerre. Dès lors, les économistes et les démographes estiment, à la Libération, à environ un million et demi les besoins en travailleurs étrangers. Le général de Gaulle lui-même fait allusion à cette question cruciale dans un discours prononcé le 3 mars 1945 devant l’Assemblée consultative.
C’est dans ce contexte particulier de la France de l’après-guerre que les autorités décident de mettre au travail un grand nombre de prisonniers de guerre allemands : l’heure est à la reconstruction et on ne peut plus attendre des dédommagements financiers de la part d’un État allemand qui, juridiquement, n’existe plus.
Rappelons[style à revoir] en premier lieu que le statut de ces prisonniers est clairement défini par la première convention de Genève. Celle-ci a été adoptée le 27 juillet 1929 et ratifiée par la France et l’Allemagne. Avant cette date, les conventions internationales relatives à la guerre concernaient le sort des blessés (Convention de Genève de 1864) ou l’interdiction d’avoir recours à certaines armes et à certains modes de combat : l’utilisation des armes chimiques ou biologiques est ainsi proscrite en 1925.
Il est vrai que les prisonniers de guerre ont été très nombreux lors de la Première Guerre mondiale et qu’il est apparu nécessaire de mettre en place une législation internationale à même de poser clairement les conditions de leur captivité. De manière générale, la Convention relative au traitement des prisonniers de guerre vise à faire respecter les droits de l'homme.
Toujours est-il qu’en juin 1945, le gouvernement estime à 1 750 000 prisonniers de guerre, les besoins de l'économie française.
C’est en 1943 en Afrique du Nord (AFN) que les alliés capturent, pour la première fois, un grand nombre de prisonniers de guerre : 250 000 hommes après la capitulation de Tunis. Cette même année, le Comité français de libération nationale (CFLN) est constitué ; il assure la souveraineté française en zone non occupée. Dans un premier temps, c’est lui qui a directement à charge l’administration et l’entretien des PG (prisonniers de guerre). Puis, le général Boisseau, nommé inspecteur général des PGA le 25 mars 1943, crée à Alger la Direction et Inspection des prisonniers de guerre (DIPG). On dénombre alors, en Afrique du Nord, 65 000 prisonniers de guerre dont 25 000 Allemands. Tous sont répartis entre 30 dépôts militaires. Force est de souligner que la situation de ces premiers prisonniers de guerre est sensiblement différente de celle qui suivra en métropole, à partir de la Libération. Le climat, les conditions sanitaires qui lui sont liées et la poursuite de la guerre l’expliquent. Lorsque la Libération advient enfin en septembre 1944, le général Boisseau applique ses méthodes de gestion en métropole : le Service des Prisonniers de Guerre (SPG) prend ses quartiers à Paris.

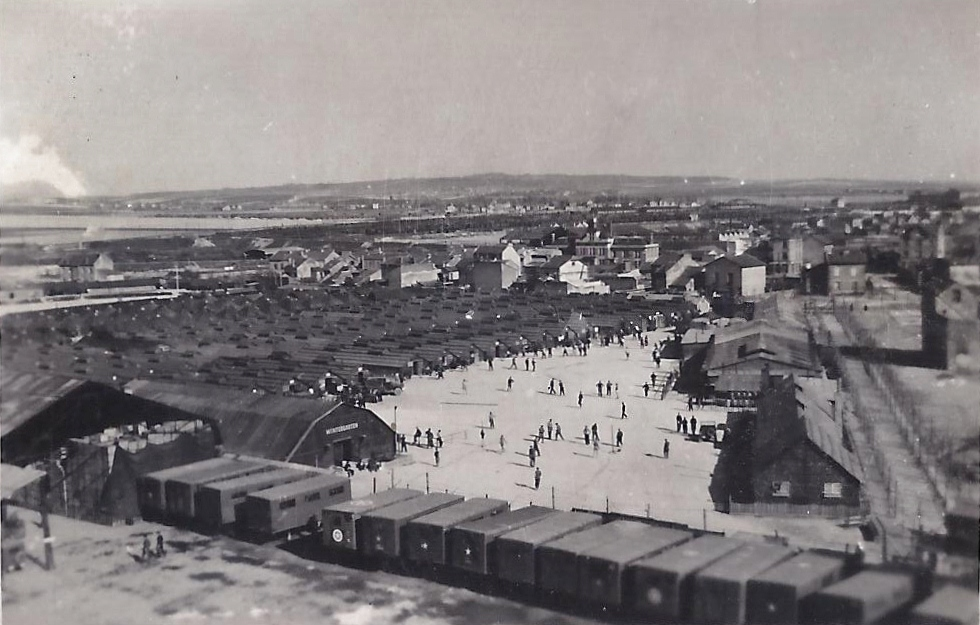
Camp (américain) de prisonniers de guerre allemands à Reims (avril 1946).

Mais c’est une tâche d’une tout autre ampleur qui attend les alliés quelques mois plus tard. À la fin de la guerre, ce ne sont pas moins de onze millions de prisonniers de guerre allemands qui tombent aux mains de ces derniers dont huit millions aux seules mains des Anglo-américains et des Français. D’après le Quai d’Orsay, les prisonniers de guerre se répartissent ainsi : un peu moins de six millions aux mains des Américains, 2 millions aux mains des Britanniques et 280 000 en mains françaises.
Que faire de ces millions d’hommes ? L’état-major allié d’Eisenhower est dépassé par la situation. Les alliés ne s’étaient pas préparés à entretenir un si grand nombre de prisonniers de guerre allemands. Qui plus est, la Convention internationale de Genève doit être respectée, cependant que règne au sein des États-majors alliés une germanophobie latente partagée, semblerait-il, par le général Eisenhower lui-même. En attendant de pouvoir procéder à leur libération, les prisonniers sont parqués dans de gigantesques camps construits à la hâte et dépourvus de toute infrastructure en dur. Ces « enclos » sont dressés dans la vallée du Rhin ou en Bavière. Les conditions de vie y sont très difficiles comme en témoigne cet ancien PG, Eugen Idler : « Il n’y avait rien à manger, très peu d’eau et il pleuvait. Nous étions nuit et jour dans la boue jusqu’aux genoux ». Des propos corroborés par le général Lee dans une lettre à Eisenhower au printemps 1945 : « Notre quartier général est confronté à des difficultés considérables pour établir une base adéquate des rations destinées aux prisonniers de guerre actuellement détenus au sein du théâtre. Les captifs en mains dépassent largement le nombre de captures initialement prévu. La situation alimentaire dans le théâtre est extrêmement critique ». Le Général Lee avait pour fonction de prendre en charge une partie de l’intendance. Sur ces entrefaites, fin décembre 1944, la France s’engage néanmoins à appliquer la convention de Genève aux prisonniers de guerre.
Cette situation critique est propre à la fin de la guerre et elle résultait principalement d’un manque d’organisation. Ainsi, sans même en avoir averti les autorités françaises, les États-Unis transfèrent des centaines de milliers de PGA dans des camps sous contrôle américain en France ; certains PG traversent même plusieurs fois l’océan atlantique au gré des besoins économiques des pays demandeurs en prisonniers de guerre.
Quant aux prisonniers de guerre maintenus en captivité dans les pays anglo-saxons, leur situation était plutôt bonne, comme aux États-Unis, où des centaines de milliers de PG disposaient d’un certain confort de vie, ou au Canada.
Si la situation est donc critique durant quelques mois pour les nouveaux prisonniers de l’Ouest, force est de reconnaître qu’elle n’est en rien comparable à celle de leurs compatriotes tombés aux mains des Soviétiques. Ces derniers n’oublient pas le sort atroce réservé par les Allemands aux soldats de l’Armée rouge capturés. Digression intéressante : l’ironie veut que la liberté n’ait été rien d’autre qu’une illusion furtive pour les prisonniers de guerre russes survivants libérés par leurs compatriotes : sitôt libérés, ils seront envoyés aux goulags puisque considérés, pour s'être laissé capturer, comme traîtres à la mère patrie. Partant, on peut donc aisément supposer que le sort réservé aux Allemands par les Soviétiques fut encore moins enviable et effectivement, sur les 3,2 millions de soldats allemands capturés, un tiers ne reviendra jamais d’URSS. Les survivants seront libérés pour la plupart avant 1949 et les derniers, ceux déclarés « criminels de guerre », rentreront progressivement au cours des années 1950.
Quoi qu’il en soit, au cours de la période 1943-1948 on estime que 1 037 000 prisonniers de guerre – à 90 % allemands – sont passés en mains françaises. La quasi-totalité de ces prisonniers est libérée au plus tard à la fin de l’année 1948.
Cet épisode historique sans précédent est un sujet complexe, serait-ce par le seul fait que son étude nécessite une approche historiographique pluridisciplinaire : problèmes économiques, sociaux, politiques, diplomatiques ou bien encore culturels se doivent d’être abordés.
Le traitement historiographique de ce sujet constitue un paradoxe : malgré la complexité du sujet et son importance historique, celui-ci a relativement été peu étudié en France.

### L'étude par les historiens de l'épisode de la détention des prisonniers de guerre allemands
Force est en effet d’admettre que les ouvrages en français spécialisés sur la question sont rares. L’ouvrage le plus intéressant[Interprétation personnelle ?] est sans doute celui de Charles Klein. Il aborde le sujet à travers les rapports de l’aumônerie catholique avec ces prisonniers. Au sein d’un camp de prisonniers situé près de Chartres, les autorités françaises avaient en effet créé l’unique séminaire catholique à l’adresse des PG. Le livre de Charles Klein[Lequel ?] se propose d’en dresser l’historique. Bien qu’il ne s’agisse pas de son objectif premier, l’ouvrage fournit un bon aperçu de ce qu’a pu être le quotidien de certains PG et surtout, de ce qu’a pu être la position des autorités françaises. Grâce à la consultation des archives militaires et de la presse de l’époque et à l’utilisation de nombreux témoignages, le résultat est relativement riche. Il n’en reste pas moins que l’ouvrage de Charles Klein ne traite pas à proprement parler de la question des prisonniers de guerre allemands en France.
Il n’existe donc pas aujourd’hui d’ouvrages francophones à même d’offrir une vision exhaustive de cet épisode unique de l’histoire de France.
On ne peut cependant pas évoquer les travaux relatifs à la question des prisonniers de guerre de l’axe sans citer l’ouvrage du canadien James Bacque (en) publié en 1989 : Other Losses; An Investigation into the Mass Deaths of German Prisoners at the Hands of the French and Americans after World War II. Cet ouvrage provoqua une vive polémique à sa sortie en France, en particulier au sein des milieux universitaires. Son auteur n’y affirme rien de moins que Français et Américains ont intentionnellement maintenu les prisonniers allemands dans des conditions matérielles très critiques, violant sciemment la convention de Genève. Selon l’auteur, il y aurait eu, de la part des autorités, une réelle volonté d’éliminer physiquement un nombre important de prisonniers.
Malgré ses théories qu’aucun travail n’est venu appuyer jusqu’à présent, cet ouvrage a eu le mérite de remettre la question des prisonniers allemands sur le devant de la scène académique. Car si depuis cette date aucun nouvel ouvrage n’est paru en France, la question a cependant été traitée sous d’autres formes au cours des années 1990.
En 1995, un étudiant en histoire de l’université de Rennes a ainsi consacré son mémoire à la question des Prisonniers de guerre allemands sous autorités françaises entre 1943 et 1948. Là encore, ce travail a eu, à son tour, le mérite d’ouvrir plus encore le débat : quelques articles sur le sujet sont parus à la même époque – dans L’Histoire ou Gavroche – et un documentaire a été réalisé et diffusé par FR3 en prenant pour point de départ le travail de l’étudiant rennais. L’un des intérêts de ce documentaire a en outre été de recourir aux derniers témoins encore en vie, pour l’essentiel d’anciens prisonniers allemands.
En matière d’« histoire orale », le travail probablement le plus méritoire a d’ailleurs été entrepris au cours de la même période : il s’agit de celui mené quatre ans durant par un groupe d’étudiants de l’Université du temps libre de Bretagne sous la direction de Jean-Paul Louvet. Il visait à étudier l’épisode des prisonniers de guerre allemands en Bretagne, un épisode, selon les mots de Jean-Paul Louvet, négligé par les historiens et délaissé par la mémoire collective. Le produit de ce travail a été publié sur un site Internet.
Outre l’étude des archives et de la presse de l’époque, l’équipe s’est attachée à récolter des témoignages : ceux d’une quinzaine d’anciens prisonniers auxquels s’ajoutent ceux de civils et de militaires français témoins ou acteurs de l’événement. C’est peut-être là que réside la très grande plus-value du travail effectué. Les témoignages cités dans cet article Wikipédia sont, du reste, le plus souvent issus du site de Jean-Paul Louvet ou ils ont été recueillis par le biais des contacts que ce dernier avait établis dans le cadre de ses travaux.
Quelques récits biographiques ou autobiographiques ont été publiés au cours des 10 dernières années, tel celui d’Armel Joubert des Ouches, L’Allemand de Saint-Lunaire (Cristel, 2000) ou Moi Johannes Sticker prisonnier allemand en Bretagne (Astoure, 2005). En témoigne leur style romanesque, ces ouvrages relèvent davantage du genre littéraire que de du genre historique. Ils apportent néanmoins à l’historien des témoignages d’une valeur certaine et complémentaire.
Plus récemment, un autre mémoire universitaire réalisé par Grégory Philippe (alors étudiant à l'université de Lille 3) sous la direction de Jean-François Chanet s’est proposé d’étudier l’épisode des prisonniers de guerre allemands détenus en France de 1945 à 1948.
Quant aux ouvrages généraux consacrés à l’étude de la période, ils ne font que brièvement allusion à la présence de ces Allemands en France. Que ce soit dans l’ouvrage de J.P. Rioux, La France de la IVe République ou dans le dernier ouvrage paru, celui de P. Gœtschel et B. Touchebœuf, La IVe république, La France de la Libération à 1958, les auteurs font certes état de la présence de prisonniers allemands mais sans répondre aux questions qu’un lecteur serait susceptible de se poser : qui sont-ils ? Combien sont-ils ? Pourquoi sont-ils là ?
On[Qui ?] en vient à s’interroger sur les causes de ce faible intérêt de l’historiographie française pour ce sujet.
Il y a d’abord des raisons nées à l’époque même. Pour une France blessée dans son orgueil, il était alors peut-être difficile de reconnaître qu’elle devait une partie de sa « renaissance » économique à ses anciens ennemis[Interprétation personnelle ?].
Surtout, la captivité des prisonniers allemands fut au cœur d’une polémique d’envergure internationale. À l’époque, la communauté internationale et certains Français dénoncèrent les conditions de captivité puis le principe même de détention. La France était régulièrement accusée de violer la convention de Genève et les sources officielles estiment à un peu plus de 20 000 le nombre de prisonniers allemands ayant trouvé la mort au cours de leur détention. La France a probablement commis, il est vrai, un certain nombre d’impairs – certains parleront de fautes.
Cette mise en cause des autorités françaises a peut-être conforté les historiens français dans leur « silence »[Interprétation personnelle ?].
Advient par la suite le temps de la réconciliation franco-allemande et de la construction européenne. On peut supposer que nombreux étaient ceux ne souhaitant plus prendre le risque de réveiller certaines polémiques en France comme en Allemagne. Outre-Rhin, ce phénomène de « réserve » se retrouve aussi bien dans l’attitude des autorités allemandes que dans celle de certains témoins encore en vie. Ainsi, ce n’est qu’en 1964 que les archives sur le sujet ont été rendues publiques en RFA et un ouvrage consacré aux prisonniers de guerre – Geschichte der deutschen Kriegsgefangenen des Zweiten Weltkrieges, vol. XIII, 1971 – ne put, pour sa part, que connaître une diffusion très restreinte. La seule publication officielle consacrée, pour partie, aux prisonniers de guerre allemands a été publiée en 1963 par les autorités fédérales ouest-allemandes. Toutefois, sur les 63 pages de cette monographie, seules cinq ou six ont à proprement parler pour sujet les prisonniers de guerre allemands de l’après-guerre et encore faut-il souligner qu’elles concernent principalement les PGA détenus en Europe centrale et orientale au cours des années 1950.
L’ouvrage nous apprend néanmoins qu’« en 1957 le ministère fédéral [des expulsés et sinistrés de guerre] a commencé à constituer un dossier sur le sort des PGA de la Seconde Guerre mondiale, et a fait appel à la collaboration de savants de renom. À titre consultatif, un conseil composé de représentants des organisations et associations occupées à résoudre le problème des PG, a été créé au ministère fédéral : il s’occupe des questions relatives aux PG et civils déportés, aux civils internés et aux familles de prisonniers ». On ignore toutefois ce qui est advenu de cet éventuel dossier et des éventuels travaux de ce comité.
Quant aux prisonniers allemands survivants, ils semblent eux aussi avoir trop bien intériorisé le processus et les enjeux de la réconciliation franco-allemande au point de ne plus pouvoir évoquer leur séjour forcé en France d’une manière autre que positive.
Au même titre que la mémoire allemande, la mémoire française a aussi ses particularités, des particularités qui ont pu peser sur le « silence historiographique » susmentionné.
La France, État républicain, semble difficilement reconnaître les fautes ou les crimes imputables à l’État. Dénoncer les dysfonctionnements de l’État, c’est prendre le risque d’entacher la République ; c’est l’une des thèses qui ressort d’un ouvrage consacré au problème de la mémoire en France.
Le « syndrome de Vichy » – pour reprendre les mots de Henry Rousso – illustre particulièrement bien ce problème de la mémoire française. Il a fallu attendre les années 1970 pour que soit mise à mal la vision d’un peuple français récusant en bloc l’armistice et de celle d’un gouvernement dans lequel s’opposait un maréchal Pétain bienveillant, menant double jeu avec les Allemands, face au traître Laval. L’évolution sociale – la naissance des enfants des déportés, le renforcement du souvenir de la Shoah –, l’ouverture des archives et, dans une moindre mesure l’offensive négationniste de Robert Faurisson et les travaux de l'Américain Paxton, poussèrent les historiens français à percevoir autrement la période de Vichy. L’ouvrage de René Rémond et Janine Bourdin publié en 1972, Le Gouvernement de Vichy, 1940-1942, marque ce renouveau.
Le problème de la mémoire est complexe, on le voit avec Vichy mais aussi avec la guerre d'Algérie. Face à ces deux cas douloureux pour la conscience nationale, une phase d’amnésie a succédé à des phases d’amnisties. Depuis les années 1990, c’est le phénomène inverse, celui de l’hypermnésie, qui a succédé à ces deux premières phrases. Au nom du devoir de mémoire, ces deux épisodes sont ainsi souvent remis sur le devant de l’actualité. Cette phase d’hypermnésie s’accompagne généralement d’affaires juridiques : souvenons-nous du procès Papon ou de la reconnaissance officielle du terme « Guerre d’Algérie » en 1999. Se posent alors les problèmes de la confusion entre le travail de l’historien et celui du devoir de mémoire.
Les deux cas susmentionnés du devenir mémoriel d’épisode historique (la mémoire du régime de Vichy et celle de la guerre d’Algérie) se distinguent l’un et l’autre par une différence majeure : si personne ne reconnaît plus la légitimité du gouvernement de Vichy, d’aucuns soutiennent aujourd’hui[Quand ?] encore l’attitude des autorités françaises durant la guerre d’Algérie.
Toujours est-il qu’étudier la question des prisonniers de guerre allemands requiert donc de garder à l’esprit ces particularités mémorielles propres à la France.

## 1945, la France et les prisonniers de guerre allemands

### Émergence du Service des prisonniers de guerre

#### Situation des prisonniers allemands en mains françaises durant la guerre
Les premières captures massives de prisonniers allemands ont lieu en 1943 avec la défaite de l’Afrika Korps en Afrique du Nord. Après la bataille de Tunis, les autorités françaises ont à charge 65 000 prisonniers de guerre dont 25 000 Allemands. Ces PG sont placés sous le contrôle direct des autorités françaises libres avant que ne soit créée la Direction et Inspection des Prisonniers de Guerre (DIPG). Le général Boisseau est nommé à sa tête. Les conditions de vie de ces premiers prisonniers allemands ont vraisemblablement été très pénibles, ne serait-ce qu’en raison des caractéristiques climatiques de l’Afrique du Nord et des perspectives de paix encore lointaines.
La guerre se poursuivant, de plus en plus d’Allemands sont faits prisonniers sur le front de l’Ouest ; la nouvelle armée française participe elle-même à ces captures. Ainsi, l’armée de De Lattre fait prisonniers 100 000 Allemands et la 1re armée française en capture au total 220 000. À la fin de la guerre, ce sont un demi-million d’Allemands qui sont détenus en France. Tous ne sont pas sous le contrôle des autorités françaises : les Américains ont installé et possèdent un certain nombre de camps de prisonniers en France. C’est d’ailleurs sans en avertir au préalable les autorités françaises que les Américains transfèrent, en 1945, des centaines de milliers de prisonniers dans leurs propres camps en France.
Pour ce qui est des camps sous administration française, le général Boisseau transfère son service, la Direction et Inspection des Prisonniers de Guerre, à Paris en septembre 1944. Quelques mois plus tard, en décembre, les autorités françaises annoncent officiellement qu’elles conformeront le traitement des prisonniers de guerre aux clauses de la convention de Genève. Toutefois, l’esprit de la convention de Genève était probablement respecté dès 1943, à défaut d’être reconnu formellement. Cette année-là, le général Giraud fait en effet savoir aux Alliés que les autorités françaises appliqueront la convention aux premiers prisonniers de guerre livrés, comme le leur ont demandé les autorités américaines.
C’est à cette même période, en 1944-1945, que le taux de mortalité des prisonniers détenus en France est le plus élevé : cette période regroupe à elle seule les trois quarts des décès pour la période 1944-1948.
Certes, la germanophobie prédomine et des exactions sont commises à l’encontre des soldats allemands. Certains membres des FFI perpètrent ainsi des exécutions sommaires, mais ce sont là des actes isolés et, contrairement à ce qu’il serait tentant de croire, relativement peu de prisonniers en ont souffert.
Du reste, jusqu’à la fin de la guerre, des millions de Français restent détenus en Allemagne. Aux déportés s’ajoutent les jeunes appelés pour le Service du travail obligatoire (STO) et surtout les prisonniers de guerre français. Nombreux sont ceux qui craignent alors de ne jamais les revoir. Les Allemands ont clairement démontré, en 1943 avec ce que les historiens anglo-saxons appellent « l’épisode des menottes », que le sort des prisonniers alliés est directement fonction du sort des prisonniers allemands. Échaudées par les conditions de détention des premiers prisonniers allemands en Afrique du Nord, par l’enchaînement de prisonniers au cours du raid de Dieppe et par des exécutions sommaires perpétrées au cours d’un autre raid allié, les autorités allemandes exigent de Londres, en 1943, des excuses, au motif du non-respect de la convention de Genève. Londres s’y refusant, les autorités allemandes décident de procéder, symboliquement, à l’enchaînement des prisonniers ressortissants du Royaume-Uni et des dominions. En réaction, Londres ordonne, à son tour, l’enchaînement des PGA. La tension monte jusqu’à ce que les dominions et les alliés de l’Allemagne, fassent respectivement pression sur Londres et Berlin pour que cesse l’escalade. De l’avis de certains historiens, l’« épisode des menottes » constitue un tournant dans la diplomatie appliquée aux prisonniers de guerre.
À la fin de la guerre, consciente que ces prisonniers sont des otages potentiels, la France tient à mettre en avant le traitement respectueux dont bénéficieraient ses prisonniers de guerre et le fait savoir en premier lieu et indirectement aux autorités allemandes. Ainsi, fin mars 1945, le ministère des Affaires étrangères adresse une lettre au président du Comité international de la Croix-Rouge pour lui témoigner de la volonté française de traiter au mieux les prisonniers allemands. Il va de soi que ce genre de document est à prendre avec toute la distance critique qui s’impose.
Le document cite à l’appui diverses actions entreprises par les autorités françaises, telles l’envoi régulier au siège du Comité international de la Croix-Rouge des cartes de captures, des fiches signalétiques, voire des statistiques de pertes au combat fournies par les officiers. De même, les autorités françaises s’efforceraient, d'après ce qu'elles laissent entendre, de faciliter l’envoi de la correspondance personnelle des prisonniers. Quant aux difficultés qu’aurait posées, à l’origine, la détention des prisonniers, elles seraient essentiellement dues aux sabotages commis par la Wehrmacht lors de son retrait.
Toutefois, sauf à admettre une dégradation soudaine et peu plausible des conditions de détentions avant et après la capitulation allemande, il est probable que la situation des prisonniers allemands avant mai 1945 n’était pas aussi bonne que veut le présenter ce courrier.
Au demeurant, les efforts des autorités françaises que s’efforce de faire valoir le document ne sont pas exceptionnels : l’article 8 de la convention de Genève de 1929 stipule d’une part, que la puissance détentrice est tenue de notifier les captures de PG et de fournir une adresse pour la réception du courrier et d’autre part, qu’il doit être donné au plus vite aux prisonniers la possibilité de correspondre avec leurs proches. Soulignons que cette dernière obligation ne sera au demeurant pratiquement plus appliquée au cours des premiers mois suivant la capitulation allemande.
Face aux menaces potentielles qui pesaient sur leurs soldats détenus en Allemagne, les autorités américaines semblent avoir adopté une politique similaire : laisser à penser que leurs prisonniers allemands étaient particulièrement bien traités. Cette politique de communication semble avoir été efficace au point de mécontenter une partie de l’opinion publique française, persuadée du trop grand confort dont jouissent les anciens occupants faits prisonniers. Au vu de certains documents d’archives, une partie des officiels français considère que les autorités américaines ont élaboré cette stratégie de communication dans le but d’épargner toute répercussion négative sur les soldats américains aux mains des Allemands.
Mais dans les faits, qu’en est-il de la situation sur le terrain avant le 8 mai 1945 ?
Un article publié dans L’Aube le 26 novembre 1944 nous éclaire sur ce qu’ont pu être les conditions de vie dans un camp de prisonniers américain, en France, avant la fin de la guerre. L’auteur, lui-même ancien prisonnier de guerre français, relate la visite d’une ancienne usine faisant office de camp de prisonniers. Les Allemands internés seraient en bonne santé, ils auraient bon moral et la nourriture serait correcte (corned beef, haricots, pommes de terre, carottes, 400 grammes de pain, beurre, sucre, café ou chocolat). Certes, ils dorment sur la paille mais il leur est distribué régulièrement un coffret pour leur toilette et ils ont la possibilité d’écrire à leur famille toutes les semaines. Les prisonniers n’ont pas, par ailleurs, l’obligation de travailler. Le journaliste ajoute néanmoins que les officiers et les médecins allemands ont tenu à se plaindre du non-respect de certaines clauses de la convention de Genève.
Finalement, d’après cet article, les conditions matérielles semblent plutôt bonnes, alors même que quelques mois plus tard les Alliés auront le plus grand mal à assumer la charge que représenteront les millions d’Allemands faits prisonniers. À la fin de l’année 1944, le seuil numérique critique n’a probablement pas encore été franchi.
La capitulation allemande change la donne. Les autorités françaises ont désormais la certitude que plus aucune menace ne pèse sur les millions de Français encore détenus outre-Rhin. En tant qu’ancien prisonnier de guerre allemand détenu en France, Helmut Evers se souvient clairement que le régime de détention s’est fortement dégradé après la capitulation.
Au fait que les Français détenus en Allemagne ne soient plus menacés s'ajoute, pour expliquer la soudaine dégradation des conditions de détention, le fait que la France d’alors traverse l’une des pires crises économiques qu’elle ait jamais connue, une crise dont l’Allemagne est jugée responsable. Or celle-ci, au vu de sa situation plus désastreuse encore, est incapable d’apporter une quelconque forme de dédommagements financiers. Au demeurant, d’un point de vue juridique, l’État allemand a cessé d’exister le 8 mai 1945 : l’Allemagne est désormais placée sous le contrôle direct des quatre puissances victorieuses.
Conséquence de cette situation : c’est au cours de ce premier semestre de l’année 1945 que les autorités françaises décident de mettre au travail des centaines de milliers de prisonniers de guerre allemands. Il s’agit de les associer à la Reconstruction nationale. Mais, en vérité, du fait de l’état dans lequel se trouve le pays, il lui est en réalité bien difficile d’accueillir un si grand nombre d’hommes. Rappelons pourtant que l’article 4 de la convention de Genève de 1929 stipule que la puissance détentrice doit pourvoir à l’entretien des prisonniers.
Soulignons par ailleurs que si en 1945, la très grande majorité des prisonniers de guerre est allemande, il en existe aussi d’autres nationalités : Italiens, Roumains, Autrichiens, Hongrois, etc. Eux aussi travailleront pour la France, mais ils seront libérés beaucoup plus rapidement que les prisonniers allemands. Du reste, comparé aux Allemands, leur nombre était relativement faible.

#### La mise en place du système: ses étapes et ses justifications
C’est le 23 décembre 1944, lors de la conférence de la Chase Bank, à Paris, qu’ont lieu les premiers accords de livraisons de prisonniers allemands conclus entre et avec les Alliés. Cette conférence avait pour but d’évaluer les besoins des alliés en prisonniers de guerre.
Au matin du 23 décembre – soit préalablement à la conférence –, les représentants français se concertent ; il s’agit de déterminer les besoins et les capacités d’accueil de la France. Il ressort de cette première réunion que les dépôts militaires français sont en mesure d’absorber un maximum de 6 000 prisonniers, bien que le ministère du Travail estime à 70 750 le nombre de prisonniers nécessaires pour répondre aux besoins économiques du pays. Toutefois, aux 6 000 premiers prisonniers à même d’être hébergés dans les dépôts, les représentants français évoquent la possibilité d’en ajouter 24 000 autres qui ne seraient ni hébergés, ni entretenus et gardés directement par les autorités françaises. Finalement, les représentants français s’accordent et décident de demander une première livraison de 30 000 hommes, un nombre qu’ils jugent finalement suffisant, au vu des besoins économiques, pour le premier trimestre de l’année 1945. L’après-midi du 23 décembre, le même jour, a lieu la réunion avec les alliés. Précisons qu’à ce moment-là, le gouvernement américain n’a pas encore donné son aval au principe même de livraison et de mise au travail forcé de prisonniers. Les représentants de l’autorité militaire alliée ne peuvent donc pas encore s’engager fermement auprès des autorités françaises. Malgré cela, les alliés proposent de « prêter » des PG à la condition que ceux-ci puissent rentrer aussi souvent que possible dans les dépôts alliés. Mais les Français refusent cette condition. Ils préfèrent prendre à leur charge la totalité de l’entretien des prisonniers si tant est qu’ils leur soient remis avec un minimum d’équipement ; c’est ce qui sera finalement appliqué.
Washington accepte par la suite le principe de livraisons et d’emploi des PG. Dès le mois de janvier, on prépare donc des deux côtés, français et américain, la livraison de la première tranche de 30 000 hommes.
En ce mois de décembre 1944, il est par ailleurs à souligner que la fonction des prisonniers allemands fait l’objet d’une définition sensiblement différente de celle qui verra le jour par la suite. Les autorités françaises n’envisagent alors de faire travailler ces prisonniers qu’à des « travaux intéressant l’effort de guerre commun et non [à] des emplois purement français ».
Cela s’explique d’abord, naturellement, par la poursuite de la guerre sur laquelle doivent se concentrer tous les efforts économiques, mais plus encore par le fait que des millions de Français restent des otages potentiels en Allemagne. Le temps n’est pas encore venu d’envisager de faire des prisonniers étrangers une simple main-d’œuvre. C’est cette première définition restreinte des fonctions auxquelles seront attribués les prisonniers allemands qui explique par ailleurs probablement la faiblesse relative du nombre de PG jugés utiles et demandés par le ministère du travail au vu des futures demandes : 70 750. Dès que la guerre sera terminée, en juin, le même ministère du Travail évaluera ses besoins à un chiffre dix fois plus important.
En outre, dès janvier, les alliés proposent de livrer de nouveaux prisonniers en plus des 30 000 premiers demandés par la France (jusqu’à 70 000 hommes sont proposés). Mais le général Boisseau, chef du SPG, refuse, soulignant l’impossibilité matérielle pour la France d’accueillir des prisonniers supplémentaires.
Pourtant, début février, l’État-major de la Défense nationale ne semble déjà plus l’entendre de cette oreille. Alors même que les 30 000 premiers prisonniers ne sont pas encore arrivés – les autorités régionales doivent se tenir prêtes à les accueillir à partir du 15 février – et alors qu’on craint d’ores et déjà que l’approvisionnement en nourriture et la garde soient insuffisants, il suggère de demander dès à présent une nouvelle tranche de 20 000 PG pour le 1er avril et une autre de 50 000 à partir du 1er juin.
Au cours de ces mêmes premiers mois de l’année 1945, les autorités semblent par ailleurs commencer à envisager la possibilité de faire travailler non plus des milliers mais des centaines de milliers d’hommes. Cette idée a probablement germé sitôt arrivés et mis au travail les premiers prisonniers livrés par les alliés.
Néanmoins, hormis le ministère de la guerre, les autres corps de l’État ne semblent pas encore sérieusement envisager cette possibilité d’employer de centaines de milliers d’allemands.
En février 1945, la Grande-Bretagne demande à la France de prendre « possession » de 50 000 prisonniers allemands en plus de 50 000 autres déjà livrés, l’auteur d’une note retrouvée aux archives du ministère des affaires étrangères n’y voit alors qu’une possible compensation des « trois millions de Français » qui ont été détenus dans le Reich. En outre, les autorités britanniques continueraient à prendre en charge l’entretien de ces prisonniers (nourriture, habillement, etc.) et elles conseillent aussi à la France de les affecter en Afrique du Nord.
Sans grand empressement, deux mois plus tard, les autorités françaises acceptent de prendre en charge ces milliers d’hommes ; ceux-ci seront répartis en deux contingents de 25 000 prisonniers chacun, l’un affecté en Afrique du Nord, l’autre en métropole. La volonté d’obtenir toujours plus de prisonniers ne semble donc pas encore caractériser la politique menée par les autorités françaises. Cela dit, ces dernières demandent tout de même aux autorités britanniques une mise à disposition définitive de ces hommes.
Le ministre des Affaires Étrangères pense alors affecter ces hommes au travail dans les mines en raison de la crise charbonnière. C’est peut-être le premier à évoquer l’affectation de prisonniers à ce secteur économique crucial. Une de ses notes administratives se termine en évoquant le souhait du ministère des Affaires étrangères de faire prochainement part de ce projet de mise au travail dans les houillères au directeur des mines et au ministre du Travail.
Il faut préciser que la France n’est pas la seule à envisager la possibilité d’employer des prisonniers. Ainsi la Belgique décide-t-elle d’employer un certain nombre de prisonniers de guerre allemands : les autorités belges envisagent ainsi, fin mars 1945, d’employer 14 000 hommes dans les mines, de même que la Grande-Bretagne. Cette dernière emploiera encore, fin 1948, soit plus de trois ans après la fin du conflit, 15 000 PGA aux travaux agricoles, ainsi que d’autres au débombage et d’autres encore à des travaux de construction au service des soldats britanniques stationnés au Moyen-Orient.
Il semble néanmoins que, pour les gouvernements alliés, l’idée de voir, en premier lieu, dans les prisonniers de guerre un potentiel économique à exploiter soit une idée relativement neuve. Durant la guerre, leur détention ne se justifiait que par des impératifs sécuritaires. À titre de comparaison, bien que le Canada détienne 35 000 PGA durant la Seconde Guerre mondiale, ce n’est qu’en 1943 qu’Ottawa autorise l’emploi des prisonniers, et ce de manière très précautionneuse. L’opinion publique est sondée et ce n’est qu’une fois que les autorités ont l’assurance que celle-ci est plutôt favorable au travail des PGA que celui-ci est autorisé. L’emploi des PGA n’en a pas moins été limité, au Canada, à la seule province de l'Ontario et on ne dénombrera pas plus d’un millier de prisonniers affectés aux travaux des champs en 1945.
En Europe, l’idée même de la mise au travail massive de prisonniers allemands au service des économies nationales, fin 1944, semble trouver davantage son origine au sein de l’État-major allié qu’au sein du GPRF ou d’autres gouvernements nationaux. À la fin de l’année 1944 et au début de l’année 1945, ce sont les Alliés qui proposent de leur propre initiative des PG, l’idée n’émanant pas des gouvernements anglais ou américain mais des États-majors eux-mêmes. Ainsi l’État-major allié négociait-il déjà avec les Français les accords de la Chase Bank que le gouvernement américain n’avait pas encore donné son aval au principe des livraisons de prisonniers. L’État-major allié voyait très probablement dans ces livraisons aux Français une réponse rapide et efficace au problème posé par la surpopulation de leurs camps de prisonniers.
C’est en tout cas l’avis du ministère des Affaires étrangères lorsqu’il apprend en mai 1945 que les alliés proposent également de livrer 200 000 prisonniers allemands aux autorités italiennes en vue de la Reconstruction et alors même qu’on juge, au ministère, les besoins économiques italiens bien moindres qu’en France.
Toujours est-il qu’en France, dès juin 1945, les autorités finissent par avoir la ferme conviction que l’emploi des prisonniers est justifié, voire indispensable. Et la fin de la guerre permet enfin à la France d’appliquer un plan d’action. Début juillet, les autorités demandent dorénavant la livraison de pas moins de 1 300 000 prisonniers de guerre, un chiffre qui contraste fortement avec ceux des précédentes demandes.
Dans le même temps, lors d’un Conseil des ministres tenu en mai 1945, on brandit d’ores et déjà le spectre de futures réactions internationales engendrées par cette mise au travail forcé de prisonniers allemands. C’est peut-être d’ailleurs précisément là la raison pour laquelle la France demande à obtenir le plus de prisonniers possibles le plus rapidement possible : les autorités envisagent peut-être déjà une éventuelle future suspension provoquée par les critiques de l’opinion internationale. Car pour quelle autre raison les autorités auraient-elles demandé, soudainement, un si grand nombre de prisonniers en si peu de temps ? Le gouvernement a très probablement conscience que la France n’est pas plus prête, en juin 1945, à accueillir des centaines de milliers d’hommes qu’elle ne l’a été en janvier pour à peine quelques dizaines de milliers d’hommes supplémentaires, comme l’avait alors souligné le général Boisseau.
L’emploi de prisonnier allemand peut par ailleurs s’analyser à l’aune du droit international : cette opération, semblable à nulle autre, est-elle conforme aux conventions internationales ratifiées par la France ?
D’abord, le gouvernement français considère que la Convention de Genève ne saurait s’appliquer en l’espèce dans la mesure où, de son point de vue, elle ne peut s’appliquer qu’entre États et qu’en l’espèce, l’État allemand a, juridiquement, cessé d’exister. Nonobstant cet argument, la France s’engage tout de même à respecter les clauses de la Convention, en signe de bonne volonté.
En réalité, d’un point de vue juridique, la convention de Genève demeure valable car la Suisse, pays neutre, pouvait se substituer à l’Allemagne dans son rôle de « puissance protectrice » (pays dont les prisonniers sont détenus par la « puissance détentrice »). C’est ce que rappelle le Comité international de la Croix-Rouge au gouvernement français dans une lettre adressée au ministère des Affaires étrangères en août 1945. À cet égard, il rappelle aussi qu’à la fin de la guerre les autorités du Reich avaient ainsi accepté de reconnaître la Suisse comme puissance protectrice des prisonniers de guerre français, les Allemands se refusant à reconnaître le GPRF.
Concernant la mise au travail et toujours du point de vue de la convention de Genève, la France a le droit de faire travailler les prisonniers de guerre allemands. La section III de la Convention autorise le travail des hommes de troupes sous un certain nombre de conditions mais stipule que la libération et le rapatriement doivent se faire le plus rapidement possible après la « conclusion de la paix ». Or la France a seulement signé un cessez-le-feu. Aujourd’hui encore, il n’existe officiellement aucun traité de paix entre la France et l’Allemagne. De ce fait, la mise au travail des prisonniers allemands était non seulement conforme au droit international mais en vertu du même raisonnement que d’aucuns qualifieraient de spécieux, la mise au travail pour une durée indéfinie l’était tout autant.
Toujours est-il qu’en juin 1945, la communauté internationale ne se préoccupe guère de savoir si l’emploi de prisonniers de guerre allemands est juste ou non : l’heure est aux bilans, à la Reconstruction et la guerre se poursuit encore en Asie. Force est au demeurant de souligner que la France n’est pas la seule à accorder aux Allemands un statut juridique particulier. Ainsi, après-guerre, l’ONU considère-elle alors que les réfugiés allemands ne peuvent pas bénéficier de son aide puisque ressortissants d’un « pays ennemi ». Le problème représenté par les millions de réfugiés et de déplacés allemands ont pourtant constitué un très lourd fardeau pour l’Allemagne d’après-guerre. Encore en 1951, le nouvel Office du Haut Commissaire de l’ONU pour les Réfugiés refusera de prendre en charge les Allemands. Un tel contexte de délégitimation ne pouvait que conforter, sinon inciter, la France à instaurer un régime d’exception à l’égard des anciens soldats allemands.
Dans un tel contexte, les autorités françaises ont les mains libres et peuvent exécuter leur projet.
Une note rédigée par le ministre des Affaires étrangères reflète peut-être mieux à elle seule que de nombreux autres documents l’état d’esprit et la position des autorités françaises sur le futur système des prisonniers de guerre. Le document n’est pas daté mais on peut supposer qu’il a été rédigé en mai ou en juin 1945. Les propos tenus sont éloquents.
Nonobstant les difficultés économiques, le ministre considère qu’on peut facilement employer des centaines de milliers de prisonniers de guerre allemands. Il passe ensuite en revue les différents secteurs économiques dans lesquels pourraient être employés ces hommes.
Il aborde d’abord la question du déminage. Parce qu’il manque des volontaires français, « il est souhaitable d’employer plutôt des PG »[réf. nécessaire]. L’auteur envisage la possibilité d’y affecter 100 000, voire 200 000 hommes.
Le ministre aborde ensuite les secteurs de la reconstruction, des travaux publics et de l’agriculture. Puis, considérant que les conséquences démographiques et économiques de la Première Guerre mondiale n’ont pu permettre d’accomplir un grand nombre de travaux durant l’entre-deux-guerres, il voit en ces prisonniers une chance exceptionnelle.
La fin de la note est ce qui suit : « Ce à quoi il faut tout sacrifier c’est le but : mettre sérieusement et pour longtemps au travail dans l’intérêt du pays des centaines de milliers de prisonniers de guerre (…) les procédés pour atteindre ce but n’importent guère (…). La seule valeur qui compte actuellement est le travail et il faut être absolument convaincu que sans le travail de 1 million et demi ou de 2 millions de prisonniers de guerre allemands pendant 5 à 10 ans, la France dans un état de délabrement depuis 30 ans et de plus, maintenant pillée, dévastée, ruinée, ne pourra retrouver sa prospérité en profondeur ».
Teintée de parti-pris idéologiques, cette conclusion illustre certainement l’état d’esprit qui règne alors : d’une part, le souhait de rendre justice à cette France souillée en mettant au travail, à son service, ceux responsables de ses maux et d’autre part utiliser ces « moyens » au maximum de leurs capacités pour redonner au pays la place qui lui est due.
Les quelques chiffres cités par le ministre ne laissent pas indifférent : utiliser jusqu’à deux millions d’hommes durant une dizaine d’années.
D’après une note du ministère des Affaires étrangères, dès juin 1945, la France se retrouve en possession de 490 000 hommes, dont 115 000 sont déjà au travail et elle projette d’en demander 1 750 000 en plus, ce qui ferait un total de 2 020 000 hommes. Dans les faits, elle en demandera officiellement 1 350 000 aux Alliés, lors d’accords conclus début juillet 1945.

### La crise de l’été 1945: l’exemple régional du Nord

#### Une situation économique désastreuse – l’exemple du Nord

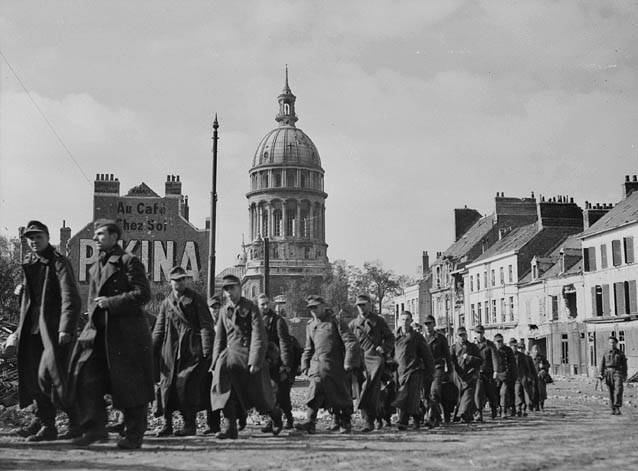
prisonniers allemands capturés par les Canadiens à Boulogne-sur-Mer (septembre 1944).

Comme évoqué précédemment, si la situation politique de la France se stabilise à la Libération, l’équilibre n’en demeure pas moins précaire du fait de l’opposition entre communistes et gaullistes.
Mais à l’heure où la France accueille les premiers arrivages massifs de prisonniers de guerre à l’été 1945, la situation économique est, elle, des plus critiques. Les destructions sont importantes, les travaux d’équipement ont été suspendus durant la guerre et il faut remettre les terres en culture. Or la main-d’œuvre manque, notamment celle composée des ouvriers spécialisés et des manœuvres. On ne compte plus que 1 420 000 travailleurs étrangers en France au 1er janvier 1945 : ils étaient 3 millions avant guerre. Qui plus est, l’absence des prisonniers de guerre français et des déportés s’est fait durement sentir.
C’est un Nord-Pas-de-Calais durement éprouvé par la guerre qui se reconstruit en 1945. Comme partout ailleurs en France, la région a subi l’occupation mais celle-ci présente quelques caractéristiques qui lui sont propres.
Le bilan matériel est très lourd. En premier lieu parce qu’il a été le théâtre de l’offensive allemande de mai-juin 1940 et d'autre part parce que ce fut une région militairement stratégique sous l’occupation, le Nord a été lourdement touché par la guerre. Les villes du littoral – le nom de Dunkerque devient connu dans le monde entier – ont été anéanties lors de l’offensive allemande et, par la suite, la région a reçu à elle seule la moitié des bombes alliées larguées en France. À cela s’est ajouté un pillage économique et un travail forcé plus importants dans la région que dans le reste du pays, du fait d’un statut administratif spécial. En effet, le Nord de la France a été détaché du reste de la métropole et placé sous la direction du commandement militaire de Bruxelles et la crainte d’une annexion pure et simple de la Région par le Reich a constamment hanté les Nordistes. Se sentant abandonnée par le régime de Vichy, la population nordiste a fait bloc et voyait son salut dans la Grande-Bretagne. Cette ferveur populaire étonnera le premier membre de l’administration du régime de Vichy à venir en visite dans la région au cours de l’été 1941. Le collaborationnisme semble d’ailleurs moins suivi. Le Nord avait déjà subi l’expérience de l’occupation avec la Grande Guerre et c’est peut-être ce qui lui a permis de conserver plus d’espoir qu’ailleurs.
Dans le même temps, la résistance s’est organisée et préparée à la future libération. À cet égard, les occupants comme les occupés ont cru jusqu’au bout que la région serait le cadre du grand débarquement allié. Mais c’est à partir des côtes normandes que les troupes alliées ont entamé la Libération de la France. Après la bataille de Normandie, elles progressent assez rapidement, Paris est libéré le 25 août 1944. Dans le Nord, les dernières poches de résistance allemande sont anéanties le 20 septembre 1944, à l’exception de celle de Dunkerque dont la réédition n’est obtenue que le 9 mai 1945.
Dans le Nord-Pas-de-Calais comme ailleurs, le rétablissement de l’État doit se faire dans le contexte particulier de la Libération. Néanmoins, le nouveau commissaire de la République, Francis-Louis Closon, sut restaurer l’État comme en témoigne la dissolution des milices patriotiques. De plus, en procédant aux internements massifs des personnes accusées de collaboration – 6 800 personnes dans la région –, il sut aussi rapidement calmer l’ardeur populaire. C’est pourquoi Étienne Dejongue et Yves Le Maner parlent d’une « épuration limitée ».
Sur le plan politique, le Mouvement Républicain Populaire démocrate-chrétien rencontre un vif succès dans la région avant de connaître le déclin, suivant en cela une évolution conforme à la tendance nationale. Qu’il y ait ou non une relation de cause à effet, c’est ensuite au tour du RPF de de Gaulle de connaître ce même succès en 1947 en parvenant à séduire les classes moyennes et une certaine partie de la classe ouvrière.
Mais le début de la guerre froide et son climat insurrectionnel ont de lourdes répercussions dans la région, nous l’avons déjà évoqué. Le bassin minier est l’un des hauts lieux des grèves de 1947-1948. En novembre 1947, on ne compte pas moins de 200 000 mineurs en grève dans le Pas-de-Calais. Les puits sont même inondés. Plus grave encore, 24 passagers trouvent la mort dans le déraillement du train Paris-Tourcoing à la suite d'un sabotage. Face à la gravité des incidents, les CRS et l’armée doivent intervenir ; des affrontements éclatent.
En raison du poids des classes populaires, le Nord témoigne plus que d’autres départements de la fièvre insurrectionnelle qui s'empare de la France en ces débuts de Guerre froide. Néanmoins, la tension retombe aussi rapidement que dans le reste du pays à la fin de l’année 1948.
La région continue de jouer, par ailleurs, un rôle primordial dans l’économie nationale. En 1945, elle demeure le deuxième pôle économique en France, forte de son extraction minière, de sa sidérurgie et de son industrie textile. Dans un pays à reconstruire, la région subit le dirigisme socio-économique de Paris. Or la France fait face à une grave pénurie d’énergie, le charbon constitue alors la principale source d’énergie. Dès lors, la relance de l’extraction est la priorité des autorités, la « bataille du charbon » est déterminante pour le redressement du reste de l’économie nationale ; c’est à ce moment que le communiste Maurice Thorez, s’adressant aux mineurs, fait appel au fameux « devoir de classe ».
La nationalisation des houillères du Nord-Pas-de-Calais, la première à être décidée en France, a lieu le 13 décembre 1944. La nouvelle entreprise se substitue aux dix-huit compagnies antérieures, nouvelle entreprise qui est divisée en six groupes de concessions. Il est vrai qu’avant-guerre les sociétés charbonnières étaient d’une part trop nombreuses et d’autre part à la traîne dans le domaine de l’innovation technique. Il en résultait un manque d’efficacité.
Néanmoins, la modernisation technique ne fut pas non plus le maître mot avant 1946 et la « bataille du charbon » ne fut remportée qu’avec le gonflement des effectifs. Alors qu’en 1938, le bassin minier produisait 28 millions de tonnes de charbon, on passa de 15,9 millions de tonnes en 1944 et de 18 millions en 1945 à 28,4 millions de tonnes en 1946 : le charbon était de retour, la bataille était gagnée.
Quant à la sidérurgie, elle fut aussi élevée au rang de priorité économique mais plutôt qu’à la nationalisation, on eut recours, dans ce domaine, aux concentrations.
Dans la région, la majorité des PG a été affectée au travail des mines pour deux raisons : la pénurie de matériaux en France empêchait de les employer directement à la reconstruction et la production de charbon était vitale pour toute l’économie. Du reste, les industries locales ne semblent pas avoir été particulièrement intéressées par l’emploi de prisonniers, au moins dans un premier temps. D’après les archives, il semblerait ainsi que seule la compagnie Fives-Lille semble s’être portée candidate à l’emploi de PG mais sans pour autant pouvoir assurer l’entretien et l’hébergement des prisonniers. À cette époque et dans le Nord, on ne juge donc pas opportun d’employer cette masse de travailleurs dans l’industrie ; l’extraction charbonnière est la grande priorité. À titre de comparaison, ce n’est pas moins de 40 et 50 % des PG qui seront employés dans l’agriculture à l’échelle nationale.
Précisons par ailleurs que si la région a toujours fait appel à une grande quantité de main-d’œuvre étrangère, celle-ci fait défaut au lendemain de la guerre et ce d’autant plus qu’un certain nombre de Polonais est retourné dans son pays d’origine.
Il y a parmi ces étrangers ceux qu’on appelle les « Volksdeutsche ». Il s’agit de Polonais d’origine allemande. Étant donné le climat de germanophobie ambiante, ces étrangers ne sont pas particulièrement appréciés de la population, on les soupçonnera parfois même d’organiser des filières d’évasions destinées aux PG. Dans les faits, il semble avéré que les « Volksdeutsches » éprouvent pour la plupart des sympathies pro-allemandes et qu’ils participaient parfois aux évasions.
En tous cas, si la région a su rapidement panser ses plaies, la situation économique n’en restait pas moins précaire au moment où ont lieu, en mai et juin 1945, les premières arrivées massives de PG.

#### Accueil des premiers prisonniers et situation matérielle critique – l’exemple du Nord
Dès février 1945, l’idée de faire travailler des prisonniers dans les mines de la région est suggérée. La direction des mines réclame au ministère de la Production industrielle 6 000 à 8 000 prisonniers. On entrevoit la possibilité de les loger à proximité des camps.
En mai 1945, ce sont déjà 8 000 prisonniers de guerre qui travaillent dans le Nord, selon le ministère du Travail, et on envisage d’ores et déjà une affectation supplémentaire de 10 000 hommes. Des effectifs beaucoup plus importants sont susceptibles d’arriver rapidement, avant le 1er juillet. C’est pourquoi le ministère demande au commissaire de la République de Lille et à tous les responsables de la reconstruction dans la région de prévoir au plus vite les plans d’utilisations de cette main-d’œuvre. Visiblement pris de court, le ministère conseille d’héberger ces hommes dans des « hangars, remises, halls à marchandises », ou bien encore dans « des camps en plein air », au moins dans un premier temps. On le voit encore une fois, ce qui prévaut, c’est un état d’esprit privilégiant la mise au travail rapide de ces hommes, état d’esprit ne se souciant pas du confort de vie des prisonniers. Un courrier du ministre adressé au commissaire de la République se termine ainsi : « L’heure de la réparation sinon celle de la reconstruction (…) a sonné ».
Il faut aussi savoir que la moitié de ces 8 000 premiers PG dans la région ont été capturés à Dunkerque. D’après le ministère de la Guerre, 4 000 Allemands ont été faits prisonniers par l’armée britannique à Dunkerque. Cette ville martyre était l’une des dernières poches de résistance allemande en France en mai 1945. D’après cette même source, ce sont les Britanniques qui ont eu eux-mêmes l’intention de livrer ces hommes aux Français en vue de la reconstruction et du déminage.
Les premiers arrivages massifs ont lieu en juin. L’affectation dans les secteurs liés à la reconstruction et au déminage semble constituer, dans le Nord, une autre des priorités après l’extraction charbonnière. En témoigne le camp de Dannes, dans le Boulonnais où près d’un millier de prisonniers arrivent en une dizaine de jours à la mi-juin : cent d’entre eux sont déjà affectés au déminage et à divers travaux. Dix jours plus tard, on ne dénombre plus que six cents hommes dans ce camp mais tous travaillent : la moitié a été affectée aux travaux du port (ponts et chaussées maritimes) et l’autre aux ponts et chaussées.
D’où viennent ces prisonniers débarquant dans le Nord ? Il semblerait qu’un certain nombre provient des camps de prisonniers de l’Ouest, en particulier de la Sarthe, et que la plupart aient été livrés par les Américains. Ainsi, fin juin 1945, le ministre de la Production industrielle ordonne que 7 000 prisonniers soient transférés des camps américains vers le bassin minier du Nord-Pas-de-Calais. Sitôt la guerre terminée, il semble qu’il soit d’ores et déjà convenu que le transfert des prisonniers allemands des camps américains implantés en Allemagne aux camps américains implantés en France ait été fait, en partie, si ce n’est en grande partie, pour mettre à la disposition des autorités françaises de la main-d’œuvre. C’est ce que laisserait à penser le témoignage fort intéressant de Horst Einhoff, élève officier allemand fait prisonnier par les Américains en avril 1945. Celui-ci nous apprend que des officiers français ont pu assister aux transferts entre camps américains et qu’ils y ont peut-être également pris une part active. Il nous apprend également, par là même, que des procédés fallacieux ont pu être utilisés pour recruter les prisonniers des premières vagues. « Nous sommes arrivés au camp de Bad Kreuznach Rhénanie-Palatinat le 30 avril 1945. Il n’y avait pas d’abri là non plus. Nous avons creusé des trous dans la terre relativement profonds dans lesquels on s’installait en se couvrant de papier pour se protéger. (…) Puis un jour on a demandé à ceux qui étaient de l’Est de l’Allemagne s’ils voulaient aller à Wittemberg pour travailler dans les rues, avec promesse de démobilisation ensuite. Je faisais partie des volontaires et le lendemain, nous avons dû nous mettre en rang devant une grande table où il y avait des officiers dont certains je pense, étaient médecins. J’aurais dû faire attention parce que l’un d’entre eux portait un uniforme français. (…) Évidemment, on a cru ce qu’on nous avait dit et on chantait dans les camions qui nous emmenaient à la gare. C’est seulement lorsqu’on a traversé le Rhin, qu’on a compris qu’on nous avait trompés. »
Quoi qu’il en soit, en juin 1945, dans le Nord, le colonel commandant régional des prisonniers de guerre doit prendre contact avec les autorités américaines pour accélérer les livraisons. On ne tient pas compte de la profession des prisonniers : sur ces 7 000 hommes destinés au travail des mines, seuls 900 sont des mineurs professionnels.
Ces hommes, sélectionnés à l’issue d’un tri, parviennent à destination après un long et pénible voyage du fait de réseaux de transport en grande partie détruits.
L’hébergement est loin d’être le seul problème. Le ravitaillement et l’équipement des prisonniers font aussi défaut. La question du ravitaillement ne sera, du reste, pas résolue avant 1946, mais il ne faut pas oublier que la pénurie alimentaire fait alors partie du quotidien des Français et des civils allemands. En mai 1945, un Parisien ne reçoit en moyenne que 1 515 calories par jour alors qu’un individu au repos a en moyenne besoin de 2 300 calories journalières. D’après les sources officielles, un prisonnier toucherait en moyenne 1 600 calories par jour en août 1945 mais on peut douter de la véracité de ce chiffre. Le chiffre réel est probablement plus proche de 800 calories journalières.
En ce même mois d’août 1945, le président des houillères nationales du Nord-Pas-de-Calais s’alarme des défaillances concernant le ravitaillement des prisonniers. Cela dit, il semble plus inquiété par les possibles répercussions économiques que motivé par des préoccupations humanistes. Il cite les cas de deux camps : dans celui de Méricourt, durant la période comprise entre le 10 et le 23 août, 157 kg de viande seulement ont été reçus sur les 1 900 kg prévus, il manque quotidiennement 500 kg de farine pour le pain et depuis le 20 août, seuls 490 kg de matière grasse ont été reçus au lieu des 675,5 kg prévus ; le camp d’Hénin-Lietard, lui, n’a pas reçu de viande depuis une quinzaine de jours.
Les conséquences sanitaires se font sentir : les prisonniers ne cessent de perdre du poids et nombreux sont ceux qui souffrent de vomissements et de diarrhées sanglantes.
La situation n’est pas propre au Nord. Partout en France, les prisonniers pâtissent de cette impossibilité de couvrir les besoins. En septembre 1945, le médecin chef d’un camp de la Sarthe affirme que ses prisonniers ne reçoivent que 800 calories quotidiennes et que les morts se comptent par dizaines chaque jour. Autre exemple : dans un autre camp de prisonnier (La Flèche), un prisonnier en vient à manger les entrailles d’un chien. D’après le prisonnier témoin, les autorités locales « firent courir le bruit que la situation n’était tout de même pas extrême au point de s’égarer de la sorte. (…) Ils firent distribuer le même jour une ration supplémentaire ».
La faim et l’incertitude sur leur sort conduisent probablement un certain nombre de prisonniers à commettre de tels actes de désespoir. En ce qui concerne le taux de mortalité par suicide, d’après le Service Historique de l’Armée de Terre (Vincennes), ce taux s’élevait à 1,3 % des prisonniers pour les années 1944 et 1945. Il s’agit là néanmoins d’une estimation établie par l’armée de terre elle-même. Selon Horst Fusshöller, les suicides ne sont pas rares au cours des premières semaines de détention, en 1945, lorsque les conditions sont les plus éprouvantes. Son témoignage a pour objet le camp de Rennes, or celui-ci est encore, à ce moment-là, sous autorité américaine et non sous autorité française. « Lors des appels matinaux pour nous compter, des camarades manquaient chaque jour. Ils étaient morts de faim depuis le dernier appel, avec des œdèmes visibles provoqués par la faim. Mais on ne doit pas taire non plus que des camarades s’étaient approchés si près de la clôture de barbelés, volontairement ou involontairement, par désespoir et aussi à cause d’une faim insupportable, ou même qu’ils essayaient de grimper par-dessus le grillage de telle sorte qu’ils furent visés et abattus par la tour de contrôle la plus proche. Nous parlions alors du delirium du barbelé. Il n’était pas étonnant que des camarades craquent lorsque la soupe quotidienne d’épluchures de pommes de terre les poussait à des actes de désespoir à cause des douleurs nocturnes d’estomac et de la constipation douloureuse. »
Outre celle du ravitaillement, la question de l’équipement témoigne, elle aussi, de la totale désorganisation de l’administration face à la question des PG. Dans un premier temps, les autorités locales se chargent elles-mêmes de la question de l’habillement et ce dès juillet. Ainsi, l’inspecteur général de la production industrielle commande pour les prisonniers mineurs un certain nombre d’articles aux firmes locales, notamment à Agache à La Madeleine ou aux Cotonnières de Fives.
Il est vrai que la situation est urgente : sur un groupe de 13 000 PG arrivés en août, 4 300 n’ont pas de capotes et 4 600 n’ont pas de couvertures. Outre leurs uniformes de draps, un certain nombre étaient encore en treillis à leur arrivée. En plus de 5 000 couvertures et 4 500 capotes, le service régional des PG fait savoir qu’il faudrait pour les 20 000 PG présents dans la région : 18 000 pantalons, 15 000 vestes, 18 000 chemises, 10 000 paires de chaussettes et 20 000 serviettes. Ironie de l’Histoire, on relance même la production de 20 000 vestes précédemment commandées par les Allemands désormais devenus prisonniers.
Mais alors même que les besoins en équipement sont loin d’être comblés et que la production locale de 15 000 vestes, 18 000 chemises et 20 000 serviettes est enfin lancée en septembre, le ministère de la Production industrielle rappelle au cours du même mois aux autorités locales qu’aucune demande de textiles ne doit être entreprise localement. Ainsi pour les PG mineurs, il est rappelé que les demandes d’équipement ne sont recevables qu’auprès du service d’approvisionnement des Houillères à Paris. Toutefois, dans le même courrier, on apprend que le ministre de la Guerre reconnaît lui-même qu’il est impossible pour le moment d’équiper convenablement les prisonniers et c’est pourquoi l’obligation faite aux employeurs d’habiller leurs prisonniers est supprimée.
On envisage alors d’effectuer des collectes de vêtements en Allemagne ou d’attendre d’éventuelles livraisons de l’intendance militaire, alors que celle-ci n’est même plus capable de fournir une couverture aux nouveaux PG à la fin du mois de septembre, pas plus qu’un certain nombre de produits pharmaceutiques. Les soldats français eux-mêmes sont sous-équipés. Quant aux Alliés, ils sont incapables de livrer quoi que ce soit puisqu’ils sont eux-mêmes dans le besoin. Or, comme nous l’avons vu, il est possible qu’au moins dans le Nord, les firmes locales auraient pu continuer à subvenir à une partie de ces besoins en équipement.
Toutefois, le 11 octobre 1945, la question de l’habillement des prisonniers est tranchée : l'habillement sera directement à la charge de la Direction Générale des Prisonniers de Guerre, autrement dit à la charge du ministère de la Guerre. Les prélèvements se feront soit directement sur les stocks militaires, soit en Allemagne. Dans l’urgence, on délivre tout de même exceptionnellement des vêtements pour les prisonniers mineurs, dont 70 000 pantalons.
Fin novembre, la nouvelle commission interministérielle relative à la question des PG estime encore qu’il faudrait entre 550 000 et 600 000 tenues complètes et que 15 000 m3 de paille et de bois seraient nécessaires pour confectionner des paillasses.
On le voit avec la question de l’équipement, l’absurdité d’une certaine bureaucratie écarte tout pragmatisme et c’est d’abord de cela que les prisonniers auront à souffrir durant leur captivité ; il faut néanmoins garder constamment à l’esprit les circonstances particulières de l’après-guerre
Toujours est-il que la nouvelle administration est débordée par la gestion de ces milliers d’hommes et ce d’autant plus que les prisonniers livrés par les Américains – 70 % de l’effectif total – arrivent dans un état physique lamentable.

#### La question de l’état sanitaire des prisonniers
La situation des PG devient si dramatique au cours de l’été 1945 que les autorités américaines l’évoquent, fin septembre, pour justifier leur décision de suspendre toute livraison. Les Américains appuient leur décision sur les rapports du Comité international de la Croix-Rouge relatifs aux conditions de détention en France.
Aujourd’hui encore, de l’avis de certains historiens[Lesquels ?], ce sont les Américains qui ont été en partie responsables de la situation critique des premiers mois. Selon François Cochet, les États-Unis fournissaient ainsi des prisonniers souffrants de façon à pouvoir accuser la France de manquements graves à ses obligations et à se décharger, par là même, de leurs responsabilités. L’historien appuie cette affirmation sur un rapport de l’abbé Deriès. Ce prêtre était l’un de ceux qui participèrent à la création de l’unique séminaire catholique destiné aux PG dans un camp situé non loin de Chartres. Toujours selon François Cochet, ce serait de telles accusations, portées par des Français à l’encontre des autorités américaines, qui auraient contribué à faire réagir les États-Unis d’autant plus vivement. En vérité, il semble difficile de contester que les prisonniers allemands détenus dans les camps américains en France ou en Allemagne aient vécu dans des conditions au moins aussi éprouvantes que ceux qui avaient été remis aux autorités françaises.
Cette interprétation du rôle ambiguë joué par les Américains dans la crise sanitaire est corroborée par les dires de témoins directs de l’époque et particulièrement par les commandants militaires régionaux. Dans un courrier adressé à la Direction Générale des Prisonniers de Guerre, le commandant militaire de la 15e région (Marseille) déclare qu’« il semble bien évident qu’il s’agisse en l’espèce d'un parti pris des autorités américaines de nous céder des éléments [des PG] de valeur très médiocre et cela d'autant plus que dans les autres dépôts des constatations analogues ont été faites ». Le commandant de la 21e région cite même des témoins affirmant que les Américains procéderaient à des tris dans leurs camps et qu’ils ne remettraient aux Français que les prisonniers dans le plus mauvais état. L’un d’eux aurait même été porteur d’une fiche indiquant « Arbeitsurfähig » (« inapte au travail » en français.)
À la lecture des archives, les accusations portées contre les Américains apparaissent donc justifiées et cela aussi bien à l’échelle nationale que régionale. Dès la fin juillet, le général Deligne, commandant militaire de la 1re région militaire (Lille), alerte le ministre de la Guerre. Il cite l’exemple d’un groupe de 7 000 nouveaux prisonniers en provenance du camp américain d’Erbiseul en Belgique. N’est-ce qu’à l’arrivée, on dénombre sept morts, alors même qu’un premier tri avait été effectué sur place pour sélectionner les plus robustes. Sur ces 7 000 prisonniers, seuls 15 % sont en mesure de travailler dans les mines, 20 à 30 % doivent recevoir des soins spéciaux et 4 à 5 % sont jugés inaptes à tout travail. Néanmoins, un second tri doit être opéré à l’issue d’une période de quelques jours dite de repos et de « suralimentation ». Le général Deligne juge toutefois qu’il faut s’attendre à un important « déchet » et à un rendement médiocre.
Au sujet des manquements des autorités américaines à leur obligation, les récits de PG témoins viennent également corroborer les archives. La plupart des témoignages présentés sur le site de Jean-Paul Louvet émanent de soldats qui ont été détenus, au cours des premières semaines, dans les camps américains en Allemagne, en France, ou le plus souvent, dans les deux pays successivement. La plupart évoquent la faim endurée sous le « régime américain ». Günter Pengel parle en ces termes de son expérience au camp de Heilbronn (Bade-Wurtemberg) : « Personne ne comptait les morts ou plutôt les morts affamés. Le matin, un commando de prisonniers devait charger les morts dans un véhicule, comme l’équarrisseur transporte le bétail mort. (…) Il est encore difficile de décrire l’incroyable, bien que sur la fin de ma vie j’ai pris un nécessaire recul. Il n’y avait aucune pitié. Il y avait dans le camp des enfants et des vieillards. Beaucoup devinrent fous ou étaient proches de la folie. Il n’existait pas de perspective pour échapper à cet enfer ». Au vu du témoignage d’un autre PG, Horst Fusshöller, les camps placés sous administration américaine en France ne semblent guère mieux lotis. « Il est sans doute important de mentionner que, dans le camp de Rennes (…), des gens mourraient de faim quotidiennement. D’après les dires de Hegesweiler [un prisonnier allemand, membre de la police du camp] qui était, comme on l’a dit, occupé à l’enregistrement de la cage 1, le nombre maximal de morts par jour a été de 57 [pour une capacité du camp de 50 000 hommes] (…) La famine dans l’ensemble du camp était grave. Même les restes du manger des soldats des États-Unis ne pouvaient pas être partagés, mais devaient être brûlés par les soldats ».
S’il est juste de souligner que les PG parqués dans les camps américains en Allemagne, et dans une moindre mesure en France, vivaient dans un dénuement à même d’expliquer une grande partie de leur état physique, il faut bien rappeler que les camps de la zone d’occupation française, en Allemagne, n’étaient cependant pas mieux lotis. Inspectant certains camps sous administration française en août 1945, un lieutenant-colonel note que les PG y sont âgés entre 13 et 60 ans, que les camps, à l’exception de deux d’entre eux, ne présentent aucun abri en dur ; les prisonniers en sont réduits à se loger dans des abris de fortune (toile de tente, gourbis en boites de conserve), voire dans des trous creusés dans le sol. Bien que dénonçant l’insuffisance des camps français, l’officier ne manque néanmoins pas, lui aussi, d’imputer une partie des problèmes aux Américains. « L’état physique du personnel PG que nous ont passé les Américains est plutôt mauvais dans l’ensemble. À première vue, il semble qu’un tiers du personnel adulte, seulement, est en état d’effectuer quelque travail utile. Certains sujets (plus d’une centaine) qui m'ont été montrés au camp de Hechsheim (près [de] Mayence) présentent des déficiences physiques qui les assimilent, dès à présent, aux déportés les plus déficients de Buchenwald et de Dachau ».
Les témoignages des ex PG évoquent la faim, l’absence de construction en dur dans la plupart des camps édifiés à la hâte en Allemagne et le transport vers la France à bord de wagons à bestiaux. Mais aux conditions matérielles déplorables s’ajoutent les brimades, les mauvais traitements, voire les exactions, commis par les GIs.
Günter Pengel relate ainsi, dans son témoignage, un événement qui s’est produit durant le transport en train vers le camp de Rennes, camp encore géré par les autorités américaines à son arrivée. « Un soldat américain de garde, toujours sous l’emprise de l’alcool, avait perdu son frère pendant la guerre. Il s’était imaginé avoir reconnu parmi l’un des prisonniers le soldat dont la balle de pistolet avait tué son frère. Nous sommes restés debout pendant une journée dans une gare de marchandises à Paris. Avec ces mots : « toi avoir tué mon frère ! », il fixait dans les yeux le prisonnier. Les autres prisonniers dans le wagon restaient impuissants et les gardes américains riaient. En conclusion, il finit par crever un œil à ce prisonnier sans défense. Il continua à le maltraiter jusqu’à notre arrivée dans le camp de Rennes où il reçut seulement les premiers soins par le médecin allemand du camp. Avec beaucoup de difficultés, il réussit à le faire rapatrier en Allemagne, car le commandant américain du camp haïssait les Allemands comme aucun autre ». Le témoignage atteste, avec force, d’un des abus commis par les soldats américains. Mais en dépit de sa violence, l’exemple cité ici n’en reste pas moins un fait qu’on se gardera bien de généraliser. L’intérêt de ce témoignage tient surtout au fait qu’il nous fournit une des explications à la « violence américaine » qu’ont subie les prisonniers allemands : la germanophobie de certains GIs, germanophobie d’autant plus forte que l’horreur concentrationnaire venait d’être révélée. Eisenhower, en personne, atteste de cette haine, circonstanciée, de l’Allemand.
Bien qu’il affirme qu’avec la passation aux autorités françaises du camp dans lequel il était détenu, « la plupart des prisonniers étaient en piteux état, et [que] la sous-alimentation avait des conséquences catastrophiques », Günter Pengel reconnaît néanmoins que « c’était beaucoup plus agréable avec les poilus ». Une fois encore, il est à noter qu’un tel témoignage doit néanmoins être pris avec toute la distance critique qui s’impose, serait-ce par le seul fait qu’il ait été établi longtemps après les faits.
Preuve de la valeur toute relative de ces témoignages, un témoin rencontré, Helmut Evers, considère pour sa part que la situation matérielle était bien meilleure lorsque le camp de Thorée (Sarthe) était sous contrôle américain que lorsqu’il fut, par la suite, délégué aux autorités françaises. Il ne garde pas, pour sa part, le souvenir de quelque brimade ou sévisse infligé par les Américains. Il reconnaît néanmoins que les GIs pouvaient se montrer particulièrement intraitable avec certains prisonniers : parce qu’il avait volé ses camarades, un prisonnier allemand fut ainsi enfermé durant trente jours dans un « trou » creusé à même le sol, en guise de cellule d’isolement.
Au cours de l’été 1945, dans le Nord, la situation sanitaire semble s’aggraver, comme en témoigne un rapport du directeur du service de santé de la 1re région militaire. Ce médecin colonel alerte le commissaire de la République : depuis le 13 juillet, de plus en plus de PG arriveraient dans un état lamentable. Les 1352 PG provenant du camp d’Erliesent (Belgique) sont arrivés à Dunkerque dans un état de grande fatigue et de sous-alimentation ; il est vrai que ceux-ci avaient été auparavant détenus en Allemagne dans des « camps-enclos » – sans constructions en dur – comme celui de Rheinberg. Soixante-douze doivent être hospitalisés au lendemain de leur arrivée et deux autres décèdent. Le médecin colonel note aussi des cas de dysenterie, de tuberculose et des états cachectiques, témoins d’une sous-alimentation depuis plusieurs semaines. D’autres prisonniers originaires du même camp américain arrivent dans d’autres camps de la région, ceux de Danes et de Saint-Aubin. Leur état est encore plus critique : cardiopathies, maladies de Basedow, paralysies des membres consécutives à des blessures de guerre, hernies volumineuses, épileptiques, nombreux vieillards et « enfants » dont un certain nombre sont des « débiles mentaux ou physiques ». Le médecin juge la proportion de prisonniers inaptes à tout travail considérable. De son propre avis, peu d’entre eux se rétabliront : la faible quantité de nourriture délivrée leur permet de survivre, non de se rétablir. En conclusion de son rapport, le directeur du service de santé régional recommande quelques mesures : le rapatriement des inaptes, la reconstruction des hôpitaux, l’augmentation du personnel médical allemand, la suspension de toute livraison et l’augmentation des rations alimentaires.
Aucune de ces mesures n’a cependant été suivie, à l’exception du renforcement de la structure médicale. Les autorités ont probablement réagi en constatant l’évolution critique de la situation sanitaire : les hôpitaux civils sont congestionnés par un grand nombre de prisonniers de guerre au cours de cet été 1945. D’après de nouvelles instructions ministérielles datant d’août 1945, une infirmerie doit ainsi être créée dans chaque camp – les malades légers y seront pris en charge – et un lazaret installé dans chaque dépôt. Les PG les plus gravement atteints seront soumis à l’autorité militaire. Le commissaire de la République de Lille insiste pour que ces installations soient construites le plus rapidement possible.
Une fois encore, on constate que l’administration n’était pas suffisamment préparée à accueillir la masse de prisonniers : les structures médicales ne sont véritablement mises en place que dans l’urgence.
En septembre, l’état de santé des nouveaux arrivants semble tout aussi lamentable. Sur un convoi de 1 500 prisonniers arrivant à Dunkerque, soixante-douze tombent d’inanition et six succombent.
Le général Buisson, chef de la Direction Générale des Prisonniers de Guerre, estime en octobre 1945 que les quatre cinquièmes des PG déficients sont à imputer aux seules autorités américaines. Bien évidemment, la responsabilité de ce drame n’incombe pas aux seuls Américains. D’ailleurs, les prisonniers de guerre livrés par les Alliés représentent tout au plus 70 % des prisonniers détenus. Les difficultés auxquelles furent confrontées les autorités françaises et la pénurie alimentaire qui touche le pays demeurent les deux autres causes majeures.
Car si l’on dénonce la sous-alimentation des prisonniers en mains américaines, que dire de la situation en France ? Ainsi, les prisonniers d’un camp de la Sarthe ne reçoivent que 800 calories quotidiennes avec pour conséquence une dizaine de morts par jour. Johannes Sticker, ancien prisonnier détenu dans le camp de Rennes, raconte, dans son œuvre autobiographique qu’« Un jour, j’ai compté jusqu’à onze petits pois [pour repas]. C’était un jour de chance. ». Certes, les nouvelles instructions ministérielles ont été prises en compte, mais même en étant appliquées, un prisonnier hospitalisé à Limoges ne reçoit qu’en moyenne 1 750 à 1 800 calories – et ce en doublant la quantité de légumes d’une ration normale – alors même qu’un malade a besoin de 2 800 à 3 000 calories par jour pour se rétablir. En cas de complication avec une autre maladie, les PG malades risquent le plus souvent de succomber.
Par ailleurs, ce problème sanitaire a occasionnellement pu représenter un risque sanitaire pour la population française. Ainsi en décembre 1945, une épidémie de typhus éclate dans un camp. Le personnel français contaminé, les autorités s’alarment et elles procèdent à la vaccination de tous les PG jusqu’à épuisement des stocks de vaccins. Les stocks manquants doivent être signalés au ministère de la population et on recommande aux autorités régionales une utilisation du DTT aussi fréquente que jugée nécessaire.
Dans le Nord comme partout en France, les prisonniers vivent donc dans des conditions très pénibles au moins jusqu’à la fin de l’été 1945. C’est à partir de ce moment que les autorités réagissent.
Il est difficile d’évaluer le nombre exact de prisonniers morts du fait des conditions pénibles de ces premiers mois de captivité. D’après le Service Historique de l’Armée de Terre (Vincennes), il y aurait eu 17 773 morts en 1944 et en 1945. À titre de comparaison, on ne dénombre « que » 5 112 morts en 1946. Durant ces deux années, les grandes causes de mortalité sont la faim et la maladie (68,3 % des décès). Néanmoins, il s’agit là des chiffres fournis par l’armée, l’autorité directement responsable de ces prisonniers, et il est donc permis de supposer qu’ils sont en deçà de la vérité. La question serait plutôt de savoir dans quelle proportion ces chiffres ont pu être sous-estimés.
La difficile prise en charge par une administration nouvellement établie d’une masse de plusieurs centaines de milliers de prisonniers déjà durement éprouvés par la guerre, dans un pays en proie aux pénuries en tous genres où beaucoup reste à reconstruire, explique en grande partie ce contexte dramatique. Si l’été 1945 peut être considéré comme la période de détention la plus difficile pour beaucoup de prisonniers de guerre en France, les choses n’iront globalement qu’en s’améliorant par la suite. Il serait par ailleurs hasardeux de déterminer précisément quelles sont les parts respectives de responsabilité entre les autorités américaines et les autorités françaises.
Au demeurant, les difficultés économiques et sanitaires de l’après-guerre ne sont pas les seules causes des difficultés subies par les prisonniers. Leur sort est aussi fonction de l’opinion publique et fonction de l’action de la presse et de la communauté internationale, comme détaillé ci-après.

### L’opinion publique, la presse et la communauté internationale et le sort des prisonniers

#### L’opinion publique française: entre méfiance et indifférence
En 1945, l’opinion publique française demeure relativement hostile aux prisonniers. Cette animosité prend trois formes : la première est liée à la germanophobie ambiante – celle-ci ira rapidement en s’amenuisant –, la deuxième est la crainte de voir ces prisonniers se substituer économiquement aux travailleurs français, la dernière a trait aux rumeurs assez répandues selon lesquelles les PG seraient mieux traités par les autorités que les citoyens ordinaires. Trois mêmes thèmes accompagnement, le plus souvent, ces trois types de mécontentements : les prisonniers jouiraient de trop de libertés, les autorités feraient preuve de laxisme et on requiert, de leur part, davantage de fermeté.
De nombreux témoignages attestent de cette germanophobie. Les convois de prisonniers à destination des camps français, en 1945, doivent ainsi subir l’hostilité des foules rassemblées au passage des trains. La traversée des villes est tout aussi éprouvante, en témoigne Egon Streiner, soldat de la Wehrmacht capturé par l’Armée rouge puis par l’armée américaine, il est transféré en France en septembre 1945. « L’accueil à Dijon est très pénible. Ce sont de très jeunes soldats qui nous alignent dans la rue à coups de crosse (…). Ils sont si agressifs et haineux que plusieurs personnes âgées, passant sur les trottoirs, sont indignées, mais [ne] reçoivent comme réponse qu’un rire méchant. (…) on nous fait traverser la ville par la rue de la Liberté, où nous recevons des coups des passants et des bouteilles de bière sont jetées sur nous par la porte des cafés. Plusieurs de nos camarades sont blessés, tombent et sont piétinés par la foule hurlante, des hommes, des femmes et même des enfants ».
Parfois, cette hostilité prend un caractère autrement violent. Ainsi, le 6 mai 1945 à Courcelles-lès-Lens, un homme se présente chez un cultivateur employant deux prisonniers avec l’intention de les abattre sous prétexte qu’ils seraient trop bien traités. L’employeur et ses deux employés étaient – fort heureusement – absents, mais par mesure de sécurité les deux PG sont transférés à leur camp de rattachement. Cette haine et cette violence des premiers mois se rencontrent également au sein même des camps de prisonniers. Dans ses mémoires, Johanes Sticker, prisonnier alors détenu au camp de La Flèche, évoque cette violence : « A l’occasion, ils [les gardes] tiraient en direction des tentes. Parfois ils tuaient des gens en plein sommeil. C’étaient, pour la plupart, de tout jeunes gens qui faisaient cela, abrutis par le maquis et remplis de haine. ». Le témoignage d’un autre ancien PG, Horst Fusshöller, corrobore cette pratique, visiblement circonscrite aux premiers mois, des « jeux de tir » en direction des tentes de prisonniers. « (…) il n’était pas rare que les gardes français se faisaient des balles en chemin avec leurs mitraillettes et mitrailleuses sur la clôture, en allant et revenant des tours de contrôle. Cela fut particulièrement grave le 8 mai et les dimanches soir lorsque beaucoup de prisonniers allaient au service religieux. (…). On ne pouvait naturellement pas se protéger des ricochets. Les tentes pointues ou les baraques tentes (…) ne présentaient aucune protection contre les balles. De façon répétée, on entendait un cri qui indiquait que quelqu’un avait été atteint ». Un élément secondaire mais néanmoins intéressant du témoignage réside dans l’évocation du regain d’exactions commise le jour du 8 mai 1945.
En cette année 1945, ces faits n’ont en effet rien exceptionnel, les rapports officiels eux-mêmes font état de ce climat de haine : à la rancune accumulée durant les années d’occupation s’ajoutent les effets occasionnés par la révélation des atrocités nazies. En janvier 1946, un rapport alerte ainsi les autorités sur les possibles répercussions, en ce qui concerne la sécurité des PG, d’une émission radiophonique diffusée quotidiennement et évoquant entre autres les exactions commises par les Allemands sous l’occupation. Par ailleurs, au sortir de la guerre, faire un tant soit peu preuve sympathie pour les Allemands, c’est prendre le risque d’être perçu comme un « collabo ».
Outre cette « germarnophobie conjoncturelle », d’autres facteurs nourrissent ou attisent l’animosité. Ainsi, et aussi paradoxal que cela puisse paraître, il n’était pas rare qu’un certain nombre de prisonniers jouissent d’une certaine liberté, et ce dès 1945. Comme nous le verrons, les PG menaient une vie très différente en selon le secteur économique auquel ils étaient affectés. Dès lors, une certaine catégorie de la population se révolte lorsqu’elle voit les prisonniers se promener sur les digues de mer, se baigner à la plage ou sortir la nuit, comme c’est le cas à Dunkerque durant l’été 1945. Durant trois années, il est fréquent de voir des prisonniers en liberté dans les villes, et ce au mépris des règlements. Le contraste est frappant lorsqu’on sait que durant ce même été 1945 la plupart des PG souffrent de la crise sanitaire. Quelquefois même, les PG entretiennent des relations avec des Françaises, ce qui ne manque pas de susciter le très vif émoi de certains citoyens français. De plus, les évasions de prisonniers sont nombreuses, ce qui contribue à irriter tout autant l’opinion. Mais la haine anti-allemande est bien, dans les premiers temps, directement liée à la guerre. C’est ainsi que les autorités redouteront des exactions massives contre les prisonniers le jour de la capitulation allemande. Mais avec le retour de la paix, la germanophobie s’apaisera voire disparaîtra. Johannes Sticker, prisonnier dont le témoignage a été cité ci-avant, semble lui-même être reconnaître le poids de la guerre dans les exactions commises au cours des premiers mois : « C’étaient, pour la plupart, de tout jeune gens qui faisaient cela, abrutis par le maquis et remplis de haine ».
En vérité, les craintes de répercussions sociales et économiques semblent davantage présentes dans les esprits, et ce bien que, dans l’ensemble, l’opinion publique, dans le Nord à tout le moins, soit favorable à l’emploi de PG puisque le sachant indispensable au redressement économique. Ainsi, le Comité départemental de Libération (Comité départemental de Libération) fait part de son inquiétude à propos de l’émergence d’une concurrence déloyale pour les ouvriers français. Dans les faits, il n’en est rien : des inspecteurs veillent, une indemnité compensatrice est instaurée (indemnité évoquée ci-après) et chaque industriel employeur de PG est dans l’obligation de former un nombre égal de Français. Cette crainte des répercussions économiques, bien que de plus en plus marginale, n’en restera pas moins présente chez certains milieux. Ainsi, en 1947 encore, la Fédération nationale des prisonniers de guerre (français) demandent aux autorités de prendre garde à ce que les PGA n’en viennent pas à représenter une concurrence déloyale pour les travailleurs agricoles français.
Viennent aussi les accusations sur la qualité du travail : beaucoup accusent les prisonniers de ne pas travailler correctement et demandent une plus grande fermeté, c’est là un autre thème récurrent dans les rapports officiels. On peut citer l’exemple de mineurs de la région qui s’insurgent contre le mauvais rendement des prisonniers qu’ils doivent eux-mêmes compenser.
Au cours des premières semaines, les réactions des travailleurs sont parfois très hostiles à la nouvelle main-d’œuvre : en juillet 1945, les mineurs d’Ostricourt menacent de faire grève si les 800 nouveaux PG ont droit aux mêmes égards. Dans la région de Montreuil (Pas-de-Calais), un agriculteur syndiqué (le syndicat auquel il est affilié n’est pas mentionné) prétend avoir organisé des enlèvements de prisonniers travaillant dans l’agriculture au motif qu’ils représenteraient une concurrence déloyale.
Si à Ostricourt les mineurs menacent de faire grève, on ne déplore aucun incident entre les mineurs français et les prisonniers mineurs du camp de Massy ; au contraire, on note à la même période des gestes de sympathie : des Français proposent ainsi leur « briquet » aux PG (leur repas dans le jargon des mineurs).
Le témoignage de cet ancien prisonnier mineur, Eugen Idler, est éloquent : « Je pense à un moment particulier. Nous étions en train d’ouvrir un nouveau boyau, travaillant presque la main dans la main avec les Français. Tout d’un coup, j’entends un cri : Fais attention ! Et je vois le plafond qui s’effondre. J’étais blessé à la tête. Ils étaient très inquiets. Un Français, Loiseau, s’est occupé de moi comme un père. Il m’a sorti du boyau. Il m’a mis un pansement sur la tête pendant qu’un autre collègue amenait un peu de vin. Un autre camarade est arrivé. Ils ont décidé de me mettre sur un des wagons pour qu’on puisse me ramener tout de suite à la lumière du jour. C’était vraiment très touchant de voir comment ces deux-là s’étaient occupés de moi ».
C’est dans le secteur agricole – presque la moitié des prisonniers y est affectée à l’échelle nationale – que les rapports sont les plus cordiaux entre employeurs et employés. Il est vrai que ces derniers vivent souvent chez l’habitant, et il n’est pas rare que les prisonniers soient rapidement traités comme un membre de la famille, au grand-dam de l’autorité militaire. Ce passage d’un rapport du préfet de l’Oise en juillet 1945 abonde dans ce sens : « La répugnance qui existait dans le monde agricole contre cette main-d’œuvre a, à l’heure actuelle, totalement disparu ». Ancien prisonnier de guerre en Ille-et-Vilaine, Johannes Sticker évoque, dans ses mémoires, un souvenir tout aussi éloquent : « Je me souviens (…) de Hens qui était au service d’un autre paysan nommé H., chez qui il suppléait également le mari, pas très puissant, auprès de la belle paysanne, avec le consentement des deux parties, paraît-il ». Dans le Nord, à la fin de l’année 1945, un certain nombre d’agriculteurs font même part de leur mécontentement en apprenant que les autorités, via les offices régionaux de travail, tendent à remplacer les prisonniers par de la main-d’œuvre étrangère dans le secteur agricole.
On le voit[style à revoir], en 1945, il n’y a pas une opinion publique véritablement homogène à l’égard des PG. Par la suite, la méfiance se dissipera et les PG seront avant tout perçus comme des travailleurs plutôt que comme des prisonniers.
Outre la peur des conséquences socio-économiques, il existe des rumeurs récurrentes selon lesquelles les PG bénéficieraient d’un traitement de faveur. L’amplification de ces craintes se comprend facilement en ces temps de pénurie. Ainsi, alors que, comme nous l’avons vu, les premiers prisonniers sont hébergés dans des conditions très précaires, certains habitants de Boulogne-sur-Mer crient au scandale lorsque de nouveaux baraquements de conception américaine sont commandés pour le camp local en cours de construction à la fin de l’année 1945.
Mais c’est surtout la question des rations alimentaires qui fâche[style à revoir]. Nombre de Français acceptent difficilement le fait que les PG puissent obtenir des rations égales, voire supérieures (pour ceux qui effectuent des travaux lourds). En réalité, comme dit, la plupart des PG étaient bien loin de recevoir une ration équivalente aux civils français bien qu’en vertu de l’article 11 de la Convention de Genève « la ration alimentaire des prisonniers de guerre [doit être] équivalente en qualité et en quantité à celles des troupes de dépôts ».
Enfin, ce tableau de l’opinion publique ne serait pas complet si n'était pas évoquée l'opinion des milieux communistes ou résistants. Ceux-ci se démarquent du reste de la population par la manifestation d’une hostilité très vive à l’encontre des prisonniers. L’Humanité affirme, sans ambages, considérer les prisonniers allemands comme une « masse de main-d’œuvre fasciste à opposer à la classe ouvrière » amenée à devenir « une cinquième colonne dans notre pays » aux ordres du gouvernement (sous-entendu fasciste).
Un certain nombre de plaintes au sujet du traitement des PG retrouvées aux Archives départementales du Nord émanent des comités de Libération. Il faut préciser une nouvelle fois que si ces comités perdent progressivement toute autorité au cours de l’année 1945, ils tendent à se rapprocher toujours plus du Parti communiste français. L’hostilité de ces comités envers les Allemands est suffisamment forte pour qu’au début du mois d’octobre, le ministère de la Guerre leur rappelle que les prisonniers ne sont pas là pour être brimés mais pour travailler au service de l’économie française.
En mai 1945, c’est un autre mouvement procommuniste qui se penche sur la question des PG : l’Union des Femmes françaises. Réunis en congrès départemental fin mai à Dunkerque, ses membres ont demandé, en conclusion, que les prisonniers de cette ville soient internés au plus vite et qu’ils ne soient pas mieux traités que les prisonniers de guerre français. Ils demandent, par la même occasion, la création de « tribunaux de femmes patriotes, femmes de déportés et de fusillés » et l’exécution des « traîtres » et de « Pétain ».
Mais c’est surtout par l’intermédiaire de la presse communiste locale que l’hostilité à l’égard des prisonniers allemands se fait le plus sentir : le journal Liberté s’élève régulièrement contre le laxisme supposé des autorités. Dans le Nord, l’impact de cette presse est à la mesure de l’importance de la population ouvrière. Ainsi, au début de l’année 1946, la publication d’un entrefilet portant sur les rations des PG dans Liberté provoque, d’après un rapport des autorités, un mécontentement certain au sein de la population locale.
Mais la presse militante n’est pas la seule à jouer un rôle déterminent dans l’épisode des prisonniers de guerre allemands. Il est vrai qu’à l’échelle nationale, la presse, toutes tendances confondues, ne témoigne pas d’une sympathie particulière envers ces Allemands et ce jusqu’en septembre 1945. Or l’opinion des journalistes, qui influent sur l’opinion publique, n’est pas sans effets sur le sort des prisonniers.
D’ailleurs, selon l’abbé Le Meur – ce prêtre participa avec l’abbé Meriès à l’élaboration du séminaire de Chartres pour les PG –, ce n’est in fine pas tant les autorités françaises qui doivent être tenues pour principale responsable du malheur des prisonniers qu’une opinion publique immodérément hostile aux Allemands. Pour lui, les autorités auraient fait tout leur possible pour améliorer le sort des prisonniers.
Selon le témoignage d’un ancien prisonnier, Helmut Evers, certains Français manifestent, en toute discrétion, davantage de sympathie à l’égard des PGA que la majorité : il s’agit de certains des anciens collaborateurs. Cet ancien PG garde notamment le souvenir d’un ingénieur qui avait collaboré, durant la guerre, au projet Todt. Ce « type prodigieux » semble, après la guerre, avoir eu sous sa responsabilité de la main-d’œuvre prisonnière allemande, main-d’œuvre avec laquelle il s’est montré particulièrement avenant ; il a été jusqu’à communiquer l’adresse de son domicile, à Tours, aux prisonniers. Helmut Evers se souvient également d’avoir parfois été accueilli par certains civils, au salut nazi. Toutefois, la manifestation, par certains civils, de leur sympathie pro-nazie a probablement rapidement disparu sitôt que les derniers nostalgiques du Reich ont compris que ce dernier avait définitivement disparu.
Finalement, il existe clairement, dans l’opinion publique, dans les premiers temps, une certaine hostilité à l’égard des prisonniers, hostilité consécutive aux années de guerre. Pourtant, en quelques mois, les Français finissent par accepter ces prisonniers allemands qui participent à la reconstruction nationale : « Avec le temps, et les liens du travail, les boches deviennent PG ». Les Archives départementales du Nord en témoignent d’ailleurs indirectement : si on y retrouve de nombreux rapports ayant trait à la question de l’opinion publique, ceux-ci datent quasiment tous d’avant le début de l’année 1946. Après cela, la question de l’opinion ne semble plus avoir véritablement inquiété les autorités. Certains témoignages d’anciens PG confirment eux-mêmes qu’après 1945, les rapports avec les civils français ont été très cordiaux.

#### La presse: indifférence, prise de conscience et conséquences
Au cours des premiers mois de détention, la presse semble peu s’intéresser au sort des prisonniers allemands.
Néanmoins, dès le début de mois de septembre 1945, les autorités s’inquiètent d’une possible mobilisation de la presse régionale : celle-ci semble commencer à s’émouvoir du sort des prisonniers allemands.
Mais ce sont les abbés Le Meur et Rhodain, responsables du camp de séminaire de Chartres, qui vont déclencher la grande campagne de presse. Le 11 septembre 1945, les deux hommes publient dans le journal de l’aumônerie catholique, Messages, un article intitulé « Les PG allemands et l’opinion publique ». En voici un extrait : « De partout nous arrivent des lettres alarmantes. Certains compagnons de déportation de Dachau et de Buchenwald me décrivent les squelettes vivants qui peuplent trop de nos camps français. Je dois dire que tous les commandants de camps ou presque, font ce qu’ils peuvent. Je sais également que les services responsables s’efforcent de les pourvoir du minimum vital et qu’ils rencontrent l’inertie bureaucratique. Mais je sais surtout que les services officiels rencontreraient moins de difficultés et seraient moins timorés pour les surmonter si l’opinion publique n’était pas le plus redoutable des obstacles. La pression de cette opinion continue ses ravages. Elle couvre quelquefois les actes les plus criminels. Il faut faire connaître aux Français la vraie situation des camps et leur faire mesurer la vraie responsabilité que nous portons tous. C’est une vérité à entendre et redoutable à dire mais comment nous taire ? »
Le ton est donné, la presse nationale s’empare du sujet. Le 19 septembre, le Figaro publie son article « Ne pas leur ressembler », le 29, Le Monde publie « Ne pas les imiter. Un prisonnier allemand, même allemand, est un être humain ». Dans ces articles, il est souvent fait allusion aux camps de concentration. Si l’Allemand continue d’incarner la figure du criminel de guerre et du criminel contre l’humanité, d’un autre côté, les journalistes ne manquent pas d’établir une comparaison entre ce qui s’est passé dans les camps de concentration et ce qui est supposé se passer, aujourd’hui, dans les camps de PGA français : « on y voit des squelettes vivants, presque semblables à ceux des camps allemands de déportés » (Le Figaro du 19 septembre 1945). Dans Le Monde du 29 septembre, Jacques Fauvet évoque la comparaison avec ces mêmes camps et il estime à 1006 les calories quotidiennes fournies aux PG. Il cite aussi le témoignage d’un ingénieur des Houillères du Nord qui refuse de faire des mines « un centre de convalescences pour prisonniers étiques ou éclopés ». Le journaliste conclut en en appelant à cet esprit humaniste si cher à la France.
Outre les arguments humanitaires et celui du devoir d’exemple envers les « criminels allemands », c’est aussi la réputation internationale de la France qui est mise en avant par la presse. La France des Lumières ne peut se permettre une attitude qui serait contraire aux idéaux républicains, alors même que son statut de grande puissance a été remis en cause. Sa difficile accession au camp des Vainqueurs deviendrait vaine si elle s’abaissait à la « bestialité » du Vaincu.
L’impact de cette campagne de presse est considérable et les autorités semblent réagir. Qu’il y ait une corrélation ou non, la Croix-Rouge française alerte dans un courrier du 26 septembre le général de Gaulle. Le lendemain, celui-ci écrit au ministre de la Guerre : « Je suis saisi, par de multiples voies, de documents et d’informations concernant l’état physique et sanitaire d’un grand nombre de prisonniers allemands. Cette question est capitale. Outre le point de vue simplement humain, que nous avons le devoir de respecter, il y va de notre réputation internationale, sans compter la perte de travail que représente pour notre pays une telle situation ».
Dans cette campagne de presse, il est par ailleurs à souligner l’implication d’un informateur pour le moins inattendu : le général Buisson. Bien qu’il soit responsable de la Direction générale des Prisonniers de Guerre, il n’hésite pas à déclarer aux journalistes du Figaro que les rations offertes aux PG étaient « à peine suffisantes pour permettre à un homme de s’allonger (…) et de ne pas mourir trop rapidement ». Mais il est vrai qu’il y voit peut-être là une occasion de se décharger de sa responsabilité sur celle des autres corps de l’État, voire sur son prédécesseur, le général Boisseau, auquel il a succédé en juillet.
Toujours est-il que, selon l’abbé Deriès, les conditions de vie s’améliorent dès octobre 1945. Cela serait dû à l’action de la Direction générale des prisonniers de guerre qui aurait augmenté les rations. La ration quotidienne des prisonniers passe – officiellement – de 1 600 calories en août à 1835 en octobre. Néanmoins, cette amélioration peut aussi s’expliquer par la rétrocession d’un certain nombre d’Allemands aux autorités américaines, un « délestage » évoqué ci-après.
L’une des plus importantes mesures décidées par le gouvernement est la création d’une Commission interministérielle relative aux problèmes des prisonniers de guerre. La première séance se tient le 30 novembre 1945 sous la présidence d’un ministre, M. Jacquinot. La nouvelle commission estime que si la situation alimentaire est plutôt bonne et les soins médicaux satisfaisants, les problèmes de l’équipement et l’hébergement sont toujours jugés préoccupants.
Sur le plan local, la situation ne pouvait s’améliorer du jour au lendemain et il est vrai qu’un certain nombre de points posent toujours problème. Certes, quelques exemples témoignent d’une amélioration de la situation. D’après un rapport destiné à la sûreté nationale (« valeur sûre »), les rations des prisonniers sont doublées début novembre à Dunkerque. Désormais, ces derniers auront le droit entre autres, et chaque jour, à 450 grammes de pain, 20 grammes de viande, 100 grammes de pommes de terre, 20 grammes de pâtes alimentaires et 20 grammes de matières grasses ; avant cela, ils n’avaient le droit qu’à 1 kg de pain pour trois hommes, une soupe « très claire, insuffisamment salée », 10 grammes de matière grasse et une cuillerée de confiture par semaine. De telles rations expliquent amplement à elles seules une amélioration.
Cela étant dit, quelques jours plus tard, le délégué départemental du ministère de la Reconstruction alerte sa hiérarchie sur une pénurie de pain pour les prisonniers de cette même ville de Dunkerque.
Il y a lieu de citer un événement local remarquable, d’une part parce qu’il est unique et d’autre part parce qu'il témoigne d’une détresse persistante en cette fin d’année 1945. Au Portel (banlieue de Boulogne-sur-mer), la situation des PG est telle que, fait exceptionnel, la municipalité décide de mettre en place une commission d’enquête. La commission est composée de cinq membres parmi lesquels figurent deux anciens PG français (l’un a été prisonnier durant la Grande Guerre) et d’autre part, qu’il s’agit des prisonniers du camp du Fort de Crouppes. Si, selon les enquêteurs, les rations alimentaires semblent convenables, la situation sanitaire est jugée déplorable : ce n’est qu’au bout d’un mois que les prisonniers ont reçu 50 grammes de savon chacun et ils ne se lavent pas (la corvée doit se faire à la source au pied du fort). Aussi « tous les PG sont effroyablement pouilleux ». Pour ce qui est des conditions d’hébergement, les trois quarts des 179 prisonniers dorment à même le sol puisqu’il n’y a que 50 paillasses et couvertures. Plus étonnant encore, la police s’était intéressée aux prisonniers du Fort de Crouppes quelques semaines plus tôt, au motif qu’ils semblaient jouir d’une trop grande liberté. D’après le rapport de police, les PG erraient en ville et surtout, ils utilisaient de la poudre extraite d’obus pour allumer leurs feux, ce qui pouvait se comprendre du fait des conditions matérielles précaires dans lesquelles ils vivaient.
Un certain manque de cohérence caractérise encore à ce moment-là l’action de l’administration. Toujours est-il que le rapport de la commission d’enquête fut transmis à la Croix-rouge française et qu’il parvint au commissaire de la République de Lille, qui s’empressa de le transmettre au commandant militaire régional des PG. La conclusion du rapport était la suivante : « Cette commission (…) est unanime à reconnaître que les conditions d’existence (…) sont tout simplement indignes de la condition humaine ».
Malgré la campagne de presse nationale qui permit d’exposer au grand jour la situation des prisonniers, les difficultés persistaient encore au cours du dernier trimestre de l’année 1945. Pourtant, il est indéniable que cette prise de conscience a marqué le début d’une amélioration des conditions de vie des prisonniers. L’année 1946 n’est pas comparable à l’année 1945.
Mais l’autre grande conséquence de cette campagne de presse est sans doute à chercher dans ses répercussions internationales. En ce même mois de septembre 1945, en effet, la presse étrangère en vient elle aussi à évoquer la situation des prisonniers allemands en France et elle le fait avec beaucoup moins de retenue. Les rapports alarmants de la Croix-Rouge sont enfin pris en compte. La communauté internationale se mobilise, comme elle le fera désormais jusqu’à la libération totale des prisonniers, à la fin de l’année 1948. Parmi les réactions, celle des États-Unis est de loin la plus ferme puisqu’elle a abouti à la suspension de toute livraison.

#### Un deuxième semestre de 1945 marqué par les débuts de la mobilisation de la communauté internationale et des pressions américaines
Fin septembre 1945, on dénombre 730 000 prisonniers allemands en France ; les États-Unis sont censés en livrer 600 000 autres. En complément de ces deux effectifs, les autorités françaises souhaiteraient d’une part 450 000 prisonniers supplémentaires et d’autre part que les 100 000 prisonniers « inaptes » soient remplacés par 50 000 valides, nonobstant une situation du ravitaillement décrite comme « peu satisfaisante » par les Français eux-mêmes. D’après le Service Historique de l’Armée de Terre (Vincennes), il y aurait eu, début octobre, 870 000 prisonniers dont plus de 750 000 Allemands. Ce qui est certain, c’est que c’est à ce moment que le nombre de prisonniers atteint en France son plafond historique.
Quelques jours plus tôt, le 29 septembre 1945, les autorités américaines ont non seulement décidé de suspendre leurs livraisons mais elles ont également réclamé la rétrocession d’une partie des prisonniers confiés aux autorités françaises. Leur décision est motivée par le nouveau mémorandum du Comité international de la Croix-Rouge sur le non-respect de la convention de Genève par la France : d’après ce document, un tiers des PG serait sous-alimenté. La France n’étant naturellement pas en position de négocier, elle se plie aux exigences américaines. Elle consent à renoncer à 20 % de ses prisonniers, soit environ 70 000 hommes rétrocédés en l’espace de deux mois.
Pourtant, quelques jours avant que ne soit rendue publique leur décision, rien ne laissait présager, de la part des Américains, ce qu’il faut bien appeler une « volte-face ». En effet, la dernière conférence avec les alliés sur la question des PG s’est tenue à Paris le 20 septembre 1945 dans un climat visiblement serein. Les états-majors français et alliés étaient présents et les principaux points d’achoppement portèrent sur l’évaluation du nombre des PG livrés (le dénombrement et la définition des « inaptes » posa particulièrement problème) et la question de l’équipement : les Français réclamèrent en vain l’envoi de matériels par les autorités américaines. C’est sur cette question de l’équipement que les désaccords portaient : le général Buisson, ne dédaignant pas l’emphase sinon un certain cynisme, fit appel aux valeurs humanistes des États-Unis, arguant qu’il serait dommage que des prisonniers sous-équipés meurent cet hiver. S’employant à user de ce registre d'un parler franc mais cordial, le colonel américain Lauban, chef de la Mission militaire américaine en France, répondit que s’il était dommage que des prisonniers viennent à en mourir, il serait peut-être plus dommageable, pour les Français, que soit remis en cause le principe même de livraisons de prisonniers par les Américains. Néanmoins, au bout de deux heures d’entretiens, la conférence s’acheva de manière sereine et le colonel Lauban donna son accord pour une livraison mensuelle de 100 000 nouveaux prisonniers dès octobre.
Qui décide et qu’est-ce qui motive précisément le revirement des autorités américaines quelques jours plus tard ? Aux journalistes du New York International Tribune, les autorités militaires américaines expliquent que l’arrêt des livraisons fait suite aux protestations du Comité international de la Croix-Rouge. Il est mentionné que le Quartier général d’Eisenhower aurait même livré au Comité international de la Croix-Rouge nourriture et médicaments, tant l’urgence serait grande selon le général. Il va de soi que les autorités américaines témoignent indirectement de leur mauvaise foi lorsque, déplorant le sous-équipement français, elles notent : « despite the fact that every prisoner turned over to to French received a full kit from the Americans before transfer ». Cette affirmation va à l’encontre des sources d’informations précédemment citées qui attestent du manque criant de moyens mis à la disposition des autorités françaises par les Américains. Toutefois, fait difficile à expliquer, les autorités américaines semblent minimiser le bilan humain : l’article souligne que si de nombreux prisonniers sont « in a state of serious malnutraition », il se contente d’indiquer que « some deaths have occured ». Peut-être les Américains n’ont-ils pas encore sérieusement pris la mesure de la catastrophe sanitaire, dont ils sont en partie responsables. Quoi qu’il en soit, l’article du quotidien new-yorkais se contente de refléter la ligne de défense officielle des autorités américaines plutôt que de tenter d'identifier les véritables raisons de la suspension des livraisons des prisonniers par Washington. Ces dernières se trouvent aujourd'hui probablement dans les archives américaines.
Toujours est-il que la presse étrangère, surtout américaine, se déchaîne : les Français sont notamment accusés d’affamer les prisonniers allemands. D’après elle, du fait des manquements des autorités françaises à leurs obligations, 200 000 PG sous-alimentés seraient devenus « inaptes » et de fait, condamnés à une mort probable durant l’hiver – c’est bien entendu très exagéré – mais il est moins improbable que, comme l’affirment certains journaux, ce ne soit pas moins de 600 000 prisonniers qui aient manqué de vêtements.
Parmi les articles étrangers publiés au moment de cette campagne de presse l'on peut n'en citer qu’un : il s’agit d’un article paru dans un quotidien suisse francophone Le Pays. Il relate les suites d’un accident consécutif à l’explosion d’une mine lors d’une opération de déminage effectuée conjointement par des PG et des Français à la frontière franco-suisse. Un Français grièvement blessé fut immédiatement transféré à l’hôpital, les 6 PG blessés demeurèrent sur place, laissés sans soins : leurs gardiens prétextèrent qu’ils ne pouvaient qu’être soignés dans l’hôpital qui leur était spécialement destiné. On ne peut que comprendre l’inquiétude du consul français de Bâle quant à l’impact que peut engendrer un tel article sur l’opinion publique internationale.
Soit dit en passant, les autorités suisses se refusent pourtant catégoriquement à accueillir les prisonniers allemands évadés de France, à tout le moins en 1945. C’est ce qui ressort du témoignage de plusieurs PG. Selon l’un d’entre eux, les évadés sont même remis aux autorités françaises sitôt appréhendés en Suisse. Aucun document, suisse ou français, atteste cependant du caractère officiel de ces reconduites ou d’une quelconque entente franco-suisse en matière de reconduite des prisonniers allemands évadés.
Il reste qu’à l’étranger, la polémique prend de telles proportions que le général Juin, nommé à la tête de la Défense nationale de 1944 à 1947, se doit de répondre de ces attaques. Il déclare que la France s’efforce d’appliquer tant bien que mal la convention de Genève et que s’il est exact que des prisonniers sont inaptes, la responsabilité en incomberait exclusivement aux Américains. Ces derniers – le général s’appuie sur des témoignages – auraient livré des prisonniers dans un état proche de celui des « déportés ». Il suggère la mise en place de commissions franco-américaines à même de superviser les futurs transferts ainsi que le rapatriement de tous les inaptes avant l’hiver. De plus, il souligne qu’en dépit de la pénurie et du refus des États-Unis de subvenir à une partie des besoins matériels des PG, la France aurait tout de même décidé de délivrer des rations équivalentes à celles que reçoivent les citoyens français. Le général Juin n’évoque que très précautionneusement les difficultés rencontrées dans le domaine de l’équipement.
Ce discours comporte des renseignements exacts mais son argumentation passe, naturellement, sous silence une grande partie des responsabilités auxquelles les autorités françaises ont failli. En cela, son propos ne dédaigne pas l’omission, voire le cynisme
Quoi qu’il en soit, à l’opiniâtreté des autorités françaises à minimiser leur responsabilité et à réclamer la reprise dans les plus brefs délais des livraisons et à la virulence du ton de la presse internationale, on mesure à quel point le désaccord a été vif entre Américains et Français et surtout, combien les PG étaient jugés « vitaux » pour l’économie française. Preuve en est, au cours des mois suivants, les autorités françaises n’ont de cesse de demander aux Américains la reprise des livraisons, en ne manquant jamais de mettre en avant de supposées améliorations notables en matière de qualité d'accueil. En novembre, les autorités françaises demandent ainsi la livraison des 600 000 prisonniers restants.
Davantage encore qu’au moment de la campagne de presse nationale de septembre avec laquelle elles avaient dû composer, les autorités semblent néanmoins véritablement s’efforcer d’améliorer les conditions de détentions de PG. Le Comité international de la Croix-Rouge lui-même semble reconnaître cette amélioration. Ainsi, au cours d’une tournée d’inspection effectuée à cette époque dans le Nord-Pas-de-Calais, les inspecteurs de la Croix-Rouge notent dans un rapport que de réels efforts ont été accomplis par les autorités dans les camps inspectés depuis les dernières visites ; les conditions sont souvent qualifiées de « normales », voire parfois de « bonnes ». Les inspecteurs notent tout de même que des problèmes de ravitaillement en nourriture et en médicaments subsistent dans certains camps et que certains prisonniers ont été victimes de sévices dans deux autres (ceux de Houdain et de Marles). Preuve de son importance aux yeux des autorités, ce rapport a été conservé par les services du ministère des Affaires étrangères. C’est cette même Croix-Rouge qui, de par ses critiques, avait été à l’origine des déconvenues de septembre auxquelles dut faire face la France, et de fait, des rapports enfin « positifs » ne pouvaient pas manquer d’être « exploités ».
Mais le sursaut des autorités est surtout perceptible à travers les réactions énergiques de deux personnalités directement concernées : le ministre du Travail et le général commandant la Direction Générale des Prisonniers de Guerre. En octobre, le ministre du travail, Alexandre Parodi, intervient ainsi personnellement. Alexandre Parodi – ancien résistant, gaulliste et fervent républicain – suggère que les rations soient élevées jusqu’à 2 000 calories journalières ou 1 000 calories si l’intendance militaire est capable d’apporter un complément en légumes. À titre de comparaison, un soldat français reçoit à l’époque 2 200 calories par jour.
Quant à l’équipement, il conseille d’utiliser des « friperies inutilisables » ou même d’acheter directement 450 000 couvertures aux Américains. Surtout, le ministre n’estime plus qu’à un million le besoin en prisonniers pour l’économie française.
La seconde réaction est celle du directeur de la Direction Générale des Prisonniers de Guerre, le général Buisson. Au conseil des ministres, il écrit, à la mi-octobre, ce qui suit : « La question de l’entretien des P.G. vient d’attirer l’attention de l’opinion mondiale sur la façon dont la France traite les prisonniers de guerre. (…) La situation doit être comprise dans toute sa gravité ; elle peut encore être redressée, mais à condition que le problème des prisonniers de guerre, qui, jusqu’ici, n’a reçu que des solutions partielles et de misère, soit embrassé dans toute son ampleur. (…) Il faut donc attribuer aux P.G. une ration de base qui leur permette, si aucune adjonction n’y est faite journellement, de s’entretenir dans des conditions normales de travail ». Rappelons que le général Buisson lui-même avait ouvertement critiqué les conditions de détention des PG dans les colonnes du Figaro lors de la campagne de presse de septembre.
On pourrait penser que les autorités françaises se préoccupent d’abord de soigner leur image à la suite de cet imbroglio médiatique puis diplomatique et que les éventuels responsables cherchent à se dédouaner ; ce n’est certainement pas faux. Mais il n’en demeure pas moins avéré que des efforts ont été accomplis au cours de cette fin d’année 1945. Les autorités françaises ne manquent pas de s’adresser au Comité international de la Croix-Rouge pour le lui signaler et elles ne mentent certainement pas lorsqu’elles lui affirment, courant novembre, que les rations seront effectivement portées à 2 000 calories journalières, qu’elles négocient l’achat de couvertures américaines et que les personnes coupables de sévices seront traduites devant la justice.
Par ailleurs, gardons à l’esprit que l’effectif des prisonniers a été allégé de près de 70 000 hommes en quelques mois, du fait des rétrocessions consenties aux Américains. C’est autant de prisonniers qu’il ne fallait plus ni entretenir, ni nourrir, ni garder, ni équiper. Ce « délestage » constitue le second facteur à même d’expliquer l’amélioration de la situation.
En février 1946, la stratégie des autorités françaises – s’efforcer d’améliorer la situation de PG et le faire savoir – finit par porter leurs fruits : les livraisons reprennent. Au début du mois, les autorités régionales sont averties par le gouvernement que les Américains viennent d’annoncer la reprise des livraisons. Il est prévu de livrer 60 000 Allemands dès ce mois et 100 000 en mars. Au total, ce sont là les 600 000 prisonniers manquants que les Américains prévoient alors de livrer progressivement. Cette livraison fait suite à un accord signé le 23 janvier 1946 entre le général Juin et le général allié Lewis. Néanmoins dans les faits, les livraisons cesseront dès juillet 1946 : les Américains argueront qu’ils manquent de main-d’œuvre en Allemagne,.
Renouant avec ses habitudes, le ministère du Travail demande que des plans efficaces de mise au travail soient élaborés par les autorités régionales dès la reprise des livraisons en février.
La suspension américaine temporaire des livraisons semble donc avoir provoqué un changement positif. Si, sur le terrain, la situation ne s’améliore bien évidemment pas du jour au lendemain, au moins les autorités publiques prennent-elles conscience que ces prisonniers sont plus qu’un enjeu économique. Elles comprennent qu’il en va de l’intérêt national de traiter au mieux ces prisonniers : l’image internationale de la nouvelle France en dépend.
Les terribles difficultés de l’année 1945 s’estomperont mais les critiques de l’opinion internationale n’en resteront pas moins virulentes. Les Américains n’auront de cesse de critiquer la France. En juin 1946, le Pape lui-même interviendra publiquement en faveur des prisonniers. Avant cela, c’est grâce à l’action du Vatican que l’ensemble des prisonniers se voit offert la possibilité d’écrire à leurs proches pour la Noël 1945. Toutefois, les critiques ultérieures de la communauté internationale prendront dorénavant une nouvelle dimension : ce ne seront alors plus les conditions de détention qui seront mises en cause mais le principe même de la captivité de ces centaines de milliers d’hommes.
Enfin, pour ce qui est de l’opinion allemande et de ses réactions vis-à-vis de la question des prisonniers détenus en France, aucune source ne semble en faire état pour l’année 1945 ; cela se comprend aisément pour un pays qui se relève alors de ses ruines. Mais dès 1948, la presse allemande est l’une des plus offensives qui soit envers la France ; la détention des prisonniers étant jugée « arbitraire ».
L’année 1945 et son « chaos » relatif s’achèvent pour laisser place à une année 1946 plus « sereine ». Ce sera une période de transition avant les libérations de 1947 et de 1948.
La gestion de ces centaines de milliers d’hommes et l’exploitation optimale de leur « force de travail » a nécessité la mise en place d’un système administratif complexe, système dont il est question ci-après. Sera évoqué, dans un même temps, ce que fut le quotidien de ces hommes détenus pendant plusieurs années dans un pays étranger, pays qu’un certain nombre percevait encore comme « ennemi ».

## Angles socio-économiques de la question «PG»

### Le Service des Prisonniers de Guerre

#### L’administration centrale

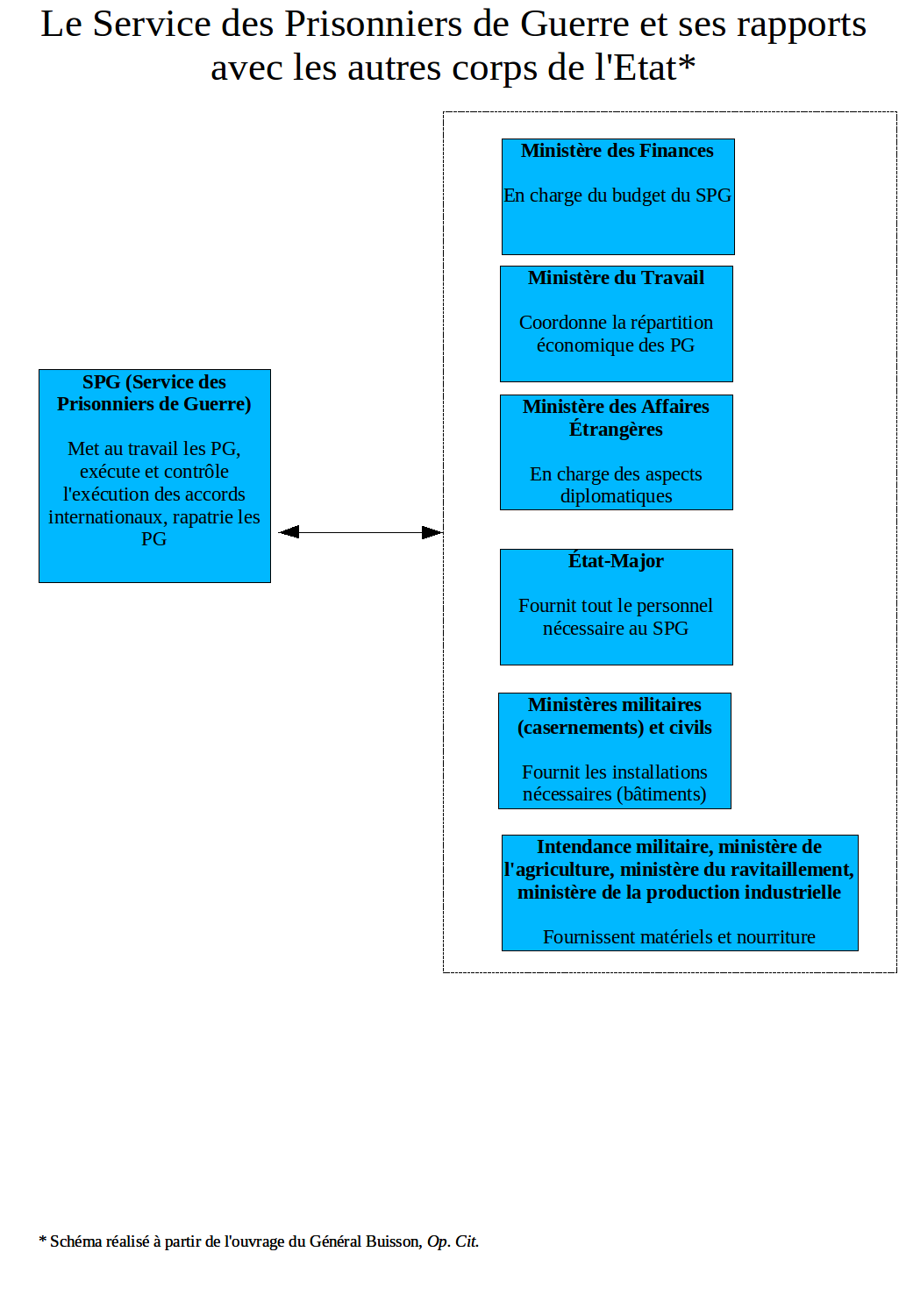
Le Service des Prisonniers de Guerre et ses rapports avec les autres corps de l’État français

L’administration des prisonniers de guerre voit le jour en 1943 avec les premières captures massives de prisonniers en Afrique du Nord. En septembre 1944, la DIPG – le général Boisseau est toujours à sa tête – s’installe à Paris. La DIPG devient la Direction Générale des Prisonniers de Guerre (direction générale des prisonniers de guerre) à partir du 1er août 1945. Dans un premier temps, ce service dépendra du Général chef de l’état-major général de l’armée avant d’être directement placé sous la tutelle du ministère de la Guerre. En poste depuis mars 1943 mais ayant atteint l’âge limite statutaire de son grade, le général Boisseau délaisse la fonction d’inspecteur général des PG le 9 juillet 1945 ; le général Buisson lui succède le lendemain.
Comme le montre le schéma ci-contre, le Service des prisonniers de guerre entretient de multiples rapports avec les autres autorités de l’État. Pourtant, il faut attendre la fin de l’année 1945 pour qu’un ministre d’État soit désigné pour coordonner ces rapports et ce, à la suite de tensions et conflits entre des ministères dont les intérêts divergent régulièrement.
Fort de cette nomination, le service gagne en cohérence. La nouvelle commission interministérielle tient sa première séance le 30 novembre sous la direction du ministre Jacquinot. Les différends entre ministères ne cessent pas pour autant. Certains d'entre eux seront cités dans cette section, notamment deux des plus sérieux : le différend opposant le ministre du travail à celui des finances sur la légitimité de l’indemnité compensatrice et le différend ayant opposé l’ensemble des ministres à celui de la Reconstruction, du Commerce et de l’industrie. Par son attitude, le ministre des finances, au début de l’année 1946, faillit en effet remettre en cause les fondements mêmes de l’exploitation économiques des PG ; le Ministre de la Reconstruction, pour sa part, s’efforça dans la mesure du possible de prolonger l’existence des commandos de démineurs à l’été 1947 envers et contre l’avis de ses collègues ministres, soucieux de rationaliser l’utilisation économique des prisonniers et soucieuse de soigner l’image de la France auprès de l’opinion publique internationale. Preuve de l’âpreté de ces différends interministériels en ces débuts de quatrième République, le différend relatif à l’emploi des PG au déminage se traduira quasiment, comme cela sera détaillé ci-après, par le recours aux forces militaires pour contraindre le ministre de la Reconstruction à plier.
De tous les ministères et corps militaires, le SPG a pour collaborateur le plus important le ministère du Travail : les PG ont en effet pour fonction de travailler, or c'est ce ministère qui coordonne l’action économique. C’est d’autant plus vrai que jusqu’en 1948, on le sait, l’heure est au dirigisme économique.
Au sein du ministère de la Guerre, le SPG jouit de facto d’une certaine indépendance vis-à-vis de l’état-major, et cette autonomie sera reconnue officiellement en mars 1947. Le SPG n’a pas depuis Paris des pouvoirs très étendus, il joue le rôle d’exécutant soumis à la hiérarchie militaire et aux pouvoirs civils. On retrouve le même cas de figure au niveau régional : face aux préfets, aux commissaires de la République et aux directions régionales de la main-d’œuvre – ces dernières sont des antennes du ministère du Travail – le service des prisonniers de guerre a des pouvoirs limités. Le partage des responsabilités, l’urgence des besoins à l’échelle locale et un pouvoir décisionnaire qui ne relève pas de l’autorité militaire expliquent ces pouvoirs restreints. De plus, entre le SPG parisien et les directions régionales des PG existent des intermédiaires : les généraux à la tête des régions militaires. De ce fait, la direction générale, nationale, n’exerce pas un contrôle direct sur ses délégations régionales, c’est à tout le moins ce qu’explique le général Buisson dans son historique. Du reste, le SPG remplit des tâches élémentaires, il n’a pas un rôle de « superintendant » ni au niveau national, ni au niveau régional.

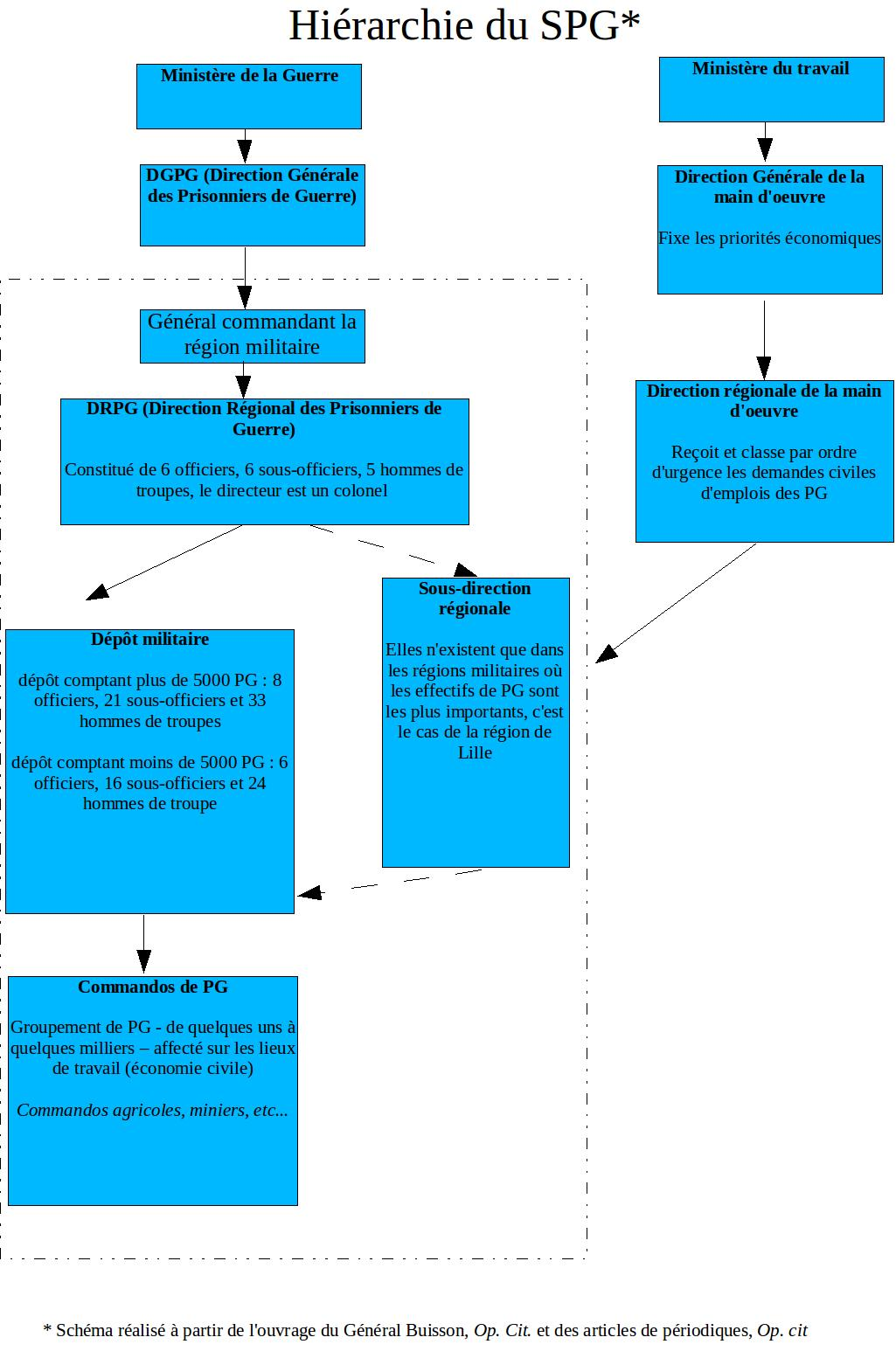
Hiérarchie du Service des Prisonniers de Guerre

Soulignons néanmoins que le général Buisson fait une remarque intéressante concernant la création des dépôts militaires dans son historique (chaque prisonnier était rattaché à l'un de ces dépôts). Contrairement à ce que l’on pourrait penser, les dépôts ne furent pas créés à l’initiative de l’administration centrale, au contraire, ils furent créés ex nihilo en fonction des besoins des premiers mois, par les autorités locales. C’est ce qui explique qu’en trois années, un certain nombre ferme après qu'a été menée une réorganisation permettant probablement un maillage territorial plus rationnel.
Cette particularité s’explique là aussi par l’ampleur et l’urgence des besoins et les difficultés de reconstruction de l’administration étatique, à tous ses échelons, en 1945.
Comme le montre le schéma ci-contre, les directions régionales du SPG jouent le rôle d’exécutants ; ce sont elles qui ont directement à charge les hommes. C’est ce qui est détaillé dans la section suivante.

#### L’organisation régionale

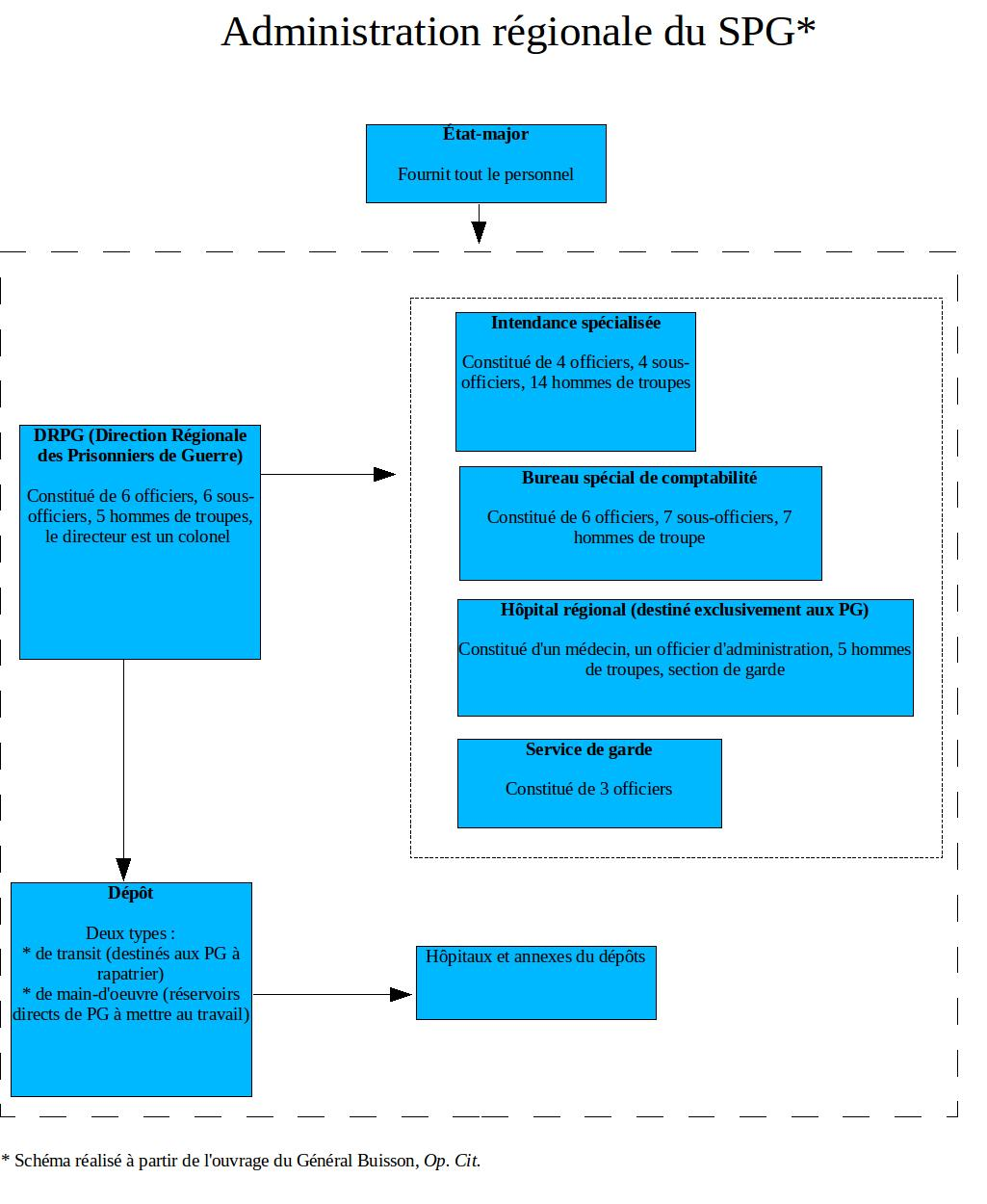
Administration régionale du Service des Prisonniers de Guerre

Au niveau régional, la Direction Régionale des Prisonniers de guerre (direction régionale des prisonniers de guerre) joue un rôle de « chef d’orchestre » entre d’une part, les services nécessaires à la gestion et à l’entretien des prisonniers (intendance, comptabilité, garde et hôpitaux) et d’autre part, les dépôts auxquels est rattaché chaque prisonnier. Pour ce qui est de l’hôpital régional dans le Nord (exclusivement réservé aux PG), il ouvre ses portes à Douai au début du mois de décembre 1945. Les coûts d’hospitalisation des PG sont intégralement pris en charge par l’autorité militaire.
Tous ces services sont directement placés sous le contrôle de la direction régionale qui dépend elle-même du commandement militaire de la région. Il faut préciser que les régions militaires ne coïncident pas avec les régions administratives actuelles. Elles semblent, de surcroît, faire l’objet de modifications dans le courant de l’après-guerre. Aussi la région de Lille devient-elle, dans les archives, la 2e région militaire et non plus la première comme elle l'avait été jusqu'alors. Le chef-lieu de la région militaire du Nord demeure néanmoins situé à Lille.
Parmi les services dépendants de la Direction Générale des Prisonniers de Guerre, celui des gardes pose de nombreux problèmes en raison notamment du sous-effectif. Il mérite qu’on s’y attarde plus longuement. Dès l’été 1945, le problème de la garde est signalé aux autorités. Nombreux sont les exemples retrouvés dans les archives. Ainsi, dans un dépôt de la région nord, 51 gardes assurent seuls la surveillance de plus de 700 prisonniers à la mi-juillet. À Boulogne, fin août, cinquante gardes assurent la surveillance de 1623 PG. Dès juin 1945 l’État-major annonce ne pas pouvoir affecter à la garde des PG plus de 40 000 hommes dont 35 000 « indigènes », autrement dit des soldats appartenant aux troupes de l’empire colonial.
L’importance du déficit en gardes est bien connue de la Direction Générale des Prisonniers de Guerre. Dans un courrier destiné à l’État-major – c’est lui qui a la charge de fournir le personnel –, elle communique un certain nombre de chiffres. Des différences significatives existent au début de l’année 1946 entre les chiffres cités dans les instructions officielles et les chiffres réels : 1665 officiers doivent être affectés à la garde de PG d’après les instructions officielles, mais 1 376 le sont en réalité (dont 731 de réserves) ; 5 844 sous-officiers sont réellement présents au lieu de 6 009 annoncés (dont 2 000 de réserve) et surtout 13 638 soldats au lieu des 29 631 annoncés. Ce problème s’explique en grande partie par la démobilisation de septembre 1945 qui fait suite à la fin de la guerre, au licenciement des officiers et des sous-officiers de réserve et au dégagement des cadres des officiers et sous-officiers.
Pour limiter le problème, les soldats ne sont chargés que d’assurer la garde des dépôts et des gros commandos, en particulier ceux des houillères du Nord-Pas-de-Calais. En-dehors de cela, la surveillance incombe directement à l’employeur civil, qu’il s’agisse d’une entreprise ou d’un particulier. En cas d’évasion, l’employeur doit verser une prime de capture, instaurée dès novembre 1943. Celle-ci s’élève à 1 500 francs par prisonnier évadé.
À partir d’août 1945, les ministères de la Guerre et de l’Intérieur vont jusqu’à permettre aux gardiens civils de porter des armes, après l’accord au cas par cas du préfet et de l’autorité militaire locale. Les armes autorisées relèvent des première, quatrième et cinquième catégories, autrement dit, des armes létales. Ces gardiens civils sont souvent des chômeurs : en cette période de restriction budgétaire, sont employés ceux qui coûtent le moins cher à l’État. Sont présentées ci-dessous, en reprenant la terminologie officielle, les quatre catégories de chômeurs classées par ordre de priorité d’embauche :
- Les rapatriés et assimilés bénéficiaires de la garantie de salaire ;
- Les rapatriés et assimilés qui sans être bénéficiaires d’une rémunération garantie ont droit à une priorité d’emploi ;
- Les chômeurs secourus ;
- Les chômeurs non-secourus.

Toujours est-il que ces mesures restent insuffisantes pour enrayer les évasions. On signale ainsi au commissaire de la République de Lille, en octobre, que deux soldats seulement assurent quotidiennement la surveillance d’une centaine de prisonniers au cours de l’aller-retour entre leur camp et la mine. Sur le terrain, il semble qu’on ait pris des mesures à la hâte. Ainsi à Lens, en octobre 1945, on désigne, parmi les PG, un responsable – souvent un gradé – par tranche de trente prisonniers, ce dernier étant puni en cas d’évasion. Mais ces mesures restent probablement des cas isolés. Elles traduisent néanmoins le débordement des autorités face à un problème de taille. D’après l’armée, on ne dénombre pas moins de 53 160 tentatives d’évasion au cours du second semestre 1945 et du premier semestre 1946 : rapporté à une population de plusieurs centaines de milliers d’hommes, ce chiffre est considérable. D’après les chiffres fournis par les autorités militaires pour les années 1947 et 1948, à peine 53 % des prisonniers sont repris. Finalement, le ministère des affaires étrangères estime, début 1947, à 250 000 le nombre total de prisonniers évadés non repris ; ce chiffre est d’abord avancé pour répondre à des autorités américaines perplexes du faible nombre de PG de facto détenus en France au regard du nombre de prisonniers comptabilisés deux ans plus tôt, en 1945.
La population réagit plutôt mal à ces constantes évasions. Ainsi le Comité départemental de Libération, fidèle en cela à sa ligne politique, va jusqu’à suggérer d’abattre les civils tentant d’entrer en contact avec des prisonniers aux abords des camps. Bien entendu, ces comités – qui tendent à se radicaliser comme nous l’avons vu et comme nous ne pouvons que le constater une nouvelle fois – ne reflètent pas l’opinion générale. Plus sérieusement, on soupçonne constamment la mise en place de véritables filières d’évasion, avec la complicité des Polonais d’origine allemande, les « Volksdeutsche », nombreux à travailler dans les mines du Nord. La presse régionale se fait souvent l’écho de ces évasions : ainsi, le 3 décembre 1946, Nord-Éclair publie un article intitulé « Entre Baisieux et Mouchin, une vaste organisation favorisait l’évasion et le rapatriement de prisonniers allemands ».
D’après les chiffres du Service Historique de l’Armée de Terre (Vincennes), le nombre des évasions ira toutefois en diminuant au fil du temps, cette diminution allant de pair avec les possibilités offertes prisonniers de reconversion en « travailleurs libres » puis avec les libérations. Soulignons toutefois[style à revoir] que la mise en place du travail libre en 1947 et 1948 contribuera, quoique différemment, à un relatif regain d’évasions. En effet, certains des prisonniers devenus travailleurs libres salariés à partir de 1947 continueront d’entretenir des liens avec leurs anciens camarades demeurés prisonniers, au risque parfois, par solidarité, de participer à leur évasion en leur prêtant notamment leur carte de séjour et leur carte de travailleur étranger. Une fois en possession de tels documents, les évadés pourront aisément traverser la frontière. Un dossier contenant les documents relatifs à l’existence de ces très petites filières d’évasion montées par des travailleurs libres en 1947 et 1948 est consultable dans l’un des versements conservés aux archives nationales.
D’un point de vue administratif, le dépôt militaire forme l’articulation entre l’administration et les prisonniers. On entend par dépôt un camp de prisonniers contrôlé par l’armée ; chaque PG est affilié à l’un d’entre eux. C’est là que sont entreposés les PG dans l’attente d’un travail et ceux en instance de rapatriement définitif. Tout au long des trois années, les autorités parisiennes n’ont de cesse de rappeler aux autorités locales qu’il est de leur devoir de réduire autant que possible le nombre de prisonniers inactifs dans les dépôts. Pourtant, sur ce point, les choses iront en empirant et la surpopulation des camps culminera en 1947 et 1948. À partir de ces dépôts, les PG sont affectés dans les différents secteurs économiques suivant les priorités définies par la direction de la main d’œuvre, service placé sous la tutelle du ministère du Travail.
Les dépôts eux-mêmes disposent de services annexes : nous avons ainsi vu qu’en août 1945, au cœur de la crise, les autorités obligent chaque dépôt à s’équiper des structures médicales adéquates ; chaque camp de prisonniers est censé disposer d’une infirmerie et chaque dépôt d’un lazaret.
Une fois au travail, les PG sont affectés dans des groupes de travail appelés « commandos » (ou « kommandos ») ; la très grande majorité de ces commandos sont affectés à l’économie civile.

#### Les structures locales: les commandos
Les différences entre les commandos de PG sont nombreuses. Leur taille peut aller de quelques prisonniers pour les commandos ruraux à plusieurs milliers pour les commandos miniers et les différences de traitement et de mode de vie qui en résultent sont considérables. Logés chez l’habitant, les membres des commandos ruraux jouissent d’un confort de vie et d’une liberté relatifs, tandis que les PG employés dans les commandos miniers ou par l’armée restent soumis à un véritable régime de captivité.
Les PG employés par l’armée sont notamment exposés aux risques inhérents au camp de détention et notamment à ceux que représentent certains militaires français, nous l’avons souligné dans notre étude de l’opinion publique. Certains prisonniers ont témoigné des dangers encourus dans les commandos de l’armée française. Ainsi Johannes Sticker, en instance de libération, dut réintégrer provisoirement le camp de Rennes dans l’attente de son rapatriement. Selon lui, les PG qui y sont demeurés employés au camp ne paraissaient pas, en comparaison des prisonniers employés à l’extérieur, au mieux de leur forme. D’autres témoignages font mention des sévices commis par les militaires français à l’encontre des prisonniers allemands.
Friedrich Klaus fut ainsi victime des agissements de certains soldats : « Dans la nuit du 3 juin 1946, je fus bousculé et entraîné par les sentinelles derrière les cuisines dans le but de me faire subir des rapports homosexuels. Je pus me dégager et m’enfuir. À une distance de 15 mètres la sentinelle fit feu et me transperça le poumon gauche. Grâce à l’aide de camarades et à l’intervention du médecin allemand du camp, le docteur Neumann et aussi de la direction française du camp, je fus emmené aussi vite que possible à l’hôpital français du camp de Coëtquidan. Je fus bien traité (…) ». Souffrant de graves séquelles, Friedrich Klauss fut rapatrié en Allemagne en octobre. Le dur traitement que réservent certains hommes de troupe et officiers aux évadés capturés laisse supposer aussi ce que sont les conditions de vie des prisonniers qui travaillent, de manière permanente, pour l’armée française. Ainsi, Egon Greisner, prisonnier précédemment cité, tenta de s’évader en compagnie de ses camarades, alors qu’ils étaient affectés à un commando forestier, dans la Nièvre, à l’automne 1945. D’abord sévèrement passés à tabac par les gendarmes qui les ont interceptés, les fautifs sont internés dans un fort militaire, à Dijon. Là, après avoir été de nouveau tabassé, Egon Greisner est confiné durant plusieurs semaines dans un cachot privé de lumière. C’est la venue d’une délégation de la Croix-rouge qui lui permet d’être libéré. Encore n’est-il libéré en vue de sa réintégration dans un nouveau dépôt qu’après avoir été passé une dernière fois à tabac par un officier du fort. On mesure à son expérience les dangers que couraient les PGA employés au service de l’armée française.

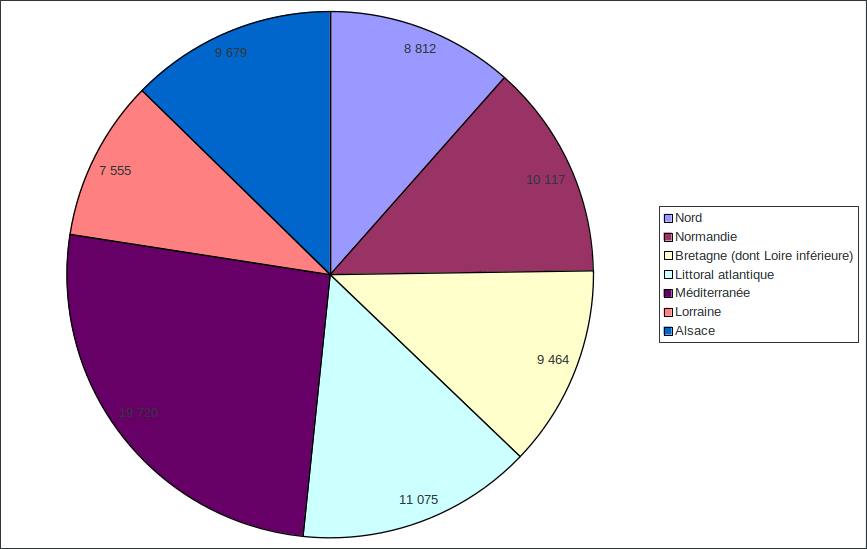
Besoins régionaux en prisonniers de guerre affectés au déminage à la fin de l’année 1945. Source : Archives nationales contemporaines de Fontainebleau, 770623/88, Expéditeur présumé du document : Ministère des forces armées, « Besoins en prisonniers pour le déminage - jusqu'au 1/12/45 », date présumée d’émission du document : fin de l’année 1945

L’internement de Egon Gresiner date de l’automne 1945 et que la tentative de viol commise sur la personne de Friedrich Klaus date du milieu de l’année 1946, autrement dit, elles ne peuvent plus être mise sur le compte de la germanophobie qui avait suivi immédiatement la fin de la guerre.
Outre les commandos miniers et militaires, il existe des commandos industriels, des commandos communaux (à la charge des communes) ou bien encore des commandos de déminage. Ces derniers étaient placés sous le contrôle de l’armée. Les commandos de déminage ont été au cœur de la polémique relative à l’attitude supposée de la France envers ses PG et c’est pourquoi nous devons nous y arrêter.
En mars 1945, Raymond Aubrac, grande figure de la Résistance, est nommé, par le GPRF, directeur du déminage. L’emploi de prisonniers pour cette tâche a été décidé après de longues hésitations, la convention de Genève interdisant les travaux jugés dangereux. Très réticents au départ, les Alliés ont fini par donner leur accord en mai 1945. Suivant le témoignage de Raymond Aubrac lui-même, « le ministre [de la Guerre] avait évidemment hésité un peu, l’idée d’employer des prisonniers de guerre au déminage n’était pas une idée familière. En plus on savait qu’il y avait les conventions de Genève et qu’il fallait les interpréter. Finalement, il s’est rangé à cet avis à partir d’un raisonnement qui me paraissait sérieux, c’est que le coût en accidents et en vies humaines global était le minimum si on faisait appel au personnel qui connaissait les engins ». Il semblerait néanmoins que des PGA avaient d’ores et déjà été employés à des tâches de déminage avant même la fin de la guerre. Il s’agissait néanmoins de prisonniers volontaires et leur utilisation relevait probablement d’initiatives locales, sans commune mesure avec les opérations d'envergure entreprises par la suite.
Car, rappelons-le, au sortir de la guerre, le problème des mines est crucial en France. Dans le secteur de Calais, on dénombre, à titre d’exemple, près de six morts par mois, principalement des enfants. Pour ce même secteur, les « milieux intéressés » (il s’agit probablement des démineurs civils) estiment, au début des opérations, à 30 % le taux de PG amenés à être tués ou blessés lors des opérations de déminages. Dans la région Nord, les PG furent surtout employés sur le littoral et particulièrement à Dunkerque. Au niveau national, comme le montre le dernier graphique, ce sont pour l’essentiel dans les départements côtiers et limitrophes de la frontière franco-allemande que sont concentrés les PG démineurs.
Quoi qu’il en soit, le déminage peut être considéré comme le premier grand succès économique des PG : dès 1946, les opérations sont quasiment terminées. Raymond Aubrac évalue à 2 500 le nombre de PG tués, mais il se situe plus vraisemblablement autour de 3 000.
Le Comité international de la Croix-Rouge lui-même semble avoir donné son accord à l’utilisation de PG pour le déminage, bien que certains hauts fonctionnaires, dont le ministre du Travail, aient reconnu a posteriori qu’elle était contraire aux prescriptions de l’article 32 de la convention de Genève. De plus, la France n’est pas la seule à faire appel à la main-d’œuvre prisonnière pour ses opérations de déminage : les Pays-Bas ont employé eux aussi près de 3 000 PGA à cette tâche.
Le témoignage d’un ancien prisonnier affecté au déminage, Horst Fusshöller, est très utile pour nous représenter ce que sont les conditions de vie des PG dans ces commandos. Ce témoin est répertorié sur les listes de PG démineurs placés en Gironde libérés en août 1947 ; son commando était officiellement dénommé « Pingouin ».
Horst Fusshöller est affecté au commando de déminage de Soulac-sur-Mer (Gironde) dès sa création, le 15 septembre 1945. Le camp se situe au bord d’une plage, entouré de forêts de pins : celles que les prisonniers ont pour tâche de déminer. Il comprend un effectif de 350 prisonniers, auxquels s’ajoutent les officiers. Les gardes sont marocains et entretiennent une relation cordiale avec leurs détenus : le troc se pratique et des couples homosexuels se forment. À l'instar des commandos miniers, un homme de confiance [en français dans le texte] représente les prisonniers allemands auprès de la direction. En dépit de la dangerosité de leur tâche, les prisonniers démineurs ne semblent pas jouir de meilleures conditions matérielles que celles des prisonniers affectés aux travaux non dangereux. Selon Horst Fusshöller, la nourriture ne s’améliora « sensiblement qu’à partir d’octobre 1946. Tous les jours nous avions 20 g de matières grasses, 375 g de pain, 800 g de pommes de terre, 50 g de viande, 17 g de sucre et par là-dessus encore la soupe de vesce, de toute façon une ration quotidienne de plus de 2 100 calories ! Il y avait aussi par mois 120 g de tabac ».
Les 350 prisonniers sont répartis en plusieurs groupes – celui de Forst Husshöller se compose d’une vingtaine de PG – auquel on attribue un secteur précis du domaine forestier à déminer. Ainsi le groupe de notre témoin déminera successivement les secteurs « N » puis « X ». Forst Husshöler explique avec précision le mode opératoire des prisonniers démineurs. « Le déminage dans un terrain impraticable s’effectuait de la façon suivante : en partant d’une trouée ou d’un chemin forestier, on effectuait un pas en avant prudemment après un examen du terrain au détecteur. On marquait alors avec des jalons la largeur du terrain à ratisser. Nous avancions alors à tâtons dans le terrain en agitant le détecteur de gauche à droite près du sol. On ne cherchait pas à une profondeur supérieure à 50 cm par couloir, on faisait environ cent couloirs en allant et venant. Après avoir ratissé un couloir, les côtés et la profondeur du terrain déminé étaient délimités avec un ruban pour indiquer aux camarades suivants, où ils pouvaient se déplacer sans danger. Leur mission était alors d’enlever les buissons et les arbustes des terrains déminés et de les mettre en tas. Les camarades qui n’étaient pas occupés à débroussailler ou à déminer étaient soit assis à ne rien faire, soit en train de transporter les mines déterrées vers l’arrière, où elles étaient déposées en sûreté dans une trouée ou au bord d’un chemin. Ainsi, nous nous épuisions toute la journée à agiter le détecteur de droite à gauche et de gauche à droite ».
D’après son témoignage, son groupe « traite » en moyenne une douzaine de mines par jour. Le chiffre impressionne. L’ensemble des prisonniers seraient parvenus à traiter 35 280 mines au cours de la seule première année.
Mais cette efficacité a un prix. Dans son témoignage, Forst Husshöler comptabilise au moins quatre tués dans l’exercice de leur mission et au moins dix blessés graves ou légers. Ce décompte n’est néanmoins pas officiel, ce qui pourrait expliquer pourquoi le ratio mines traités / accidentés n’apparaît pas extrêmement élevé. Une autre explication à ce faible ratio tient peut-être dans ce constat établi à plusieurs repris par des officiers français et des inspecteurs du Comité international de la Croix-Rouge : « les opérations de déminage constituent dans certains commandos à découvrir périodiquement les mêmes mines ou les mêmes explosifs ceci en vue de tromper la vigilance [des] contrôleurs et de faire durer les opérations du déminage, là où elles devraient être terminées ». Il n’est pas improbable que le commando de Forst Husshöler ait lui aussi été concerné par cette pratique.
Néanmoins, plutôt que sur le nombre de victimes, la polémique relative au déminage porte sur les promesses non tenues de libération faites par certains représentants des autorités françaises. En effet, certains membres des autorités locales ont laissé entendre en 1945 que les prisonniers volontaires pour le déminage pourraient bénéficier d’une libération anticipée. Cela explique en grande partie le ressentiment des PG démineurs. Ainsi, en mars 1946, les PG du Fort-Vert à Calais, affectés au déminage, laissent éclater leur colère au grand jour. L’un d’entre eux, nommé Ketzcher et se présentant comme leur porte-parole, va jusqu’à rédiger un article dans lequel il dénonce les promesses non tenues de libération. D’après les promesses qui leur avaient été faites, ils auraient, selon eux, dû être libérés au bout de quatre mois de service. Forst Husshöler, notre démineur en Gironde, reporte lui aussi, dans son témoignage, ces promesses non tenues. « Le jeudi 30 mai [1946] approchait. C’était l’Ascension. Dans mon calendrier il y a comme un bloc de pierres brisées avec l’inscription « doute » qui faisait allusion à la déception qui nous démoralisait. Le bruit qui courait dans le camp : « on va libérer des gens » s’avéra vite être un bobard. Rien ne s’ensuivit. Ces moments d’espoir et de déception devenaient de plus en plus pesants. Il était clair que l’on commençait à douter de la justice divine. Que l’on soit jeune ou vieux – dans notre communauté forcée, les âges s’étalaient de 26 à 45 ans – on commençait à ne plus comprendre le monde ».
Ces promesses de libération anticipée ne revêtent, en vérité, aucun caractère officiel. Le ministère de la Guerre en a eu vent mais il reconnaît que ce n’est pas lui qui en a pris l’initiative et il considère, pour sa part, qu’elles ne sauraient être appliquées. En septembre 1947, le général Buisson estime néanmoins que d’ici à la fin de l’année, les trois quarts des PG démineurs seraient relâchés. À ses yeux, ces libérations plus précoces que celles de la plupart des autres prisonniers constituent une sorte de récompense pour les services rendus.
Mais même pour procéder à ces libérations, les autorités ne font preuve d’aucune mansuétude. Elles décident, au cours de l’été 1947, d’évaluer le travail de chaque prisonnier démineur avant le 1er octobre 1947. Sur une échelle comprise entre 0 et 20, les PG dont le travail obtient une note inférieure à 15 seront simplement réaffectés, ceux dont le travail obtient une note égale ou supérieure à 15 seront consignés dans leur dépôt en vue d’une libération prioritaire tout en y étant astreints au travail d’ici là. Ces prisonniers sont classés en catégorie 5, une catégorie qui regroupe les prisonniers ayant rendu des « services éminents » à la France et qui sont, de fait, libérables dès juillet 1947. Toutefois, outre le caractère restreint et discriminatoire de la procédure de libération des PG démineurs, on peut s’interroger sur l’arbitraire qui a caractérisé la notation a posteriori du travail effectué, dans les champs de mines, par ces prisonniers.
Preuve en est, les listes de notes remises aux autorités – conservées aux archives nationales – tend à démontrer que l’évaluation est abusivement fonction de celui ou ceux qui notent le travail des PG. Ainsi, si certaines listes ne contiennent aucune note inférieure à 18/20, d’autres sont beaucoup plus avares en notes supérieures à 15. L’une des listes retrouvées attribue au travail effectué par le témoin que l'on a cité, Horst Fusshöler, une note des plus convenables : 18/20.
Il est à noter que des commandos de déminage ont également opéré en mer. À cet égard, le témoignage d’un certain Herrou (ni son prénom, ni son grade ne sont mentionnés), officier chargé de draguer les mines au large des côtes atlantiques de décembre 1945 à juillet 1946, est éclairant. D’après lui, les opérations de dragage des mines en mer se sont conformées à la convention de Genève puisque seuls des PG volontaires ont pu y être employés, « en échange, on a promis aux Allemands qui acceptaient, la même nourriture que les Français et l’assurance de rentrer chez eux une fois le dragage de mines terminé. Ces promesses ont été tenues ». Il serait surprenant que les PG employés au dragage des mines en mer aient pu bénéficier d’un tel traitement de faveur, alors même que les risques qu’ils encouraient étaient probablement moindres que ceux qu’encouraient leurs camarades affectés au déminage terrestre. Aucun document officiel atteste, du reste, de cette libération anticipée pour cette catégorie de prisonniers, libération en nombre probablement très restreint si jamais elle a été appliquée. Toujours est-il que selon Monsieur Herrou, l’entente entre tous les membres de l’équipage était des meilleures ; la vie en mer et les nécessaires promiscuité et solidarité qui l’accompagnent peuvent peut-être l’expliquer.
Le seul document officiel retrouvé mentionnant ces opérations de déminage en mer est le procès-verbal d’une des réunions mensuelles qui ont réuni les représentants des parties prenant part au déminage. Au cours de la réunion tenue en janvier 1946, l’un des participants expose les enjeux de ce type d’opérations. « Le déminage en mer est un travail important à la fois pour le nombre, la variété des engins et les problèmes techniques à résoudre. Le long des côtes de Provence 8 000 pyramides en béton ont été immergées ; sur la côte du Languedoc ce sont des chevaux de frise et des milliers de pieux. En bordure de l'océan, on trouve des obus dans des dés de béton ; des chevaux de frise de deux tonnes barrent complètement la Bisassea. Le long des côtes normandes et picardes un triple cordon de katymines défend l'accès du rivage. La marine va constituer des équipes qui travailleront en collaboration avec le déminage pour les enlever. Des scaphandriers allemands pourront aider à ce travail mais le Déminage devra leur fournir des scaphandres. (…) Tous ces travaux doivent être entrepris d'urgence ». Selon l’officier, les opérations de dragage ont donné d’excellents résultats.
Dans le Nord, à la différence de la tendance nationale, la priorité est donnée à l’extraction minière: la pénurie de charbon est importante à la fin de la guerre et elle rend difficile toute reprise économique. Or le Nord constitue le principal bassin minier français.
De fait, dans cette région, un certain nombre de prisonniers logent dans des camps miniers. Il est intéressant d’en étudier le fonctionnement.
Ces camps, où est donc hébergée la majeure partie des PG de la région, ont la particularité d’être soumis à la fois à l’autorité militaire et à l’administration civile des Houillères nationales. La première s’occupe pour l’essentiel de la sécurité et de la discipline, la seconde de tout l’administratif ayant trait à la vie des prisonniers (entretien, ravitaillement) et de leurs travaux dans les mines.

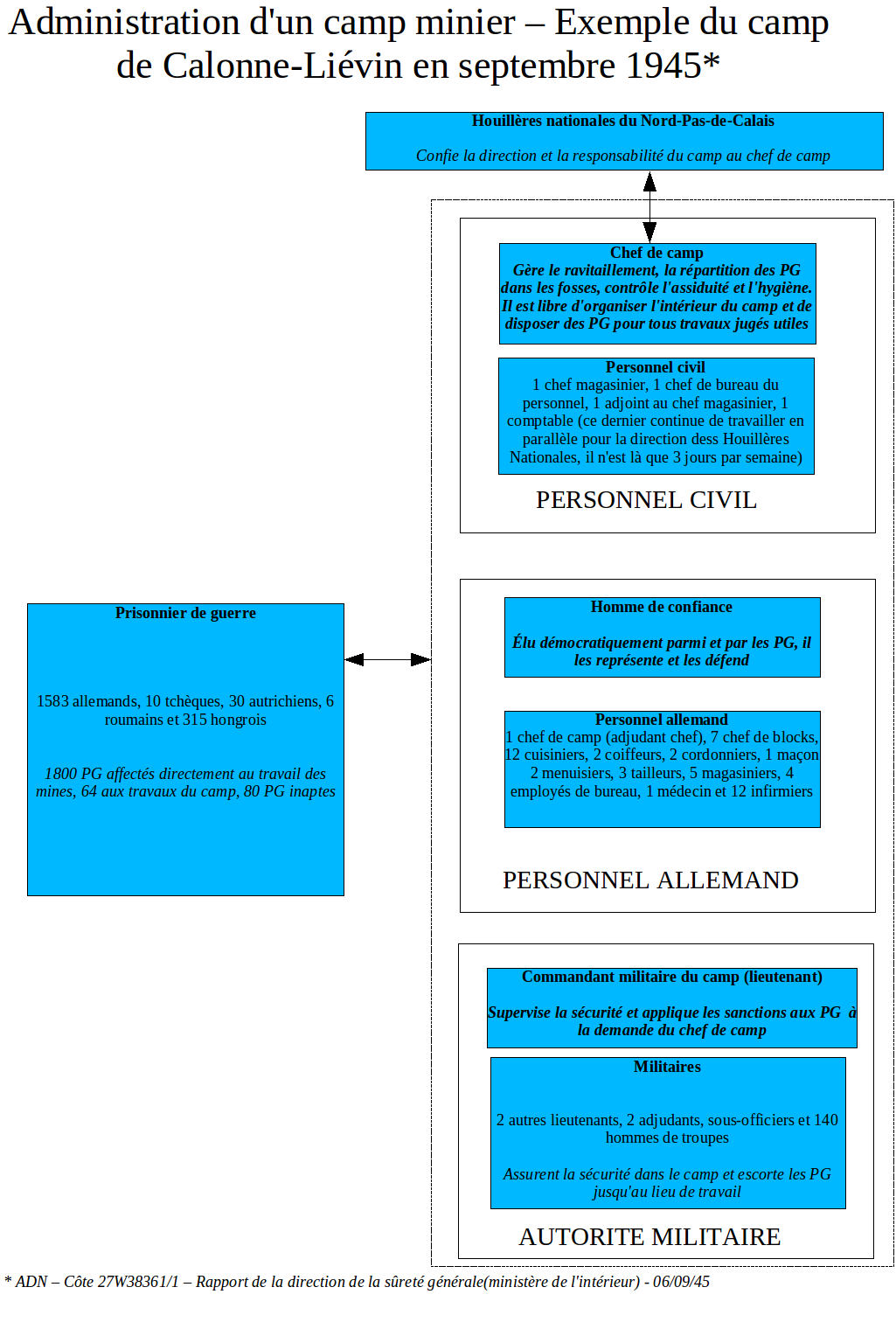
Administration d’un camp minier recourant aux prisonniers de guerre – Exemple du camp de Calonne-Liévin en septembre 1945

Le schéma ci-contre indique aussi la présence d’un troisième groupe d’employés : celui du personnel allemand. Essentiellement composé d’un corps médical et d’hommes affectés aux tâches subalternes, celui-ci s’occupe de tous les services indispensables à la vie quotidienne des prisonniers. Ces employés sont eux-mêmes, dans les faits, des PG. Toutefois, officiellement, en vertu de la convention de Genève, le personnel sanitaire ne possède pas le statut de prisonnier de guerre mais celui de « personnel protégé » dans la mesure où la puissance détentrice (les autorités françaises) n’est autorisée à les détenir « que pour assurer les soins médicaux à leurs compatriotes ». La présence d’un homme de confiance élu démocratiquement par les PG. Cet Allemand joue le rôle de médiateur entre les PG et l’administration française.
Cette organisation concerne les camps miniers mais on peut supposer que les autres gros commandos, en particulier ceux de l’industrie et des travaux publics, ont été régis selon un schéma analogue. Mais la majorité des PG détenus en France ne connaissent pas cette vie de camp, la plupart étant affectée à l’agriculture et dans une moindre mesure aux commandos communaux. Dans ces cas, soit le PG est directement entretenu par l’habitant, soit il loge, en dehors des heures de travail, par petits groupes dans un bâtiment à la charge du particulier ou de la commune.
D’après le témoignage de Johannes Sticker, l’affection des PG dans les commandos ruraux répond à des procédures très souples. Dans son cas, il est embauché sitôt qu’il répond favorablement à la proposition de travailler pour un paysan breton dont il ne connaît rien, sans autres formes de procédures. Il quitte le dépôt auquel il est rattaché et se met au service de ce premier employeur durant cinq mois, avant qu’on ne lui propose de travailler pour un autre employeur, sitôt que soit avéré que le premier ne respectait pas les obligations relatives à la durée hebdomadaire maximale du travail. Par ailleurs, c’est un autre paysan local, jouissant visiblement d’un statut social plus élevé, qui joue le rôle d’intermédiaire entre les PG employés dans la région et l’administration. Quoi qu’il en soit, son témoignage confirme la « douceur de vivre » dont bénéficient ces PG ruraux : « Huit mois de faim, de coups et d’humiliation, tissés dans des barbelés, n’avaient-ils pas disparu comme s’ils n’avaient jamais existé ? Ne me retrouvais-je pas, après une éternité, dans un espace où des hommes libres vivaient leur quotidien ? ». Évoquant l’année 1946 et la liberté de fait dont lui-même et ses camarades employés dans les fermes avoisinantes bénéficient, il écrit : « Tous les cinq, nous avons passé ensemble la plupart de nos dimanches et avons alors joui d’une totale liberté de mouvements. Nous rendions visite à des camarades dans des fermes éloignées, buvions quelques verres de cidre et rentrions à la maison pour le souper. Personne ne craignait notre fuite, personne ne l’a tentée ».
Pour ce qui est des commandos communaux, leur importance à l’économie locale est avérée par le mécontentement que suscite leur suppression en 1947, au moment où sont redéfinies les priorités d’emploi des PG eu égard aux priorités économiques. Au cours de l’été 1947, un certain nombre de députés adressent ainsi, à leurs collègues susceptibles de pouvoir les aider, des demandes de dérogations, des demandes qui se soldent majoritairement par des refus.
Les SS sont rassemblés pour leur part dans des commandos déterminés non par leur fonction économique mais par le statut de leurs prisonniers. S’il semblerait qu’avant l’été 1946, les PG SS étaient dissous, dans une certaine proportion, dans les autres commandos, le gouvernement décide en août 1946, conformément à la volonté du commissariat au plan, de les regrouper dans des commandos homogènes, privés de tout contact avec les civils et les autres prisonniers. Selon les instructions de la circulaire émise par le ministère du travail, ils devront dorénavant être soit utilisés à l'exécution de travaux pénibles, soit de « travaux de circonstance présentant un intérêt général » dans lesquels, en raison de l'inexistence de la main-d’œuvre française, le rendement ne peut être obtenu que par l’intermédiaire d'une main-d’œuvre disciplinaire : déblaiement, mines (autres que houillères), carrières. Dans les faits, pour des raisons économiques, les retraits et regroupements ne semblent avoir été opérés qu’après accords des directions régionales des PG après que les PG SS eurent pu être remplacés par des PG ordinaires dans leur commando d’origine.
Cette rétrospective consacrée à l’affectation des prisonniers serait incomplète si n’était évoquée une dernière catégorie, une catégorie échappant à tout recensement : celle des prisonniers qui se sont engagés dans la Légion étrangère. Dès 1945, la possibilité est offerte à un grand nombre d’anciens combattants allemands de se voir libérés à la condition de s’engager dans la Légion. Dans le Nord, en septembre 1945, la direction des mines, visiblement non informée, signale ainsi aux autorités régionales que des officiers de la Légion étrangère entreprennent des sondages au sein des commandos miniers en vue de susciter des engagements.
Au vu des témoignages et des archives consultés, ce phénomène ne s’apparente vraisemblablement pas à une action locale, isolée dans le temps : il semble s’agir d’une véritable campagne de recrutement d’envergure nationale. Deux témoignages d’anciens prisonniers abondent dans ce sens. Détenus au camp de Rennes à l’été 1945, Günter Pengel évoque ainsi, dans son témoignage, les tentatives de recrutement qui ont suivi la passation du commandement du camp des autorités américaines aux autorités françaises : « Le nombre des morts par sous alimentation et dépression augmentait régulièrement. Plusieurs contingents de cent étaient réduits à 70. Le commandant français du camp, un Alsacien, nous fit savoir au bout de 14 jours, lors de l’appel, que nous pourrions être aussitôt libérés si nous nous engagions à servir dans la Légion étrangère. Ceux qui étaient d’accord recevraient aussitôt un bon ravitaillement et des cigarettes. La vie dans la Légion nous était dépeinte en rose. Mais à peine dix prisonniers acceptèrent cette proposition. Ils reçurent immédiatement un traitement de faveur et restèrent quelques jours au camp pour attirer éventuellement d’autres volontaires, mais en vain ». Autre prisonnier, Egon Greisner, est transféré dans un camp de transit nivernais peu de temps après sa capture en Allemagne. C’est là qu’il est lui aussi le témoin des tentatives de recrutement à l’automne 1945 : « Très affaiblis, nous sommes naturellement tous volontaires pour travailler dans un commando ou chez un cultivateur et nous partons bientôt en direction de la Nièvre, où on nous enferme à nouveau dans une ancienne usine Thomson à Nevers même. Il s’agit d’un camp de transit, où nous restons quelques jours. C’est ici, en nous privant de nourriture au maximum, que les Français recrutaient des volontaires pour la Légion étrangère en promettant de l’argent, la liberté, des vivres à volonté, etc. Beaucoup de camarades se sont laissés prendre et j’ai presque envie de me joindre à eux, mais un camarade plus âgé que moi me le déconseille et je reste ».
À l’instar de ses deux camarades, un autre soldat, Karl Holfeld, détenu à Thorée (Sarthe), fait le lien entre manque de nourriture et recrutement « En août 1945, alors que la famine était à son comble (…), des formulaires circulaient dans le camp, promettant de la nourriture aux prisonniers. Celui qui signait pour entrer dans la Légion étrangère française pouvait aussitôt quitter le camp ».
À l’heure où les revendications indépendantistes laissent présager des interventions armées dans certaines colonies et en premier lieu, en Indochine, il n’est, somme toute, pas surprenant que la Légion étrangère s’intéresse aux anciens soldats de la Wehrmacht ou aux SS, souvent aguerris, détenus dans les camps français. Cet intérêt ne peut qu’être d’autant plus prononcé que le gouvernement français se refuse à mobiliser les appelés du contingent.
Au vu des trois témoignages, il semble évident – et assez naturel – que les cadres de la Légion étrangère aient tiré profit des conditions matérielles de l’été 1945, en faisant miroiter aux prisonniers affamés des rations suffisantes. Il va sans dire que la motivation première des engagés résidait dès lors dans l’accès à un confort de vie plus satisfaisant. Pour autant, la thèse développée par les prisonniers selon laquelle les conditions matérielles auraient été délibérément dégradées de façon à susciter davantage d’engagements est très probablement non fondée. Du reste, au vu de la réaction du directeur des mines du Nord-Pas-de-Calais, les autorités civiles semblent peu informées des agissements de la Légion étrangère. Il est de fait très probable que, dans ce cas aussi, la Légion étrangère soit intervenue sans coordonner son action avec celles des autres corps de l’État.
Cette campagne de recrutement a perduré au moins jusqu’en 1946 comme en témoigne un extrait du livre de marche du camp 1102 de Rennes. Il nous apprend que le camp a été visité, de nouveau, le 19 janvier 1946 par un capitaine de la Légion étrangère. À l’issue de cette visite, 70 prisonniers de guerre se sont engagés. Ils sont transportés à Marseille trois jours plus tard. J’ignore à quelle période a pris fin cette campagne de recrutement. Eu égard de la situation en Indochine, la Légion étrangère s’est probablement efforcée de recruter d’anciens combattants allemands jusqu’en 1948. On peut néanmoins supposer que la diminution du nombre d’engagements est allée de pair avec l’amélioration des conditions matérielles et plus encore, avec la mise en place du statut de « travailleur libre » fin 1946 et la perspective des libérations.
Il est plus difficile d’estimer le nombre d’engagés et au-delà, de mesurer l’efficacité de cette campagne de recrutement. L’un des témoins précédemment cités, Günter Pengel évoque la méfiance naturelle des prisonniers et, de fait, le succès très limité des tentatives de recrutement. Mais le troisième témoin, Karl Holfeld, parle, à l’inverse, d’engagements massifs : « Ceux-ci [les engagés] étaient volontaire et chacun pouvait refuser de signer. Pourtant les prisonniers pensaient que comme (…) ils mourraient de faim, il était préférable de signer. Le nombre de signataires fut en conséquence très élevé. Ces prisonniers ont, comme promis, quitté aussitôt le camp ».
D’après un documentaire allemand réalisé en 2004[Lequel ?] et consacré aux anciens combattants allemands et autrichiens engagés en Indochine, les anciens de la Wehrmacht ou de la SS ont représenté près de 80 % des 44 000 Légionnaires engagés dans ce conflit. Selon cette même source, la plupart d’entre eux ont été recrutés dans les camps de prisonniers allemands implantés en zone occupée, en Allemagne. D’après ces informations, la campagne de recrutement entreprise par la Légion étrangère au sortir de la guerre aurait donc permis d’engager entre 30 000 et 35 000 combattants allemands. J’ignore néanmoins quelles sont les parts respectives des combattants issus de la Wehrmacht et de ceux issus de la SS, de même que j’ignore les proportions des combattants issus des camps implantés en France et de ceux issus des camps implantés en Allemagne et en Autriche.
On peut néanmoins conclure, sans trop de risques, qu’un nombre relativement restreint de prisonniers de la Wehrmacht internés en France en 1945 et 1946 a fait le choix de rejoindre les rangs de la Légion étrangère et de combattre sous le drapeau français : au maximum 30 000 – mais plus vraisemblablement 10 à 20 000 –, chiffres que l’on se doit de rapporter à un effectif total de plusieurs centaines de milliers d’anciens soldats.

### La question de l’effectif des PG et leur «exploitation économique»

#### L’évaluation des effectifs de PG et le problème des sources

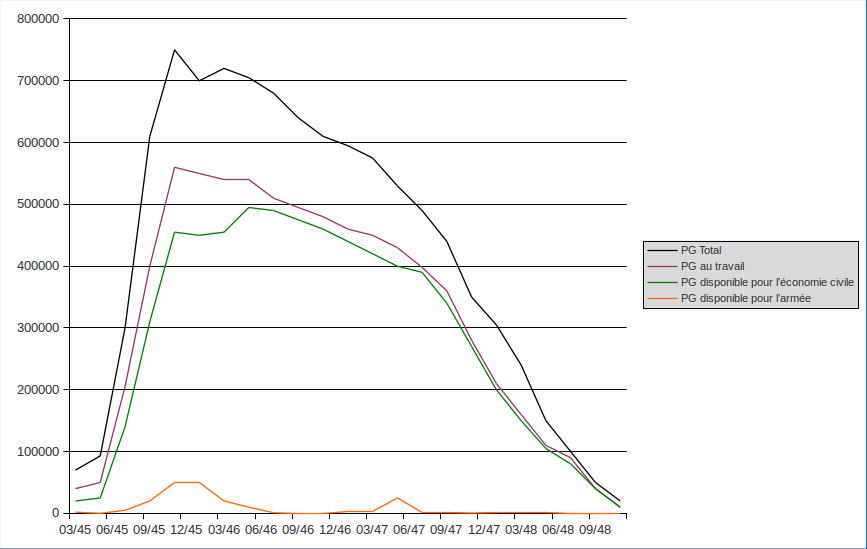
Évolution des effectifs des prisonniers de guerre en France (mars 1945 à novembre 1948)

Ce graphique approximatif a été réalisé d’après celui figurant dans l’historique du général Buisson. Néanmoins, les séries de chiffres sur lesquelles l’auteur s’appuie ne sont pas publiées. Cela illustre la difficulté d’évaluer l’effectif national des PG avec précision et dans la durée, au moins avant l’année 1947.
D’une part, le SPG – et de fait la comptabilité des prisonniers – était à la charge du ministère de la guerre. Dès lors, les informations sur l'effectif des PG avant 1947, mois par mois et région par région, demeurent probablement dans les archives du Service Historique de l’Armée de Terre (Vincennes) qui n'ont pas encore été étudiées par les historiens.
D’autre part, des doutes peuvent être émis quant à la fiabilité des chiffres fournis par l’armée. Si les statistiques officielles ont débuté le 15 février 1945, il a dû être particulièrement difficile d’effectuer des comptages précis eu égard à la désorganisation d'alors des services de l'État. De plus, les prisonniers ont été rapidement dispersés entre de nombreux dépôts et commandos. À cela s’ajoute la difficulté de prendre en compte les évadés et les rapatriés. Il suffit de se rappeler combien fut laborieuse l’évaluation par l’état-major français du nombre de PG présents sur le territoire au cours de la conférence du 24 septembre 1945 en présence des Alliés. Surtout, il n’était peut-être pas dans l’intérêt de l’armée et de la France de dénombrer précisément les prisonniers en 1945 car c’était en même temps se risquer à dénombrer le nombre de prisonniers décédés, un nombre possiblement difficile à justifier par les autorités. Toutefois, à compter de 1947, les autorités procèdent à un dénombrement régulier et précis des PG ; certaines de ces données sont citées ci-après.
Par ailleurs, un document des Archives nationales donne à penser que certains des chiffres rendus publics ont pu être, parfois, délibérément sous-évalués ou au contraire surévalués suivant les catégories de prisonniers. Les années 1947 et 1948 ont été celles de la libération progressive des PG. C’est dans ce cadre qu’en mars 1948, un communiqué de presse rédigé par le ministère des Affaires étrangères est transmis au ministère du Travail, peut-être pour recevoir l’aval de ce dernier. Le communiqué explique les raisons et les modalités des libérations. Des ratures et des corrections y ont été portées au crayon, vraisemblablement par le directeur de la main-d’œuvre étrangère, M. Rosier. Le nombre de prisonniers ayant accepté de devenir travailleur libre en France au 1er mars 1948 est augmenté : on passe de 100 000 à 118 000 hommes. Inversement, le nombre de prisonniers encore en France à cette même date est ramené de plus de 210 000 (le chiffre est illisible) à 198 000 hommes. Le passage annonçant une libération totale des PG dès octobre 1948 (en réalité, ce sera décembre) est rayé et l’annotation qui suit figure au bas du document est la suivante : « Quelle est cette rage de vouloir libérer les PG avant la date fixée par les accords ? ».
L’intérêt de ce document est aussi d’attester, une fois encore, des conflits interministériels. Le ministère des Affaires étrangères prend probablement d'abord en considération les enjeux diplomatiques liés au maintien de la détention de PG, détention qu'il se doit de justifier vis-à-vis des Alliés, alors que le ministère du Travail fait primer les besoins économiques.
La tendance des autorités à « arranger les chiffres » se comprend aisément, car il y va de l’intérêt économique du pays. Mais il faut en retenir qu’il est difficile d’évaluer précisément le nombre des PG en France entre 1945 et 1947 à partir des seules sources officielles.
Quoi qu’il en soit, le général Buisson commente le graphique ci-contre dans son historique. Il explique la croissance de l’effectif total jusqu’en octobre-novembre 1945 par les livraisons massives des Alliés, puis la première baisse par les rétrocessions de la fin 1945 (70 000 hommes). La remontée des effectifs est due à la reprise des livraisons en février 1946, en vertu des accords Juin-Lewis. Comme nous l’avons vu, les Américains interrompent officiellement et définitivement leurs livraisons le 1er juillet 1946. Dans les faits, les livraisons ont cessé en mai 1946. Comme le résume un fonctionnaire au début de l’été 1946 « L’histoire du placement des prisonniers de guerre ennemis en France [jusqu'au printemps 1946] peut se résumer en une suite d’à-coups, brusque afflux de PG suivi d’un arrêt total des opérations, lui-même suivi d’une brusque reprise ». Les rapatriements pour raison sanitaire, les évasions, les libérations, dès 1946, de prisonniers de nationalité autre qu’allemande ainsi que de rares Allemands récompensés de leurs mérites au travail (c’est le cas de quelques prisonniers démineurs) expliquent la diminution des effectifs jusqu’en 1947. S’y ajoutent par la suite les prisonniers transformés en travailleurs libres. Le général Buisson mentionne ensuite les accords Teitgen-Caffery du 11 mars 1947 et la circulaire ministérielle du 15 avril 1947 qui prévoient et planifient la libération progressive des prisonniers allemands jusqu’à la fin de 1948.
Pour ce qui est du Nord-Pas-de-Calais, il est plus difficile d’évaluer l’effectif des PG, hormis ceux qui ont été affectés aux houillères. Pour ce faire, il faudrait probablement accéder aux archives du Service Historique de l’Armée de Terre (Vincennes), les archives départementales n’ayant conservé que des recensements épars et irréguliers.

#### La répartition économique des PG: effectifs et modalités

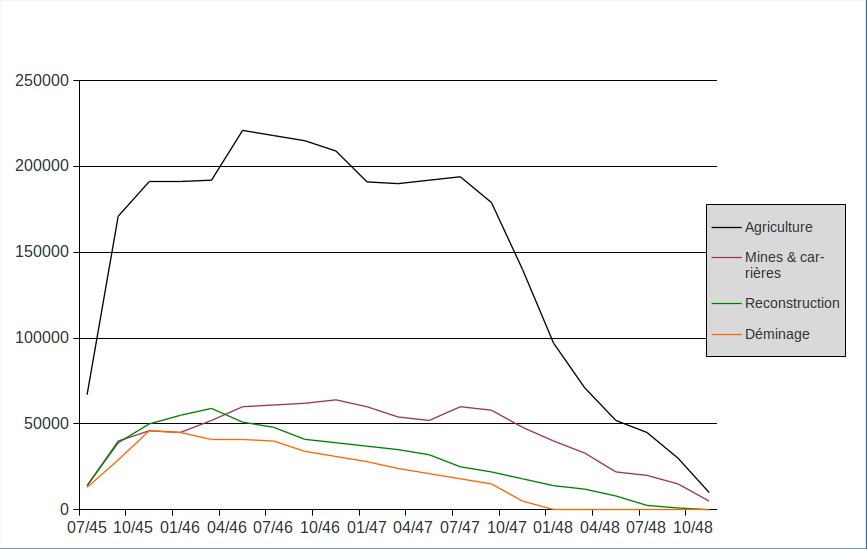
Effectif des prisonniers de guerre au travail dans les principaux secteurs économiques (juillet 1945 à novembre 1948)

Outre les quatre secteurs mentionnés sur le graphique ci-contre, la répartition économique concerne, entre autres, l’armée et nous avons donc besoin de nous reporter au graphique no 1 pour voir ce dont il retourne. On peut d’abord remarquer que le nombre de PG travaillant pour l’armée a toujours été faible comparé à l’effectif mis au service de l’économie civile. Il est vrai que la plus-value économique est mince puisqu’un certain nombre de ces PG est, dans l'armée, employé à des tâches subalternes : cuisine, secrétariat, voire manœuvre (en vue de la remise en état des aérodromes et des ports). De plus, c’est dans l’armée qu’un certain nombre d’abus ont été commis : sévices, viols ; des accusations qui ont souvent été reléguées par la Croix-Rouge et dont certains exemples ont été susmentionnés. L’environnement confiné de l’armée était probablement plus propice à ces dérives. De fait, c’est par souci d’efficacité économique ainsi que par souci humanitaire que les autorités civiles ont naturellement restreint l’effectif des PG confiés aux autorités militaires.
Selon certains historiens[Lesquels ?], une circulaire aurait stipulé qu’à partir de mai 1946, seuls les prisonniers SS, soit environ 20 000 hommes, soient confiés à l’armée, tous les autres étant dirigés vers le civil. Ce point de vue semble inexact ou à tout le moins, incomplet ; ce chiffre de 20 000 SS présents en France n'est attesté par aucune source. En vérité, l’armée emploie, jusqu’en 1947, des PG réparties en trois catégories distinctes : les SS employés sans restrictions particulières, les PG libérables sous peu et par conséquent laissés aux autorités militaires puisque non employables dans d’autres secteurs d’activité et les PG dont l’armée est de jure l’employeur mais qui sont de facto délégués des travaux civils sous couvert d’un contrat de travail similaire à un contrat civil. Mais la circulaire d’avril 1947 relative à la rationalisation de la répartition économique des PG – elle sera évoquée plus en détail ci-après – prévoit la suppression totale des commandos militaires : les effectifs globaux entrent véritablement dans leur phase de décroissance et il est dès lors nécessaire de fixer et de tenir des priorités économiques. Toutefois, à la suite des protestations du ministre des forces armées, le ministre du Travail consent à laisser, outre les SS, pour l’année 1947, un certain nombre de PG pour des travaux jugés prioritaires et à condition que les prisonniers soient soumis à des contrats de travail similaires à ceux fournis par les employeurs civils.
Passé 1947, l’autorité militaire se contente des seuls SS. Pour information, début 1948, l’armée emploie encore 8 000 prisonniers, tous SS, répartis comme suit : 5 500 pour l’armée de terre (446 dans la région de Lille), 300 pour l’armée de l’air (aucun dans la région de Lille) et 2 200 pour la Marine (50 dans la région de Lille), dont 1 540 prisonniers dans la seule troisième région militaire (celle du Grand Ouest).
Le graphique précédent ne présentant que les quatre principales activités et ne permet donc qu’une analyse réduite de la répartition des PG. Au contraire, les deux graphiques suivants permettent de représenter la répartition par « secteurs ». Ils affichent la répartition des PG dans l’économie civile à deux périodes données, celle du mois d’août 1945 et celle du mois d’octobre 1948. Pour rappel, août 1945 précède de peu le moment où l’effectif total atteint son maximum. Il est donc intéressant d’étudier les priorités économiques fixées à ce moment par les autorités.

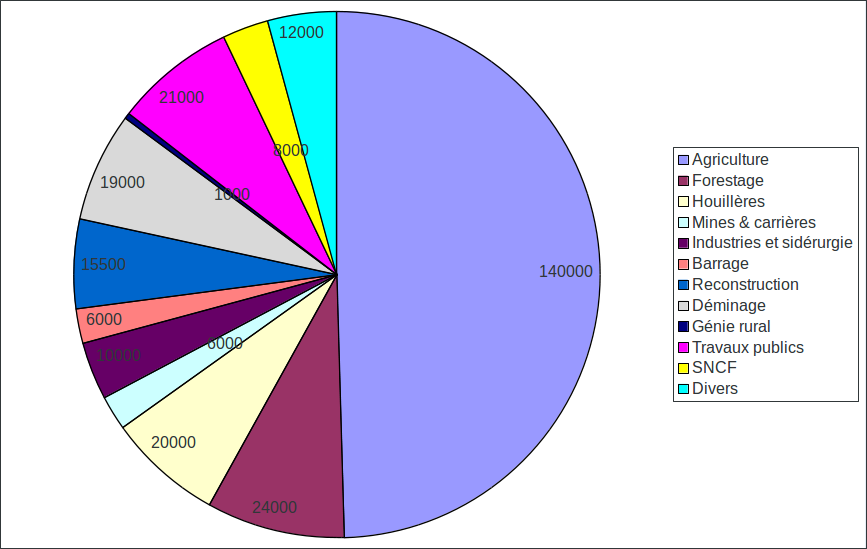
Répartition des prisonniers de guerre par secteurs économiques en août 1945

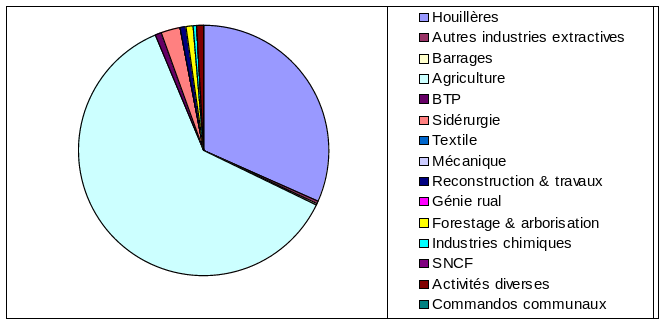
Répartition des prisonniers de guerre en France par secteurs économiques en octobre 1948 (graphique) Source : ANCF, 770623/85 – Courrier du ministre des Forcées armées au ministre du Travail, « Situation de la main-d’œuvre prisonnière au 1/10/48 », 14 octobre 1948.

| Houillères                    | 10867 |
| Autres industries extractives | 151   |
| Barrages                      | 110   |
| Agriculture                   | 21091 |
| BTP                           | 280   |
| Sidérurgie                    | 805   |
| Textile                       | 12    |
| Mécanique                     | 11    |
| Reconstruction & travaux      | 306   |
| Génie rural                   | 2     |
| Forestage et arborisation     | 301   |
| Industries chimiques          | 220   |
| SNCF                          | 1     |
| Activités diverses            | 203   |
| Commandos communaux           | 36    |
| Armée française               | 0     |
| TOTAUX                        | 34396 |

Figure 9 - Répartition des PG par secteurs économiques en octobre 1948,.

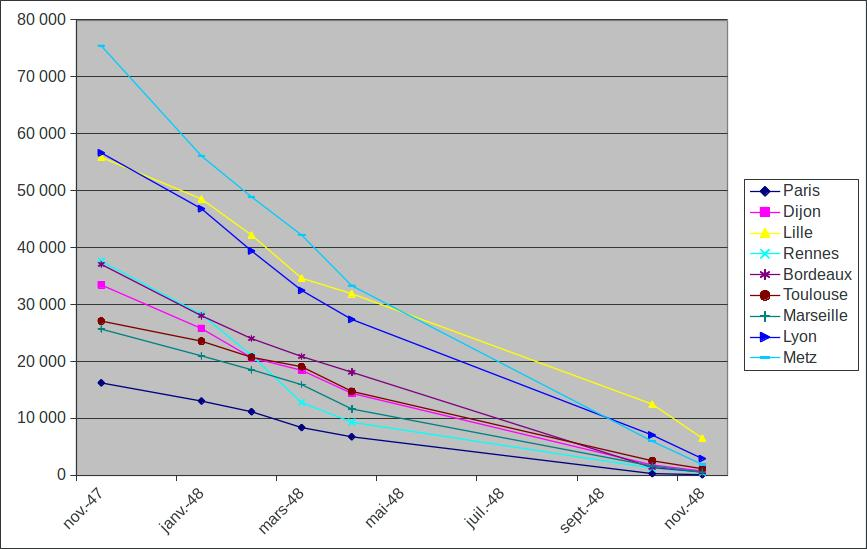
Effectifs totaux des prisonniers de guerre actifs par régions militaires de novembre 1947 à novembre 1948 - Source : ANCF Côte 770623/85, Tableau réalisés à partir des reports mensuels établis par le Ministère des forces armées, « Situation de la main-d’œuvre étrangère (Ministre des forcées armées) », Notes du 19/2/48, 17/3/48, 1/4/48, 25/11/48, 14/10/48, 25/9/47, 22/7/47. Précision importante, le tableau ne fait pas figurer les PG inactifs (ceux, entre autres, jugés inaptes stationnés en dépôt, ceux en transit vers un nouvel employeur, ceux en instance de libération ou de transformation de travailleur libre)

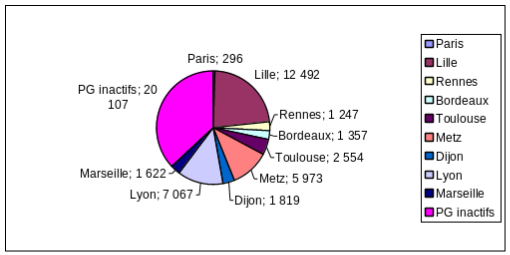
Répartition des PG par régions militaires en octobre 1948 - Source : ANCF, 770623/85 – Courrier du ministre des Forcées armées au ministre du Travail, « Situation de la main-d’œuvre prisonnière au 1/10/48 », 14 octobre 1948. La catégorie « PG Inactifs » comprend entre autres, outre les prisonniers travaillant à l’administration des dépôts, les PG en transit dans l’attente d’un nouvel employeur, en instance de libération ou en instance de transformation en travailleur libre.

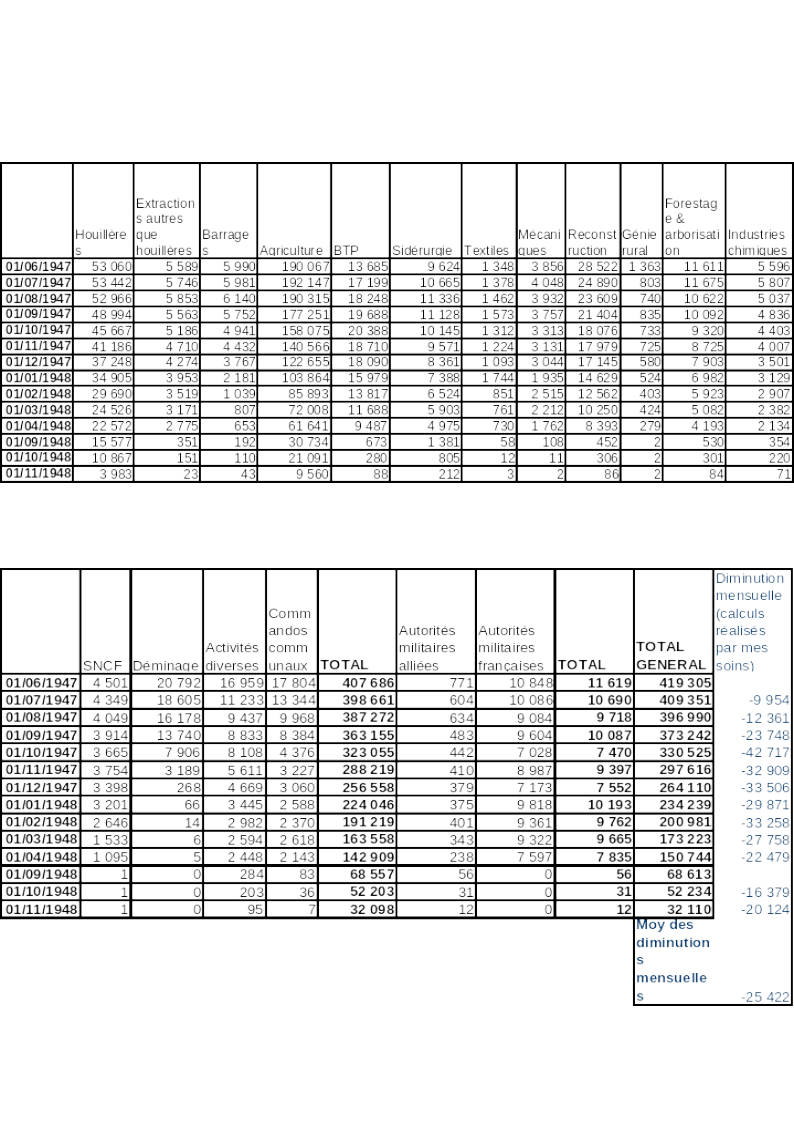
Effectifs des prisonniers de guerre par secteur économique de juin 1947 à novembre 1948 (données du mois de mai, juin, juillet et août 1948 manquantes)

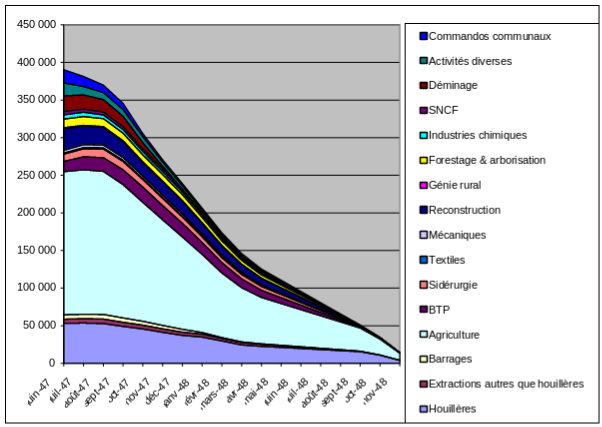
Effectifs des prisonniers de guerre par secteur économique de juin 1947 à novembre 1948 (données du mois de mai, juin, juillet et août 1948 manquantes). Source : Ibid. L’intérêt de ce graphique est de représenter graphiquement les effets des redéfinitions, par le gouvernement, des secteurs économiques prioritaires. Précision importante, à l’instar du tableau de la page précédente, le graphique ne fait pas figurer les PG inactifs (ceux, entre autres, jugés inaptes stationnés en dépôt, ceux en transit vers un nouvel employeur, ceux en instance de libération ou de transformation de travailleur libre). À la différence du tableau, il ne fait pas figurer les effectifs des PG confiés aux autorités militaires alliées ou françaises.

Les graphiques numéro 2, 3, 4 et 5 démontrent que l’agriculture est toujours restée de très loin la priorité nationale : la moitié des PG environ y est affectée. Cela se comprend tout à fait en cette période de pénurie alimentaire – les cartes de rationnement ne sont levées qu’en 1948 et les travaux agricoles ont été partiellement délaissés durant la guerre.
Quant à la reconstruction et aux travaux publics, s’ils semblent être une priorité dans un premier temps, on observe cependant que les effectifs décroissent assez rapidement. De ce secteur, on aurait pourtant pu penser qu'il aurait été la priorité absolue des autorités dans la mesure où les PG avaient initialement pour objectif d’aider à la « reconstruction ». Qu’on ne songe qu’aux dommages provoqués par les bombardements à la fin de la guerre : Caen, Dunkerque, Royan sont des villes qui en témoignent à elles seules. Mais la raison pour laquelle les PG n’ont pas été affectés davantage à cette tâche est simple : la pénurie de matériaux. C’est un point souvent abordé dans les courriers conservés dans les archives. Le ministre du Travail l’évoque dans un courrier daté de la fin septembre 1945 présentant les priorités d’emploi des PG. Du fait du manque de matériaux, les travaux de construction ne peuvent être multipliés, y souligne-t-il, mais le ministre suggère d’employer une partie des PG au déblaiement et surtout dans les carrières, afin d’en extraire des matériaux de construction. C’est ce qui explique, entre autres, l’importance relative du secteur « mines et carrières » dans le dernier graphique.
Le deuxième secteur clé est l’extraction minière. Pour preuve, comme le montre le graphique 5, c’est le secteur dont les effectifs décroissent le plus lentement lors des périodes de libérations en 1947 et 1948. En pleine « bataille du charbon », il est logique que les PG y soient massivement affectés. Progressivement, la France retrouve ses capacités énergétiques ; Philippe Bouté estime que les PG ont extrait jusqu’au tiers de la production minière. Selon ses estimations, à l’échelle nationale, ce sont en moyenne entre 10 et 15 % des PG qui furent affectés aux mines. Ces derniers bénéficieront même d’une rémunération plus avantageuse à partir de 1948, comme cela est détaillé ci-après. Bien entendu, les effectifs des PG mineurs étaient proportionnellement beaucoup plus importants dans le Nord-Pas-de-Calais, comme le montre le graphique 4 et c’est ce qui explique que c’est la région de Lille qui conservera le plus grand nombre de PG en 1948. Les graphiques 3, 4 et 5, montrent l’importance particulière du secteur « forestage » : ce secteur fournit en effet le bois indispensable à l’extension des galeries dans les mines.
Puisque le général Buisson évoque le déminage, il convient de commenter les effectifs qui y sont employés, encore qu’il apparaisse clairement que ce secteur ne se révèle pas – à rebours des idées reçues – très important par ses effectifs. L’essentiel du déminage est achevé dans le courant de l’année 1946, ce qui explique la baisse régulière des effectifs jusqu’à la fin de l’année 1947. C’est aussi à cette date que le général Buisson décide de la libération anticipée de ces PG en raison des services qu’ils ont rendus. Dans les faits, les autorités s’accordent, en septembre 1947, sur la réduction progressive du nombre de PG démineurs. Finalement, on s’accorde à ce qu’il n'en demeure plus que 4 000 pour la première quinzaine d’octobre 1947, 2 000 pour la seconde.
Il semblerait néanmoins que cet accord relatif à libération ou à la reconversion anticipées des prisonniers démineurs aient été la source de divergences au sein du gouvernement. Ainsi, à la mi-juin 1947, le ministre des Affaires étrangères recommande-t-il de mettre d’ores et déjà fin aux travaux de désobusage et de débombage effectués par les PG. Le Quai d’Orsay a en effet conscience de la désapprobation que tendent à susciter ces travaux forcés dans la mesure où les obus et les bombes sont autant, sinon davantage, d’origines alliées qu’allemandes, à l’inverse des mines. C’est aussi l’avis du ministre du travail qui, dans cette passe d’armes interministérielles, se rangent cette fois-ci au côté du ministère des Affaires étrangères et du Ministère de la Guerre, contre un ministre de la Reconstruction désireux, pour sa part, de prolonger l'existence des commandos de démineurs. Pour le ministre du Travail, il s’agit non seulement de défendre l’image de la France mais aussi, par là même, de favoriser, parmi les PG, le plus grand nombre de candidatures de travailleurs libres. La situation est d’autant plus tendue que selon le Quai d’Orsay, les services du Comité international de la Croix-Rouge aurait même fait, en juin 1947, une « démarche officieuse » sur le respect de l’article 32 de la convention de Genève.
Selon le ministre du travail, « une telle disposition [le débombage et le désobusage] est contraire aux prescriptions de la convention de Genève. Si l'on a pu admettre que les PG pouvaient être utilisés au déminage, c'est en raison de la responsabilité encourue par le gouvernement allemand et de la compétence particulière qu'étaient supposés avoir les anciens militaires de la Wehrmacht. Ces arguments ne jouent plus pour le désobusage et le débombage d'engins qui pour la grande majorité ne sont pas d'origine allemande et n'ont pas été utilisés dans les opérations de guerre allemandes. ». Mais durant tout l’été 1947, le ministère de la Reconstruction demeure fermement attaché à son idée de prolonger d’autant que se peut les commandos de déminage en faisant valoir tous les arguments, même les plus douteux, face à un ministre du travail envisageant de les supprimer à l’automne. « L'exécution de ces travaux ne saurait être différée sans aller au-devant de véritables catastrophes : la liste des enfants tués ou blessés par des explosions de grenades et d'obus est déjà trop longue pour qu'on ne cherche à y mettre un terme. (…) Du reste, remplacer les PG par de la main-d’œuvre ordinaire coûterait 1 milliard de francs alors qu'il convient de ménager les finances de l'État ».
Mais les autres ministères font bloc et le ministère du travail répond que les commandos de PG démineurs seront progressivement réduits jusqu’à leur suppression à l’automne de cette année 1947. Sur la question des effectifs, le ministre du travail répond d’ailleurs à son collègue de la Reconstruction ce qui suit : « A ce sujet, je crois devoir m'étonner que ces travaux [de déminage] ne soient pas terminés depuis longtemps alors que je vous ai à plusieurs reprises, demandé de veiller à l'utilisation intégrale et rationnelle des effectifs qui étaient à votre disposition. » Pour réponse, le ministre de la Reconstruction se contente de souligner une fois encore qu’un tel arrêt aurait des « conséquences extrêmement graves » sur la santé de la population et sur celle des travailleurs eux-mêmes et que 90 % des opérations débombage et désobusage seront achevés fin octobre 1947. Il n’en reste pas moins que cette question des PG démineurs continue de provoquer de très fortes tensions au cours des semaines suivantes. Ainsi, en juillet 1947, l’inspecteur du travail d’Amiens informe son ministère que certains services locaux du ministère de la Reconstruction s’opposent « au retrait des PG [des commandos de déminage] » s’ils n’ont pas reçu « d’ordres émanent de [leur] administration centrale ». Aussi, en réaction, le général Buisson, directeur de la Direction Générale des Prisonniers de Guerre, semble avoir pris au pied de la lettre cette pensée du ministre du travail traduite par ces notes au crayon griffonnées sur le courrier du ministère de la Reconstruction lui demandant un report de la date de suppression des commandos communaux : « Inadmissible. Pas 1 PG pour le déminage. Donner des ordres au général Buisson pour qu'il les retire. (…) ».
Le 9 septembre 1947 en effet, le détachement militaire local vient « enlever », arme au poing, au service du directeur des travaux de l’Aube, tous les PG démineurs stationnés à Troyes. Une opération similaire a eu lieu, la veille, dans une localité de la Haute-Marne. Les services du ministère de la Reconstruction font par de leur indignation. « Ce coup de force s'explique d'autant moins que le programme de reversement progressif des PG a été scrupuleusement respecté ». En dépit des conséquences spectaculaires de ce désaccord interministériel relatif à la suppression des commandos de PG démineurs, ces commandos de PG démineurs seront in fine bien supprimés au cours de l’automne 1947. Le ministère des Forces armées consent tout au plus à laisser jusqu’au 31 décembre 1947, à titre exceptionnel, 50 derniers PG aux opérations de déminage pour les première et septième régions militaires.
Un autre phénomène propre aux commandos de déminage. D’après les observations consignées dans de nombreux rapports de commandants de dépôts et du Comité international de la Croix-Rouge, de nombreux PG officiellement affectés au déminage ont été assez souvent utilisés, dans divers départements, à d’autres tâches par leurs employeurs. On peut supposer que les PG eux-mêmes s’accommodaient fort bien de cette exception au règlement. Ainsi, dans une petite commune de Lorraine, un officier en tournée d’inspection découvrent, à l’automne 1946, que des PG officiellement affectés à un déminage sont utilisés chez des cultivateurs, sans contrat de travail. Le maire argue que ces prisonniers sont « à sa [libre disposition] ». Il semblerait que ce soit au moins pour partie les Services départementaux du Ministère de la Reconstruction qui aient été, en 1945, à l’origine de ces placements illégaux. Selon les observations de plusieurs inspecteurs du travail faites cette année-là, certains Services du déminage plaçaient directement chez des particuliers, le plus souvent agriculteurs, les PG qu’ils avaient reçus pour les opérations de déminage. Ces employeurs illégaux sont d’autant plus favorisés que n’ayant passé aucun contrat de travail, ils ne reversent aucune indemnité compensatrice. Naturellement, les autorités s’empressent de mettre un terme à ces pratiques et il est probable qu’elles aient été essentiellement circonscrites aux années 1945 et 1946.
Tous les autres secteurs d’activité auxquels sont affectés les PG concernent dans leur grande majorité l’industrie ou les travaux publics. Dans la région du Nord, les secteurs industriels ne sont pas très importants en comparaison de ce qui est observé au niveau national. Ainsi, en octobre 1946, on ne dénombre que 7 000 PG au service d’« employeurs industriels » dans la région de Lille alors qu’on en compte 25 000 dans celle de Dijon.
Le secteur « barrage » peut surprendre. Il faut savoir qu’à cette époque, la France lance un programme de construction de barrages hydroélectriques. En raison de ses caractéristiques topographiques et hydrographiques, c’est le Sud du pays qui est de loin le plus concerné. En conséquence, peu de documents relatifs à ce secteur dans les recueils d’archives étudiés par Grégory Philippe. Tout au plus sait-on qu’en mai 1945, les besoins sont estimés à 2 195 prisonniers allemands et à 1 907 prisonniers italiens, des prisonniers détenus pour la plupart dans le Midi. À l’instar des autres prisonniers de nationalité autre qu’allemande, rappelons que ces Italiens sont libérés dès 1946.
Enfin, un certain nombre de prisonniers était directement employé par des particuliers, notamment des commerçants, et ce pour diverses tâches. Ce sont probablement ceux que regroupe le secteur « divers » du graphique 3. Deux exemples retrouvés dans les archives de la Nièvre d’un PG employé comme jardinier par un habitant de Nevers en mai 1945. Cet exemple nous est parvenu du fait que le jardinier français qui travaillait auparavant chez cette personne s’est plaint d’un licenciement abusif au profit du prisonnier. Le second exemple vient témoigner de l'estime que peuvent susciter les prisonniers allemands auprès des agriculteurs autant qu’il témoigne du peu de considérations accordées aux réglementations en vigueur par les employeurs ruraux. Les autorités sont en effet consternées de constater que dans un village de la Nièvre, les habitants livrent les prisonniers qui leur sont confiés à des proches sans même en avertir les autorités. Un tel phénomène ne semble pas isolé. Ces « travaux complémentaires » sont probablement courants dans les communes rurales, comme l’illustre le témoignage de Théo Kirtz, PG travaillant dans un commando opérant dans une très petite commune bretonne. « L’idyllique petite localité s’appelle Caro. Avec notre arrivée le nombre d’habitants atteint 1 500. (…) A la fin de la semaine on se disperse pour travailler dans les fermes des environs. Nous travaillons pour un salaire d’appoint. Bientôt on est adoptés partout ». Épouse d’un responsable de chantier communal dans un autre village breton, Marie Le François, autre témoin, admet elle aussi que « de temps en temps », les prisonniers « participaient à des travaux chez les agriculteurs ».
L’emploi de PG par les particuliers était également ouvert aux étrangers résidant en France. Le commandant d'un dépôt de PG peut néanmoins refuser un placement si l’employeur ne lui paraît pas présenter les garanties suffisantes ou si, en cas de pénurie de prisonniers, la priorité d’attribution doit être donnée aux employeurs français.
L’évolution des priorités économiques au fil des mois nous oblige à revenir au graphique no 2 intitulé « PG au travail dans les principales activités ». On remarque qu’aux alentours de mai 1946, les effectifs affectés aux travaux des mines dépassent ceux de la reconstruction. C’est en effet à cette époque que les effectifs totaux commencent sérieusement à baisser et les autorités savent désormais qu’une libération totale d’ici deux à trois ans est inéluctable. Dès lors, la concentration des PG dans les secteurs clés s’impose après une année 1945 durant laquelle, de l’aveu même du Ministre du Travail, « la cadence d’arrivée des effectifs (…) assez irrégulière (…) n’a pas permis une distribution rationnellement organisée suivant les besoins de la production ». Les résultats de cette politique de répartition plus « rationnelle » des effectifs sont visibles, en témoignent les différences flagrantes entre les graphiques 3 et 4. Le premier graphique témoigne d’une grande dispersion des effectifs : cette dispersion est probablement pour partie dictée par les impératifs des semaines suivant la fin de la guerre mais elle est surtout due à un défaut de coordination. À l’inverse, le graphique 4 démontre qu’en trois ans, les autorités sont parvenues à concentrer les effectifs dans les deux principaux secteurs clefs : l’agriculture (plus de 61 % des effectifs en octobre 1948) et l’extraction minière (presque 32 % des effectifs à cette même période). Les autres employeurs, jugés non prioritaires, doivent se partager les 7 % de prisonniers restants. Autre preuve de la volonté de rationaliser la réparation des PG à partir de 1947, c’est à partir de cette année que sont rédigés et communiqués, par le ministère des Forces armées, les décomptes mensuels des prisonniers mentionnant leurs répartitions par secteurs et régions. Ce sont ces rapports riches en informations, intitulés « Situation de la main-d’œuvre étrangère », qui ont d’ailleurs permis la réalisation du tableau 1 et du graphique 5.
Les trois principales circulaires ministérielles relatives à la rationalisation des affectations de la main-d’œuvre prisonnière sont citées dans l’historique du général Buisson. La première date du 15 avril 1947 (C.M. MO. 57/47). Elle instaure la concentration des PG dans les industries prioritaires, et l’on note d’ailleurs que peu après cette date, les effectifs agricoles chutent. Cette circulaire devait entre autres mettre un terme un commando communaux. Toutefois, devant le flux de protestations des députés-maires et d’autres personnalités publiques, jusqu’à celle d’un Ministre de l’agriculture pourtant non directement concerné par la mesure, le Ministre du Travail accepte, au début de l’été 1947, de prolonger certains de ces commandos jusqu’au 1er octobre 1947. Pour ce faire, ces commandos de PG doivent remplir à trois critères :
- Les PG des commandos doivent être libérables avant le 1er octobre 1947 (il s’agit, autrement dit, des prisonniers qui n’auraient pas pu être, dans tous les cas, affectés durablement dans les secteurs économiques prioritaires) ;
- La commune doit avoir versé de manière régulière au compte du dépôt local le pécule des prisonniers à charge. Précisions en effet qu’un certain nombre de communes, particulièrement les petites communes rurales, omettent trop régulièrement de verser ce pécule à leurs prisonniers, ce qui ne va sans provoquer le courroux de l’administration centrale alors qu’un certain nombre de ces prisonniers sont sur le point d’être libérés[274] ;
- Surtout, ces commandos pourront être prolongés si toutes les demandes en PG émanant des secteurs économiques jugés prioritaires ont été satisfaites.

Mais la suppression des commandos communaux n’est, dans les faits, que de courte durée. Dès le début de l’année 1948, face à la surpopulation croissante de dépôts où se côtoient PG en instance de libération et PG inaptes, les ministères du travail et des forces armées décident non seulement de ne plus démanteler les commandos communaux encore existants mais d’autoriser, sans restriction, l’ouverture de nouveaux commandos afin de désencombrer les camps de transit.
La deuxième directive relative aux réaffectations sectorielles de PG, datée du 10 novembre 1947 (C.M. MO. 158/47), demande le retrait progressif des PG du secteur agricole en vue de leur réaffectation dans les industries. Des travailleurs étrangers sont censés prendre la relève des PG pour ce qui est des travaux agricoles. Les autorités savent que d’ici un an il n’y aura plus aucun PG et elles jugent probablement nécessaire d’en faire prendre conscience et d’y préparer les agriculteurs. La courbe « Agriculture » poursuit sa chute – à raison d’une diminution mensuelle des effectifs comprise entre 10 et 20 % - alors que, comme il l’apparaît sur les graphiques 2 et 5, les effectifs des mines connaissent une baisse beaucoup plus modérée : l’extraction continue d'apparaître comme le grand secteur d'affectation prioritaire. En ce qui concerne le remplacement de PG par des travailleurs étrangers, il semble que dès le mois de décembre 1945 cette politique ait été mise en œuvre dans le Nord par les offices régionaux de travail. Au moins une partie des agriculteurs de la région a alors manifesté leur hostilité à cette mesure. Une fois de plus, on constate à travers cette réaction que les agriculteurs avaient une certaine estime pour les PG allemands et leur travail.
La troisième directive date du 13 avril 1948. Elle devait permettre d’assurer le remplacement progressif des PG, alors que le processus de libérations massives était déjà amorcé. Le général Buisson explique néanmoins qu’en raison de la faible efficacité des travailleurs étrangers dans l’agriculture, on procède une ultime fois à l’affectation d’un grand nombre de PG aux travaux agricoles. On constate d’ailleurs que les courbe et couche « agriculture » a légèrement tendance à infléchir sa chute au cours de ce dernier été sur les graphiques 1 et 5. Selon cette directive, en 1948, il aurait dû n’y avoir plus que deux secteurs opérationnels : l’agriculture et les mines. En réalité, la réaffectation n’est pas totale. Le général Buisson l’explique entre autres choses par le fait qu’un certain nombre de dérogations ont été accordées aux employeurs. Ces demandes de dérogation, surtout formulées par des industriels, sont conservées par centaines aux Archives nationales de Fontainebleau, preuve des problèmes posés par la redéfinition des priorités économiques et l’obligation de procéder à des transferts de main-d’œuvre. En août 1947, le ministre de l’Industrie informe son collègue du Travail de cet afflux de demandes de dérogation. Alors que les industries, et particulièrement l’industrie chimique, ne sont pas jugées prioritaires, il reconnaît que des dérogations leur sont parfois accordées. Par ailleurs, il est décidé fin 1947 de ne plus procéder au retrait de PG des employeurs non-prioritaires – employeurs particuliers, communes et même armées si tant est que le PG dont le retrait était étudié n’y ait pas été maltraité. Cette mesure vise à freiner, sinon à résorber, la surpopulation des dépôts où « le rythme des rapatriements ne pouvant, dans chaque dépôt, s’adapter exactement à celui des réintégrations, il en [résulte] (…) l’embouteillage de certains [d'entre eux] ».
Bien sûr, ces fréquentes corrections des priorités économiques et les changements qui s’ensuivent ne plaisent pas à tout le monde. C’est le cas des employeurs jugés « non prioritaires » et des agriculteurs, mais aussi de certains ministres. Ainsi, au cours de l’été 1946, le ministre de la Reconstruction se plaint de ne plus disposer de suffisamment de PG. Le ministre des Armées lui répond que, les livraisons ayant cessé depuis mai 1946, il est nécessaire de redéfinir les priorités. Ce même ministre fait en outre remarquer que des transferts interrégionaux restent possibles pour lutter contre le manque de main-d’œuvre dans les secteurs qui n’ont pas été jugés prioritaires. Pourtant, sur ce point précisément, ce même ministre répond en 1948, et à plusieurs autres occasions, à un Ministre de Travail désireux de « niveler » les effectifs à une échelle nationale, qu’en raison de la faiblesse croissante des effectifs de garde, il est, dans les faits, impossible de procéder « à des transferts nombreux de PG de région à région ». Il ne peut donc que presser les commandants régionaux de procéder au nivellement des effectifs de prisonniers entre les dépôts d’une même région, à défaut de pouvoir le faire à l’échelle du territoire français. Ces nivellements font aussi partie des mesures visant à résoudre le problème posé par le nombre croissant de PG en transit ou en poste dans des dépôts de plus en en plus surchargés, comme il l’a déjà été dit. Le nombre de PG placés en dépôts culminera en octobre 1947, notamment du fait de ceux en instance de libération, avec un nombre de 90 351 captifs qui y seront stationnés ; ce nombre diminuera progressivement par la suite.
Preuve que ces redéfinitions des priorités économiques et les va-et-vient de PG qui s’ensuivent entre dépôt, ancien et nouvel employeur occasionnent un certain nombre de perturbations, les autorités prennent, courant 1948, plusieurs mesures. Elles reportent ainsi la charge des frais de transport des PG sur leur nouvel employeur (sont exclus les frais des transports, vers les dépôts, des PG en cours de rapatriement) et décident, au printemps 1948, de ne plus faire escorter les PG devant se rendre en train dans les dépôts en vue de leur libération ou de leur transformation en travailleur libre.
Après avoir étudié les principaux secteurs économiques et les fluctuations de leurs effectifs dans le temps, il convient de revenir brièvement sur la prise de décision. Comme le montre le schéma ci-contre intitulé « Hiérarchie du SPG », c’est la direction générale de la main-d’œuvre qui décide au sein du ministère du Travail des priorités économiques. Ses décisions sont d’autant plus importantes que la planification économique n’est mise en place en France qu’en 1948. Ces décisions sont ensuite appliquées au niveau régional par les directions régionales de la main-d’œuvre. Ce sont elles qui s’occupent des questions pratiques relatives à l’emploi des PG, notamment du traitement des demandes faites par des employeurs civils.
La pierre angulaire de cette « économie PG » est le système des indemnités compensatrices, celles-ci impliquent l’État et l’ensemble des employeurs.

#### L’indemnité compensatrice, pierre angulaire du système économique
Parmi les archives consultées, la documentation faisant référence à l’indemnité compensatrice (plus couramment évoquée par l’abréviation « IC ») est particulièrement abondante, qu’il s’agisse d’extraits de journaux officiels, de directives ministérielles ou de courriers des autorités régionales.
Par définition, l’indemnité compensatrice équivaut à la différence entre le salaire d’un travailleur français et celui d’un PG exerçant la même activité professionnelle. Chaque employeur de PG est tenu de la verser à l’État. Les clauses de « convention de louage de travail » stipulent que le versement de ces indemnités [doit se faire] 8 jours après réception des bordereaux liquidatifs adressés périodiquement ». À ces indemnités peuvent s’ajouter des pénalités de retard de paiement (3 %).
L’indemnité compensatrice remplit deux fonctions : d’une part, prévenir l’émergence de toute concurrence déloyale vis-à-vis des travailleurs français et d’autre part, récolter, pour l'État, le revenu que génère le travail des PG en France.
La manière dont se calcule l’indemnité est, précisément, la suivante :
- IC = ((salaire de comparaison x 300 jours) / 365 jours) – éventuels frais déductibles (nourriture, entretien, garde).

À titre d’exemple, en décembre 1945, le salaire de comparaison avec un travailleur français était fixé de la sorte :
- Par des arrêtés ministériels pour l’agriculture. À partir du 1er mai 1947 cependant, du fait des trop grandes disparités régionales[288], l’IC agricole prendra pour base l’arrêté préfectoral définissant le salaire d’un ouvrier agricole français dans chaque département (circulaire 79/47 du 28/5/47)[289].
- À 120 francs par jour et par PG pour le forestage, avec une réduction de 20 % pour le premier mois en raison des difficultés inhérentes à l’emploi des PG dans ce secteur ;
- Pour les autres employeurs, ceux du secteur privé, on prend comme référence le salaire du simple manœuvre dans la zone géographique concernée, ou le salaire correspondant à la qualification dans le cas d’un emploi qualifié.

En cette même fin d’année 1945, les indemnités applicables aux PG travaillant pour le secteur public sont régies de la manière suivante :
- À 112 francs pour l’administration d’État (circulaire I25 B2 du 5 décembre 1945) ;
- L’indemnité appliquée aux administrations départementales s’applique sur le régime accordé aux employeurs privés ;
- Les administrations communales sont, quant à elles, exonérées de l’indemnité compensatrice et sont même subventionnées à hauteur de 50 % pour les dépenses représentées par l’hébergement, l’alimentation et l’entretien des PG qu’elles ont à charge (circulaire 689 du 5 septembre 1945). Ces subventions accordées aux communes seront supprimées à partir du 1er juillet 1946 mais ces dernières n’en demeureront pas moins exonérées de l’IC[291]. Ce régime de faveur explique d’autant mieux le mécontentement des communes que génère la suppression des commandos communaux au printemps 1947.

Il existe de nombreuses spécificités propres à chaque secteur économique ou commando, mais par manque d’informations ou par manque de temps il n’est pas possible de dresser ici un inventaire complet. Du reste, les salaires de comparaison et les catégories d’employeurs concernés par l’IC sont très régulièrement modifiés par circulaires ministérielles.
Précisons toutefois que l’indemnité compensatrice n’est pas appliquée au déminage : ces travaux sont à la charge de l’État et, comme le dit si bien le ministre du Travail, le Trésor public ne va pas payer ce qu’il est amené à encaisser. Pour ce qui concerne les autres secteurs placés sous le contrôle de l’État ou de l’armée, les informations manquent, mais il est très probable que là aussi, l’indemnité compensatrice n’était pas appliquée.
À partir du 1er avril 1947, cette dernière n’est également plus appliquée aux PG affectés aux mines, ceux-ci bénéficient du régime dit du « statut amélioré ». Ces derniers percevront désormais la même rémunération que les travailleurs français. Seuls seront retenus les frais de nourriture et d’entretien pour les PG. Par la même occasion, il est décidé, pour les PG devenus travailleurs libres, que seules seront appliquées aux salaires les retenues légales (taxe et imposition) applicables aux ouvriers étrangers. Il est aussi décidé que les PG mineurs recevront un supplément équivalant 25 % de leur salaire bruit pour leur « permettre d’améliorer substantiellement [leur] ordinaire ». Pourquoi cette exception ? Il s’agit probablement, en premier, d’inciter davantage de prisonniers à se porter candidat à l’extraction minière en tant que travailleur libre, en leur offrant un avant-goût de ce que seraient les meilleures conditions de travail dont ils bénéficieraient en tant que salarié.
Peut-être cette exonération tardive de l’IC est-elle aussi motivée par le fait que le système de l’IC a pu être administrativement jugé trop lourd et contraignant pour un secteur de l’extraction minière jugé primordial et auquel il est décidé de fournir un grand nombre de prisonniers.
Signalons par ailleurs que jusqu’à la parution de la circulaire no 163 MO de janvier 1946, certains employeurs individuels sont exemptés de l’indemnité et profitent, par conséquent, d’une main-d’œuvre très bon marché. Il s’agissait des mutilés de guerre ou bien encore des déportés. La nécessité d’augmenter les revenus de l’État et le souhait d’empêcher autant que se peut l’émergence d’une main-d’œuvre à même de concurrencer les travailleurs français ont pu motiver la suspension de ces exemptions. Naturellement, la nouvelle mesure ne manque pas de provoquer le mécontentement des employeurs concernés, c’est du moins ce que signale un rapport officiel au sujet des agriculteurs de la région de Bailleul-sur-Mer. Ces employeurs voyaient dans la mise à leur service de PG à des conditions avantageuses une compensation aux préjudices infligés directement ou indirectement par l’occupant allemand. Le ministre de la Population de l’époque demanda lui-même que l’exonération soit maintenue pour les anciens déportés.
Toujours est-il que c’est ce système d’indemnité compensatrice qui permet de subvenir directement à l’entretien des centaines de milliers de PG. Dans son historique, le général Buisson écrit : « […] La recette essentielle provient de l’indemnité compensatrice payée par les employeurs : 4 600 millions en 1946, 8 683 millions en 1947 et près de 6 milliards en 1948. Le total des recettes se monte ainsi à près de 20 milliards [de francs]. Quant aux dépenses [de l’État pour l’entretien des PG], elles avaient atteint fin 1946, 8 667 millions. Le budget de 1947 était de 7 684 millions. Celui de 1948 n’est plus que de 4 006 millions. Au total, un peu plus de 20 milliards [de francs pour les dépenses de l'État] ». Sur trois ans, l’État a dépensé plus de 20 milliards de francs pour entretenir ses prisonniers et c’est le revenu total des indemnités compensatrices (un peu moins de 20 milliards de francs) qui permet d’aboutir à un déficit réduit.
Encore ne s’agit-il là que du bilan financier. Pour faire un bilan global, il faut prendre en compte le bilan économique – avec ses « centaines de millions de journées de travail », pour reprendre les mots du général Buisson – qui, lui, est très positif. Grâce au travail fourni par les PG, on prévoyait, à titre d’exemple, un bénéfice, pour l’économie française, de 8 milliards de francs au début de l’année 1946 pour cette même et seule année.
Le recouvrement de la totalité des indemnités compensatrices n’ira pas sans mal. En septembre 1949, devant l’affluence des demandes d’exonération émises par d’anciens employeurs de PG débiteurs de l’IC, le Ministre du Travail prône la plus grande fermeté. Ils rappellent aux autorités départementales que les employeurs ont « signé une convention de louage de travail et contresigné des conditions générales d’emploi ». Il demande qu'on fasse observer aux employeurs débiteurs que, s’ils avaient eu recours à des travailleurs salariés ordinaires, ils auraient dû leur verser un salaire sans retard. Le ministre conclut en rappelant aux administrations départementales que « la validité juridique de leur contrat est incontestable et que judiciairement le recouvrement sera poursuivi tôt ou tard par l’agent judiciaire du Trésor ». Pour lui, seuls les employeurs nécessiteux ou insolvables pourront éventuellement se voir accorder une « remise gracieuse ».
Jusqu’en 1952 au moins se posera ce problème de recouvrement. À plusieurs reprises les ministres du Travail ou de l’agriculture sont sollicités par des parlementaires leur demandant de supprimer la dette des agriculteurs. Les principaux arguments mis en avant par les parlementaires intercédant en faveur des agriculteurs sont les suivants : l’augmentation des IC a été appliquée sur simple circulaire émise par le ministère, les employeurs n’ont pas pris connaissance de ces augmentations et dans le cas contraire, ils se seraient séparés de PG devenus inabordables. Face à ces demandes, les autorités demeurent intransigeantes, arguant que ces 4 à 6 années au cours desquels les agriculteurs ne se sont pas acquittés de leur dette représentent de très « larges délais de paiement ».
À ce jour, aucune archive confirme si la totalité des créances a été ou non in fine recouvrée. Les manquements à leurs obligations commises par les anciens employeurs de PG constituent néanmoins et probablement davantage un problème juridique, sinon moral, qu’un véritable manque à gagner pour l’État. À titre d’exemple, si au 31 octobre 1948, l’État n’a encaissé que 77 % des indemnités dues par les employeurs depuis 1945, on peut supposer que les 23 % restants lui furent majoritairement reversés par la suite, jusqu'en 1952.
L’une des crises les plus révélatrices des crispations interministérielles est peut-être celle qui se produit au printemps 1946 et qui eut pour objet l’indemnité compensatrice. Comme nous l’avons vu, cette indemnité constitue la pierre angulaire de l’économie « PG » : c’est par elle que l’État perçoit la majeure partie des recettes issues du travail des prisonniers. Pourtant, le ministère des finances en vient ex abrupto à en contester la légalité début 1946. De son nouveau point de vue, l’indemnité compensatrice s’apparente à un impôt. Or, légalement, la perception d’un impôt ou d’une taxe nécessite d’être encadrée par une loi spécifique. Or seules des circulaires ministérielles réglementent, en France, l’emploi des prisonniers de guerre ennemis. Face à cela, le ministre du travail répond que l’indemnité « ne saurait en aucune façon être assimilée à un impôt. (…) Il s’agit là d’une stipulation contractuelle normale, parfaitement licite du moment où la loi a autorisé la mise au travail des prisonniers de guerre ».
Le ministère des finances remet également en cause la légalité des contrats passés entre les employeurs de PG et les commandants des dépôts au motif que ces derniers n’ont pas reçu officiellement, de l’État, la délégation pour ce faire. Conscient que les doléances du ministère des finances mettent en danger, dans l’immédiat, l’exploitation économique du travail des PG, le ministre du travail saisit le Conseil d’État. Le Conseil statue et reconnaît, en ce qui concerne la représentativité des commandants militaires de dépôts, que ces derniers « n’ont pas qualité pour représenter l’État » et « qu’il y aurait donc lieu de régulariser pour l’avenir les conditions de passation des contrats ». Toutefois, le Conseil d’État ne reconnaît pas à l’indemnité compensatrice le caractère de taxe et conclut, par conséquent, qu’il n’est pas nécessaire de légiférer. La crise initiée par le ministère des finances en ce printemps 1946 ne débouche donc pas, finalement, sur une remise en cause du système d’exploitation économique des prisonniers. On peut s’interroger néanmoins sur les motivations du ministère des finances : pourquoi contester, qui plus est soudainement, la légalité du système au risque de compromettre, au moins temporairement, le redressement économique national ? Doit-on y voir la défense d’intérêts corporatistes ? En va-t-il de considérations partisanes ou idéologiques ? D’un souci de faire valoir, à tout prix, quelque légalité ? Quoi qu’il soit, l’exemple de différend interministériel cité donne une idée du de tensions qui opposent, à l’époque, les différents corps d’État, sur la question des prisonniers de guerre comme sur d’autres sujets.

### Conditions matérielles, droits et état d’esprit: la situation des prisonniers à partir de 1946

#### Les conditions matérielles
La situation matérielle tend à s’améliorer considérablement dès les débuts de l’année 1946. Ainsi en 1948, plus aucun dépôt n’est dénoncé par le Comité international de la Croix-Rouge : celui-ci estime que 91,5 % d’entre eux présentent des conditions de vie satisfaisantes.
Quatre facteurs peuvent expliquer cette amélioration : le redressement progressif de l’économie nationale, une baisse constante des effectifs des prisonniers permettant d’augmenter le confort de vie de ceux qui restent, les enjeux diplomatiques et les nouveaux enjeux des futures libérations.
Dès novembre 1946, le gouvernement français – les autorités craignent qu’une libération aussi brutale qu’inéluctable n’ébranle l’économie nationale – décide de mettre en place le système dit des « travailleurs libres ». Ce système offre la possibilité aux prisonniers allemands de s’engager en tant que travailleur salarié en France, pour une durée minimale d’un an. En contrepartie, les Allemands perdent irrévocablement leur statut de prisonnier de guerre.
Dès lors, les autorités entrent dans une logique de séduction. Et il est probable que certains efforts consentis en vue d’améliorer la situation des prisonniers ont été pensés en vue de susciter l’« envie », chez le plus grand nombre d’entre eux, de travailler en France après 1948.
Quoi qu’il en soit, à partir de 1946, les autorités se montrent beaucoup plus respectueuses des recommandations du Comité international de la Croix-Rouge. Ainsi en mai 1946, la Croix-rouge informe les autorités qu’il est anormal qu’il ne soit pas tenu compte de l’âge des plus jeunes prisonniers. Probablement par peur de nouvelles réactions internationales, le ministère des affaires étrangères en informe le ministère des Armées et dès l’été 1946, la Direction Générale des Prisonniers de Guerre décide d’appliquer un régime de travail spécialement adapté pour les PG de moins de 20 ans. Même si les autorités ne vont pas jusqu’à créer des camps spéciaux pour cette catégorie de prisonniers comme le leur recommandait le Comité international de la Croix-Rouge, elles ont suivi pour l’essentiel l’avis de la Croix-Rouge. Les autorités ne manquent d’ailleurs pas d’informer directement le président du Comité international de la Croix-Rouge de cette nouvelle mesure.
En dépit de l’amélioration notable, il n’en subsiste pas moins de lacunes en ce qui concerne les conditions matérielles. C’est ainsi qu’à l’été 1946, la FNSEA déplore qu’il soit de plus en plus rare de voir les dépôts honorer leur obligation de fournir aux agriculteurs ayant à charge des PG l’habillement de ces derniers,. Le syndicat agricole est d’autant plus indigné que la fourniture de vêtements par les autorités comptait parmi les principaux arguments invoqués pour justifier la décision de supprimer tout abattement relatif à l’IC dont s’acquittent les agriculteurs. Ce n’est qu’en mars 1947 que le ministère du travail répond qu’il sera très prochainement possible de fournir chaussettes et chemises, « les plus grands efforts [ayant] d'ailleurs toujours été faits dans ce sens par [ses] services malgré la rareté et le prix de revient onéreux des articles textiles. »
Pour mieux nous représenter les conditions de vie des prisonniers sur le « terrain » jusqu’en 1948, on peut reprendre et compléter le classement établi de François Cochet.
Les PG mis au service de l’agriculture sont, bien entendu, les mieux lotis : la surveillance est minime, les conditions de vie confortable – ils logent souvent chez l’habitant – et on peut supposer que l’astreinte au travail est moins sévère. De plus, pour ce qui est de leur situation matérielle, ces PG sont de facto libres de s’octroyer certains suppléments en nourritures : bien que réprimandés, le « vol » des fruits et légumes et la pêche à la ligne contribuent à améliorer d’autant leur quotidien.
On retrouve d’ailleurs trace, dans les archives, de nombreuses plaintes de particulier portant sur l’apparente trop grande liberté dont jouiraient les prisonniers. Ces mots du commissaire de la République de Bourgogne adressé au préfet de la Nièvre abondent dans ce sens, ils évoquent la situation des « prisonniers de guerre prêtés à l’agriculture » : « Il [le général commandant la 8e région militaire] lui a été rendu compte, de tous côtés, tant par les commandants de subdivision que par les commandants d’armes et la Gendarmerie, qu’une liberté quasi complète était laissée par les cultivateurs aux P.G. mis à leur disposition. (…) Les P.G. sont en effet traités dans trop de cas comme des membres de la famille, couchent à la ferme, jouissent d’un régime de nature à provoquer l’animosité de tous les Français (…). Il est signalé, de toutes les subdivisions, que la plupart des employeurs munissent leurs P.G. d’effets civils non pourvus des marques réglementaires et les laissent libres de circuler d’une commune à l’autre, en dehors des heures de travail. ».
Quelles sont les « marques réglementaires » auxquelles l’auteur fait allusion ? Selon des instructions datées de septembre 1945, les PG doivent faire figurer sur leurs vêtements les lettres « PG » peintes en blanc et hautes de 30 à 40 cm. Ces deux lettres devaient aussi figurer sur la « coiffure », la chemise, le caleçon ou le maillot (à l’encre indélébile par exemple). Ces obligations devaient probablement s’appliquer à tous les PG quel que soit leur emploi. On peut néanmoins supposer qu’elles n’ont pas été scrupuleusement respectées.
Il semble, par ailleurs, que les prisonniers des commandos ruraux – mais c’est très probablement le cas des PG affectés à d’autres types de commandos – soient incités par les autorités à prendre part à des activités sociales. Ainsi, d’après Johannes Sticker, quelle que soit leur affectation professionnelle, les prisonniers de sa région, l’Ille-et-Vilaine, ont la possibilité de se retrouver les dimanches et les jours de fête religieuse. De même, selon Marie Le François, un témoin, la vingtaine de PG rattachée au commando de son époux dans un petit village breton – par sa taille, les conditions de vie de ce commando communal peuvent aussi être jugées représentatives de celles d’un commando rural – avait leur journée du dimanche organisée de la sorte : le matin « grande toilette au cours d’eau voisin », match de football en tant que spectateur l’après-midi et, au soir, « garde d’animaux en compagnie des jeunes du village ». Anecdote cocasse illustrant la liberté et le confort de la situation dans laquelle évoluent les PG affectés aux commandos agricoles ou aux commandos communaux de bourgs, Helmut Evers eut l’occasion, en tant que prisonnier chargé d’effectuer d’assurer divers travaux de maintenance technique, de réparer la sonnette du château périgourdin dans lequel résidaient Joséphine Baker et ses enfants mais aussi et surtout, d’être invité à partager leur table.
Toujours d’après le classement de François Cochet, les prisonniers travaillant en ville se placent en deuxième position. Il s’agit de ceux affectés aux commandos communaux – les effectifs sont restreints – ainsi que ceux directement employés par les particuliers. À cet égard, le témoignage de Marie Le François, épouse du responsable du commando communal que nous venons de citer, tend à prouver que les prisonniers bénéficient de conditions matérielles avantageuses. Ce commando avait pour cadre un petit hameau breton, Chémédé (commune de Lanhélin). « L’objectif de ce groupe de travail [portait] sur la construction de la route conduisant au village (…). Les travaux ont démarré dès leur arrivée. Ils bénéficiaient d’un jour de repos le dimanche. Un interprète accompagnait le groupe. Celui-ci était chargé de récupérer chaque matin auprès de la mairie, les bons d’alimentation qui lui permettait d’obtenir notamment le pain et à de rares occasions quelques tranches de viande. Les agriculteurs de la commune amélioraient de temps en temps l’ordinaire en offrant quelques sacs de pommes de terre. Le maire de la commune, qui était à l’origine de cette demande de PGA, participait aussi selon ses moyens, à l’entretien général. Les jeunes percevaient un petit salaire et touchaient leurs cigarettes une fois par mois ». Dans le cas présent, le fait que ce commando ait eu pour cadre une commune très rurale a probablement contribué à un plus grand confort des PGA, ne serait-ce que par la seule présence d’agriculteurs à même de leur offrir leur propre production. De manière générale, c’est néanmoins tous les prisonniers des commandos communaux dans leur ensemble qui jouissent de conditions de vie acceptables, si ce n’est confortables.
En troisième position arrivent les prisonniers affectés aux gros commandos, qu’ils soient industriels ou miniers. Un sévère régime de captivité, la promiscuité, des effectifs importants expliquent un moindre confort de vie. Les conditions de vie des PG affectés au commando industriel dépendent néanmoins très probablement de la taille et du secteur de l’entreprise concernée. Ainsi, aux dires d’un PG ayant pourtant travaillé précédemment chez un agriculteur, le travail dans une filature, très probablement située dans l’Oise, offre des « conditions très supportables ».
Au sujet des mines, il convient de citer un rapport d’inspection du Comité international de la Croix-Rouge datant de 1948 concernant « la situation des PGA dans l’ensemble des camps miniers du Nord de la France ». D’après ce rapport, de mauvaises conditions sanitaires sont alors et encore à déplorer dans quatre ou cinq camps. Ainsi la présence de « vermine » est signalée dans le camp de Méricourt. Quant à la nourriture, si elle est jugée de bonne qualité et en quantité suffisante, le rapport dénonce son prix jugé abusif : les PG doivent payer 145 francs par jour alors qu’elle ne coûterait en réalité que 108 francs. À Libercourt, les prisonniers doivent même payer un prix unique pour des rations de qualités variables. Sur ces problèmes du coût de la vie et des salaires versés, les chiffres officiels du ministère offrent un éclairage un intéressant. Selon lui, le coût des repas, en 1948, se limite à 105 francs par jour – ce qui accrédite la thèse de prix localement abusifs – mais, selon lui, le montant journalier versé aux PG mineur serait compris entre 300 et 500 francs. Cette rémunération avantageuse est probablement le résultat de la mise en place du « statut amélioré » susmentionné, en 1948.
Sur la question de la rémunération des PG mineurs, le rapport du Comité international de la Croix-Rouge dénonce toutefois les nombreux retards de salaire, ceux-ci n’étant parfois même pas versés intégralement avant la libération des prisonniers. Mais le rapport s’attarde surtout sur les problèmes relatifs aux accidents de travail. Il souligne d’abord le problème posé par l’absence d’une formation pour les nouveaux employés. À titre d’exemple, début 1946, le personnel civil d’un camp minier du Nord-Pas-de-Calais s’offusque de voir les autorités décider de manière arbitraire des prisonniers qui travailleront au « fond ». L’expérience professionnelle des prisonniers n’est aucunement prise en compte, ce qui aboutirait entre autres, selon ces mêmes civils, à un manque de rendement.
Le rapport du Comité international de la Croix-Rouge de 1948 note néanmoins que la nourriture serait insuffisante pour permettre le bon rétablissement des accidentés. Quant à la promiscuité, elle favoriserait le manque de sommeil et donc les accidents. En comparaison d’autres régions françaises, les rapatriés sanitaires issus des mines de la région seraient d’ailleurs trop peu nombreux. Le rapport conclut que des efforts doivent être menés concernant les conditions de travail, cependant qu’il dénonce les inégalités de régime entre les différents types de commandos. On le voit, si la situation des PG n’a plus rien de comparable avec la situation très difficile qui était la leur en 1945, les conditions de vie ne sont pas pour autant « idylliques » pour les PG mineurs et au-delà, probablement, pour tous les PG affectés aux autres « gros » commandos industriels.
Enfin et en dernier lieu, François Cochet estime – sans surprise – que ce sont les PG demeurant dans les dépôts militaires qui ont eu le sort le moins enviable. Rappelons néanmoins que la plupart des prisonniers ne demeurent que provisoirement dans ces dépôts soumis au contrôle de l’armée : on y demeure soit dans l’attente d’un travail, soit dans l’attente d’un rapatriement. À cette catégorie des PG les plus défavorisés, on peut aussi rajouter les PG qui durent travailler en 1945 et 1946 pour l’armée ainsi que ceux affectés de manière permanente à l’administration des dépôts.
Dans l’ensemble, les conditions se sont donc considérablement améliorées après 1945. En premier lieu, la mortalité élevée n’est plus à l’ordre du jour. Il est à noter, par ailleurs, qu’il n’est plus fait référence, dans les témoignages, à cette pratique du troc qui s’était mise en place au cours du premier semestre 1945 dans les camps de prisonniers, preuve que les prisonniers n’éprouvent plus la nécessité de « vendre » leurs effets personnels.
En réalité, ce ne sont désormais plus tant les conditions matérielles qui pose problème mais le principe même de détention tant au niveau national qu’international. Ainsi en France, la commission interministérielle dénonce d’ores et déjà, en 1946, une captivité « qui ressemble d’une manière troublante à un esclavage » - il s’agit là de l’aveu d’un organisme officiel. À l’étranger la même année, le Comité international de la Croix-Rouge rappelle l’article de la Convention de Genève qui stipule que les PG doivent être libérés si tôt la paix rétablie.
Dès lors, dans un tel contexte, et avant d’en venir à l’étude des libérations, nous devons étudier quels furent les droits et les recours possibles pour ces prisonniers.

#### Les PG: leurs droits et les organisations de soutien
C’est là un point au sujet duquel est à noter un manque de documentation. Néanmoins, tous les droits et devoirs des PG sont clairement mentionnés dans la convention de Genève de 1929, une Convention que la France s’est engagée à respecter.
La question est plutôt de savoir à qui les prisonniers pouvaient s’adresser pour faire respecter leurs droits. Dans les camps miniers et de déminage, nous l’avons vu, un « homme de confiance » était démocratiquement élu. C’est lui qui avait à charge de représenter et de défendre ses pairs. On peut penser que dans certains autres commandos industriels, un système similaire a été mis en place. Outre la nécessité d’avoir un représentant parmi des effectifs aussi importants, les autorités espéraient peut-être, par le biais de ce système de désignation, initier et familiariser les Allemands aux fondamentaux de la démocratie.
Pour tous les autres commandos, c’est probablement auprès du commandant du dépôt auquel il est rattaché que le PG a la possibilité de signaler tout problème éventuel. En outre, en novembre 1946, le ministère des Armées demande à tous les commandants d’inspecter au moins une fois par semestre, voire une fois par mois, tous les commandos dans lequel se retrouve un de leurs prisonniers. Le ministère conseille même aux commandants de ne pas hésiter à procéder au retrait des PG dans les cas où l’on suspecte des anomalies ou des mauvais traitements.
Mais en dehors de l’armée elle-même, il est assez difficile pour toutes autres organisations ou individus de procéder à de telles inspections. Ainsi en novembre 1945, le ministère de l’Armée refuse au ministère de l’Intérieur d’ouvrir l’inspection des camps aux commissaires de la République ou aux préfets eux-mêmes. Ils ne pourront le faire qu’accompagnés d’un officier militaire spécialement délégué pour l’occasion et ce uniquement dans des cas particuliers et exceptionnels.
Les inspecteurs de la Croix-Rouge éprouvent eux aussi des difficultés à effectuer des inspections au point qu’en octobre 1946, le ministère de la Reconstruction doit demander à ses délégués départementaux de traiter avec plus d’égards ces inspecteurs lors des visites de camps. Le ministère rappelle, par la même occasion, à ses délégués que les rapports du Comité international de la Croix-Rouge sont transmis aux autorités américaines et qu’on ne peut de fait plus se permettre de s’exposer à de nouvelles sanctions.
Il est vrai que les rapports entre les autorités locales et les inspecteurs de la Croix-Rouge ne semblent pas toujours excellents. Ainsi, en juillet 1945, le commissaire de la République de Lille se plaint à son ministre qu’un inspecteur du Comité international de la Croix-Rouge s’est permis d’examiner la comptabilité d’un camp et d’offrir directement aux prisonniers des boites de lait concentré. Ce n’est qu’un détail parmi tant d’autres mais il témoigne de ces rapports conflictuels qui opposent les autorités locales aux représentants du Comité international de la Croix-Rouge. Néanmoins, cette situation est probablement et inévitablement inhérente à tous les conflits, passés ou contemporains.
D’après l’historique du général Buisson, il semblerait que le Comité international de la Croix-Rouge effectue en moyenne deux à quatre inspections par mois et par région militaire. Ainsi, en novembre 1946, la 1re région (celle de Lille) reçoit deux visites sur un total de 27 effectuées au niveau national ; en mai 1948, le Comité international de la Croix-Rouge effectue quatre visites dans la même région et 44 au niveau national. Des archives, il appert que la Croix-rouge a joué un rôle primordial dans la défense des droits des PG ainsi que dans l’amélioration de leur situation matérielle. Comme le dit Helmut Evers, ancien PG, les prisonniers allemands nourrissaient de très grands espoirs à l’égard de l’action de l’action du [Comité international de la Croix-Rouge.
Mais la Croix-Rouge n’est pas la seule organisation à venir en aide aux PG. D’autres associations tel le YMCA procède à de telles visites. Fondé au XIXe siècle en Grande-Bretagne, le YMCA est une association d’origine religieuse à caractère social. À titre d’exemple, c’est grâce à l’action de cette organisation que Helmut Evers – alors déjà transformé, il est vrai, en travailleur libre – a pu recevoir des livres importés d’Allemagne.
En France même, à l’heure où l’opinion publique se défait de son animosité envers les prisonniers, un « comité pour l’étude des problèmes relatifs aux prisonniers de guerre allemands » est fondé en 1946 et présidé par un certain Charles Richet. Soulignons que ses membres se composent essentiellement d’anciens déportés, prisonniers de guerre et proches de fusillés. Dès ses débuts, ce nouveau comité critique les promesses de libérations non tenues et la lenteur avec laquelle sont conduites les opérations de rapatriements sanitaires.
On le voit, en France comme à l’étranger, de nouveaux soutiens émergent et la situation des PG est étroitement scrutée par l'opinion publique et par la société civile.

#### L’état d’esprit des prisonniers et la politique de «dénazification»
Il serait tentant de penser qu’à l’heure des prémices de la réconciliation franco-allemande, les prisonniers allemands abandonnent toute animosité envers les Français. Pourtant, certains des rapports retrouvés dans les archives tendent à démontrer le contraire.
Ainsi, d’après un article paru en juillet 1947 dans « Témoignages chrétiens », les prisonniers éprouvent du ressentiment envers ces Français qu’ils perçoivent comme des « vaincus » incapables de les traiter aussi bien que les Anglais ou les Américains. Il est à noter que ce thème du « Français vaincu » mais aussi celui de la comparaison, défavorable, des Français aux alliés sont récurrents dans les archives évoquant l'état d'esprit des PG.
Dans la région Nord-Pas-de-Calais, un rapport adressé au commissaire de la République fait savoir que les prisonniers d’un commando – celui de Noordpeene – demeureraient, en 1946, pronazis et qu’ils considèreraient – ce n’est pas une surprise – que les Français devraient les libérer au plus vite, à l’instar des Alliés.
Ailleurs, les propos d’un militant local du Mouvement républicain populaire en Normandie vont dans le même sens. Selon lui, les prisonniers rencontrés ou côtoyés resteraient profondément antisémites, attachés au mythe de la « race aryenne ». Quant aux camps de la mort, il ne serait que le fruit de la propagande mensongère des alliés. D’après cette même source, les prisonniers seraient aussi persuadés de l’inéluctabilité d’une prochaine guerre entre Américains et Soviétiques.
Dans un registre moins radical, en août 1945, un officier allemand déclare à un civil français qu’il ne se sent en rien responsable de la guerre et de ses conséquences.
À la vue d’autres sources, ces opinions « extrémistes » sont pourtant à nuancer.
Ainsi, certains commandos, de par leur nature, forçaient l’entente franco-allemande. C’est visiblement le cas des commandos de dragage de mines en mer, comme nous le rapporte le témoignage précédemment cité de M. Herrou, officier responsable d’un dragueur de mines de décembre 1945 à juillet 1946. « Concernant les relations, les marins français étaient bien sûr des gardiens et les marins allemands leurs prisonniers. Mais les uns comme les autres étaient avant tous des marins embarqués sur le même bateau et courant les mêmes risques. Je leur accordais donc plus la qualification de membre d’équipage que celle de prisonnier, d’autant qu’ils avaient ici un comportement parfait. Les relations étaient donc confiantes et le travail était partagé en bonne intelligence. Concernant la nourriture, elle était rationnée pour tout le monde en France et pour nous aussi. Mais, il n’y avait qu’une cuisine et Français et Allemands mangeaient donc exactement la même chose, commandant compris. (…) Dès mon arrivée, j’ai senti autour de moi une certaine méfiance entre Allemands et Français au point de craindre qu’à l’occasion, on inverse les rôles. Quand on était à la Pallice, si proche de l’Espagne amie des Allemands, j’aurais pu me réveiller un beau matin, prisonnier de ces derniers dans un port espagnol (réflexe personnel, étant moi-même prisonnier évadé en 1942). (…) Une autre fois, sur la passerelle, à la hauteur des Sables d’Olones, j’avais à mes côtés, le chef-pilote allemand, excellent navigateur, toujours en tenue, portant ostensiblement sa croix de fer sur la poitrine. Alors moi aussi, j’avais mis mes deux décorations, la croix de guerre avec citation et la médaille de la Résistance, qu’ils considéraient comme la médaille des terroristes. Raison de plus pour rester sur mes gardes. On était là à se toiser quand il s’écria : « Fish, fish ». Il avait aperçu un bateau de pêche. Nous voilà du coup sur la même longueur d’onde, œuvrant ensemble pour accoster le bateau de pêche. (…) Cette anecdote montre qu’il y avait, quand même, une certaine communauté de vie sur cet îlot flottant qu’est un bateau, où les gardiens étaient soumis aux mêmes règles que les prisonniers ; le partage rapproche les hommes. Il n’en demeurait pas moins quelques divergences. Par exemple, les Allemands répugnaient à rendre le salut aux bateaux que l’on croisait. Il m’a fallu insister plusieurs fois pour obtenir qu’ils respectent cet usage ». Comme le souligne lui-même le témoin, l’exceptionnelle entente franco-allemande tient ici, avant toute chose, aux conditions propres à la vie en mer. Si ce qu’il affirme dans le même témoignage est vrai, la promesse de libérations anticipées réellement tenues pour cette catégorie de prisonniers démineurs en mer a également pu contribuer à apaiser les relations entre Français et prisonniers allemands. Quelques autres cas, similaires à celui-ci, où les circonstances ont forcé l’entente et la sérénité, ont probablement existé. Cela n’en reste pas moins des cas isolés.
Les exemples de prisonniers sereins entretenant de bons rapports avec la population française, en-dehors de tout cadre contraignant comme celui précédemment évoqué, ne sont néanmoins pas rares.
Aux dires du témoignage de Marie Le François, une Française ayant assisté à l’intégration d’une vingtaine de prisonniers (âgés de 17 ou 18 ans) dans le commando communal d’une petite commune bretonne, certains PG n’avaient aucun scrupule à rompre leur serment qui les liait au Führer et moins encore, par la suite, à s’intégrer à la population locale. La déclaration de ce témoin, par ailleurs femme du responsable du commando, a été consigné par Jean-Paul Louvet : « Elle se remémore particulièrement, le premier contact en tenue de l’armée allemande, totalement démunis (aucun change) et leurs corps parsemés de nombreux anthrax et parasites. Elle se souvient tellement des pleurs et des cris de ces jeunes au cours des séances de traitement et de désinfection, appelant leur mère et maudissant Hitler « Maman vient ! Pourquoi nous sommes ici ? ». Humainement, elle fut très marquée par cet épisode, et tenta par la suite d’adoucir dans la mesure de ses moyens leur séjour au village ». La vive émotion que manifestent ces jeunes PG tient néanmoins et probablement d’abord à leur jeune âge et au choc qu’a constitué le début de leur captivité et l’inconnu de ce qui allait suivre. Il est toutefois légitime de penser que la captivité, au moins à ses débuts, fut autrement éprouvante pour les très jeunes prisonniers. Pour ce qui est de la suite de leur « séjour » – mot dont le choix est significatif pour décrire la détention des PG –, Marie Le François se souvient « de jeunes gens très corrects, agréables, respectant des règles d’hygiène exemplaires lorsque la mairie a pu leur fournir un habillement correct, en échange de leur uniforme. Elle garde aussi en mémoire, la surprise un jour de Noël, d’un repas confectionné par les prisonniers destiné à elle et sa famille et pris en commun. Ils avaient en outre soustrait quelques cigarettes de leur ration pour le cadeau au responsable de chantier, et acquis quelques friandises pour Madame et ses enfants. Pendant cette période une seule tentative d’évasion, qui fut réprimée si férocement par le groupe, qu’il fallait le séparer de ses camarades et le ramener à Saint-Malo ».
Un autre témoignage atteste que ce reniement du nazisme ne résulte pas seulement du traumatisme et de la peur engendrés par la détention nouvelle.
Ainsi, fin 1945, à Dunkerque, on considère que malgré une « situation matérielle précaire et insuffisante », le moral des prisonniers est bon. Ceux-ci s’intéresseraient surtout – eux aussi – à l’hypothèse d’un prochain conflit américano-soviétique. Cet « espoir » de guerre est probablement la résultante de la propagande de Goebbels. L’auteur du rapport considère néanmoins que la plupart des prisonniers semblent renoncer au nazisme. Certains préféreraient demeurer en France après leur libération plutôt que de retourner dans la nouvelle zone soviétique d’où ils sont, en Allemagne, originaires.
Ce souhait de demeurer en France est au demeurant loin d’être un phénomène isolé, au contraire. Egon Greisner, ancien PG lui-même installé en France après s’être lié à une Française, évoque le chiffre invérifié de 30 000 prisonniers allemands demeurés en France. Ce chiffre est toutefois corroboré par les données citées dans le mémorandum du Comité international de la Croix-Rouge publié en 1949 sur les travailleurs libres en France – les anciens prisonniers devenus salariés. En 1949, 40 % des 130 000 travailleurs libres, soit un peu plus de 50 000 hommes, n’ont pas « utilisé leur faculté de rentrer en Allemagne » au cours des premiers mois qui ont suivi la fin de leur contrat de travail d’un an. Toutefois, nuance le rapport, beaucoup demeurent quelques mois supplémentaires du seul fait des difficultés à regagner la nouvelle Allemagne de l’Est (45 % des travailleurs libres en sont originaires). On peut néanmoins supposer que parmi les 50 000 anciens prisonniers demeurés en France en 1949 à l’issue de leur contrat de travail, un nombre non négligeable a pu le faire choix de demeurer définitivement sur le sol français et que, de fait, le chiffre de 30 000 hommes avancé par Egon Greisner n’est pas invraisemblable.
Dès septembre 1945, face aux trop nombreuses demandes de naturalisation des prisonniers, le ministre de la guerre prie le ministre des affaires étrangères de lui faire savoir quelles réponses il doit leur fournir. Ce dernier en avise lui-même le garde des sceaux, afin d’obtenir un avis juridique sur ces demandes de naturalisation. D’après l’auteur du courrier, ces demandes émanent principalement d’Allemands entretenant des relations avec une Française. Cela tend à démontrer que la plupart de ceux qui font de telles demandes sont ceux qui jouissent d’une certaine liberté, autrement dit, cela même qui travaillent dans de petits commandos en ville ou à la campagne.
À l’opposé, les principales sources de mécontentement sont à chercher dans les gros commandos, là où les conditions sont les plus difficiles. Nous l’avons déjà constaté avec ce mouvement de contestation qui a éclaté à Calais parmi les PG affectés au déminage en janvier 1946. La même année en juillet, une grève éclate au camp de Wuillemin dans le bassin minier du Nord. Plus précisément, les 190 sous-officiers devant travailler le matin du 1er juillet 1946 refusent d’obéir aux ordres. Selon le rapport officiel traitant de l’événement, un climat de tension était palpable depuis quelques jours. Les PG ne reprennent le travail qu’en début d’après-midi sous la menace des armes. Les prisonniers ont souhaité – selon eux – protester contre des promesses de libérations non tenues. Certains venaient d’être transféré de camps américains de l’Oise, des camps où les conditions de vie et de travail devaient être, en outre, plus clémentes.
Cette grève exceptionnelle, dont se fait l’écho la presse régionale et parisienne, ne manque pas de provoquer l’indignation de certains pans de l’opinion publique : le quotidien communiste régional « Liberté » exprime sa colère contre ces Allemands qui « exterminaient » encore des Français il y a peu, mais aussi contre ces « collabos » qu’on aurait placés à la tête des camps de prisonniers de guerre.
Toutefois, même dans les commandos les plus durs, les prisonniers semblent s’être organisés de manière que subsistent vie en société et occupations. Ainsi, Forst Fusshöller, prisonnier précédemment cité, rappelle, dans son témoignage, qu’étaient organisées par les PG eux-mêmes dans son commando de démineurs diverses activités sociales : spectacle de variétés, cours de langues étrangères, d’allemand et de mathématiques. Toujours d’après son témoignage, certains prisonniers entretenaient par ailleurs des relations avec certains gardes marocains.
Sans surprise, on peut néanmoins conclure que l’état d’esprit d’un prisonnier est lié, en règle générale, au secteur dans lequel il travaille. Ceux travaillant dans les commandos aux effectifs réduits en ville et à la campagne – la majorité – ne semblent pas se plaindre de leurs conditions de vie.
À l’opposé, la « contestation » émane des PG affectés aux travaux pénibles des mines, des industries et des grands chantiers. De plus, pour ces prisonniers, le contact avec les civils français est presque inexistant.
Les prisonniers affectés au travail les plus cléments ont en outre probablement conscience de leur chance. Ainsi, Théo Kirtz, prisonnier de guerre affecté à la construction d’une route, avec quelques autres camarades, dans une petite commune bretonne, prisonnier qui se dit lui-même « adopté » par tout le monde, prend peur lorsqu’il est question de les réaffecter, au moment de la redéfinition des priorités économiques. « Le 14 juin 1947, on nous ordonna de partir, après que l’équipe eut été fortement réduite à la suite du transfert des plus âgés et des malades au camp de Rennes. Nous les plus jeunes, craignons d’atterrir dans une équipe de déminage ou dans une mine. (…) Malheureusement le 6 novembre on reçoit l’ordre de partir. On retourne à Rennes. Avec inquiétude on se pose à nouveau la question. Va-t-on être employés à déminer ou à l’extraction du minerai ? ». En réalité, Théo Kirtz deviendra « travailleur libre » peu de temps après.
Quoi qu’il en soit, les prisonniers souffrent de leur isolement et plus encore, de ne jamais connaître l’échéance de leur détention. Cet ancien PG, Ernst Heiner, en témoigne : « (…) chaque homme aurait dû savoir, dès le début, combien de temps, il allait rester prisonnier. C’était ça le malheur parce que ça nous ne le savions pas ». Johannes Sticker n’avait jamais eu vent d’une date de libération. Aussi n’en est-il que plus heureux d’apprendre, un matin de 1947, qu’il est libéré. Cette méconnaissance de leur date dé libération nourrit un climat lourd en rumeurs et en illusion, et ce dès les premières semaines de détention en 1945, comme en témoigne Horst Fusshöller. « Pendant de longs mois et de longues années dans les camps de prisonniers, à côté de la faim, des rumeurs faisaient autorité en réapparaissant toujours, de temps en temps, chez les prisonniers pour les déprimer ou les décourager. C’est-à-dire qu’on parlait sous cape de libérations prochaines, de transfert dans un camp plus proche du pays, de visites imminentes du camp par l’IRK [Comité international de la Croix-Rouge, ndlr], avec l’espoir d’améliorations de vie. De plus en plus, la rumeur qui s'est faufilée à partir de la mi-août [1945] dans le camp de Rennes, de tente en tente, c'était qu’un transport de prisonniers devait avoir lieu vers le Sud de la France. On devait y être affectés dans les vignobles, les magasins de poissons, l’agriculture. Il devait y avoir quelque chose de vrai là-dedans ! (…) même des membres de la police du camp ou même l’homme de confiance de la cage s’étaient volontairement déclarés pour le transport vers le Sud. ». En fait de vignobles, de « poissonneries » ou de champs, Forst Hussöller et certains de ses camarades seront transférés quelques jours plus tard, début septembre 1945, dans un commando de déminage, en Gironde.
De surcroît, au cours des premiers mois, les prisonniers n’ont aucun contact avec leurs proches en Allemagne. C’est une souffrance supplémentaire à endurer. Néanmoins, certains, tel Walter Misch, continuait à garder espoir et foi en l’avenir : « Ah les rêves, ne me demandez pas à quoi nous rêvions. On rêvait énormément à l’époque. Comment est-ce que ce sera lorsque je rentrerai à la maison ? Est-ce que ma fiancée m’est restée fidèle ? Est-ce que l’on retrouvera du travail au pays ? L’Allemagne était détruite. Pourrions-nous continuer à vivre là-bas ? Nous faisions de grandes illusions. ». Un autre prisonnier, Helmut Evers, se souvient aussi que la sépartation avec sa femme et avec sa fille, dont il avait pris la naissance par téléphone en 1944, a été particulièrement pénible. Un détail de son témoignage illustre par ailleurs un certain aspect du désarroi des prisonniers au cours de leurs premiers mois de détention : le fait d’avoir enfin pu, au bout de plusieurs mois, se contempler dans un miroir, d’avoir pu « se souvenir de ce qu’il est » a été, pour lui, une étape décisive dans le redressement de son état moral.
Ces témoignages reflètent probablement à eux seuls mieux que tout, l’état d’esprit de la plupart des hommes.
Le problème de la séparation des prisonniers avec leurs proches était dotant plus pénible qu’en l’absence de nouvelles et qu'en raison de la guerre, nombre d’entre eux ont pu craindre le pire au sujet de leur femme ou de leurs enfants.
Il semblerait – à la vue de documents déposés aux archives nationales contemporaines – que les autorités françaises aient fait l’effort de répondre dans la mesure du possible aux Allemands qui ont demandé des nouvelles de leurs proches qu’ils pensaient retenus prisonniers en France. On retrouve ainsi dans ces archives de très nombreux avis de recherches auxquels sont jointes les réponses des autorités françaises et parfois même une réponse de l’intéressé s’il était retrouvé. Le bonheur d’une réponse n’a d’égal que le malheur de certaines autres. C’est ainsi, par ce biais, que certaines épouses allemandes apprennent que leur mari, prisonnier en France, a décidé de tirer un trait sur leur ancienne vie en Allemagne.
Se doit d'être évoqué un exemple émouvant. Il s’agissait d’un courrier des autorités français informant un prisonnier que son fils lui avait écrit, un fils qu’il pensait avoir été tué lors des bombardements. La réponse du père – en français – était également présente : le père y exprimait sa joie et sa plus profonde gratitude envers les autorités françaises.
Ce cas est loin d’être unique.
En règle générale, les prisonniers, probablement plus particulièrement ceux astreints à la vie de camp, souffrent du manque d’information, d’attaches avec le monde extérieur, au moins au cours des mois premiers. C’est ce qu’il appert du témoignage de Horst Fusshöller : « C’est ainsi qu’avril 1945 passa sans évènements notables. Le mois de mai, par contre, indique dans mon journal intime sept enregistrements particuliers. Que le 1er mai mentionne la mort d’Hitler n’a d’ailleurs pu être écrit par moi que rétrospectivement ; les informations dans notre camp n’étaient pas aussi bonnes, à moins de connaître un camarade qui avait la chance de travailler près d’un officier américain et qui alors occasionnellement, apportait le Stars and Stripes ou le journal américain des soldats. Mentionner le 7 mai à propos de la division de l’Allemagne ne peut aussi avoir été enregistré qu’après coup. (…) Mais le mois d’août allait être caractérisé par quelques évènements particuliers, surtout le lundi 6 août. Dans le camp courut la nouveauté de la chute de la première bombe atomique, mais nous ne savions pas où. »
Malgré l’interdiction faite aux prisonniers de lire la presse française, la plupart s’informent vraisemblablement par ce biais. Parfois même, les prisonniers parvenaient à se procurer des journaux allemands. Ainsi, en janvier 1946, au motif avancé des éventuelles répercussions sur l’état d’esprit des PG, les autorités interdisent-elles la vente, la diffusion et la circulation d’un périodique allemand, celui du comité de l’Allemagne libre pour l’Ouest : Volk und Vaterland. Ce « Comité national Allemagne libre » fut créé en URSS en juillet 1943 à l’initiative du Comité central du Parti communiste allemand en exil, autrement dit sous l’égide des autorités soviétiques. Il se composait de responsables politiques et syndicaux, d'intellectuels ainsi que d’un certain nombre de prisonniers guerre allemands, en grande partie des survivants de la bataille de Stalingrad, dont le plus célèbre d’entre eux n’était autre que le maréchal Paulus. Le comité devait poser les bases d’une « Allemagne nouvelle, libre et démocratique et cela, en faisant officiellement fi de considérations idéologiques. L’antenne française est créée en septembre 1943 ; son bureau réunit sociaux-démocrates, catholiques et démocrates. Avant sa dissolution en août 1945, elle publia 63 numéros de la revue Volk und Vaterland. Toujours est-il qu’après-guerre, dans les camps de PGA, les autorités françaises s’empressent de mener une chasse aux journaux censurés en procédant, entre autres, à l’interrogation par les gendarmes des employés des mines en contact avec les prisonniers. Au vu des résultats de ces investigations, il semble néanmoins qu’aucun exemplaire de Volk und Vaterland n’ait été retrouvé dans les mines de la région Nord-Pas-de-Calais. Quelle est la raison qui a pu pousser les autorités françaises à empêcher la diffusion de cette revue ? La raison la plus vraisemblable tient probablement aux accointances, réelles ou supposées, du CALPO avec les communistes. Dès lors, l’interdiction de Volk und Vaterland témoigne peut-être de la volonté française de prévenir la diffusion de publications orientées idéologiquement, a fortiori de publications procommunistes ou perçues comme telles.
Cette question de la presse nous amène à celle de la « propagande » mise en place par les autorités françaises pour tenter de « rééduquer » ces prisonniers qu’on percevait au tout début comme des nazis endurcis.
Loin d’être une priorité première, la question de cette politique de « dénazification » semble néanmoins susciter davantage d’intérêt à partir de 1946. Ainsi en avril de cette année, le ministère des affaires étrangères se fait l’écho de ce qui se fait en Grande-Bretagne.
L’auteur d’une note indique que la politique de rééducation – d’ores et déjà élaborée et mise en place durant la guerre – rencontre un certain succès outre-Manche auprès des prisonniers. Surtout, l’auteur souligne que ce serait un excellent moyen de faire changer les mentalités allemandes et ainsi de préparer ce que pourrait être les futures et nouvelles relations franco-allemandes.
C’est dans cette même optique que la même année, le ministre des armées lui-même crée des séminaires – nous en avons déjà parlé lorsque nous avons évoqué l’action de l’abbé Le Meur – et des émissions radios à l’attention des prisonniers allemands.
La politique des alliés en matière de « rééducation » mérite qu’on s’y attarde. À la différence de la politique soviétique, les Alliés ont choisi de privilégier l’autocritique et la liberté de pensée, plutôt que l’endoctrinement. En conséquence, au cours de la guerre, les PG étaient libres de critiquer les nazis comme les alliés et les prisonniers pronazis n’avaient aucune difficulté à prendre le contrôle des camps. Les prisonniers étaient divisés en trois catégories reflétant leur rapport à l’idéologie nazie : blancs, gris, noirs. Preuve des limites du programme de rééducation allié, à l’issue de la guerre, 60 à 70 % des PGA sont considérés comme « gris ». Aussi, la guerre finie, les Alliés revoient leur politique : les prisonniers pronazis sont empêchés d’exercer toute ascendant moral, les insignes nazies sont bannies et des films ayant pour objet l’horreur concentrationnaire sont projetés. Malgré ces moyens, certains historiens concluent que la défaite de l’Allemagne nazie a eu davantage d’impact sur la reconversion idéologique des prisonniers détenus aux États-Unis et au Canada, que la politique de rééducation menée par les alliés. À l’inverse de la France, un organisme indépendant, le Young Men's Christian Association, fut directement associé, et financé à cet effet, à la mise en place des activités sportives et culturelles destinées aux prisonniers ainsi qu’à la promotion des valeurs démocratiques.
En France, contrairement aux pays alliés où l’on a tenté de faire des prisonniers les nouveaux vecteurs de l’idéal démocratique, l’effort consacré à la rééducation est moindre. De tous les témoignages consultés, seul un prisonnier, Horst Husshöller, évoque, très brièvement, un souvenir en lien avec une forme de « rééducation » : le visionnage d’images tournées dans des « camps de concentration » allemands. Ce souvenir n’est pas daté mais, au vu de la formulation du témoignage, il est vraisemblablement postérieur à 1945. Le témoignage de Egon Gresiner est, pour sa part, sans équivoque : « Personnellement, je n’ai jamais entendu parler d’aucun programme de dénazification, de rééducation ou de promotion des valeurs démocratiques de la part de la France. Nous étions là pour travailler et c’était tout. À ma connaissance, il n’y a pas eu de cours, débats ou projection de film, etc. De toute façon, un tel programme n’aurait été d’aucune utilité ». Helmut Evers, un autre prisonnier ne garde lui non aucun souvenir de quelque entreprise de dénazification de la part des autorités françaises. À l’inverse, il se souvient avoir été « rééduqué » en 1945 lorsque le camp dans lequel il était détenu demeurait sous contrôle américain.
Il est néanmoins vraisemblable qu’à l’instar des autres administrations alliées, les commandements de dépôts tenaient des registres sur lesquels il consignait, aussi succinctement soit-il, le degré d'évolution idéologique des prisonniers à leur charge, et ce probablement en ayant recours à un code couleurs. Ainsi, en 1947 et 1948, les Commissions de criblages chargées des candidatures au travail libre motivent pour partie leur avis sur la « moralité » des PG candidats au travail libre, moralité consignée dans le dossier constitué par chaque commandant de dépôt. À titre d’exemple, une Commission refusa la transformation d’un prisonnier en travailleur libre au motif que le dossier du candidat le signalait : « Noir - Confirmé Nazi - Propagandiste contre la France - élément à surveiller ».
En dépit de la faiblesse avérée des moyens et des résultats de la politique de propagande, les autorités françaises éditent néanmoins des journaux et diffusent des émissions de radio à l’adresse des prisonniers. Ainsi la Radiodiffusion française émet-elle, en 1948, certains programmes intitulés Deutsche Kriegergefangene und Zivilarbeiter in Frankreich (des reportages), Nachrichten Politische Wochenübersicht, Französischer Sprachkursus für Anfanger. Il est vrai, comme l’indique le nom du premier programme, qu’à cette date, ces programmes s’adressent autant aux prisonniers qu’aux travailleurs libres. De plus, la vraisemblable localisation de l’émetteur à Strasbourg indique, qu’en plus des Allemands présents en France, ces programmes pouvaient aussi s’adresser à la population allemande dans son ensemble.
Créé dès février 1945, le Wochenkurier – renommé successivement, au fil des prises de contrôle, le Neurer Kurier et, à partir de 1948, le Deutsche Zeitung in Frankreich – représentait pour sa part le journal édité par les autorités françaises à l’adresse des prisonniers et travailleurs libres,. Le Neurer Kurier paraît sous la forme 33/11 et est, en principe, hebdomadaire. 90 000 exemplaires sont imprimés par l’imprimerie nationale, 40 000 sont envoyés aux dépôts, 50 000 aux travailleurs libres – parmi lesquels 6 000 seraient abonnés – ainsi qu’aux administrations françaises. Il ne reste pas moins qu’en dépit de ces chiffres, le journal semble avoir pâti d’un réseau de distribution peu efficace. C’est ainsi qu’Helmut Evers, prisonnier de guerre puis travailleur libre dans le Sud-ouest jusqu’en 1948, n’a jamais vu un seul exemplaire du périodique bien qu’il en connaissait l’existence.
Quoi qu’il soit, ce périodique vise, selon les autorités, plusieurs objectifs : informer les PG et travailleurs libres de l’actualité mondiale et plus particulièrement des actualités française et allemande, leur faire connaître leurs droits et devoirs, participer à la dénazification et favoriser leur intégration à la vie française afin notamment de les inciter à s’engager comme travailleurs libre.
L’histoire du Wochenkurier illustre probablement, à elle seule, ce qu’a pu être l’histoire de la politique de rééducation française à travers, notamment, son relatif délaissement. Éditée par le SPG à sa création en février 1945, le périodique constituerait alors « essentiellement un bulletin de propagande et de publications des instructions édictées par les autorités militaires ». En 1946, dans l’esprit des accords conclus avec les autorités américaines sur le rapatriement et le travail libre, il est décidé de donner une orientation plus forte et plus cohérente au journal, en réservant notamment dans ses colonnes une large place aux problèmes de la main-d’œuvre et du travail en France.
Au printemps 1947, le Ministère du Travail – déplorant une fois encore l’inanité des actions des autres ministères – demande que les médias radios et écrits – le Wochenkurier en l’occurrence – relèvent autant, sinon davantage, de sa tutelle que de celle du ministère de la guerre,. La transformation des PG en travailleurs libres semble principalement motiver la demande du ministère : celui-ci dénonce la relative inefficacité des émissions radios destinées à promouvoir le Travail Livre auprès des prisonniers, enjeu économique crucial s’il en est. Le gouvernement accepte la requête du ministre du travail : la tutelle du Wochenkurier est partagée entre les ministères du Travail et de la Guerre et, à défaut de sources l'attestant formellement, on peut supposer qu’il en a été de même pour les programmes en allemand de la radio française.
Par conséquent, le 1er mai 1947, la rédaction du Wochenkurier est transférée au Ministère du Travail et, pour l’occasion, le journal est renommé le Neurer Kurier. De plus, conséquence de ce partage de pouvoir, le rédacteur en chef, initialement choisi par le SPG, devient directeur de publication, cependant que le nouveau rédacteur en chef est nommé par le ministère du Travail. Toutefois, aucun véritable accord formel n’est conclu entre les deux ministères et le ministère du Travail. Bien qu'il se soit vu, à sa demande, accordé davantage de pouvoir, ce dernier semble se désintéresser de sa « nouvelle acquisition » au cours de l’été 1947. Ainsi, à défaut d’instruction claire, c’est le directeur de la publication, le commandant Simon, qui prend lui-même l’initiative de créer un comité de rédaction. Outre l’hébergement du journal, le ministère du Travail se contenterait, tout au plus, de suggérer des projets d’articles ou des notes strictement administratives – la volonté du ministre de faire du journal un fer de lance à même de convaincre les PG de demeurer travailler en France semble loin. Autre preuve du désintérêt des autorités pour l’organe de presse, le Ministère du Travail hésite à reprendre son financement, lorsque prend fin celui versé jusque là par le Ministère de la Guerre, au second semestre 1947. Ce n’est qu’à la fin d’année 1947 et au début 1948 qu’une série de concertations entre les ministères concernés aboutissent à une refonte totale du mode de fonctionnement et du contenu du journal.
Il n’en reste pas moins que le journal doit faire face, au moins jusqu’au printemps 1948, à un financement insuffisant.
Les autorités ne semblent véritablement soucieuses d’organiser une politique de communication qu’à l’occasion de la mise en place et du développement de la transformation des PG en travailleurs libres volontaires. Ainsi, outre le recours aux médias français destinés aux Allemands, le Quai d’Orsay propose à l’automne 1947 de confier à des journalistes allemands des reportages sur la situation des travailleurs libres en France. Le ministre du Travail y est favorable mais préfère attendre que les anciens PG se soient suffisamment intégrés dans leur nouveau travail et ne considère donc pas que des « reportages puissent être effectués d’une manière satisfaisante au point de vue propagande, avant le 1er décembre 1947. ». Et il est vrai que la plupart des articles trouvés dans les versements des archives nationales, sont le plus souvent élogieux à l’égard du système de Travail libre. En témoigne un article paru le 9 janvier 1948 dans le Wochenpost. Après avoir cité des informations factuelles relative aux modalités de transformation et aux conditions du travail libre et après dépeint sous un jour favorable les relations entre travailleurs français et allemands, le journaliste écrit qu’« il a ainsi été démontré que le Français en tant qu’homme, n’est pas un ennemi de l’Allemand. Cette collaboration disait un haut fonctionnaire du Ministère du Travail s’écrit avec un "C" et permettra de contribuer ainsi à une entente mutuelle des 2 peuples, d'une manière autre que celle, ajouta en souriant le Français, ordonnée autrefois par Hitler et qui s’écrivait avec un "K". » Il semblerait bien que les reporters allemands n’aient eu d’autres sources que les porte-paroles des autorités françaises pour rédiger un article au contenu vraisemblablement entendu.
Aux côtés des quelques rares actions de rééducation mises en place, le contrôle de médias officiel et l’encadrement du travail de journalistes allemands, l’interdiction de la revue Volk und Vaterland, susmentionnée, et d’autres encore périodiques peuvent peut-être être eux aussi comme s'inscrivant dans une forme de politique de rééducation des PG. Les autorités françaises semblent en effet, en 1946 et dans certains camps à tout le moins, avoir cherché à empêcher la diffusion de publications idéologiquement douteuses.
Mais la dénazification ne se limitait pas à son seul volet pédagogique : les autorités alliées continuaient en effet à rechercher les criminels de guerre, et cela jusque dans les rangs des anciens soldats mis au travail en France. Il est néanmoins difficile de déterminer dans quelle mesure cette traque relevait de la volonté des autorités français et de celle des alliés. À cet égard, le témoignage de deux anciens employés du service administratif du camp de Rennes destiné à la recherche de criminels de guerre parmi les PG est des plus intéressants. Le premier témoin, M. Auvray, ancien prisonnier de guerre français, travailla dans ce service en sa qualité d’interprète d’octobre 1945 à avril 1946. « Il y avait pas mal de recherche de criminels de guerre [à l’époque]. On recevait des listes de la Direction de Paris et je me rendais dans les baraquements administratifs des camps 1101, 1102 et de la Motte aux Chanceliers pour consulter les fichiers de PGA pour voir si les criminels recherchés s’y trouvaient. (…) Un jour, au mois d’avril 1946, il est arrivé à la Direction Régionale des Prisonniers de guerre une décision ministérielle concernant l’encadrement des PGA, dans la direction ou dans les camps. Il fallait que ce soit des militaires relevant de l’infanterie et moi je dépendais de l’artillerie. (…) C’était la fin de mes fonctions comme interprète au service de la Direction Régionale des Prisonniers de guerre ».
Comme le laisse entendre ce premier témoignage, l'identification de PG criminels de guerre était centralisée à Paris et elle relevait, très probablement, de la compétence du « Service de Recherche des Crimes de Guerre » auquel fait allusion le ministre du Travail dans un de des courriers ; ce service tenait, entre autres choses, un fichier des criminels de guerre. On peut supposer que les Directions Régionales de Prisonniers de Guerre Allemands étaient ensuite chargées d'identifier les criminels de guerre parmi les PG dont elles avaient la charge, en s'appuyant sur les listes de suspects que lui remettait ce Service de Recherche.
Le témoignage de Théo Kirtz, prisonnier de guerre allemand, est lui aussi très intéressant. Il témoigne de ce qu’a pu être l’efficacité de cette traque, à tout le moins à l'échelle de la Direction Régionale des Prisonniers de guerre de Rennes, en 1948. Ce PG est recruté pour travailler dans cette même administration du camp de PG de Rennes, au cours des derniers mois de sa captivité, en 1948. Il est employé après avoir rencontré fortuitement un ancien camarade tout juste libéré qui lui propose de prendre sa place au sein du service consacré à la recherche de criminels de guerre. « Le service s’occupe de soi-disant criminels de guerre allemands. Sous la surveillance d’un Lorrain, quatre prisonniers épluchent des listes de recherches alliées. Personne ne quitte le pays d’accueil sans ce contrôle. Plus d’un rêve de retour définitif au pays tombe à l’eau au dernier moment, [quand] un homme ou une unité sont recherchés pour une raison quelconque. En conséquence [dans un tel cas, il leur faut] rester ici et attendre jusqu’à ce que, à l’occasion, le cas s’élucide ou ne nécessite plus de témoins »;. Son témoignage, rédigé dans un français qu’il ne maîtrise visiblement pas totalement, manque de clarté. Il en ressort que la libération de chaque prisonnier était, en dernière étape, visiblement soumise à la condition de ne pas être suspecté d’avoir été impliqué dans des crimes de guerre.
Mais le témoignage de Théo Kirtz souligne néanmoins l’inefficacité relative de ce service, tout du moins à Rennes, en 1948. Pour preuve, il cite la facilité avec laquelle il a pu faire libérer certains des prisonniers de la 1re compagnie de parachutistes allemande, celle du Général Ramcke, impliquée dans la défense de Brest en août et septembre 1944. Les prisonniers de cette compagnie étaient détenus, avec leur général, à la prison Jacques Cartier de Rennes, parce que suspectés de crime de guerre. « La bonne coopération avec le personnel permanent [allemand] du camp et la première compagnie de parachutistes a préservé ainsi beaucoup de camarades [allemands] de l’arrestation au vu des indications du questionnaire. Chacun peut s’imaginer peut-être, comme reviennent souvent chez nous en Allemagne des noms comme Meier, Müller ou Schulze. J’ai à donner le crochet final pour prouver l’innocence du prisonnier. Le manque de discrétion d’un camarade libéré de cette façon faillit m’être fatal. Le commandant de compagnie a pu intervenir à temps. Mes deux supérieurs français m’aimaient bien et ils n’ont douté à aucun moment de ma fiabilité ». L’efficacité de la traque des criminels de guerre semble donc limitée. Cela pourrait s’expliquer par le manque de coordination entre les Directions Régionales des Prisonniers de Guerre et Paris. Ce manque de coordination et l’absence chronique de moyens financiers et matériels ne permettaient pas d’assurer efficacement la garde des prisonniers. On peut donc supposer que la traque des criminels de guerre ait pu pâtir des mêmes problèmes.
Au 1er octobre 1948, 1055 prisonniers demeurés consignés dans des dépôts en raison de soupçons relatifs à leur implication dans des crimes de guerre.
Quoi qu’il en soit, dans l’ensemble, les centaines de milliers de prisonniers allemands ne sont pas, pour la plupart, tenaillés par une haine anti-française et comme chez les autres citoyens allemands, la propagande nazie perd, pour beaucoup, toute sa force sitôt disparus ses grands tribuns.
De plus, les conditions matérielles de détention se sont considérablement améliorées et surtout, les PG pressentent que la libération est proche, lorsqu'ils voient instauré le système du « travail libre » fin 1946.
Il est vrai que la France est alors soumise à une intense pression internationale, pression renforcée par les bouleversements géopolitiques qui s’opèrent. L’ennemi d’hier, l'Allemagne, peut devenir un allié potentiel face à un ancien allié soviétique désormais redouté, tant en France qu’aux États-Unis.
Il est à noter tout de même une particularité soulevée par Fabien Théofilakis. Si un certain nombre de témoignages d’anciens prisonniers a été recueilli, ceux-ci reflètent tous une vision idyllique de la captivité. Cela peut d’abord s’expliquer par le fait qu’on ne s’intéresse qu’à ces hommes que depuis peu. Or, ceux-ci, en raison de leur grand âge, n’ont plus toujours des souvenirs cohérents et précis. Mais surtout, le « culte » de la culpabilité allemande, l’intériorisation de la réconciliation franco-allemande ont pu inconsciemment ou non altéré l'objectivité de ce pan de la mémoire collective. Il est par ailleurs à craindre que disparaissent avec les derniers témoins, un certain nombre de témoignages d’une valeur historique certaine. Sera détaillée ci-après la spécificité des témoignages d’anciens prisonniers de guerre allemands et le rapport que ces témoignages entretiennent avec les mémoires nationales français et allemande.

## La fin d’une situation d’exception (années 1947 et 1948), ses conséquences et son devenir mémoriel

### L’inéluctable libération des PGA et son poids économique

#### L’entrée dans laguerre froideet la libération des prisonniers de nationalité autre qu'allemande
Comme évoqué au début de l'article, la fin de la guerre voit la consécration mondiale de deux superpuissances : les États-Unis d’Amérique et l'URSS. Ce qui amoindrit les positions diplomatiques de la France.
L’impact de la guerre froide se fait sentir avec, par exemple, la radicalisation du PC ou bien encore la rupture entre socialistes et communistes. La droite et le gaullisme voit quant à elle le succès éphémère de deux formations : le Mouvement Républicain Populaire démocrate-chrétien de centre droit et le RPF gaulliste.
Néanmoins, les débuts de la quatrième république vont de pair avec une stabilisation de la vie politique, et cela en dépit de la fin du tripartisme politique qui laisse craindre, un temps et à quelques-uns, une guerre civile. Il est vrai que la tension sociale reste très vive en 1947-1948. On dénombre ainsi 200 000 mineurs grévistes dans le Pas-de-Calais à l’automne 1947. Ce climat « insurrectionnel » est attisé par les communistes. Après 1948, la situation sociale s’apaise néanmoins.
Quant à la situation économique, si elle s’est améliorée depuis 1945, elle reste néanmoins précaire. En 1947, le problème du ravitaillement est toujours d’actualité, tout comme celui de l’inflation. À cela s’ajoutent les premières dépenses militaires de ce qui deviendra la guerre d’Indochine.
C’est pourtant dans ce contexte que l’emploi des centaines de milliers de prisonniers allemands touche à sa fin.
Dans une certaine mesure, leur présence est vitale à l’économie. Il faut savoir qu’en 1945, les économistes estiment qu’un million et demi d’étrangers est nécessaire pour combler le déficit démographique consécutif à la guerre et assurer la Reconstruction. Ce besoin est même estimé à 5 millions de personnes par les démographes du Haut Comité Consultatif de la Population et de la Famille auxquels appartient Alfred Sauvy. De Gaulle lui-même déclare en mars 1945 : « [En attendant] les 12 millions de beaux bébés, [il faut] introduire au cours des prochaines années, avec méthode et intelligence de bons éléments d’immigration dans la collectivité française ».
Or l’heure n’est pas encore à l’immigration massive ; au contraire, on assiste même à une émigration polonaise. Dans l’attente, ce sont les prisonniers allemands qui vont de facto combler ce déficit en main-d’œuvre durant trois années. Ils contribueront ainsi probablement à soutenir l’économie. Nous reviendrons plus tard à la question du bilan économique.
Le contexte international rend les libérations inéluctables. L’heure est à la réconciliation franco-allemande et l’ennemi d’hier peut être amené à devenir un allié potentiel face aux puissances du pacte de Varsovie. Au demeurant, d’un point de vue strictement juridique, la position de la France est de moins en moins tenable au fil du temps : la convention de Genève stipule que la paix doit entraîner une libération immédiate des prisonniers de guerre. Or la guerre est de facto terminée depuis plus de deux ans.
Rappelons que toutes les autres nationalités ont déjà été libérées par les autorités françaises. Dès octobre 1945, les autorités avaient décidé de la libération de ces prisonniers non allemands composés essentiellement d'Italiens et d'Autrichiens. Soit dit en passant, ces derniers avaient probablement eu vent, ou à tout le moins pressenti, l’intérêt, en leur faveur, des distinctions entre Allemands et non Allemands : selon un ancien PG, Horst Fusshöller, les prisonniers nouvellement autrichiens se distinguent ostensiblement, au cours des premiers mois de captivité, en 1945, de ceux qui étaient, il y a encore peu, leurs compatriotes. « Le camp de Rennes en Bretagne [alors géré par les Américains] » avait une capacité totale de « 50 000 hommes (…). Mais ce nombre contenait aussi 12 000 troufions d’Autriche, d’ailleurs strictement séparés de nous, les Allemands. Mais nos anciens camarades du pays voisin, situé au sud du nôtre, ne voulaient rien avoir à faire avec nous. Ils avaient enlevé les cocardes noires, blanches, rouges de leurs casquettes et les avaient remplacées par des petits rubans blancs, rouges, blancs ».
Comparé aux effectifs allemands, le nombre des prisonniers d’autres nationalités était néanmoins relativement faible. Au moment où les effectifs globaux atteignent leur pic en octobre 1945, on estime qu’il y avait 50 500 prisonniers italiens (dont 38 000 en Afrique du Nord), 50 000 Autrichiens, 10 000 Hongrois et quelques milliers de Roumains contre plus de 750 000 Allemands. Dès le premier semestre de l’année 1946, toutes ces nationalités sont libérées. D’après les archives du Quai d’Orsay, certaines nationalités comptaient moins d’une dizaine de prisonniers ressortissants : c’est particulièrement le cas pour les pays scandinaves. Ainsi, parmi ces centaines de milliers de prisonniers, note-t-on quatre ou cinq Finlandais.
Rappelons qu’il existe une différence majeure entre prisonniers allemands et non-allemands : juridiquement, l’État d’origine de ces derniers existe toujours. Dès lors, on peut supposer que la France a probablement dû subir très tôt les pressions des gouvernements de pays dont des ressortissants sont détenus. Ainsi, en Roumanie au début de l’année 1946, le gouvernement français est critiqué par certaines organisations politiques. La France est accusée de laisser leurs compatriotes dans le dénuement le plus complet, de les sous-alimenter et on lui reproche d’interner ces prisonniers avec les Allemands. Ces derniers, en raison de leur nombre, se tailleraient la « part du lion dans tous les domaines ». Toujours est-il que tous les Roumains seront libérés au plus tard en mars de cette année.
Dans cette logique, la renaissance annoncée de l’État allemand – la République Fédérale d’Allemagne est fondée en 1949 – ne pouvait que constituer un poids supplémentaire en faveur de la libération des prisonniers.

#### Les ultimes pressions internationales
Il y a d’abord la pression permanente exercée par les autorités américaines. À l’instar du Comité international de la Croix-Rouge, les États-Unis en viennent rapidement à mettre en cause le principe même de détention. Ainsi, en mars 1947, ceux-ci réclament la libération avant octobre de la totalité des 450 000 prisonniers qu’ils ont livrés. Selon les milieux diplomatiques, la pression constante exercée par les autorités américaines tient à plusieurs raisons. Washington tient d’abord à faire respecter « la lettre et l’esprit » d’une convention de Genève stipulant que les prisonniers doivent être rapatriés sitôt le conflit terminé. Or les hostilités, en Europe, ont cessé en 1945. Cette volonté des autorités américaines de voir respecter coûte que coûte la convention de Genève ne tient probablement pas qu’à des considérations humanistes et désintéressées. À l’heure où les États-Unis se préparent à un affrontement armé avec les Soviétiques, la libération d’un grand nombre d’anciens soldats allemands et leur éventuelle réintégration dans des forces militaires représentent un enjeu stratégique certain. Ce n’est là néanmoins un point de vue étayé par aucune source. D’autre part, selon les milieux diplomatiques de l’époque, l’opinion américaine est fondamentalement hostile au principe du travail forcé. Or, d’après la même source, l’annonce par Moscou en 1946 de la libération prochaine des PG détenus en URSS, a conforté cette opinion publique américaine dans son désir de voir les prisonniers allemands détenus en France libérés au plus vite. En mars 1947, il reste encore 630 000 prisonniers en France.
Il faut aussi savoir qu’à cette époque, de nombreuses organisations religieuses jouent un rôle très actif. C’est par exemple le cas de l’Église catholique américaine. Au printemps 1946 par exemple, l’archevêque de la National Catholic Welfare Council (National Catholic Welfare Conference) alerte l’ambassadeur français à Washington sur le sort des prisonniers internés au camp de Barlin, dans le Pas-de-Calais. Informé de source officieuse, l’archevêque dénonce des conditions de vies jugées insatisfaisantes et un grave problème de sous-alimentation : exclusivement nourris avec du pain et de la margarine, 8 à 10 PG décéderaient chaque semaine. Ces informations semblent néanmoins très douteuses : un calcul simple démontre qu’avec un tel taux de mortalité, le problème se serait probablement réglé de lui-même de manière dramatique, du seul fait d’une chute rapide et constante des effectifs. Toujours est-il que les autorités françaises se voient dans l’obligation systématique de répondre à de telles accusations. La réponse du Quai d’Orsay nous apprend ainsi qu’il y aurait dans ce camp 10 000 prisonniers, et non 3 000 comme l’affirme l’archevêque, que les calories journalières distribuées s’élèveraient à 3 700 calories pour les mineurs de fond, qu’il n’y aurait en moyenne que deux morts par mois et que, surtout, plus aucune plainte ne serait enregistrée par le Comité international de la Croix-Rouge. De telles « attaques » sont probablement loin d’être des cas isolés.
C’est l’Église catholique dans son ensemble qui tend à désapprouver l’attitude française : le Pape a lui-même demandé la libération de tous les prisonniers au cours d’une allocution, le 1er juin 1946. Se référant à cette même allocution du Pape, les évêques français expriment en mars 1948, à l’occasion de la déclaration des archevêques sur la situation générale en France, leur souhait de voir les 265 000 PGA encore détenus libérés au plus tôt. Leur déclaration est reprise dans les colonnes du Monde du 10 mars 1948. Les évêques soulignent que les prisonniers ont une famille, des parents, un métier et que « si légitime que soient les griefs » des Français à l’égard de l’Allemagne, ces derniers n’ont pas le droit d’ignorer cet « état de choses ».
Cette opposition constante de l’Église catholique a probablement constitué l’une des principales sources de pression qu'a eu à subir le gouvernement français. Au bas de la copie de l’article du Monde qu'il avait lue et qui se trouve conservée dans les archives, le directeur de la main-d’œuvre au Ministère du Travail, M. Rosier, annote rageusement au crayon : « On en libère 30 000 par mois ! On en a transformés 20 000 ! Ecrire aux affaires étrangères. »
Aux États-Unis plus particulièrement, on peut penser que des organisations telle que la National Catholic Welfare Council ainsi que d’autres lobbies, ont pu directement exercer une forme de pression sur les autorités de Washington. C’est ainsi qu’à l’été 1946, une connaissance du ministre des Affaires étrangères ayant vécu aux États-Unis et y entretenant un réseau de relations révèle aux autorités françaises que des sénateurs américains s’apprêtent à entreprendre une campagne contre « le traitement infligé en France aux prisonniers de guerre ».
Néanmoins, la mise en place du système du « travail libre » en France, système qui a été mis en place avec l’aval de Washington, tend à prouver que les autorités américaines tiennent compte de l’importance de l’enjeu économique que représente, pour la France, la présence de travailleurs allemands, qu’ils soient forcés ou volontaires. Sans leur accord, le Travail libre, autrement dit la reconversion de prisonniers allemands en salariés étrangers sur la base du volontariat, n’aurait pu voir le jour.
Au vu des archives consultées, il semblerait qu’à l’opposé, l’URSS ait aussi fait pression sur les autorités françaises, quoique de manière plus insidieuse et pour des raisons différentes de celles des Américains.
Pour comprendre la position et l’action des autorités soviétiques, il convient d’évoquer un événement méconnu, directement né du contexte de la Guerre froide, et en prise directe avec la question des PGA. En 1947, les États-Unis, la Grande-Bretagne, la France et l’URSS décident de fixer au 31 décembre 1948 l’échéance pour le rapatriement de l’ensemble des PGA ainsi que de mettre en place un Conseil de Contrôle réunissant les quatre puissances. La mission de ce Conseil aurait dû être de superviser le rapatriement des prisonniers allemands dans la zone d’occupation dont ils étaient originaires en 1939 et ce, quel que soit le pays où ils ont été détenus en tant que PG. Cette même année 1947, comme évoqué ci-après, Paris et Londres, avec l’accord de Washington, décident de transformer une partie des prisonniers allemands qu'ils détiennent en salariés volontaires. Or ce « travail libre » contrarie si fortement Moscou que les autorités soviétiques refusent à prendre connaissance, fin 1947, du nouveau plan américain de rapatriement des prisonniers allemands. Un diplomate français ayant rencontré la délégation soviétique semble d’autant moins comprendre l’attitude de Moscou que le Travail libre n’a aucun « caractère secret » et que la France est prête à transmettre toute information à son sujet.
La raison officiellement avancée par Moscou à ce sabordage du Conseil de contrôle nous est résumée par un autre diplomate français. « Les autorités soviétiques, sous le prétexte que le Conseil de Contrôle de Berlin n'avait pas été tenu au courant des négociations franco-américaines [relatives à la mise en place du Travail Libre en France] n'ont pas admis le principe de la transformation en travailleurs libres des PGA. Les autorités soviétiques estiment, en effet, que, seuls, les Commandants de zone sont habilités à effectuer, sur le territoire allemand, la démobilisation des PG résidant dans leur zone au 1er septembre 1939. Dans ces conditions, la France pourra être considérée comme n'ayant pas tenu ses engagements si tous les PG originaires de la zone soviétique, transformés ou non [en travailleurs libres], n'ont pas été rapatriés à la date précitée ». Or le contrat signé par la plupart des anciens prisonniers allemands devenus travailleurs libre en France court jusqu’en 1949.
Une raison plus vraisemblable à l’attitude des Soviétiques tient peut-être au fait que Moscou trouve dans ce système du travail libre qu’il déclare non respectueux des accords passés un prétexte fort bienvenu pour rompre tous ses engagements et notamment, celui qui prévoyait de libérer ses prisonniers allemands au plus tard fin 1948. Rappelons qu’un grand nombre de PGA demeureront en URSS jusqu’aux années 1950. Par ailleurs, l’attitude des Soviétiques tient probablement aussi au fait qu’ils se refusent à voir une partie de la force active issue des territoires allemands sous leur contrôle leur échapper temporairement, sinon définitivement. Conséquence : en supprimant tout plan de rapatriement conjoint et en lui ordonnant de rapatrier l’ensemble des PGA même ceux ayant juridiquement perdu ce statut, Moscou place la France, à l’été 1948, face à un dilemme. La France doit soit procéder au rapatriement des travailleurs libres considérés comme prisonniers de guerre par les Soviétiques avant le 31 décembre 1948 au risque pour la France de perdre cette main-d’œuvre, soit inviter ces travailleurs allemands à demeurer en France jusqu’à l’issue de leur contrat, en 1949, au risque, pour eux, de se revoir définitivement interdits de séjour dans la nouvelle Allemagne de l’Est.
Quelles qu’aient pu être les motivations de Moscou et des alliés à le saborder, il est possible que le Conseil de Contrôle des rapatriements de PGA n’ait même jamais eu véritablement le temps d’entrer dans une phase opérationnelle.
Pour certains, tel un journaliste de la Documentation française commentant ce nouvel accroc dans les relations Est-Ouest, la décision de Moscou est justifiée par le fait que les trois puissances occidentales ont transformé d’anciens prisonniers en salariés ordinaires dans le seul but de nuire à la réputation de l’URSS en l’accusant, par opposition, de soumettre ses prisonniers à un régime bien plus sévère. Il va de soi que cette hypothèse est peu vraisemblable et qu’il faut plutôt y voir l’œuvre d’une politique de propagande procommuniste. Preuve en est, les médias allemands sous contrôle soviétique semblent s’efforcer de discréditer le système du travail libre mis en place par la France. C’est ainsi que les autorités françaises sont averties en janvier 1948 que la radio est-allemande aurait diffusé l’information selon laquelle « 70 % des travailleurs civils allemands en France auraient demandé leur rapatriement parce qu'ils ne se plaisaient pas en France ». Cette information, totalement infondée, est rapportée aux autorités par un auditeur allemand résidant à Nancy, vraisemblablement travailleur libre lui-même. Pour lui, cette désinformation n’a d’autre but que d’attenter à la paix en Europe.
Mais en 1947, les pressions diplomatiques en vue de faire libérer les PG détenus en France deviennent aussi le fait d’autres nouveaux régimes communistes eux-mêmes. L’URSS, la Pologne et la Yougoslavie demandent ainsi que soient libérés les prisonniers allemands originaires des régions allemandes annexées et possédant ou ayant fait la demande de la nationalité de ces pays. La France doit rétrocéder, pour cette seule année, 29 000 hommes à ces trois pays alors qu’elle n’avait procédé qu’aux libérations de 7 000 « Polonais » et 2 000 « Yougoslaves » en 1946.
Cette pression exercée par les régimes communistes porte ses fruits. Ainsi, une partie des travailleurs libres allemands se verront proposer, par les autorités françaises, leur rapatriement en Pologne, dans le cas où ils en sont originaires, avant la fin de l’année 1948, bien que leur contrat de travail courait jusqu’en 1949, sous prétexte que plus aucun convoi d’(anciens) prisonniers de guerre à destination de la Pologne n’aura lieu passé cette échéance. Toutefois, à la différence de celle exercée par les Américains, la pression des régimes communistes ne porte pas tant sur le retour des prisonniers de guerre eux-mêmes que sur ceux devenus travailleurs libres.
Autre forme de pression : les autorités françaises ne peuvent probablement pas se permettre de se démarquer de la politique de libération menée par les autorités britanniques. Au 31 mai 1947, Londres contrôle encore 372 600 PGA hors Allemagne et soumet son plan de rapatriement dès juin – soit avant la France –, un plan conforme à l’objectif conclu lors de l’accord d’avril 1947, à savoir le rapatriement de tous les prisonniers avant le 31 décembre 1948. De plus, la même année, les autorités belges font savoir qu’elles s’apprêtent à libérer une partie sinon la totalité de leurs PGA,.
Mais c’est peut-être le réveil de l’opinion publique allemande – entendons ouest-allemande – qui inspire progressivement la plus grande crainte aux autorités françaises.
D’après une note rédigée par un fonctionnaire du ministère des affaires étrangères en mai 1948, les modalités mêmes de libération des prisonniers seraient perçues comme une escroquerie par l’opinion publique allemande. Les Allemands considéreraient que la France ne s’y est résignée que sous la contrainte des Américains et qu’elle n’aurait pas manqué de piéger de nombreux prisonniers en leur proposant de s’engager en tant que « travailleurs libres ». D’après l’auteur, cette libération, faux-semblant d’humanisme, serait aussi perçue comme un moyen de ternir l’image de l’URSS qui n’a, pour sa part, pas encore procédé à la libération de ses prisonniers. La source omet d’indiquer s’il s’agit là de l’opinion de l’ensemble des Allemands ou de ceux issus d’une des zones placées sous contrôle allié ou sous contrôle soviétique.
On le constate néanmoins : cet argument d’une France désireuse d’instrumentaliser la libération de ses PG pour ternir l’image de l’URSS revient de manière récurrente des deux côtés du Rhin, probablement parce que colporté par les milieux procommunistes.
Un autre rapport – plus intéressant – détaille ce qu’a pu être plus vraisemblablement l’état d’esprit des Allemands en 1946. D’après le consul général de France en Suisse, les Allemands considéreraient que le système des prisonniers de guerre est injuste dans la mesure où les vrais criminels sont, eux, parvenus à se réfugier en Allemagne à la fin de la guerre. Ainsi, du point de vue allemand, il semble que les prisonniers sont d’une part perçus comme ceux devant payer pour une minorité de coupables et d’autre part, on le voit, le système des prisonniers de guerre est d’abord perçu comme un système à visée « punitive » et visant à exploiter économiquement d'une manière éhontée les PG.
Néanmoins, les Allemands auraient suggéré – toujours selon ce consul – l’idée d’une relève des prisonniers, suggestion qui traduirait peut-être une forme d'accoutumance tardive, voire d’une acceptation tardive du principe même de la captivité des PG.
Il appert que c’est bien la mise en place du Travail libre qui semble cristalliser un grand nombre des critiques. Ainsi, l’ensemble des partis politiques allemands s’y opposent, arguant que l’Allemagne doit conserver « toutes [les] forces actives ». Au demeurant, les prisonniers ayant choisi de travailler en France sont très sévèrement critiqués par leurs compatriotes.
Quant à la nouvelle presse allemande, elle semble, de manière occasionnelle, manifester son hostilité envers les autorités françaises. Ainsi, d’après un article paru en septembre 1948 dans le Rheinische Post, un quotidien démocrate-chrétien, les prisonniers allemands seraient trompés, exploités et escroqués sur leurs salaires sous couvert d’une législation complexe.
Ce quotidien ne représente pas une frange radicale de l’opinion – il est démocrate-chrétien – et que cet article a été rédigé en 1948, cependant que le système des prisonniers de guerre touche à sa fin et que les conditions d'accueil sont meilleures que jamais auparavant.
Toujours est-il que le ministre des affaires étrangères juge lui-même ces propos désobligeants et qu’il demande au ministre de travail de lui fournir, en retour, des témoignages à même d’étayer un démenti formel.
Il est toutefois difficile à partir de ces quelques informations de cerner précisément ce qu’a été l’opinion de la plupart des Allemands au sujet du maintien en captivité d’un grand nombre de leurs compatriotes. On était probablement loin d’une opinion publique homogène et virulemment hostile à la France du seul fait de la question des PG. À l’heure de la partition de l’Allemagne et du blocus de Berlin, d’autres questions préoccupent tout autant, si ce n’est davantage, les Allemands. Du reste, les Allemands de l'Ouest sont très vite devenus reconnaissants envers un Occident qui les a soutenus par leur aide économique.
Les libérations de 1947 et 1948 sont venues mettre un terme à un travail de plusieurs années accompli par un million d’hommes. C’est donc très naturellement que se pose la nécessité d’en dresser un bilan économique. Ces Allemands ont-ils été un facteur clef du redressement économique français ou n’ont-ils constitué qu’une main-d’œuvre d’appoint ? Cette question est étudiée ci-après.

#### Le bilan économique des années PG et la mise en place du système palliatif du «travail libre»
Il est difficile de dresser un bilan économique global et précis de la présence des prisonniers en France. Une fois encore se pose le problème des sources. Deux documents déposés aux archives se proposent néanmoins de dresser un bilan macro-économique du travail des PG à l’échelle nationale : l'un émane du ministère des affaires étrangères et l'autre de l’historique du général Buisson, deux sources citées auparavant.
Dans les deux cas, l’étude se décompose d’une part en un bilan financier – les sommes dépensées et récoltées directement par l’État – et d’autre part en un bilan économique prenant en compte l’apport des millions de journées de travail fournies. Le premier aboutit à un calcul au résultat déficitaire et le second largement excédentaire.
Rédigé début 1946, le document du Quai d’Orsay est une prévision de l’apport économique qu’on peut attendre du travail des PG, pour cette même année.
Le bilan financier a été calculé de la manière suivante : on soustrait aux sommes allouées par l’État pour l’entretien des PG, les recettes de l’indemnité compensatrice perçues par le trésor public. Le rapport évalue à 1 milliard et 716 millions de francs le déficit pour l’année 1945 et prévoit un déficit de 2 milliards et 600 millions de francs pour 1946.
Pour procéder au calcul du bilan économique, on prend en compte les salaires que recevraient les PG au travail s’ils étaient considérés comme des travailleurs libres. On prévoyait un bénéfice de plus de 8 milliards de francs pour 1946.
Pour une seule année, l’année 1946 en l’espèce et sous réserve que l’estimation du bilan économique citée par le Quai d’Orsay pour cette même année se soit révélée exact, la présence des prisonniers aurait donc rapporté donc plus de 6 milliards de francs de l'époque à l’économie française.
L’historique du général Buisson offre des chiffres plus précis.

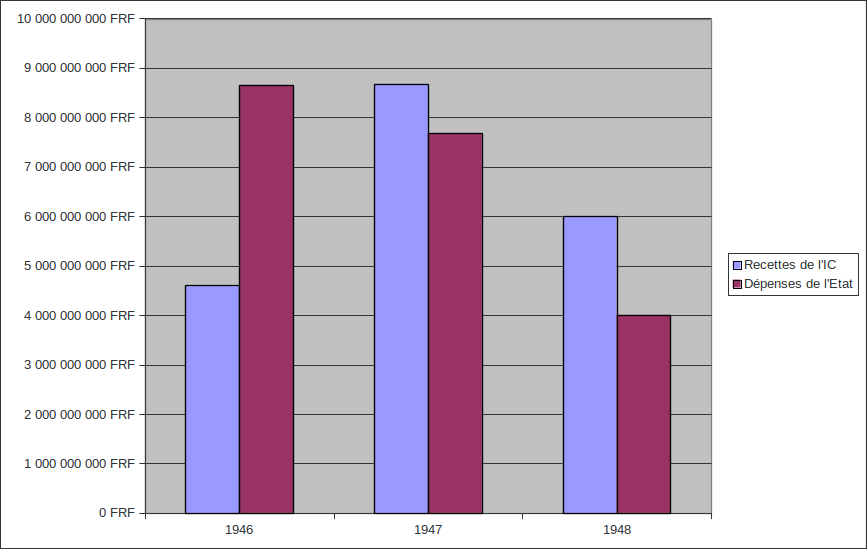
Bilan financier de l’entretien des Prisonniers de guerre allemands - Montants des indemnités compensatrices et des dépenses de l’État (1946-1948)

D’après le général Buisson, les recettes de l’indemnité compensatrice et les dépenses de l’État se sont élevées à :
- 4,600 milliards de francs de recettes contre 8,657 millions de dépenses pour 1946
- 8 milliards 683 millions de francs de recettes contre 7,684 milliards de dépenses pour 1947
- environ 6 milliards de francs pour 1948 (cette baisse s’explique probablement par la chute des effectifs) contre 4,006 milliards de francs de dépenses

Le bilan financier global est donc légèrement déficitaire. Les chiffres cités par le général Buisson sont corroborés par d’autres estimations fournies par le Ministère du travail. Celui-ci estime à 21 185 179 409 de francs le montant des indemnités compensatrices perçues entre 1945 et octobre 1948. Le chiffre est légèrement supérieur à celui fourni par la général Buisson, un chiffre qui n’incluait pas les indemnités perçues pour l’année 1945.
Par ailleurs, le général Buisson rappelle que les soldes des PG – leur pouvoir d’achat – ont été dépensées pour partie en France – ce qui est une très bonne chose pour les producteurs français – et que d’autre part, une partie des soldes des PG a été « retenue par le Ministère des Fiances pour rentrer dans les caisses du Trésor », autrement dit, les autorités ont procédé à des prélèvements fiscaux.
Le général aborde rapidement la question du bilan économique : « il est évidemment positif, puisqu’il est représenté par les centaines de milliers de travailleurs de PG qui ont fourni à la France des centaines de millions de journées de travail. En conclusion, la France a tiré un gros bénéfice du Service des PG ».
En réalité, ces chiffres ne semblent pas fiables.
D’après les calculs effectués par Jean-François Eck (professeur à l'université de Lille 3) et basés sur les chiffres de ces deux sources, les PG représentaient en novembre 1946 3,1 % des actifs et 4,8 % de la main-d’œuvre masculine.
Le PIB français s’élève en 1946 à 86,6 milliards de francs. Or, d’après les chiffres du Quai d’Orsay (la prévision d’un apport économique de 8 milliards de francs du fait du seul travail des PG), cela signifierait que les prisonniers ont été, peu ou prou, à l’origine, cette année-là, de 12,6 % de ce PIB alors qu’ils ne représentent que 3 % des actifs ! Dans la mesure où l’on ne peut admettre la réalité d’une telle productivité, on en déduit que les chiffres du Quai d’Orsay sont erronés, voire fantaisistes.
En revanche, J.-F. Eck a calculé que 0,37 % des dépenses de l’État furent consacrées aux PG en 1945 et que ce taux est de 0,5 % pour 1946. Ces chiffres semblent plus vraisemblables.
Le problème de la fiabilité des sources relatives à l'épisode de la détention des PG transparaît donc une nouvelle fois avec la question du bilan économique.
Il est dès lors difficile de dresser un bilan économique fiable de la présence des PG dans la France de l'après-guerre. Il est probable qu'existent cependant, dans les archives françaises, des documents non exploités plus complets et plus fiables à ce sujet.
Il est par ailleurs difficile de procéder à une synthèse globale tant la diversité des secteurs économique à étudier est grande : agriculture, extraction minière ou bien encore construction immobilière. Comment pourrait-on même mesurer précisément les bénéfices générés par les centaines de milliers d’hommes affectés au travail des champs ?
Cette difficulté méthodologique s’est probablement posée aux cadres de l’administration de l’époque et il est probable, pour cette raison, qu’aucune évaluation macro-économique fiable n’ait jamais été réalisée.
Néanmoins, pour ce qui est de l’extraction minière, deuxième secteur le plus important après l’agriculture, Phillipe Boutté estime que les PG ont extrait jusqu’au tiers de la production nationale de charbon. À l’époque, les Cahiers français d’information estiment, eux, que fin 1946, les 50 000 PG mineurs ont extrait 20 % du charbon.
Quelle que soit la plus vraisemblable de ces deux estimations, la contribution allemande n’a pu être que décisive à la victoire de la bataille du charbon. Et par-delà, au redressement économique français, car en 1948, à titre d’exemple, les 45 136 millions de tonnes extraites cette année-là couvrent encore 76,2 % de la consommation énergétique française. Partant de l’estimation de Philippe Bouté, les prisonniers allemands affectés à l’extraction minière auraient donc pu subvenir jusqu’au quart de la consommation énergétique française totale. Il serait, de surcroît, encore plus intéressant de convertir, via des calculs, cette contribution au bilan énergétique français en points de croissance ; le résultat attesterait probablement de l’apport précieux du travail des PGA à l'économie française, du seul fait de leur contribution décisive dans le secteur de l’extraction minière.
Rappelons par ailleurs que ce sont aussi les prisonniers qui ont en grande partie résolu la question du déminage. Or les mines paralysaient la vie économique des régions où elles étaient disséminées.
Aussi, bien que l’apport économique des PG soit difficilement quantifiable à partir des sources aujourd'hui exploitées, on peut affirmer, sans se tromper, qu’il a été indispensable à cette France alors en pleine crise économique. Ce n’est pas sans raisons que les autorités françaises ont redouté si longtemps le départ des prisonniers. L’une des parades fut d’ailleurs la mise en place du système des travailleurs libres.
| Agriculture                            | 76.127  |
| Mines et autres industries extractives | 22.112  |
| Sidérurgie, métallurgie                | 11.964  |
| Textile                                | 1.479   |
| Barrages                               | 1.538   |
| BTP                                    | 11.595  |
| Autres activités                       | 11.795  |
| TOTAL                                  | 136.610 |

Tableau 2 - Main-d’œuvre formée par les travailleurs libres au 7 décembre 1948– Dernières statistiques transmises au Comité international de la Croix-Rouge par les autorités françaises
| Activités                                                  | Effectif total de PG | Nombre d’options recueillies négatives (PG refusant de devenir travailleur libre) | Nombre d’options recueillies positives (PG acceptant de devenir travailleur libre) | Nombres de PG effectivement transformés en travailleurs libres |
| Mines de charbon et autres extraction extractives          | 53.637               | 26.180                                                                            | 12.455                                                                             | 5.021                                                          |
| Barrages hydroélectriques                                  | 5.735                | 2.391                                                                             | 1.789                                                                              | 468                                                            |
| Agriculture                                                | 183.040              | 44.804                                                                            | 41.500                                                                             | 10.567                                                         |
| BTP                                                        | 41.482               | 11.333                                                                            | 10.835                                                                             | 1.214                                                          |
| Sidérurgie, transformation des métaux                      | 14.542               | 4.975                                                                             | 8.910                                                                              | 1.571                                                          |
| Industries textiles                                        | 1.459                | 1.341                                                                             | 2.800                                                                              | 66                                                             |
| Pour mémoire, Dépôt, Service militaire, Activités diverses | 126.237              | 51.761                                                                            | 12.047                                                                             | 1.567                                                          |
| TOTAUX                                                     | 426.122              | 142.783                                                                           | 90.338                                                                             | 20.474                                                         |

Tableau 3 - Option (i.e. prisonniers faisant le choix de devenir Travailleur libre) des prisonniers de guerre allemands en vue de leur transformation en travailleurs libres par activités collectives au 1er septembre 1947
C’est en novembre 1946 que les autorités françaises décident de mettre en place le système dit des « travailleurs libres ». Par ce biais, le gouvernement française tente d'apporter, en premier lieu, une réponse consensuelle au problème des départs des prisonniers en tenant compte d’une part, de l’inéluctabilité des libérations du fait des enjeux juridiques, diplomatiques et moraux, et d’autre part, de la nécessité de soutenir une économie encore fragile.
Bien que le système du travail libre soit évoqué, pour la première fois, dans les documents officiels en 1946, et mis en place en 1947, on peut penser que les autorités s’y sont préparées bien avant cela, et peut-être même dès l’arrivée des premiers prisonniers, tant il est vite apparu que cette masse de travailleurs constituait un apport économique stratégique. À titre d’exemple, à leur première réunion commune à Londres, début décembre 1945, l’Industrie Charbonnière et l’Organisation Internationale du Travail alertent les gouvernements européens sur leur recours aux PG dans l’extraction minière. Elles craignent d’ores et déjà les répercussions qu’engendrera la libération future des prisonniers et leur conseillent, dès à présent, de penser et de mettre en place un programme de réadaptation devant permettre aux industriels de se préparer à la substitution progressive des PG affectés aux mines par des salariés ordinaires.
Londres semble s’être préparé avant Paris à cette possibilité de reconvertir des PG en salariés volontaires. La France n’est en effet pas la seule à considérer les opportunités de cette solution. En mars 1947, le parlement britannique débat d’une série de mesures devant permettre à certains prisonniers de guerre allemands de continuer à travailler en tant que « travailleurs salariés » en Grande-Bretagne. Le projet vise d’abord à éviter que les 130 000 PG affectés au secteur agricole britannique soient rapatriés trop soudainement au risque de déstabiliser l’économie. Le projet britannique présente néanmoins quelques différences majeures avec le projet français. Contrairement à ce que nous verrons, les autorités britanniques sélectionnent prioritairement les dossiers des candidats célibataires ; ceux des hommes mariés ne le seront qu’en cas d’effectifs insuffisants. Car, à la différence de la France, il ne sera pas offert aux prisonniers devenus travailleurs la possibilité de faire venir leur famille et moins encore, à terme, de se voir naturalisés.
Toujours est-il que Paris parvient à conclure avec Washington un accord sur le « travail libre » le 11 mars 1947 ; les autorités américaines ne voient aucune raison de s’y opposer dans la mesure où il est question de volontariat. Cet accord conclu, le système peut entrer dans sa phase opérationnelle et les premières sélections des candidatures ont lieu début juillet.
Le statut de « travailleur libre » est proche de celui accordé aux étrangers employés en France : mêmes droits sociaux et salaires indexés sur celui des Français. Pour preuve du caractère irrévocable de ce statut juridique, le ministre du Travail rappelle vivement à l’ordre les administrations locales lorsqu’il apprend que des travailleurs libres poursuivis par la justice ont été internés dans les dépôts réservés aux PG, en attendant leur procès. Pour lui, il va de soi que « cette manière de procéder est une erreur », les PGA transformés en travailleurs libres perdent ipso facto leur qualité de prisonnier de guerre. Ces dispositions s'appliquent même si « la transformation en travailleur libre a été reconnue [a posteriori] irrégulière », le bénéfice restant alors acquis à l’ancien prisonnier de guerre.
En optant pour le travail libre, les anciens PG s’engagent pour une période minimale d’un an. C’est l’une des raisons pour lesquelles les autorités décident de leur offrir un congé d’un mois avant de travailler, le temps pour eux de rentrer au pays. Philippe Boutté estime qu’une dizaine de milliers de ces « optants » au travail libre abuseront de ce congé pour ne jamais revenir en France. Au printemps 1948, de nombreux PG demandant à s’engager comme travailleurs libres mais pour une durée moindre qu’une année – ils savent qu’en tant que prisonniers, ils sont libérables au plus tard le 31 décembre –, le ministre du Travail ne s’oppose plus à ce que soient offerts des contrats de Travail libre compris entre 9 et 12 mois. Cette mesure ne concerne toutefois que les prisonniers désireux de travailler pour le secteur agricole ou minier et le contrat, dérogatoire, requiert l’approbation préalable de l’administration centrale. On le voit : les autorités se sont efforcées à recruter le plus grand nombre de prisonniers.
À partir du printemps 1948, on accepte d’offrir aux employeurs agricoles qui le désirent, une période d’essai, un certain nombre d’entre eux s’étant plaints de leur mécontentement face à l’incompétence de leur nouvelle recrue. Si l’essai ne donne pas satisfaction, le travailleur libre agricole est donc invité à trouver un nouvel employeur.
Quoi qu’il en soit, à l’issue du contrat du travail, l’employé et l’employeur sont libres de conclure un CDI. En outre, les optants sont libres, au moment de leur candidature, de demander à rester chez leur employeur actuel, chez un employeur de leur choix ou chez un employeur choisi par l’administration. Cette possibilité laissée au PG optant de choisir son employeur a été l’occasion d’une nouvelle passe d’armes entre le Ministère du Travail et celui de la guerre.
Le ministre du Travail craignait que le libre choix entrave les placements de travailleurs dans les secteurs économiques prioritaires ; le ministre de la guerre craignait, pour sa part, que le placement imposé chez un employeur démotive un certain nombre de candidats et reçoive le veto des autorités américaines. Le ministre de la Guerre souligne au demeurant que les candidats faisant le choix de demeurer au service de leur employeur actuel sont souvent ceux qui projettent de s’installer en France à terme, autrement dit, les candidats les plus intéressants. Le gouvernement s’est laissé, vraisemblablement, convaincre par cet argumentaire. Quelques mois plus tard, en janvier 1948, cela n’empêchera pas le ministre du Travail d’informer les administrations départementales sous sa tutelle – elles lui font part des difficultés à transformer les PG en travailleurs libres du fait des caractéristiques du marché de l’emploi – que « les Allemands [ne doivent pas être] mis au travail alors qu'il existerait des demandeurs d’emploi. Il convient dans ce cas de demander aux travailleurs allemands d'opter pour une autre profession pour laquelle il y a pénurie de travailleurs ou bien de prendre contact avec vos collègues voisins [des autres départements] pour procéder à des mutations ».
Mais avant d’en arriver au stade du placement chez un employeur, chaque candidature de PG pour le travail libre est examinée par une « commission de criblage ». Les prisonniers sont préalablement informés que sont favorisées les candidatures de ceux qui désirent travailler dans certains secteurs prioritaires (extraction minière, construction de barrage, agriculture, BTP, métallurgie, textile). Sans surprise, le Travail libre s’applique presque exclusivement au travail manuel : il s’agit de pourvoir les secteurs déficitaires en main-d’œuvre. C’est ainsi que fin 1947, le ministre de la Santé rappelle que le statut de « travailleur libre » ne saurait s’appliquer aux médecins et dentistes, jugeant que ces professions ne souffrent pas de pénurie. Du reste, en vertu de la convention de Genève, le personnel sanitaire allemand ne possède officiellement pas le statut de prisonnier de guerre mais celui de « prisonnier protégé ». De fait, théoriquement, il ne pouvait être sujet à la transformation en travailleurs libres.
Par ailleurs, certains prisonniers ne peuvent naturellement pas se porter candidats. Il s’agit des prisonniers suivants :
- criminels de guerre (y compris les suspects) ;
- SS et soldats d’« unités bloquées » ;
- PG ayant appartenu au NSDAP à partir du grade de blockleiter[416] inclus (autrement dit, les cadres du parti) ;
- PG ayant encouru ou purgeant une peine judiciaire ou placé en détention préventive, PG officiers d’active[417].

Certaines de ces restrictions seront toutefois rapidement levées, comme nous allons le voir.
Chaque commission de criblage est présidée par le Directeur départemental de la main-d’œuvre et se compose des représentants du préfet, de la direction départementale de la population, des syndicats ouvriers et patronaux ; le commandant du dépôt local y représente pour sa part l’autorité militaire. C’est à ce dernier que revient le soin de préparer le dossier des candidats. La sélection comprend une série de tests, au nombre desquels figure un examen médical. Si la « transformation » du PG est définitivement validée, ce dernier se voit remettre, en mairie, carte d’identité d’étranger et carte de travailleur étranger. La méticulosité de la sélection explique en partie pourquoi si peu d’optants ont profité du mois de congé pour ne pas revenir en France : seules les candidatures « sérieuses », à tout le moins en apparence, ont été prises en compte et a fortiori retenues.
Dans le cas où le souhait de l’optant relatif au secteur professionnel n’a pu être satisfait, la Commission de criblage est invitée, par le ministre du Travail, à prendre contact avec celles des départements limitrophes. Si l’un de ces départements est à même de satisfaire le souhait de placement du PG, celui-ci peut changer de département si tant est qu’il soit d’accord. Si aucune solution n'est trouvée, le dossier est renvoyé au ministère du Travail. Du reste, tous les dossiers qui sont refusés – quelle qu'en soit la raison – lui sont expédiés depuis l’application d’une circulaire, en juin 1947. Cette dernière mesure a pour but de combler le manque d’uniformité des critères relatifs aux décisions prises par certaines commissions de criblages, manque d’uniformité déploré par le ministre. Soulignons qu’un certain nombre de procès-verbaux sont conservés et consultables aux archives nationales de Fontainebleau.
À l’automne 1947, étant considéré que le congé en Allemagne contribue pour beaucoup à la motivation des postulants mais étant admis qu’il représente une lourde charge pour l’État, il est par ailleurs décidé que les employeurs, qui ont signé leur contrat à partir du 1er novembre 1947, devront s’acquitter de 1 000 F au titre de la participation au frais de voyage. La somme leur est naturellement remboursée dans le cas où le PG ne reviendrait pas en France.
Faut-il y voir une illustration de la « rectitude allemande » ? Toujours est-il qu’un certain nombre des travailleurs libres non rentrés d’Allemagne semblent proposer à un compatriote de prendre leur place en France. C’est ainsi qu’en février 1948, un agriculteur de Loire inférieure a la surprise de voir arriver un jeune Allemand se proposer de travailler en lieu et place du travailleur libre demeuré en Allemagne, celui-ci lui ayant remis papiers d’identité, carte de séjour, de travail et bon de transport retour. L’infortuné travailleur clandestin sera arrêté, condamné à une peine de prison ferme avant d’être expulsé. Ce geste de « repentance » de la part du travailleur libre consistant à se faire remplacer par un compatriote ne semble pas un phénomène isolé puisqu’à l’hiver 1948, le ministère de l’Intérieur donne des instructions claires en ce qui concerne l’arrestation d’Allemands entrés illégalement en France et en possession des papiers de travailleurs libres demeurés en Allemagne.
Au total, 125 000 dossiers de candidature ont été soumis aux commissions de ciblages et 112 000 auraient été acceptés. 58 000 optants ont été affectés à l’agriculture et répartis sur l’ensemble du territoire français – ce nombre ne surprend pas au regard des priorités économiques –, 18 000 à l’extraction minière et 10 000 à la métallurgie et aux industries dérivées. Charles Klein estime, pour sa part, que ce sont 134 000 Allemands qui ont opté pour le travail libre entre avril 1947 et novembre 1948, chiffre le plus proche de celui cité par le Comité international de la Croix-Rouge à l’époque ; Philippe Boutté estime, lui, qu’il y a aura au total, près d’une centaine de milliers « d’optants ». Le mot « optant » appartient à la terminologie officielle de l’époque.
Selon d’autres sources officielles, on compte au 31 mai 1948 : 127 581 PG transformés en travailleurs libres dont 6 207 dans la région du Nord. Dans cette région et pour le secteur de l’extraction minière, on dénombre en mai 1948, 1 998 optants contre 4 659 prisonniers libérés. Dans le secteur agricole, on dénombre 1 771 libérations et aucun optant.
Ces derniers chiffres, corroborés par le second tableau mentionné ci-avant, sont importants puisqu’ils tendent à démontrer que c’est dans les milieux où les conditions furent les plus pénibles que les PG ont été nombreux à « opter » pour le travail libre – on le voit avec les PG affectés aux commandos industriels dans le tableau. En effet, les PG harassés par un travail pénible sont plus disposés à perdre leur statut de prisonnier, quitte à s’engager pour une certaine période en tant que travailleur libre. Au contraire dans le secteur agricole, les prisonniers – ils bénéficient d’un mode de vie plus clément – avaient moins à perdre à attendre leur libération, même tardive.
Le retour dans un pays en ruine après des années d’absence, la crainte d’y avoir tout perdu et le fait d’avoir peut-être désormais plus d’attaches en France qu’en Allemagne ont probablement constitué les autres principales motivations des « optants ». Comme le montre le chiffre de Philippe Boutté, peu d’entre eux ont profité du mois de permission pour s’échapper. Ainsi en témoigne cet autre chiffre : sur 101 PG « optants » du camp du Fort-de-Scarpe (un camp de mineurs du Nord-Pas-de-Calais), 93 revinrent en France après leur mois de permission en Allemagne. À l’échelle nationale, ce serait près de 85 % des « optants » qui sont revenus, de leur plein gré, en France ; seuls 12 % seraient demeurés en Allemagne. Surtout, le fait que 45 % des travailleurs libres aient été originaires d’Allemagne de l’Est démontre que la crainte du retour jouait pour beaucoup dans la motivation des optants.
Pour le journaliste d’un quotidien allemand de l’époque, c'est la crainte mais aussi et surtout la déception du retour en Allemagne qui constituent aussi le principal facteur explicatif du succès du système des travailleurs libres : ces derniers « gagnèrent l’Allemagne [durant leur mois de congé] avec un certain sentiment de crainte » de peur d’être regardés comme des « traîtres à la patrie (…). D’autre part, (…) beaucoup avaient conservé des illusions impossibles, aussi bien en ce qui concerne la situation générale que la conduite des Allemands et avant tout des femmes ». Selon le journaliste, les travailleurs libres conclurent, de manière générale, qu’on ne les avait pas considérés en ennemis mais « qu’ils avaient été désenchantés par la patrie, et surtout par la conduite des femmes ».
La crainte du retour en Allemagne est aussi avérée par certains témoignages, tel celui d’un ancien prisonnier qui décida de rester en France, Wolfgang Lucki : « En ces temps-là, l’Allemagne était coupée en deux. Comme je résidais juste à la frontière Est-Ouest, mon père m’a écrit : « Reste encore un peu là. » J'ai donc travaillé un an comme prisonnier libre [travailleur libre]. J'avais les mêmes droits qu’un Français ; j’étais vraiment libre. Et puis mon père m’a écrit : « Reviens pas tout de suite parce que les Russes sont là. » Je l’ai écouté, j’ai connu ma femme, et puis je suis resté ici. ». Il en a été de même pour un autre travailleur libre, Gottfried Pelz, comme en témoigne son épouse : « Son domicile allemand étant situé en secteur soviétique, à Wiesenburg. Il a préféré rester en France, où nous nous sommes mariés. »
Toujours est-il que ce changement de statut qu’est celui de travailleur libre, cette liberté partielle, constitue un vrai changement pour le prisonnier, surtout s’il est issu d’un de ces camps soumis à une discipline des plus strictes.
Le succès relatif de 100 000 à 130 000 prisonniers « optants » tend par ailleurs à prouver que les conditions matérielles sont désormais satisfaisantes, sans quoi très peu d’Allemands auraient accepté de demeurer en France.
Dans le Nord, les anciens PG mineurs devenus travailleurs libres continuent à vivre – au moins en 1948 – dans des camps administrés par les houillères nationales. Ils vivent néanmoins séparés des prisonniers. Dans le bassin minier, ces camps étaient au nombre de 6 en février 1948.
C’est le « Service de la main-d’œuvre étrangère » des Houillères qui prend directement à charge ces travailleurs, celui-là même qui s’est également occupé des prisonniers.
Le Ministère du Travail, par ses efforts, a largement contribué au succès du programme du Travail Libre. Nous avons déjà vu que c’est à son initiative que sont autorisés les contrats de 9 à 12 mois, au lien d’un an, à partir du printemps 1948. Mais – les archives en témoignent – le ministère du Travail avaient aussi à cœur de faire pression sur les commissions de criblage pour que soient traités le plus rapidement possible le plus grand nombre de dossiers de candidat. Le ministère assigne ainsi très régulièrement à ses administrations départementales des objectifs chiffrés. Ainsi, en janvier 1948 – mais d’autres mois auraient pu être cités –, le Ministère demande que les départements français n’ayant pas traité au moins 70 % des candidatures qui lui ont été soumises s’en expliquent. Ces contrôles semblent très efficaces : on le voit dans le second tableau, si seuls 20 474 PG ont été acceptés comme travailleurs libres au 1er septembre 1947, ils sont 52 646 au 1er octobre. Le nombre de prisonniers effectivement transformés a donc plus que doublé en un seul mois. Il est vrai qu’en ce même mois de septembre 1947, le ministre du travail avait aussi déploré un « rythme de transformation » beaucoup trop lent du fait des retards des examens médicaux, eux-mêmes dus au refus des médecins de les pratiquer dénonçant des rémunérations insuffisantes.
Le ministre autorise donc les autorités départementales à faire appel au concours de tous les médecins du département, voire à accepter de soumettre l’optant à des médecins choisis et rémunérés par son éventuel futur employeur. Au 1er décembre 1947, on compte déjà 89 330 candidatures approuvées.
De manière plus large, c’est l’ensemble des corps d’État qui tend à envisager un grand nombre de solutions à même de maximiser l’effectif des travailleurs libres au cours des années 1947 et 1948. Outre les exceptions susmentionnées – telle la réduction de la durée minimale du contrat –, les autorités françaises se sont également sans cesse efforcées d'élargir l’accès au plus grand nombre de PG, au risque de susciter la controverse.
Les autorités se sont ainsi intéressées à la possibilité de proposer aux prisonniers de guerre à peine libérés par les Britanniques de devenir travailleurs libres en France. Face à l’hostilité de Londres à l’encontre de ce projet, il semblerait néanmoins que Paris n’ait pas appliqué cette mesure.
De même, à partir de 1948, en dépit de la directive d’avril 1947, les PG ayant été condamnés par la justice puis libérés sont autorisés à se porter candidats au travail libre. Ils doivent néanmoins préalablement faire parvenir la copie de leur jugement à la Direction Générale des Prisonniers de Guerre, cette dernière décidant alors s’il y a lieu ou non de transmettre le dossier du prisonnier à la Commission de criblage. À la même période, le gouvernement va également autoriser les officiers d’active, ceux dont « la profession représente un intérêt évident », à se porter candidats au travail libre. Leur cas sera pour leur part examiné par les ministères du Travail, de l’Intérieur et des Forces armées. Depuis 1947, un certain nombre d’officiers allemands avaient en effet demandé eux aussi à pouvoir travailler en France bien que leur candidature ait été systématiquement rejetée eu égard à la circulaire d’avril 1947. Les autorités militaires craignaient notamment que leur moindre prédisposition à des travaux manuels et leur plus grande exposition à l’endoctrinement nazi soient un frein à l’intégration sociale ; cela ne les empêche néanmoins pas d’approuver in fine, quelques mois plus tard, la transformation, à titre exceptionnel, d’officiers en travailleurs libres.
Mais le fait le plus remarquable demeure probablement l’accès du travail libre aux SS. À partir de l’été 1948, le travail libre s’ouvre effet à cette catégorie de prisonniers au statut juridique particulier que sont les SS. Bien que, comme nous l’avons vu, la circulaire ministérielle du 15 avril 1947 relative au Travail libre, ait banni leur candidature, le Ministre de la Guerre propose en juin 1948 que soient prises en compte les candidatures des SS non impliqués dans des crimes de guerre. Selon lui, 30 % des PG SS – soit quelques milliers – auraient déjà fait acte de volontariat. On le constate une fois encore : certains hauts fonctionnaires ne rechignent à rien pour augmenter le nombre de travailleurs allemands avant l’échéance représentée par la fin de l’année 1948. Cette volonté d’augmenter coûte que coûte les effectifs de travailleurs libres est telle que Le Monde donne pour acquis la transformation de SS en tant que travailleurs libres dès le début de l’année 1948.
L’information est alors démentie par les autorités. Finalement cependant, quelques mois plus tard, en juin 1948, le gouvernement répond favorablement à la requête du ministre des Forces armées : certains prisonniers SS pourront se porter candidats au Travail libre mais les intéressés feront systématiquement l’objet d’une recherche dans le Fichier du Service de Recherches des Crimes de Guerre ennemis à Paris ainsi que d’une enquête auprès du commandant du dépôt local pour connaître leur attitude passée. Conséquence de la mesure, les listes des PG nouvellement « débloqués » sont régulièrement transmises par le Ministère des Forces armées aux directions régionales des PGA, « débloqué » signifiant que le prisonnier a été officiellement rayé de la liste des SS sur verdict du tribunal du Nuremberg.
Même s’ils sont blanchis par la justice internationale, la décision de faire d’anciens SS des salariés normaux ne va naturellement pas sans provoquer l’indignation de certains milieux. Ainsi, en signe de protestation, l’Union syndicale de l’Isère annonce son retrait de la Commission de Criblage de ce département par la voix de son président. M. Roudil. Les syndicalistes laissent « aux autres membres de la Commission la responsabilité d'un geste qui dénote de leur part, un manque de mémoire qu’[ils se] permettront d'apprécier et de juger ».
Par ailleurs, il est important de souligner que les anciens prisonniers ne sont pas les seuls à être des « travailleurs libres ». En effet, les autorités, toujours mues pas ce désir d’employer un maximum de travailleurs allemands, semblent désormais recruter de la main-d’œuvre étrangère en Allemagne même.
Ainsi en août 1947, 26 ouvriers allemands en provenance du Wissembourg sont engagés en tant qu’apprentis ou manœuvres à la compagnie royale Asturienne, 17 autres sont attendus.
D’après cette même source, ces travailleurs appartenaient à ces millions d’Allemands expulsés de certaines régions germanophones d’Europe centrale et orientale, après la guerre. On peut donc comprendre que certains de ces « déracinés » furent attirés par une vie nouvelle, même en France.
Car par-delà l’intérêt économique que représentent les travailleurs libres, la conversion des PG en travailleurs libres et l’incitation à immigrer faite aux Allemands demeurant outre-Rhin répond aussi à une logique démographique. Comme le souligne un journaliste, en 1947, le système des travailleurs libres vise à atteindre des « résultats économiquement heureux » mais aussi « démographiquement utiles ». Preuve en est, les travailleurs libres sont autorisés à faire venir leur famille en France. Les optants qui ont manifesté leur intention de s’installer en France en avaient en effet obtenu, au moment de la signature de leur contrat, cette assurance.
Cela étant, les Travailleurs libres qui ont déposé des demandes d’introduction familiale se voient souvent opposer un avis défavorable par les autorités municipales, notamment de la part de celles des communes rurales. Face à ces refus répétés, le ministre du Travail doit demander, en 1948, aux directions départementales du Travail de se mettre en relation avec les directions départementales de la Santé et de la Population pour que cessent ces refus. Mais le ministère de la Santé et de la Population semble prendre fait et cause pour les municipalités : il confirme le plus souvent leur refus d’introduction familiale. Tout au plus demande-t-il le plus souvent aux administrations départementales sous sa tutelle de prendre contact avec les administrations des départements voisins pour envisager la mutation du travailleur et de sa famille dans des communes, plus accueillantes là où « l’hostilité de la population ne serait pas un obstacle à leur intégration dans la communauté française ».
Preuve de l’importance du problème, on trouve un certain nombre de documents ayant trait à ces demandes d’introduction familiale aux archives nationales de Fontainebleau. Le traitement de ces demandes d’introduction familiale prend un caractère d’autant plus urgent que les autorités allemandes décident de ne plus verser d’indemnité de secours aux familles de travailleurs libres, autrement dit, à ceux ayant fait le choix de ne pas retourner travailler en Allemagne. Finalement, le Comité international de la Croix-Rouge estimait, en 1949, que ce sont près de 600 familles de travailleurs libres qui ont été introduites en France.
Il est enfin à noter que les régions Alsace et Lorraine sont soumises à un régime spécial pour ce qui est de cette politique d’introduction familiale mais aussi pour ce qui est du placement de travailleurs libres. Après plusieurs semaines de concertations, le Conseil des Ministres décide le 16 juillet 1947 que, si ces régions procéderont bien sans exception à la transformation en travailleurs libres de leurs PG optants, elles ne pourront en aucun cas les conserver, ceux-ci devant être déplacés « vers les départements de l’intérieur ». Il est donc, par là même, exclu d’y installer des familles allemandes. Ce régime d’exception est naturellement motivé pas des considérations politiques, à savoir la crainte que ne soit affectée la composition ethnique de la population d’Alsace-Lorraine. Pour ces régions, le gouvernement décide de substituer les travailleurs allemands manquants par de la main-d’œuvre hongroise et italienne. À notre connaissance, il n’y a eu qu’une seule exception à ce régime régional. En novembre 1947, face au nombre insuffisant d’immigrants travaillant dans les mines des deux régions et face au peu d’empressement des Charbonnages de France à engager des mineurs autres qu’allemands, le gouvernement consent, à la demande du ministre du Commerce et de l’Industrie, à affecter aux industries minières de l’Est des travailleurs libres allemands ainsi qu’à procéder à l’installation des 1 000 familles de ces derniers.
Autre exception au régime régissant le Travail libre : certains travailleurs libres se verront, comme nous l’avons vu précédemment, exceptionnellement offrir la possibilité de rompre leur contrat de manière anticipée : il s'agit de ceux auxquels la Pologne offre la possibilité de se faire naturaliser. Il s’agit très probablement des prisonniers originaires des régions annexés à la Pologne. Au vu des nombreuses listes nominatives conservées aux archives nationales, un grand nombre des travailleurs libres – plusieurs centaines au moins, voire plusieurs milliers – semblent, au cours de l’année 1948, accepter de résilier leur contrat afin de pouvoir être rapatriés en Pologne. Certains travailleurs libres saisissent d’eux-mêmes la Commission Mixte Franco-polonaise pour demander à être rapatriés. Il est vrai – ne l’oublions pas – que 45 % des travailleurs libres étaient originaires de l’Est de l’Allemagne d’avant-guerre, région pour partie annexée par la Pologne.
Bien entendu, les nouveaux travailleurs et immigrants allemands ne forment qu’une petite partie de la nouvelle main-d’œuvre étrangère qui se reconstitue peu à peu après-guerre. Depuis 1946, les autorités voient les nouveaux immigrants, notamment nord-africains, comme les substituts économiques des Allemands, substituts auxquels il faut progressivement accoutumer les employeurs,. À titre d’exemple, par l’intermédiaire d’une circulaire ministérielle datée du 10 novembre 1947, le ministre du travail espère contraindre certains employeurs agricoles à recruter des travailleurs étrangers en lien et place de leur PGA en leur retirant, en priorité, leurs prisonniers, et en ne les retirant pas avec le même empressement aux agriculteurs ayant déjà signé un contrat prévoyant de substituer le PG prochainement libéré par un travailleur étranger. Ailleurs, dans certaines houillères, la main-d’œuvre française et italienne se substitue progressivement aux PG démineurs.
Selon un article paru dans la Voix du Nord en février 1948, les nouveaux travailleurs sont d’origines très diverses : Baltes, Autrichiens, Allemands, Italiens, Kabyles, Marocains. Ce nouvel afflux de main-d’œuvre ne se fait pas sans poser certains problèmes : il provoque au moins un temps, l’hostilité de la population locale ; l’accueil de ces milliers d’hommes pose des problèmes matériels – certains travailleurs se plaignent du ravitaillement – et des problèmes de cohabitation apparaissent entre les diverses nationalités.
En février 1948, on dénombre pour la région Nord en plus des 21 000 derniers prisonniers allemands et des 7 000 travailleurs libres allemands : 5 000 Italiens, 5 000 étrangers expulsés en Allemagne, 1 200 Marocains et 600 Kabyles.
Un certain trait d’état d’esprit ressort des archives : aux yeux de certains Français, rien ne peut égaler la qualité du travail fourni par les prisonniers allemands. D’après certains employeurs, seuls les travailleurs libres allemands, anciens PG, fournissent un travail de qualité, au contraire des travailleurs des autres nationalités.
Une fois encore, on note l’estime qu’ont les employeurs français pour leurs prisonniers de guerre allemands.
Il est vrai que les nouveaux travailleurs ne semblent pas faire preuve de la même discipline que celle des PG allemands. Dans le Nord en novembre 1947, sur 500 travailleurs libres nouvellement arrivés d’Allemagne, 200 auraient rapidement abandonné leurs postes en emportant souvent avec eux des effets appartenant aux Houillères. Quant aux travailleurs restants, on estime qu’ils sont peu productifs et que les incidents avec la population locale ne sont pas rares.
C’est donc probablement sans avoir obtenu l’assurance que la nouvelle immigration économique saura se substituer aux prisonniers allemands, que les autorités se résignent à libérer ces derniers.
D’un sens, les prisonniers puis les travailleurs libres allemands ont peut-être été les précurseurs de cette immigration économique de millions d’étrangers qui a marqué les Trente Glorieuses. Peut-être même est-il possible, sur un plan historique, de faire coïncider les libérations de prisonniers allemands avec les débuts de l’immigration massive. En 1948, la nouvelle immigration massive qui se met en place apparaît en effet, sur le plan économique, aussi indispensable que l’a été la venue et la mise au travail forcé des prisonniers allemands en 1945.

### Les libérations et l’après-libération

#### Les modalités et les conditions de libérations
La décision de libération des prisonniers détenus en France devait recevoir l’assentiment des trois autres puissances victorieuses. Le 23 août 1947, les accords quadripartites de Moscou sont signés ; ils stipulent que tous les prisonniers « non optants » [i.e. qui ne font pas le choix d'opter pour un statut de travailleur libre en France] devront être rapatriés avant la fin de l’année 1948. Pour lisser l’impact économique, les autorités décident de procéder à une libération par paliers.
Avant d’aborder les modalités de libération de la grande majorité des Allemands, il est à souligner le régime d’exception dont bénéficient les PG originaires de la Sarre. Ces derniers sont libérés dès l’année 1947 et les PG SS sarrois eux-mêmes semblent avoir été libérés plus tôt que les autres SS.
Autre preuve de l’intérêt particulier des autorités français pour les prisonniers sarrois : elles demanderont, fin 1946, à la Pologne de libérer ses prisonniers de guerre allemands originaires de cette région. Pourquoi cet intérêt pour la Sarre ? Le fait est qu’après la Seconde Guerre mondiale, la Sarre est détachée de l’Allemagne pour constituer une entité politique autonome contrôlée par un haut-commissariat français. Surtout, la Sarre est intégrée d’un point de vue douanier et monétaire dans l’espace économique français. De fait, durant près d’une dizaine d’années, la Sarre est de fait un État autonome sinon indépendant, bénéficiant d’un statut de celui de protectorat de la République française. Ce n’est qu’en 1957, à l’issue d’un référendum, que la région est politiquement réintégrée à l’Allemagne et ce n’est qu’en 1960 qu’elle l’est économiquement. Dès lors, le régime de faveur accordé aux prisonniers sarrois se comprend aisément. Leur libération précoce et de fait, leur mise au travail au service de l’économie locale, répond probablement autant à une logique politique – flatter la population locale en vue d'un éventuel futur référendum portant sur un rattachement à la France – qu’à une logique économique – la population active sarroise contribue alors directement à la croissance française. Le redressement de l’économie de cette région a dû être d’autant plus important aux yeux des autorités françaises qu’elle possède de nombreuses ressources charbonnières.
Autre exception, le personnel sanitaire allemand auquel – nous l’avons vu – ne s’applique pas le statut juridique de « prisonnier de guerre » est progressivement libéré lorsque médecins et infirmiers en viennent à apparaître en surnombre du fait des libérations progressives de leurs compatriotes PG.
| Catégorie de PG | Période de libération | Caractéristiques des prisonniers                 |
| --------------- | --------------------- | ------------------------------------------------ |
| 1               | Mai et juin 1947      | PG s’étant opposé au nazisme                     |
| 2               | Mai et juin 1947      | Les PG ayant au moins 50 ans au 1er janvier 1947 |
| 3               | Mai et juin 1947      | Le PG ayant au moins 45 ans au 1er janvier 1947  |
| 5               | Juillet 1947          | PG ayant rendu des services éminents             |
| 6               | Juillet 1947          | Les PG ayant plus quatre enfants                 |
| 7               | Juillet 1947          | Les PG veufs ayant au moins trois enfants        |
| 8               | Septembre 1947        | Sous-officiers ayant travaillé volontairement    |
| 10              | Janvier à mars 1948   | Les PG ayant au moins trois enfants              |

Tableau 4- Les étapes de la libération.

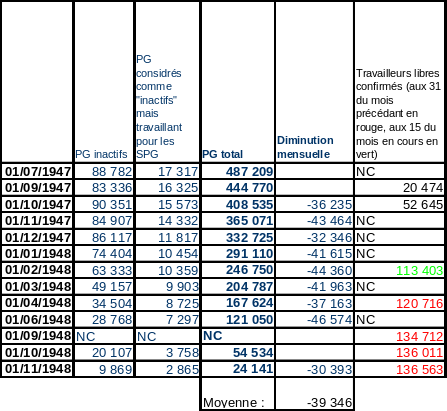
Effectifs totaux des prisonniers de guerre, des travailleurs libres confirmés et calcul des diminutions mensuelles de PG de juillet 1947 à novembre 1948 (données de certains mois manquantes)

Dans les faits, les autorités françaises ont conclu un accord relatif aux libérations des PGA avec les Américains le 12 mars 1947. Celui-ci stipule entre autres choses que le rapatriement se fera au rythme de 20 000 libérations par mois. Cet accord du 12 mars est intervenu après que les États-Unis eurent de nouveau demandé aux autorités françaises de libérer les 450 000 prisonniers maintenus en captivité qu’ils ont livrés, en fixant l’échéance au 1er octobre 1947. La France compte alors encore 630 000 prisonniers allemands certaines sources, 408 535 selon le ministère des forces armées en France métropolitaine.
Par ailleurs, le chiffre de 20 000 libérations mensuelles, relativement faible, témoigne de cette volonté d’étaler au maximum le temps des libérations. À cet égard, les accords semblent avoir été respectés puisque entre mars et juillet 1947, le Comité international de la Croix-Rouge dénombre en moyenne 20 620 libérations par mois (libérations ordinaires et rapatriements sanitaires confondus). C’est en effet la Croix-rouge qui est chargée de superviser ces libérations. Tous les prisonniers sont rapatriés par train.
Si le rythme des libérations établi par les accords est respecté, le Comité international de la Croix-Rouge ne manque pourtant pas de faire savoir qu’il aurait préféré un rythme plus soutenu. À titre de comparaison, les autorités françaises estiment qu’il y a en 1946 entre 12 000 et 18 000 libérations mensuelles, soit un rythme quasiment similaire à celui de 1947. À l’évidence, les autorités françaises ne manifestent aucun empressement.
En février 1948, le ministre des forces armées estime que les libérations se feront au rythme de 18 000 par mois entre le 1er avril et le 31 août 1948 et au rythme de 26 000 PG du 1er septembre au 30 novembre 1948. Cette légère diminution du rythme des libérations durant l’été 1948 peut s’expliquer par un point que nous avons précédemment évoqué : les besoins élevés en main-d’œuvre dans l’agriculture durant cet été 1948.
Pour limiter tant bien que mal l’impact des libérations, le commandement français en Allemagne occupée va jusqu’à proposer, en avril 1947, de faire venir des PG volontaires détenus outre-Rhin. Néanmoins, sur les 17 000 prisonniers allemands détenus dans la Zone d’occupation française, seuls 2 197 se sont proposés d’être volontaires pour la France et seuls deux se sont proposés pour travailler dans les colonies. Cette suggestion est donc restée sans suite.
Au printemps 1948, les autorités militaires, par la voix du général Buisson, proposent de nouveau de transférer temporairement des PGA détenus par les forces françaises en Autriche. Ces prisonniers assisteraient la fermeture des dépôts avant la libération totale des prisonniers. Le général craint en effet qu’à l’approche des dernières libérations, le personnel prisonnier affecté à l’administration des camps refuse d’être parmi les derniers libérés et fasse le choix de s’évader, ce qui ne manquerait pas de poser de lourds problèmes logistiques. Mais devant les problèmes que poserait un tel transfert – protestations de Washington et du Comité international de la Croix-Rouge, risques d’évasion des PG provenant d’Autriche eux-mêmes –, cette proposition sera finalement oubliée.
Aucun nouveau prisonnier de guerre n’a donc vraisemblablement été introduit, de gré ou de force, en France en 1947 et 1948.
Au 1er octobre 1948, il ne reste plus que 57 000 prisonniers allemands ; au 1er décembre, ils ne sont plus que 1 900. Les derniers PG participent à la liquidation des dépôts et à la « dernière tournée de ramassage ». Toutefois, en dépit des craintes manifestées quelques mois plus tôt par le général Buisson, aucun incident ne semble s’être produit à cette occasion.
Sur ces entrefaites, il a été décidé en mai 1948 que certains des prisonniers SS seront rapatriés au plus tôt, et ce à titre exceptionnel. Il s’agit des SS blanchis de tout soupçon de crime de guerre et s’étant illustré par des actes de courage au cours de leur détention (opérations de déminage, sauvetage de vies françaises entre autres choses).
Néanmoins, selon les accords de Moscou relatifs aux libérations, l’ensemble des SS, y compris ceux se déclarant pronazis, doit être rapatrié, conformément aux modalités s’appliquant aux autres PG. Seuls demeurent les SS « bloqués », autrement dit, ceux appartenant à des unités suspectées de crimes de guerre. Comme nous l’avons précisé en ce qui concerne les SS candidats au travail libre, la liste des SS débloqués et bloqués selon l'absence ou la présence de soupçons sur leur participation à des crimes de guerre, étaient régulièrement transmises aux directions régionales. Quoi qu’il en soit, les SS libérés – même ceux qui le sont pour des actes émérites – ont l’obligation de se présenter à la police allemande, à leur arrivée, et ce la différence des soldats de la Wehrmacht. Rappelons que les PG SS originaires de Sarre semblent avoir été libérés de manière anticipée à l’instar des PG de la Wehrmacht.
Parmi les derniers PG figurent des prisonniers condamnés pour des délits de droit commun. Au 1er janvier 1949, ces derniers seront directement pris en charge par l’administration pénitentiaire. Quant aux malades et « intransportables », ils sont dorénavant directement pris en charge par les services de la santé. La Direction Générale des Prisonniers de Guerre est en effet dissoute en décembre 1948. Auparavant, le Général Buisson et le Ministre du Travail se congratulent mutuellement, jugeant très satisfaisantes les quatre années de collaboration entre la Direction Générale des Prisonniers de Guerre et le ministère du travail.
Il est convenu, après plusieurs mois de concertations, à l’automne 1949, que le Comité international de la Croix-Rouge représentera dorénavant auprès des tribunaux les anciens prisonniers ayant été victimes d’accidents du travail mais désormais rentrés en Allemagne. Certains tribunaux se sont en effet plaints début 1949 du fait qu’un certain nombre de dossiers relatifs à de tels accidents demeuraient en instance en raison de l’impossibilité de contacter ou de faire venir les victimes.
Les 850 prisonniers encore présents en février 1950, ceux auxquels Charles Klein fait référence dans son ouvrage, sont donc probablement pour l’essentiel des PG condamnés pour des crimes et des délits de droit commun. Au vu des chiffres cités dans la monographie éditée par les autorités ouest-allemandes en 1963, il est possible que le chiffre de Charles Klein soit légèrement sous-évalué. D’après la monographie, ce sont en effet 923 PGA qui ont été rapatriés de France, entre le 1er décembre 1949 et le 30 juin 1959. Ces 923 prisonniers représentent probablement la quasi-totalité des prisonniers encore détenus en France à cette époque.
Nous avons vu précédemment que la question des salaires avait pu poser problème : en effet certains PG quittent la France sans avoir reçu l’intégralité de leurs avoirs.
Pourtant, cette question a été réglée dès août 1945. En effet, les ministres des affaires étrangères et des finances s’étaient alors concertés à ce sujet. Ils s’étaient mis d’accord pour qu’à sa libération, seuls les Marks et les devises du pays d’origine du prisonnier lui soient restitués. En effet, les avoirs en francs sont déclarés illicites puisqu’ils auraient été gagnés sous l’occupation. Il reste néanmoins au prisonnier la possibilité de demander à son gouvernement de lui rembourser son solde en francs français. Néanmoins, les autorités tiennent compte du fait que l’État allemand n’existe plus juridiquement et il est décidé d’octroyer exceptionnellement 10 000 marks pour les officiers et 5 000 pour les sous-officiers et les soldats. Quant aux salaires gagnés durant la captivité, les ministres affirment qu’ils doivent – bien entendu – être intégralement versés. Les soldes militaires doivent, elles, être versées par l’État d’origine du prisonnier, autrement dit l’Allemagne.
Il est possible néanmoins que des modifications aient été ultérieurement appliquées à ces dispositions prises en 1945.
Toujours est-il qu’au cours des libérations des prisonniers de nationalité non-allemande en 1946, le problème de la restitution des avoirs s’est déjà posé. En effet, le ministère des affaires étrangères a dû rappeler en avril 1946 au ministère des finances que les avoirs versés et bloqués par le Trésor public doivent être rendus au plus vite aux prisonniers nouvellement libérés.
Il est néanmoins probable que la situation se soit reproduite au moment de la libération des Allemands. Outre les lenteurs inhérentes à la bureaucratie, ce problème des avoirs a peut-être également pu trouver son origine dans l’attitude d’employeurs peu scrupuleux, profitant des libérations pour retenir une partie du salaire de leurs anciens employés, employeurs peu scrupuleux au nombre desquels figurent notamment les communes rurales. Au vu des archives, il apparaît en effet que ces dernières omettent trop souvent de verser le pécule dû aux prisonniers à leur charge. Cette tendance qui s’observe dans un grand nombre de départements ne manque pas de provoquer des rappels à l’ordre de la part de l’administration centrale. Celle-ci s’inquiète de voir certains PG des commandos communaux prochainement libérés bien qu’ils n’aient pas perçu l’intégralité de leur pécule.
Enfin, puisque nous en somme aux libérations des prisonniers, l’occasion se présente de citer le témoignage d’un officier français, un témoignage qui permet avec force de relativiser la dureté de l’expérience endurée par les PGA en France en comparaison de celle de leurs compatriotes détenus en URSS. Le capitaine Jean-Louis Annequin était le chef d'escorte d'un convoi de PG libérés à l’automne 1947. Accompagné de ces derniers, il croise sur le quai d’une gare allemande, celle de Bebra, 300 autres prisonniers de guerre allemands en instance de libération mais pour leur part originaires de Russie. Son récit, transmis au ministère des Affaires étrangères, est éloquent. « Ces prisonniers de guerre qui erraient sur les quais et le long des voies présentaient un aspect lamentable. Une odeur de corps en décomposition les signalait à 30 mètres. (…) Il était très difficile d'obtenir d'eux un renseignent, (…) pareils à des bêtes cherchant un refuge, ils semblaient privés d'intelligence. (…) Cependant, il semble qu'ils aient travaillé 12 heures par jour, avec un seul dimanche de repos par mois. (…) Quelques-uns moins abrutis que les autres ont constaté que les PG venant de France (…) ne leur ressemblaient pas, et que leur sort avait certainement été tout autre, contrairement à ce que la propagande soviétique avait répété ».

#### La présence allemande et l’éventualité de son impact «culturel» sur les sociétés française et allemande
Au cours des premiers mois de 1945 l’opinion publique française avait rapidement évoluée : l’hostilité envers l’ennemi héréditaire avait fait place à un certain pragmatisme.
Cette méfiance envers l’ancien occupant est surtout palpable au sein des forces de l’ordre : police, gendarmerie, armée. Cette suspicion est du reste confirmée par le témoignage d’un PG. Helmut Evers, se souvient que de tous les Français rencontrés ou côtoyés, les policiers ou gendarmes demeuraient de loin les plus méfiants à l’égard des PG.
C’est ainsi qu’alors même qu’il ne se semble s’être produit aucun véritable mouvement de rébellion entre 1945 et 1948, les craintes d’un soulèvement généralisé n’en sont pas moins restées palpables durant ces trois années.
Ainsi, tenant compte des rapports alarmants des services de renseignements généraux qui lui parviennent, le ministère de l’armée renforce-t-il la surveillance des prisonniers début 1946. En effet, l’armée craint un mouvement de soulèvement général pour le printemps de cette année ; les commandements militaires régionaux et les forces de police sont alertés.
En mars 1946, un plan de sécurité conjoint avec la police et la gendarmerie est mis en place dans le Nord en vue de contrer toute tentative d’évasions massives, la surveillance des grands axes de communication est renforcée.
Il est vrai que quelques incidents sérieux, quoique occasionnels, se sont produits. Les archives du Nord et du Quai d’Orsay évoquent notamment à plusieurs reprises des incidents provoqués par des prisonniers allemands sous contrôle américain : il s’agit essentiellement de menaces d’intimidations, voire de violences physiques, commises à l’égard de citoyens français. Les autorités américaines sont sommées d’agir. Ailleurs, en octobre 1945, on soupçonne 7 à 8 PG évadés d’avoir commis un « attentat » à main armée dans une commune de Côte-d'Or.
Il est cependant peu probable que les PG, quels qu’ils soient, n’aient jamais envisagé sérieusement de grands mouvements de révolte. Néanmoins, cette suspicion qui caractérise encore en 1946 les points de vue des services de renseignement, de l’armée et de la police peut se comprendre aisément vis-à-vis de ceux qui étaient, il y a encore peu, des ennemis.
Il est très difficile de retrouver des rapports d’opinion au-delà du début de l’année 1946. Cette absence témoigne peut-être par elle-même du fait que la question de l’opinion publique n’est plus que secondaire aux yeux des autorités françaises.
L’opposition des Français à la « présence allemande » est en effet très marginale. Surtout, comme nous l’avons souvent remarqué, les rapports sont souvent cordiaux entre employeurs et employés – en particulier dans le milieu agricole – et les employeurs français sont généralement satisfaits du travail rendu.
Bien sûr, çà et là, s’observent occasionnellement des signes d’hostilité, notamment lorsque le prisonnier est perçu comme une « menace économique » mais il est très rarement fait allusion à la guerre ou à l’occupation. Exemple parmi d’autres : Johannes Sticker se souvient de n’avoir été qu’une seule fois confronté à l’hostilité xénophobe d’un Français : un sans domicile fixe, engagé comme saisonnier dans l’exploitation agricole où il travaillait, accusa, en présence de ses employeurs, les PG de voler le travail des Français. Encore faut-il noter que l’offenseur ignorait que Johannes Sticker était lui-même PG et encore faut-il ajouter que les propos du marginal suscitèrent, pour seule réponse, la désapprobation polie et amusée de l’exploitant et de sa famille.
Les grèves de 1947 et 1948 viennent indirectement attester des nouveaux rapports cordiaux qu’entretiennent les citoyens français et les prisonniers allemands. Alors que les services de renseignement redoutaient de possibles exactions commises à l'encontre des PG à l’occasion de la signature de l’armistice en mai 1945, les violentes grèves insurrectionnelles de 1947 et 1948 ne sont plus perçues, par ces mêmes services, comme des menaces pour la sécurité des PG ou des travailleurs libres allemands. Alors qu’on pouvait craindre des réactions violentes de la part des populations laborieuses, il n’appairait pas que les grévistes s’en soient pris aux prisonniers. Dans le cas contraire, les rapports de police déposés aux archives n’auraient pas manqué de le signaler. C’est la preuve, s’il s’en fallait, que le prisonnier allemand n’est plus, tout à fait, perçu comme un ennemi. Au contraire, une partie au moins des Travailleurs Libres allemands aurait même manifesté de la sympathie pour leurs collègues français. S’ils ne prenaient pas « fait et cause sans réserve pour la manière de voir des ouvriers français, (…) ils désiraient donner à leurs compagnons de travail français un témoignage de leur solidarité. Aussi ont-ils dans la plupart des cas participé aux grèves, et on a même pu voir, par exemple, dans une papeterie de la région parisienne, les ouvriers français grévistes apprécier l’attitude de leurs collègues allemands au point de faire une collecte pour eux alors qu’ils (…) se trouvaient dans une situation financière critique par suite de la grève ». Cette information paraît d’autant plus fiable qu’elle est fournie par un quotidien allemand.
Du reste, à l’heure où le général de Gaulle prône déjà la réconciliation franco-allemande, les autorités envisagent peut-être déjà cet autre effet positif de la présence des prisonniers : une réconciliation populaire avec l’Allemagne. Si le succès des politiques d’intégration des PG semble avoir été limité, les autorités françaises désirent favoriser l’intégration des travailleurs libres. Ainsi, selon ce même journaliste allemand – probablement informé par des sources officielles françaises, il est vrai –, les autorités françaises feraient « tout pour faire naître un rapprochement entre les deux parties (travailleurs français et allemands) ». Les travailleurs libres sont ainsi autorisés à adhérer aux clubs et unions sportifs ainsi qu’aux communautés d’entreprise.
De fait, les rapports franco-allemands auraient peut-être pris une autre forme si aux quatre années d’occupation n’avaient pas succédé ces trois ou quatre années de cette tout autre forme de présence allemande. Une présence qui a offert aux Français un autre visage des Allemands, en mettant en contact direct nombre d’entre eux. L’Allemand n’est plus l’envahisseur « barbare » : il est ce simple prisonnier venu participer à la reconstruction de la France.
Au-delà, cet épisode historique atypique – une cohabitation forcée de plusieurs années entre deux peuples anciennement ennemis – a pu même constituer un bouleversement culturel en France. La réconciliation avec l’Allemagne n’aurait pu voir le jour si elle avait été l’apanage des seules élites. Comme l’écrit déjà un journaliste, à l’époque, au sujet de la présence des travailleurs libres : « La présence sur le sol français d’un très grand nombre de travailleurs allemands libre constitue un événement tout nouveau qui peut influencer d’une façon fort heureuse l’évolution de ces rapports [franco-allemand] dans l’avenir et, en définitive, contribuer efficacement au maintien de la paix en Europe ».
Paradoxalement, pour les PGA eux-mêmes, leur libération semble faire l’économie de toute forme d’euphorie. Certes, les PG attendent ce moment depuis très longtemps mais bon nombre d’entre eux ignorent totalement ce qui les attend dans un pays ruiné, occupé et divisé. Les plus chanceux d’entre eux ont encore une famille qui est parvenue à survivre à la guerre et à surmonter l’absence de plusieurs années d’un mari ou d’un père. Pour les autres, il faut « tout rebâtir ».
Aux difficultés personnelles, s’ajoute, pour un grand nombre, le choc culturel. Ces hommes ont connu la guerre pendant de longues années, une guerre dont la captivité a constitué le prolongement. Or il leur fallait désormais vivre dans un monde en paix et abandonner l’uniforme. En outre, ces hommes réapparaissaient aux yeux de leurs compatriotes tels des fantômes d’un Reich dont on voulait désormais taire le souvenir. Ils n’avaient, par conséquent, pas le droit aux honneurs réservés aux anciens combattants, une reconnaissance que certains espéraient peut-être être en droit d’attendre.
Par d’autres, ils pouvaient être perçus par d’autres comme ceux n’ayant pas su empêcher la défaite de l’Allemagne. Ils étaient donc tout sauf des « héros ». D’un certain point de vue, on peut faire le parallèle avec le retour des prisonniers français en 1945 : la France pouvait leur sembler indifférente, voire méprisante à leur égard.
De plus, les plus jeunes Allemands n’ont connu que le totalitarisme et l’idéologie nazie. Leur captivité en France a pu constituer une période de transition – rappelons-nous les quelques politiques de « dénazification » entreprises par les autorités françaises – mais la confrontation directe à la démocratie a probablement été déroutante.
Pour toutes ces raisons, la réinsertion dans la nouvelle société allemande – à l’Ouest comme à l’Est – a été difficile. Comme le souligne Joseph Rovan, plus la période de captivité a été longue, plus la réinsertion est difficile.
Bien entendu, cette difficulté est à relativiser si on la compare aux prisonniers de guerre détenus en URSS, un pays où les conditions et les durées de détention ont été d’une tout autre nature.
Néanmoins, la politique d’intégration sociale menée, en Allemagne, auprès des sinistrés de guerre et le miracle économique de la nouvelle République Fédérale des années 1950, a probablement facilité la réinsertion d’un grand nombre d’anciens prisonniers.
À l’heure où l’Europe occidentale tentait de tourner la page d’une histoire faite d’antagonismes séculaires, les anciens prisonniers tournaient celle de la guerre ; une nouvelle vie s’offrait à eux.
Comme le dit Joseph Rovan en évoquant ces vies nouvelles, « la guerre et la captivité ne revenaient parfois que sous la forme de cauchemar nocturne ».
Comme en France, il est probable que l’épisode des PG a indirectement joué, en Allemagne, en faveur du rapprochement franco-allemand. Dans une certaine mesure, elle avait permis aux soldats de faire le deuil d’un Empire déchu et honni, de connaître le prix de la guerre et de découvrir les Français autrement. En témoigne le témoignage d’un PG, celui de Théo Kirtz : « Le 13 juillet [1948] c’est la fin de ma captivité. Je peux rentrer. Retour dans ma famille qui a tout perdu pendant la guerre et qui envoie en formation l’aîné de ses six enfants. À l’âge de 22 ans, je commence une formation commerciale à Düren. La guerre et la captivité m’ont mûri très tôt. Mes années comme prisonnier dans le pays voisin sont le début de l’amitié avec notre ennemi héréditaire, amitié qui persiste jusqu’à aujourd’hui et qui resserre les liens amicaux [par-delà] notre génération ». Témoignage plus cocasse, un autre prisonnier, Helmut Evers, tombé sous le charme du pays dans lequel il fut détenu durant deux années puis dans lequel il travailla une année, écrit aux autorités judiciaires françaises après sa libération pour les prier d’être autorisé à pouvoir revenir aussi souvent qu’il le souhaite en France, en dépit des petites infractions qu’il avait commises.
Du reste, le nombre, somme toute présumé élevé, de prisonniers ayant fait le choix de s’installer en France à leur libération ou à l’issue de leur « travail libre » témoigne indirectement du fait que les mentalités des Français et des Allemands, anciens prisonniers, avaient suffisamment évolué pour que puisse se produire ce petit phénomène migratoire. Ainsi, si la rencontre avec celle qui allait devenir sa future épouse constitua sa principale motivation à son installation, Egon Greisner explique ne pas avoir éprouvé « de cas de conscience [à] rester dans l’ancien pays ennemi » mais, au contraire, avoir été porté, dès ce moment-là, par un sentiment de « sympathie » envers le peuple français, et ce en dépit de la réaction négative de son père, en Allemagne.

#### La nouvelle République fédérale d’Allemagne et la prise en charge des PG
Au vu de la seule source d’information relative à leur prise en charge par l’État ouest-allemand, les PG, à leur retour en Allemagne de l’Ouest, ont bénéficié des fruits d’une politique de réinsertion active et dotée de moyens considérables. Jusqu’en 1949, c’est le « centre des prisonniers allemands et rapatriés des Ländes de l’Allemagne occidentale » qui gère les problèmes généraux relatifs aux prisonniers de guerre allemands ; l’État fédéral ne renaît qu’en 1949. Mais cet organisme non fédéral ne semble pas avoir été en mesure de répondre à la tâche qui lui incombait. Il est vrai que l’Allemagne de l’Ouest fait alors face à un gigantesque défi économique, social et démographique : gérer l’afflux de « 9 millions d’expulsés, de réfugiés de la zone soviétique d’occupation, d’étrangers apatrides et de réfugiés politiques auxquels la république fédérale avait conféré le droit d’asile. C’est à l’intégration de tout ce monde dans un pays ravagé par la guerre que s’est consacré le ministère fédéral des expulsés dans le cadre du gouvernement fédéral ».
Ce ministère fédéral est donc crée pour succéder au « centre des prisonniers allemands et rapatriés des Ländes de l’Allemagne occidentale » en 1949. À partir de 1952, il se voit également chargé du service des recherches de prisonniers disparus.
L’action du ministère en faveur des civils et des militaires se divise en deux volets : d’une part, assister socialement et faciliter l’intégration des rapatriés et d’autre part, retrouver ou aider les prisonniers disparus ou encore détenus à l’étranger. Il semblerait qu’avant cette date, ou à tout le moins en 1949 encore, c’ait été au Comité international de la Croix-Rouge qu’ait incombé une partie de ces tâches. L’importante correspondance entre le Comité international de la Croix-Rouge et les autorités françaises cette année-là avait ainsi pour objet la transmission d’avis de recherches ainsi que le recueil et la communication des plaintes et doléances d’anciens prisonniers de guerre allemands rentrés en Allemagne.
Pour ce qui est de la politique afférant aux prisonniers disparus, le ministère fédéral s’efforce de dresser des bilans. Aussi, dès mars 1950, les autorités ouest-allemandes possèdent-elles un décompte précis des PG disparus. Cette liste sera transmise à la toute nouvelle Commission de l’ONU pour les questions de PG, commission créée le 14 décembre 1950. Elle permettra de donner plus de poids aux appels de l’ONU en faveur de la libération totale et rapide des derniers prisonniers encore détenus.
De la même manière, dans les années 1950, les autorités ouest-allemandes s’efforcent de subvenir aux besoins des prisonniers encore détenus, à l’Ouest comme à l’Est. Ainsi, les derniers prisonniers allemands détenus en Europe occidentale perçoivent-ils des dons en espèces, « en vue d’alléger [leur] sort ». Des cours par correspondance leur sont également offerts en vue de faciliter leur futur rapatriement et leur famille perçoive des aides financières permettant d’aller leur rendre visite. Les centaines de PGA détenus en France pour délits de droit commun ont très probablement été concernés par ces mesures.
Pour ce qui est de l’assistance sociale, les prisonniers de guerre allemands rentrés de France après le 1er janvier 1947, soit la majorité d’entre eux, ainsi que les Allemands « détenus » ou « déportés » en « connexion causative avec des opérations de guerre, reçoivent un dédommagement légal (en vertu de la loi sur l’indemnisation des anciens prisonniers de guerre allemands) ». Le montant du dédommagement dépend de la durée de détention au-delà du 1er janvier 1947. Au total, « dans le cadre de cette loi, 1,8 million de dossiers ont été examinés jusqu’ici [1963], et le montant des prestations s’élève à 1 085 milliards de DM ».
Les prisonniers, et civils, rapatriés depuis le mois de décembre 1949 reçoivent un autre traitement : « Le montant des allocations prévues par la loi d’aide aux rapatriés est de 200 DM, auxquels s’ajoutent 300 DM dans les cas d’indigence pour les l’habillement, les soins médicaux gratuits, l’attribution prioritaire d’emplois et de logements, l’assistance sociale, ainsi qu’un bon de bienvenue de 100 DM offert par le GF en dehors du cadre des prestations légales ».
Pourquoi cette différence de traitement entre les prisonniers rapatriés entre 1947 et 1949 et ceux rapatriés a posteriori ? Les auteurs de la monographie ne l’indiquent pas clairement, tout au plus indiquent-ils que de nombreux rapatriés après 1949 « ont besoin d’une aide et de soins spéciaux leur permettant de s’intégrer le plus rapidement possible dans la vie du pays ». Le fait est que la plupart des prisonniers rapatriés après cette année proviennent très probablement d’Europe orientale et d’URSS, autrement dit des pays où les conditions de détention ont été d’une tout autre rigueur qu’en Europe occidentale. Cette spécificité à laquelle s’ajoute une durée de détention plus longue de plusieurs années expliquerait donc ce traitement particulier.
L’aide à l’intégration des autorités ouest-allemandes s’accompagne d’aides financières. Ainsi les « prisonniers de guerre rentrés tard de captivité », au même titre que les expulsés et réfugiés civils, se voient-ils accordés jusqu’à la fin de l’année 1954, « pour reconstituer leur mobilier et se remonter en ménage, des franchises d’impôt sur le revenu échelonnées d’après la situation de famille. Pour la période ultérieure, des règlements de transition ont été prévus afin d’éviter toute rigueur injuste ».
Ces aides ne s’adressaient qu’aux seuls prisonniers rapatriés. Il semble bien en effet que les travailleurs libres en aient été exclus. Les familles des anciens prisonniers volontairement restés en France ne pouvaient ainsi plus prétendre aux indemnités de secours. Cette mesure s’explique probablement par le fait que les « travailleurs libres » étaient considérés comme des Allemands ayant fait le choix de ne pas participer au redressement économique allemand et qu’à ce titre, ils ne pouvaient plus bénéficier de la politique d’aide sociale. À ce titre, ils étaient d’ailleurs très mal perçus par une grande partie de la population. En 1948, les fonctionnaires allemands n’hésitent pas, par exemple, à les traiter de « collaborateurs ». À deux travailleurs libres en congé dans leur pays et demandant un supplément alimentaire, le chef de service d’un Landratsamt répondra : « Nous n’avons rien à leur donner ; (…). S’ils ont faim qu’ils repartent et restent là d’où ils viennent, ils ne comptent plus pour nous ».
De fait, on peut supposer que le retour en Allemagne des Travailleurs libres à l’issue de leur contrat, en 1949, a pu être plus douloureux que pour les simples prisonniers de guerre, bien que cette hostilité à leur égard ait probablement été circonstanciée et temporaire.

### Le devenir mémoriel et historiographique de l’événement constitué par la détention des PGA dans laFrancede la Libération

#### L’oubli de l’événement par les mémoires collectives françaises et allemande et ses possibles raisons
Étudier l’évolution du souvenir de la détention des centaines de milliers de prisonniers allemands et en titrer certaines conclusions requiert préalablement de redéfinir ce qu’est la mémoire collective et ce que sont ses rapports à l’événement historique et à l’identité collective. Jean-Pierre Rioux la définit par opposition à l’Histoire. « Histoire et mémoire s’opposent. L’histoire est une pensée du passé et non une remémoration. Elle a forgé ses propres armes et codifié ses lois. L’historien n’est donc un mémorialiste, car il construit et donne à lire le récit (…) d’une représentation du passé (…). Il objective ainsi un collectif informel, il périodise, il s’entête de chronologie, il taille et coupe dans les plages de cette mémoire longue (…). Son volontarisme critique, son obsession scientifique érigeant à distance un thème d’étude qu’ensuite il modèlera à sa guise et dans ses règles, détruisent le souvenir-fétiche, débusquent la mémoire de ses espaces naturels. À l’inverse, cette dernière se nourrit d’un temps dilaté aux limites organiques d’une conscience individuelle ou collective. Elle le sacralise en refusant toute discontinuité et toute chronologie. Elle se rit des télescopages de la raison et du vécu. (…) A [la mémoire] revient le soin de remonter le temps en dedans, de rattraper l’arriéré, d’invoquer l’héritage d’un paganisme imperturbable. À [l’histoire], la perpendiculaire, la savante, celui d’inscrire et de scander, de déchiffrer, de buriner et de raconter, de raisonner et de prévoir, pour mieux comprendre et faire connaître un destin raisonné »'. Comme le redit autrement l’historienne Régine Robin, si l’histoire est « ordonnée à la construction de la vérité », la mémoire l’est « à la construction d’une identité collective ».
Identité collective et mémoire collective d’une communauté n’en restent pas moins deux notions consubstantielles. Pour évoluer, s’adapter aux impératifs et aux besoins des temps nouveaux, l’identité collective fait nécessairement appel à la mémoire collective et à la puissance de ses symboles ; elle se réappropriant le passé. Par conséquent, cette mémoire collective est soumise à de constantes mutations et altérations au gré des besoins de l’identité collective du moment présent, ou autrement dit, au gré de son instrumentalisation. Parallèlement, le poids de la mémoire collective structure la manière dont le groupe social construit son identité. De fait, mémoire et identité collectives s’entretiennent l’une et l’autre et par là même, modifient donc mutuellement et constamment le contenu de l’une et de l’autre. Comme le résume Maurice Halbwachs, « Le souvenir est dans une très large mesure une reconstruction du passé à l’aide de données empruntées au présent, et préparée d’ailleurs par d’autres reconstructions faites à des époques antérieures et d’où l’image d’autrefois est sortie déjà bien altérée ».
Cette modification perpétuelle de la mémoire se nomme la « recontextualisation ». Autrement dit, parce que la réminiscence d’un événement n’est jamais désintéressée, son souvenir est instrumentalisé et par conséquent, altéré le plus souvent, en fonction des besoins identitaires liés au contexte présent.
Le souvenir de la détention des prisonniers de guerre allemands est, en France, quasiment nul. On peut affirmer, sans trop de risque de se tromper, que la majeure partie des Français ayant connaissance de cet épisode se résume probablement très largement aux seules spécialistes qui se sont penchés dessus, historiens ou journalistes pour la plupart. Cet avis est partagé par l’un des témoins interrogés dans le cadre de mon travail, Egon Greisner. Il convient donc de tenter d’expliquer cet « oubli collectif ».
Les enjeux identitaires consécutifs à l’après-guerre puis relatifs à la réconciliation franco-allemande et à la construction européenne, ont probablement pesé sur le souvenir de l’épisode. Paul Ricœur identifiait et distinguait deux types de processus à même d’expliquer l’oubli ou l’altération du souvenir d’un souvenir : celui de « mémoire empêchée » et celui de « mémoire manipulée », voire « instrumentalisée ». « La première est de l’ordre du refoulement et du retour du refoulé (…) ; la seconde désignerait la mémoire artificielle construite par la propagande d’États totalitaires ». En l’espèce, l’oubli est de « l’ordre du refoulement ». Pourquoi refoulement ?
Nation séculaire, l’identité nationale de la France est l’aboutissement de plusieurs siècles de stabilisation. Mais à la différence de la plupart des autres pays européens, en France, « L’État, dans les continuités monarchiques et républicaines (…), a pétri la société, l’économie, l’administration, la langue et, par conséquent, la mémoire ». Par conséquent, l’État français a pris en charge « l’identification de chacun à tous et de la France à elle-même ».
Or, au XXe siècle, un certain nombre d’événements – parmi lesquels la Seconde Guerre mondiale – contribuèrent à ébranler cette identité forgée par et axée autour de l’État. La défaite de 1940, l’occupation allemande et finalement, la rétrogradation « à reculons dans le rang des puissances moyennes » ont constitué un traumatisme pour l’identité française et par conséquent, pour la mémoire collective.
Pour la France libérée, aller de l’avant nécessitait donc de moduler ces souvenirs par trop douloureux pour la conscience nationale. Aussi la mémoire collective et l’historiographie françaises ont-elles pu privilégier certains souvenirs au détriment d’autres. La vision de l’occupation cultivée et véhiculée par l’historiographie française jusqu’aux années 60 est, à ce propos, symptomatique : qu’on pense au développement et à l’adhésion populaire, après-guerre, au mythe d’une France unie récusant en bloc le collaborationnisme ou bien encore à cet autre mythe, d’un maréchal Pétain menant double jeu avec les Allemands et s’opposant à Laval, présumé unique responsable des maux de la France. Il a fallu attendre les années 1970 pour d’un certain nombre d’historiens – tel l’Américain Robert Paxton – remette en cause cette vision.
Par ailleurs, en ces temps nouveaux de réconciliation franco-allemande et de construction européenne, l’identité française se devait de nuancer certaines valeurs ancrées à des degrés variables dans les mentalités. Ainsi en alla-t-il de la traditionnelle germanophobie.
Un événement susceptible d’entacher l’histoire de la France libérée, de fournir aux Allemands le statut de victimes, de raviver certains antagonismes et de donner à la guerre un souvenir plus équivoque, tel que celui constitué par la détention des PGA en France, constituait, par conséquent, un souvenir embarrassant et de fait, à moduler.
Une mémoire fidèlement conservée de l’épisode des prisonniers de guerre allemands en France aurait peut-être eu des effets contraires à ceux escomptés par les autorités. Le « refoulement » était la manière la plus aisée de forger promptement la nouvelle identité française au sein d’une Europe pacifiée et unie. Encore faut-il bien entendre « refoulement » dans le sens d’un processus inconscient.
Mais l’étude de la mémoire collective sur un temps plus long atteste d’autres caractéristiques mnésiques et identitaires propres à la France républicaine. La République ne peut être maculée de quelques accusations que ce soit : c’est la thèse d’un ouvrage consacré à l’étude de la mémoire française. Or, l’événement dont il est question a été au cœur de polémiques. Un certain nombre d’organismes non gouvernementaux, une partie de la classe politique américaine et d’autres États, au nombre desquels le Vatican, ont dénoncé, voire condamné, le principe de la détention en France des prisonniers allemands. Certains allèrent jusqu’à parler de violations des principes des droits de l’homme. Par conséquent, l’épisode historique des PGA avait d’autant moins sa place au sein d’une mémoire collective française structurée par l’identité républicaine.
Il est peut-être possible d’établir un parallèle entre le souvenir de la détention des PGA et celui d’un épisode proche par certaines de ses caractéristiques historiques. À partir de 1938 s’ouvrent, en France, des camps où sont non seulement internés les réfugiés espagnols mais aussi d’autres réfugiés politiques dont on juge l’opinion politique douteuse et dont on redoute qu’ils ne poussent la France à la guerre. Ainsi, après la mise en place de camps spéciaux, à la légitimité et à la légalité contestables, par une IIIe République agonisante, la République renaît-elle avec d’autres camps, d’une nature et aux fonctions différente certes. Mais dans les deux cas, ces camps étaient censés protéger ou assister la nation républicaine. Et dans les deux cas, le souvenir de l’épisode a occupé a posteriori une place relativement faible, peut-être précisément du fait de sa possible atteinte à l’intégrité des valeurs républicaines.
Faute de sources, il ne sera pas fait ici mention de la place qu'occupe dans la mémoire allemande l'épisode de la détention des PG allemands dans la France de l'après-guerre. La probable faiblesse du souvenir de cet épisode en Allemagne participe néanmoins probablement du même phénomène de refoulement ou d’« amnistie ». Pour Régine Robin, « L’altération de la mémoire prend diverses formes : la démolition (exemple du Paris haussmannien), l’amnistie » ainsi que « l’effacement ». Si la captivité des PGA a fait polémique en Allemagne jusqu’en 1948 – « tous attendaient le retour aux foyers des anciens soldats », on peut supposer que l’indignation a rapidement laissé place à l’« amnistie » sitôt les prisonniers libérés, une amnistie motivée par la culpabilité portée par l’Allemagne dans le déclenchement de la guerre et une amnistie motivée par les enjeux et impératifs du monde nouveau de la Guerre froide. Comme le souligne Régine Robin, « Le passé n’est pas effacé par l’amnistie, il est simplement hors d’atteinte pour le commun des mortels et n’a plus d’existence officielle ». De plus, comme en France, la peur d’attenter aux nouvelles relations franco-allemandes a pu peser sur la préservation de la mémoire. En témoigne ce commentaire de Johannes Stricker extrait de la préface du récit autobiographique tiré de son expérience de PG : « J’avais écrit cette version allemande de mes souvenirs en 1977 (…). J’ai demandé plus de trente fois à des maisons d’édition allemandes de les publier, mais toujours en vain. Beaucoup donnaient comme raison de ne pas vouloir nuire aux relations franco-allemandes ».
Outre le poids de l’identité, une autre raison que l’on peut évoquer pour expliquer l’oubli du souvenir, ou plutôt l’effacement des liens qui y mènent, dans les mémoires française et allemande est celle du processus naturel de « concurrence des mémoires ». « Raconter un drame, c’est en oublier un autre », écrivait Paul Ricœur. En d’autres termes, à l’échelle de l’individu comme à celle de la société, l’occurrence de nouveaux évènements peut naturellement venir réduire la place occupée par le souvenir d’un épisode antérieur. « [Les] figures de l’oubli (dont on pourrait dire qu’elles) ont une vertu narrative (qu’elles aident à vivre le temps comme une histoire) et (…), à ce titre, elles sont dans le langage de Paul Ricœur, des configurations du temps ». Ce processus serait, selon Jean-Pierre Rioux, encore plus vrai aujourd’hui. Pour l’historien, les années 1970 et 80 ont été synonymes d’une profonde redéfinition du rapport qu’entretiennent les Français avec la mémoire, un rapport où « la mémoire détrône l’intelligence » et par conséquent, qui instaure une mémoire faite de souvenirs aux places plus déséquilibrées encore. « A ce jeu là, les mémoires se concurrencent entre elles. Ainsi, la vision d’une France résistance puis celle d’une France totalement Vichyste ou atone ont écrasé une vision plus nuancée des réalités de l’occupation ». Dans notre cas, l’après-guerre est venu naturellement marquer de son sceau les identités et mémoires collectives françaises et allemandes. La pleine découverte de l’horreur nazie, l’avènement de l’ère atomique, l’installation dans la guerre froide puis l’avènement des guerres de décolonisations et des crises politiques de la quatrième république ont naturellement participé au processus de « marginalisation » de l’épisode de la détention des prisonniers de guerre allemands en France.
Mais l’oubli de l’épisode de la détention des prisonniers allemands ne saurait s’expliquer par le seul poids qu’exerce l’histoire du XXe siècle sur l’identité et la mémoire collectives ; le groupe social constitué par les PG a pu jouer un rôle clef dans l’oubli. Marc Bloch définit la mémoire comme « la conversation des souvenirs communs à tout groupe humain et leur influence sur la vie en société ». Maurice Halbwachs complète cette définition en soulignant que « pour que notre mémoire s’aide de celle des autres, il ne suffit pas que ceux-ci nous apportent leurs témoignages : il faut encore qu’elle n’ait pas cessé de s’accorder avec leurs mémoires et qu’il y ait assez de points de contact entre l’un et l’autre pour que le souvenir qu’ils nous rappellent puisse être reconstruit sur un fondement commun ». Autrement dit, pour Maurice Halbwachs, la mémoire – même celle d’un individu – est portée par un groupe. Par conséquent, un individu s’éloignant ou ayant quitté un groupe social d’appartenance perdra progressivement les souvenirs en rapport avec ce groupe, de la même manière que ce groupe influait sur notre perception de la réalité. De surcroît, la réminiscence du souvenir ne pourra s’opérer que si l’individu est de nouveau en contact avec le groupe. Finalement, nous dit Maurice Halbwachs, « [le mot mémoire] implique dans son usage contemporain des cadres bien établis, comme la cohérence du groupe humain porteur, la construction volontariste d'un passé qui a abouti à la mise en cohérence d’un récit des origines, la hiérarchisation des valeurs, des lieux et des souvenirs communs, la formulation des revendications propres pour armer l’association volontaire des ambitions mémorielles ». Or les prisonniers de guerre allemands, sitôt libérés, n’ont jamais formé un groupe social établi.
Pour l’essentiel, ces hommes n’avaient qu’en commun d’avoir combattu sous le drapeau d’un empire désormais déchu et honni puis d’avoir été contraints de travailler dans un pays étranger, à diverses affectations et dans des conditions variées, durant plusieurs années. Rien ne justifiait, pour chacun d’entre eux, de conserver une cohésion de groupe. Dès lors, on peut appliquer le processus suivant mis en évidence par Maurice Halbwachs au prisonnier de guerre allemand : « Je ne puis plus réveiller en moi [ce souvenir que je partageais avec les membres du groupe], parce que, depuis longtemps, il n’y a plus rien de commun entre moi et mes anciens compagnons. Il n’y a pas à s’en prendre à ma mémoire, ni à la leur. Mais une mémoire collective plus large, qui comprenait à la fois la mienne et la leur, a disparu. De même, quelquefois, des hommes qu’ont tenus rapprochés les nécessités d’une œuvre commune, (…) se séparent ensuite en plusieurs groupes : chacun de ceux-ci est trop étroit pour retenir tout ce qui a occupé la pensée du parti, du cénacle littéraire, de l’assemblée religieuse qui les enveloppait tous autrefois. Aussi s’attachent-ils à un aspect de cette pensée et ne gardent-ils le souvenir que d’une partie de cette activité. D’où plusieurs tableaux du passé commun qui ne coïncident pas et dont aucun n’est vraiment exact ».
Qui plus est, comme le souligne Jean-Pierre Rioux une mémoire, outre qu’elle est portée par un groupe social, nécessite également un cadre géographique dans lequel les membres du groupe n’ont pas cessé de s’enraciner. « Partout, l’enracinement et le local priment : toutes les études, qu’elles soient à la marge ou en sous-sol, qu’elles envisagent des vagabonds, des exclus ou des muets, des acteurs conscients ou des retraités de l’histoire, signalent la force matricielle et symbolique du territoire d’appartenance ou, à défaut, du point de départ de l’errance mémorisée ». Or, en l’espèce, pour les anciens prisonniers allemands, le « territoire d’appartenance », le territoire français, a perdu toute sa matérialité et toute sa raison d’être identitaire sitôt rapatriés en Allemagne. Pour preuve, ce sont visiblement les anciens prisonniers ayant choisi de vivre en France qui se sont faits les gardiens de la mémoire.
Au reste, le facteur géographique a pu atténuer le souvenir de l’épisode dans la mémoire collective française pour une autre raison : son caractère très provincial. D'un point de vue économique, l’affectation des prisonniers aux travaux agricoles et à l’extraction minière fut de très loin la priorité économique des autorités françaises. Aussi n’est-il pas surprenant que les prisonniers se soient-ils retrouvés massivement concentrés en province. En octobre 1948, à quelques semaines des dernières opérations de libération, la région militaire de Paris ne compte que 296 prisonniers quand l’avant-dernière région ayant le plus faible d’effectif PG, celle de Rennes, en compte encore 1 247 et celle de Lille, 12 492. Du reste, l'un des graphiques cités dans l'article montre clairement que les effectifs de PG en région parisienne ont été, au moins au cours de la dernière année de captivité, bien moindres que ceux affectés en province. Dès lors, il peut être affirmé que le souvenir de l’épisode, en France, ait d’abord à être recherché dans les mémoires régionales et non dans la mémoire parisienne. Or, dans un pays où c'est le pouvoir central qui structure l’identité et de fait la mémoire, un événement ayant eu pour cadres principaux la province française ne pouvait que sombrer davantage dans l’oubli.
Par ailleurs, la nouvelle vie allemande des anciens prisonniers ne devait, par ailleurs, favoriser la préservation du souvenir de leurs trois années de captivité. « L’oubli est nécessaire à la société comme à l’individu », nous dit Marc Augé, car « les récits [ceux que chacun d'entre nous vit simultanément dans sa vie] sont toujours (…) le fruit de la mémoire et de l’oubli, d’un travail de composition de recomposition qui traduit la tension exercée par l’attente du futur sur l’interprétation du passé ». Or, dans la nouvelle Allemagne fédérale, l’interprétation du passé prenait la forme d’une occultation du passé nazi et l’attente du futur prenait la forme d’une volonté de créer une identité allemande mieux à même de répondre et de demeurer fidèle aux idéaux démocratiques. Il ne restait plus, aux anciens prisonniers de guerre, qu’à faire le deuil de leur expérience et de fait, de leurs souvenirs. Intégrés dans une Allemagne de l’Ouest profitant des fruits de la croissance économique et ayant adopté les nouveaux rites sociaux de la société de consommation, les anciens prisonniers se sont construit une nouvelle identité.
Au demeurant, pour la grande majorité des autres Allemands ayant survécu à la guerre, l’expérience de leurs compatriotes dans la France de l’après-guerre n’avaient plus de raison de les intéresser outre mesure et de fait, de la faire vivre dans les mémoires. Or « à chaque niveau de récit, l’auteur-personnage est impliqué à la fois individuellement et collectivement : il est impliqué individuellement, car la pluralité des récits dans lesquels il est engagé affecté chacun d’entre eux (…) et le récit de sa vie, en outre, n’est pas fait d’une superposition de récits, mais les traverse tous d’un trait original, idiosyncrasique ; et il est impliqué collectivement, car, si solitaire qui puisse être son parcours, il est au moins hanté par la présence de l’autre, sous la forme d’un regret ou d’une nostalgie ; en sorte que, de manière différente mais toujours marquée, la présence d’un autre ou des autres est aussi évidente au niveau du récit le plus intime que celle de l’individu singulier au niveau le plus englobant du récit pluriel et collectif. Peut-être même est-ce le jeu des renvois entre ces deux présences qui se manifeste dans tous les types de récits (confessions, confidence, propos d’après boire, prise à témoin) par lesquels un individu éprouve, de temps à autre, le besoin de récapituler son existence, de raconter sa vie, de lui donner une cohérence : jeu entre distentio et l’intention de l’esprit partagé entre mémoire, attention et attente, pour reprendre les termes augustiniens commentés par Ricœur, ou, plus simplement entre la discordance des temps singuliers et la concordance ». Le prisonnier devait dorénavant conjuguer son temps à celui de la collectivité. « Les narrations des uns et des autres ne [pouvant] pas coexister sans s’influencer ou, plus précisément, sans se reconfigurer les unes les autres » et « l’indenté individuelle se [construisant] en même temps que la [nouvelle] relation à autrui et à travers elle », on comprend mieux pourquoi le groupe hétérogène et disloqué d’anciens prisonniers désireux de se fondre dans une nouvelle société et de fait, dans une nouvelle identité, n’ait pas cherché à cultiver le souvenir de l’événement historique.
Pour les raisons précédemment évoquées, le souvenir de la détention des prisonniers de guerre allemands ne se ravivera probablement pas de lui-même dans la mémoire collective française. Du reste, si l’on en croit Jean-Pierre Rioux, le nouveau rapport des Français à la mémoire, advenu dans les années 1970 et 80 avec notamment la disparition des mémoires communiste et gaulliste – celles qui structuraient et encadraient la mémoire dans son ensemble – ne saurait rendre ce contexte plus favorable. Pour cet historien, face à la nouvelle tyrannie du présent, à l’effacement social des références au passé et à l’avenir, la mémoire en est réduit à un processus de patrimonialisation, à la « mise en musée ». Dans un tel contexte, l’événement qu’est la captivité des PGA a d’autant moins de chances de réintégrer la mémoire collective qu’elle n’est supportée par aucun patrimoine matériel ou, en apparence au moins, par aucun grand enjeu actuel.
De manière moins discutable, le processus de « recontextualisation » de la mémoire à l’aune de l’identité et du temps présents rendra, naturellement, le souvenir de l’épisode moins accessible encore au plus grand nombre. Comme le souligne Maurice Halbwachs, à l’inverse d’une grande Histoire faite d’épisodes reliés entre eux à des degrés variables, les mémoires collectives n’ont souvent aucun rapport entre elles (puisqu’elles sont limitées aux limites spatiales et temporelles d’un groupe social) et c’est un courant de pensée continu, « d’une pensée qui n’a rien d’artificiel, puisqu’elle ne retient du passé que ce qui est encore vivant ou capable de vivre dans la conscience du groupe qui l’entretient ». Or, en l’occurrence, les anciens prisonniers constituant cette « conscience du groupe » « s’éteignent » les uns après et les autres.

#### L’épisode des prisonniers de guerre et la communauté historienne française
Les ouvrages français de référence sur la période de l’après-guerre évoquent, au mieux, la présence d’un million de prisonniers de guerre allemands en l’espace d’une phrase. Quant aux travaux spécialisés sur le sujet, ils sont si peu nombreux qu’il est aisé de les répertorier. Le seul ouvrage rédigé par un Français sur le sujet fut celui de Charles Klein, publié en 1989, et l’ouvrage le plus, malencontreusement, complet sur le sujet est celui d’un romancier canadien, James Bacque. Ce dernier s’est attelé à écrire l’histoire des prisonniers allemands détenus par les forces américaines et françaises au sortir de la guerre en comparant cette détention à un génocide.
Pourtant, comme l’atteste l’étude des faits, les caractéristiques mêmes de l’événement ne sauraient expliquer ce relatif passage sous silence : la présence forcée de centaines de milliers d’étrangers en temps de paix trois années durant, leur apport économique significatif et les retombées culturelles, sociales et géopolitiques font à eux seuls de cet événement, un événement remarquable.
Il est intéressant de noter que pour deux épisodes historiques relativement proches, la détention des PGA dans la France de l’après-guerre et la détention des PGA dans le Canada en guerre, la production scientifique relative à ce dernier épisode a été relativement plus importante au Canada qu’elle ne l’a été, en France, pour le premier événement. Ce déséquilibre est d’autant plus remarquable qu’au Canada, l’événement de la détention des prisonniers allemands a revêtu une importance moindre : d’une part, il ne s’agissait pas de détenir des centaines de milliers de prisonniers mais 35 000 et d’autre part, la détention canadienne a été motivée par des enjeux sécuritaires inhérents à la guerre en cours et non par des considérations économiques faisant exceptionnellement fi des conventions internationales.
Le poids de la mémoire peut expliquer le désintérêt de la communauté historienne française pour l’étude de la présence des PGA dans la France libérée. Le travail des historiens reflète en effet nécessairement, dans une certaine mesure, les préoccupations et la configuration de la mémoire collective du moment. Par conséquent, les historiens en sont venus, naturellement, à délaisser un sujet peu évoqué et a fortiori – à tout le moins au cours des années l’ayant suivi – entouré d’un certain tabou. Car, comme le souligne Jean-Pierre Rioux, l’historien « ploie peut-être trop volontiers sous les bourrasques de l’esprit du temps, et la production de livres d’histoire suit de bien près le cycle litanique des commémorations, des anniversaires et des ruminations passéistes ». Or, l’épisode des PGA occupe une place très marginale, sinon inexistante, dans le cycle des commémorations et des anniversaires. Les trois articles publiés dans des revues spécialisées et consacrés à l’événement ont été publiés, pour deux d’entre eux en 1995 et pour le dernier en 1997 ; soit au moment du cinquantième anniversaire de la fin de l’événement pour les deux premiers, soit peu après la diffusion de l’unique document audiovisuel consacré au sujet, en 1996, pour le dernier article.
Par ailleurs, à l’instar du processus de concurrence des mémoires, les spécialistes de la période guerre et après-guerre se sont naturellement intéressés aux autres événements de l’après-guerre – occupation, guerre froide, guerres coloniales –, des événements d’autant plus intéressant à étudier qu’ils nourrissent, aujourd’hui encore, polémiques et controverses. L’intérêt pour ces événements était, peut-être, d’autant plus grand qu’à partir des années 1970 et 80, l’historien français s’est vu assigné de facto la mission de juge par l’État, consacrant, par là même, ce dernier comme instance de régulation de la mémoire institutionnelle : « cette demande de prompte justice et de re-mémoration obligatoire non seulement instrumentalise le travail de la mémoire mais le dénature. Elle fait de lui au pire un auxiliaire de justice et au mieux un nouveau témoin et un pseudo-juste ». Les grands procès des années 1980 et 1990 ayant trait à l’occupation, la légalisation sur la terminologie officielle de conflit, la pénalisation des révisionnismes témoignent de cette évolution. Dès lors qu’une partie de l’histoire s’écrit à la barre, pourquoi s’intéresser, étudier et publiciser un épisode pour lequel aucune demande de réparation n’a, encore, été déposée ?
Mais la relative subordination, soulignée par Jean-Pierre Rioux, d’une partie des historiens français à la mémoire collective ne saurait expliquer à elle seule le fait que l'épisode de la détention des PGA en France ait peu été étudié par les historiens français.
La moindre accessibilité aux archives, en France, – qui participe néanmoins elle-même, dans une certaine mesure, au phénomène de réglementation officielle de la mémoire par les autorités – explique peut-être pour partie le silence des historiens sur cet épisode et leur tardif regain d’intérêt. De plus, le silence en appelant naturellement d’autres, un certain nombre d’historiens, parce qu’ils n’ont jamais eu vent de cet événement, n’ont pu s’y intéresser.
Néanmoins, outre les archives, une autre source d’information est demeurée à portée d’études plusieurs années durant : celle que constituent les témoins. S’il est vrai, comme il l’a été dit, que la majorité des anciens prisonniers ont probablement désiré tourner la page de leur expérience française, certains ont néanmoins tenté de publier leurs récits autobiographiques. Ainsi en va-t-il de deux des témoins cités sur le site de Jean-Paul Louvet. Horst Fusshöller a rédigé un libre intitulé Erinnern ohne Groll (« Sans ressentiment ») et Günter Pegel semble avoir tenté de publier lui aussi un récit tiré de son expérience de PG. À cela s’ajoutent les autobiographies publiées plus récemment, telle celle de Johannes Sticker. Dès lors, il n’est pas exagéré de dire que la « mémoire de création », celle des créateurs, des historiens et des médias, pour reprendre l’expression de Jean-Pierre Rioux, a ignoré, dans les trois sens du terme – ne pas savoir, ne pas tenir compte, manifester son indifférence à l’égard de quelqu’un – ces sources qu’ont été les témoins. Johannes Sticker admet lui-même qu’il lui fit particulièrement difficile de trouver un éditeur. Semblablement, comme évoqué au début de l'article, un ouvrage consacré à l’étude des PGA, Geschichte der deutschen Kriegsgefangenen des Zweiten eltkrieges (Vol. XIII, 1971) ne put connaître, outre-Rhin, qu’une distribution restreinte au moment de sa publication.
On le voit, le poids de la mémoire collective, de sa subjectivité et de fait, des enjeux identitaires, et les évolutions de l’historiographie ont donc pesé sur le traitement historiographique de l’événement constitué par la présence des prisonniers allemands en France entre 1945 et 1948, contribuant, par là même, à accroître sa méconnaissance.

## Bilan de la présence en France de plusieurs millions de prisonniers de guerre allemands trois ans durant
La présence de centaines de milliers de prisonniers de guerre allemands en France entre 1945 et 1948 apparaît d’abord comme un épisode complexe et peu étudié, épisode qui nécessiterait probablement de nouveaux travaux de recherche qui viendraient compléter le faible nombre de ceux qui lui ont été consacrés jusqu'à présent. Ces travaux pourraient notamment s'appuyer sur l'importante masse documentaire non encore exploitée qui repose dans les centres d’archives répartis partout en France et à l’étranger. Ils pourraient également accorder une certaine importance aux témoignages. Il est probable que ces travaux devraient, par ailleurs, recourir à une approche historique pluridisciplinaire, cet objet d'étude faisant autant appel à l’histoire économique et sociale qu’à l’histoire politique et culturelle.
Des faits précédemment exposés dans cet article se dessinent quelques grandes lignes historiques.
On constate d’abord que l’année 1945 se distingue clairement de celles qui suivent. Les séquelles de la guerre ne sont encore que trop présentes : la France doit réorganiser toute son administration, relancer son économie et assainir la situation politique. Malgré ces difficultés, les autorités font le choix de faire venir des prisonniers Allemands. Ces derniers pâtissent dès lors de conditions de vie très rudes au cours des premiers mois de détention et un certain nombre en périront. Au moins 20 000 morts sont à dénombrer. Nul doute pourtant que les autorités françaises avaient eu pleinement conscience de leur incapacité, en 1945, à accueillir décemment un si grand nombre de prisonniers. Mais il est vrai que la venue d’une telle main d’œuvre a peut-être été jugée, à juste titre, indispensable pour extraire l'économie française de difficultés d’une ampleur sans précédent. Gardons à l’esprit que l'année 1945 fut, sur les plans économique et social, une année difficile pour la France, une année difficile dans laquelle la « crise de l'accueil des PG de l’été 1945 » ne fut qu'un mal parmi d'autres maux. Du reste, ces Allemands n’auraient peut-être pas connu des conditions matérielles plus satisfaisantes dans leur propre pays, pays dont les villes avaient été, pour beaucoup, réduites à l’état de ruines. Pourtant, contrairement à ce qui a pu se produire ailleurs et à d’autres époques – qu’on songe seulement à la relative indifférence internationale dans laquelle s’opéra l’extermination des juifs d’Europe – ces prisonniers allemands n’ont jamais été laissés à leur sort, bien au contraire. Une partie de l’intelligentsia et des médias français ainsi que la communauté internationale ont agi énergiquement en faveur de ces hommes. Plus que toute autre, l’action constante de la Croix-Rouge durant ces trois années symbolise à elle seule, cette intense pression de l’étranger subie par le gouvernement français au sujet du traitement des PG allemands détenus en France.
C’est aussi en 1945 qu’on assiste à la mise en place progressive d’une administration plus à même de prendre en charge ces centaines de milliers d’hommes et d’exploiter au mieux leur force de travail. Dans ce cadre de cette exploitation économique, si le ministère de l’armée, dont dépendent les PG, joue un rôle de premier ordre, les autres ministères jouent également un rôle important voire crucial, comme c’est le cas pour le ministère du travail – c'est lui qui décide de la répartition économique – et dans une moindre mesure du ministère des affaires étrangères qui doit gérer les enjeux diplomatiques. Des rivalités interministérielles compliquent parfois la situation, lesquelles sont peut-être la conséquence de la gouvernance tripartite mise en place après-guerre. Quant à l’opinion publique, quoique plutôt hostile aux PGA au tout début, elle s'en désintéresse ensuite relativement : en ces temps difficiles, ses préoccupations sont autres. Au fil des temps, les rapports deviendront de plus en plus cordiaux entre employeurs français et leurs PG employés ; le PG n’est plus le « boche », l’Ennemi, mais celui qui assiste la reconstruction du pays.
La détention de prisonniers de guerre n’est pas l’apanage de la France et des seuls combattants allemands. Quoiqu’en nombre relativement faible, on compte quelques autres nationalités détenues en France ; pour l’essentiel des Autrichiens et des Italiens. Tous seront libérés dès les débuts de l’année 1946. Aux États-Unis, en Grande-Bretagne, en Belgique, un certain nombre de PG sera également détenu après-guerre. Du reste, l’idée même de mettre au travail les prisonniers de guerre est vraisemblablement née au sein de l’État-major d’Eisenhower à la fin de l’année 1944 : peut-être y a-t-on vu une solution temporaire à l’entretien des huit millions d’Allemands capturés.
Des prisonniers de guerre allemands sous autorités françaises ont aussi été détenus en Afrique du Nord et en Allemagne même, dans la Zone d’occupation française.
1946 peut être considérée comme une période de transition entre le « chaos » de 1945 et la période des libérations de 1947 et 1948. La situation matérielle s’est considérablement améliorée. Quasiment la moitié des hommes travaillent dans les campagnes où ils mènent une vie relativement paisible ; il n’est pas rare de les voir véritablement intégrés à la famille de l’employeur. Les prisonniers connaissent une vie fort différente en fonction du secteur économique où ils sont affectés : l’affectation dans un commando minier ou industriel impose une vie de camp drastique tandis que le travail dans les commandos communaux ou agricoles offre une « grande » liberté.
Du reste, les autorités ne peuvent plus faire preuve d’une trop stricte « sévérité » : à la nécessité de prendre en compte les enjeux diplomatiques, s’ajoutent désormais ceux des futures libérations. Entre autres conséquences : en vue de limiter l’impact économique des prochains départs des PG amenés à être libérés, on instaure le système dit des « travailleurs libres » ; il faut dès lors séduire le plus possible d’Allemands afin de les inciter à rester travailler en France en tant que travailleurs salariés volontaires.
1947 et 1948 sont marquées par les libérations, qui s’opèrent par étapes. Si la plupart des Allemands fait le choix du retour au pays, une centaine de milliers choisit de s’engager pour une durée minimale d’un an en tant que travailleurs libres en France ; 30 000 – chiffre non vérifié mais vraisemblable – font même le choix de s’installer définitivement en France. Il est vrai qu’après des années d’exil, le retour dans un pays divisé, à reconstruire et bouleversé culturellement – démocratie libérale ou communisme ont succédé au nazisme –, peut être une source d’appréhension.
Il est difficile de procéder aux bilans précis de l’épisode de la détention des PG. Sur le plan économique il est probablement considérable, les Allemands ayant joué le rôle d’une main-d’œuvre bon marché dans les secteurs économiques clés d’une France en proie à de graves crises économique et démographique. Sans cette présence, peut-être l’économie française se serait-elle redressée en un temps beaucoup plus long et les répercussions politiques et sociales auraient été bien évidemment importantes. De nouveau, citons ces propos, possiblement prophétiques, tenus en 1945 par le ministre affaires étrangères : « Sans le travail de 1 million et demi ou de 2 millions de prisonniers de guerre allemands pendant 5 à 10 ans, la France (…) ne pourra retrouver sa prospérité en profondeur ».
D’après les sources officielles, l’année 1946 aurait, à elle seule, rapporté plus de 8 milliards de francs de l’époque à l’économie nationale et les PG auraient extrait le tiers du charbon produit.
Le bilan « humain » voire « culturel », il est plus difficile à apprécier. La présence de ces Allemands, ceux-là mêmes qui occupèrent auparavant la France, n’a pu qu’avoir des conséquences remarquables sur le processus de réconciliation avec l’Allemagne et peut-être par là même, sur celui de la future construction européenne. Pour la première fois, Allemands et Français n’eurent plus à se côtoyer en tant qu’adversaires mais en tant que collègues de travail s’attelant à une même entreprise pacifique : la reconstruction économique d’un pays.
À plusieurs reprises, comme cela a été évoqué, cet épisode a été au cœur de polémiques entourant le mauvais traitement supposé des prisonniers ; peut-on déterminer à ce stade si elles étaient justifiées ou non ?
On peut légitimement s’insurger contre le traitement qui a pu être réservé aux prisonniers de guerre allemands en France. Il est évident que la convention de Genève de 1929 n’a pas été scrupuleusement respectée : les conditions de détentions des premiers mois, en 1945, furent exécrables et on peut considérer que le principe même de captivité a été contraire à la Convention internationale dans la mesure où la guerre était révolue. Aux milliers de morts s’ajoutent le « préjudice » moral subi par ces hommes : cette détention arbitraire, qui a duré pour certains jusqu’à trois années, acheva de bouleverser – avec la guerre – la vie de ces hommes.
Deux points doivent être néanmoins soulignés. Si violence il y a eu, elle n’était en rien systématique et organisée. Dès lors, comparer ce qui s’est passé en France durant ces trois années à certains processus concentrationnaires serait tout autant une erreur d’appréciation personnelle qu’une erreur historiographique. Certes, il y a eu des cas de violences – l’armée est plus particulièrement impliquée – mais ils demeurent des cas isolés. La théorie du canadien James Bacque – l’assimilation de l’événement à des actes de génocide – est un non-sens. Au-delà des problèmes de dissimulation des opérations et de logistique qui se seraient posés aux autorités si la France avait opté pour une « politique punitive », on peut s’interroger sur l’intérêt qu’aurait eu cette nation ruinée – une nation qui devait, qui plus est, se battre pour conserver son statut de puissance internationale – à brimer ces Allemands.
Surtout, il est nécessaire de replacer cet épisode dans les circonstances historiques complexes de l'époque, circonstances qu'il peut être difficile de se représenter aujourd’hui. Cet épisode suit et résulte directement de la guerre la plus destructrice qu'ait jamais connue l’humanité. Le monde s’en est trouvé bouleversé. L’occupation, les crimes de guerre et les crimes contre l’humanité commis par les forces de l’axe, l’émergence d’un nouveau monde bipolaire aux nouvelles menaces – les possibilités d’une guerre contre les Soviétiques et d’un conflit nucléaire – sont des faits parmi tant d’autres – tous d’une ampleur rarement égalée auparavant – qui marquent et marqueront à jamais les esprits des Français mais aussi ceux des Allemands. Difficile pour nous autres, citoyens européens de ce début du XXIe siècle, de se représenter précisément ce qu’était de vivre alors. Si polémique il y a, elle est donc à replacer dans le contexte de l’époque. Juger sous un angle « humanitaire » l’événement, en le sortant totalement de son contexte serait dépourvu de sens.

## Sources et archives

### Sources écrites
- Convention relative au traitement des prisonniers de guerre, Genève, 1929, http://www.icrc.org
- Général Buisson, Historique du service des prisonniers de guerre de l’Axe, 1943-1948, Paris, ministère de la Défense nationale, 1948
- Au service des expulsés, réfugiés, sinistrés de guerre, évacués, prisonniers de guerre et civils, rapatriés, réfugiés non-allemands, traduit de l’allemand, édité par le Ministère fédéral ouest-allemand des expulsés, réfugiés et sinistrés de guerre, 1963

### Centres d’archives

#### Archives nationales contemporaines – Fontainebleau
- Série 770810 – Articles 1 à 3
- Série 770623 – Articles 84 à 91

#### Archives du ministère des affaires étrangères –Paris
- Série Y 46 (décembre 43 à juin 45)
- Série Y 47 (juillet 45 à février 49)
- Série Z 22
- Série Z 23

#### Service historique de l’armée de terre (Service Historique de l’Armée de Terre (Vincennes)) –Vincennes
- Série 2 P cartons 25 et 65
- Série 6 P 10
- Série 7 P cartons 7, 33, 40, 123, 124, 128,154
- Série 9 P cartons 35, 50, 137
- Série 10 P 37
- Série 11 P cartons 60, 165, 176
- Sérié 7 U cartons 2352, 2536, 2547, 2569,

#### Archives départementales du Nord –Lille
- Série 27 W cartons 383411, 383471 et 383611
- Sérié 33 W cartons 3880449, 388073 et 38008
- Série 42 W 393383
- Série 57 W cartons 4352927 et 4353722
- Série 67 W 4523615
- Série 71 W 466633
- Série 85 W cartons 4973519, 85 W 497364, 4973612, 4979710, 4979827, 4979829, 4979931, 4979949, 49800/7 et 4980121

#### Archives départementales de laNièvre(Nevers) –Nevers
- Série 11 W 13
- Série 999 W cartons 946, 1071, 1106, 1107, 1108, 1109 et 1794